# Castellón de la Plana
Castellón de la Plana (cooficialmente en valenciano: Castelló de la Plana) es una ciudad y municipio español, capital de la provincia de Castellón y de la comarca de la Plana Alta, ubicada en el noreste de la Comunidad Valenciana. Geográficamente se sitúa al este de la península ibérica sobre una extensión de terreno llano, rodeada por distintas sierras por el interior y el mar Mediterráneo al este, ante el cual se extienden los 8,6 kilómetros de la Costa del Azahar de los que disfruta el municipio. El núcleo urbano principal se encuentra a 27 m de media sobre el nivel del mar y a unos 4 km del mar. A medio camino entre la ciudad y el mar, en plena Marjalería, se cruzan el paralelo 40° norte y el meridiano 0° o de Greenwich, dos de las circunferencias imaginarias que rodean la Tierra. A 30 millas náuticas se encuentra el archipiélago de origen volcánico de las Islas Columbretes, declarado reserva marina en 1990 y reserva natural en 1994.
Castellón es la cuarta ciudad de la Comunidad Valenciana por número de habitantes, ya que cuenta con una población de 180 379 habitantes (INE 2024) distribuidos en dos núcleos urbanos —Castellón y el Grao— y diversos grupos periféricos, urbanizaciones y diseminados por toda la extensión de su término municipal. Su área urbana funcional se extiende por otros seis municipios de la misma comarca que suman 239 371 habitantes. Su área urbana en 2018 se extendía a otros cinco municipios, la mayoría de ellos de la comarca de la Plana Baja y alcanzó una población de 302 374 en 2016. Estas áreas no se corresponderían en extensión con ninguna de las diferentes propuestas de área metropolitana que se hayan ideado oficialmente o utilizado para la realización de diversos estudios de entidades públicas o privadas.
La población originaria se situaba en el cerro de la Magdalena protegida por el Castell Vell, origen del nombre Castellón, hasta 1252 cuando la tradición sitúa el traslado al llano gracias al permiso otorgado por el rey Jaime I de Aragón el 8 de septiembre de 1251, considerada la fecha de fundación del asentamiento urbano actual. Estos hechos todavía se recuerdan con la celebración de las fiestas de la Magdalena el tercer domingo de Cuaresma, declaradas como fiestas de Interés Turístico Internacional. El 4 de noviembre de 1837 la reina Isabel II concedió a Castellón el título de ciudad después de haber resistido heroicamente a un asedio de tres días por las tropas carlistas en julio de ese mismo año. Desde entonces, y apoyada en su designación como capital de provincia, la ciudad ha evolucionado pasando en muy pocos años de ser una población agrícola dedicada al cultivo de cañamiel, arroz, cáñamo, cítricos y algarrobo a mediados del siglo XX a convertirse en una ciudad industrial basada en la producción de azulejos, productos químicos, el refino de petróleo y a la prestación de servicios gracias a la instalación de diversas instituciones políticas, judiciales, económicas, educativas, culturales y sociales en la segunda mitad de dicho siglo, como la Universidad Jaime I creada en 1991.
La sucesión de guerras civiles en los siglos XIX y XX provocó una gran destrucción de patrimonio y densificación del núcleo urbano que se vio incrementado gracias al rápido crecimiento de la ciudad fruto del desarrollismo y la muy laxa normativa urbanística vigente en la fecha, que muy pronto se vio desbordada por las circunstancias de la época, haciendo que la ciudad se expandiera sin orden resultando en la construcción de altos edificios, viales estrechos, ninguna zona verde y escasos servicios públicos, que colocan a Castellón ante la opinión pública nacional como una de las ciudades más feas de España. Incluso dadas sus diferentes y complejas escalas urbanas la ciudad ha llegado a ser comparada con Nueva York. Sin embargo, el casco histórico, declarado Bien de Relevancia Local conserva prácticamente íntegro su trazado medieval donde destaca la Torre Campanario exenta, principal monumento de la urbe.
Su esplendor cultural tuvo lugar entre la última década del siglo XIX y principios de la década de los 1950 con la creación de numerosas obras artísticas, literarias y musicales, así como la aparición de numerosas instituciones culturales y deportivas cuyo máximo exponente fue la firma de las Normas de Castellón, reguladoras de la lengua valenciana en 1932. Tras muchos años de decadencia en este campo, a partir de los años 1990 se vivió un renacimiento cultural tras la creación de nuevos espacios culturales, la rehabilitación o traslado de los existentes, como el nuevo Museo de Bellas Artes de 2001, y la aparición de nuevos eventos multitudinarios, con especial énfasis en los deportivos, por los que en 2012 Castellón ostentó el título de Ciudad Europea del Deporte.

## Toponimia

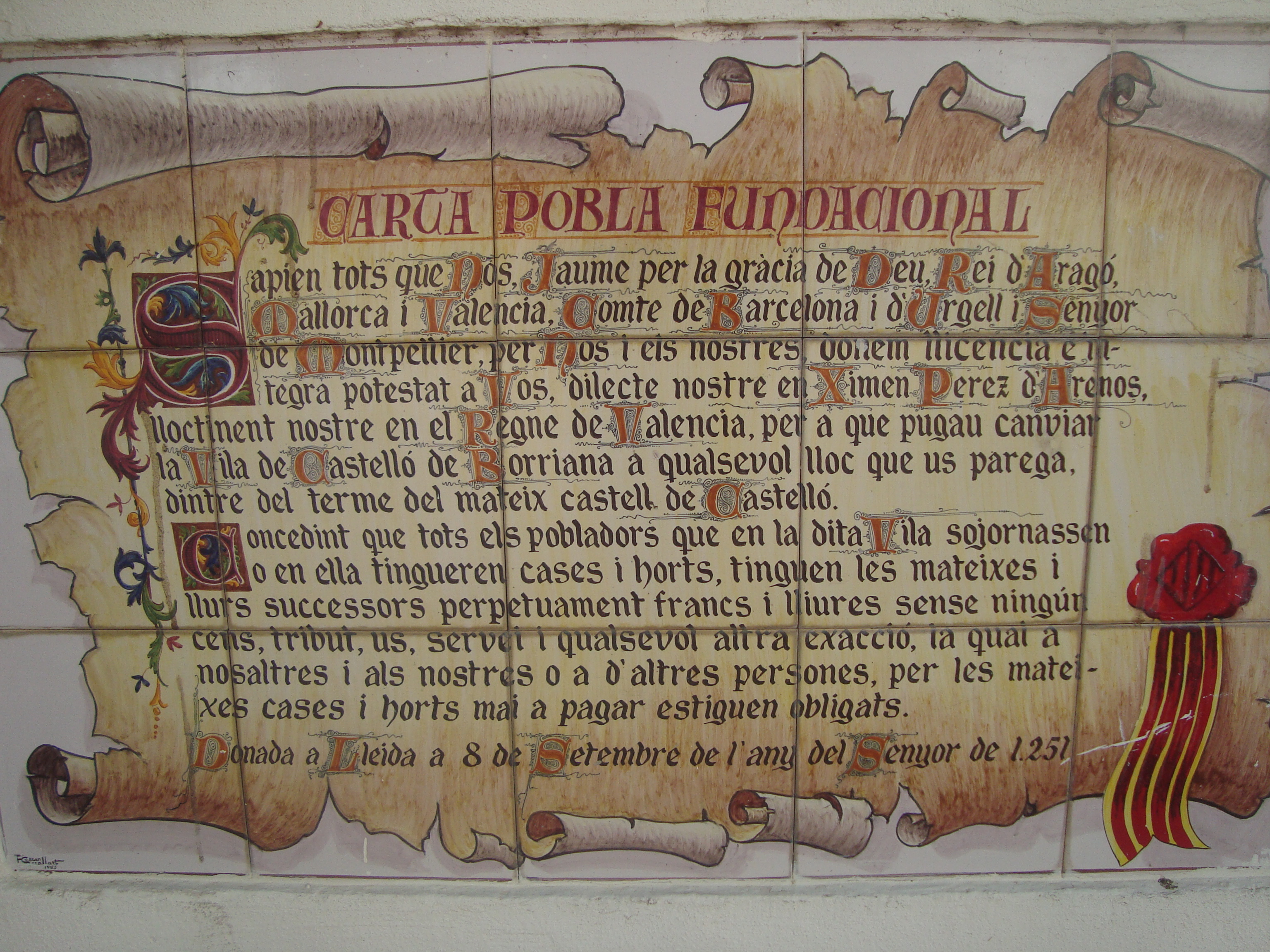
Mural cerámico del Privilegio del traslado donde pueden leerse los topónimos Castelló de Borriana y Castelló

El nombre de la ciudad procede de la construcción medieval Castellu+Ione, que significa ‘castillo pequeño’. a su vez Castellum deriva de la forma Castrum más el sufijo diminutivo «-ellum». desde la época de la conquista cidiana esta construcción gramatical tuvo diversas escrituras como Kastilgón, Castilgone ripa de mare, Castilion, Castiliones o el doblete Castelló/Castellón, hasta el 31 de agosto de 1290 fecha a partir de la cual solo apareció la grafía Castelló, cumpliendo las reglas gramaticales que han dado origen a la mayoría de diminutivos y al enmudecimiento del sonido nasal alveolar [n] característicos de este idioma. El origen de este nombre es el castillo que protegía a la población primitiva situada en el cerro de la Magdalena y fue heredada por el nuevo asentamiento cuando se autorizó su traslado a la Plana.
La necesidad imperiosa de distinguir esta población de otras de los mismos dominios reales llevó a la Cancillería Real a crear diversas variantes como las de Castelló de Borriana o Castelló del Camp de Borriana, pues Burriana era la principal localidad de la zona, utilizadas entre 1244 y 1339. Durante el siglo XV aparece la forma Castelló a secas o como Vila de Castelló. La primera referencia al apellido «de la Plana» apareció en 1308, pues la villa era capital de la Gobernación de más allá del río Uxó, también conocida como de la Plana, pero hasta el siglo XVI no se hace habitual. Los cuatro nombres son los únicos que figuran en toda clase de documentación oficial y privada de la época.
La forma Castellón se consideraba arcaizante ya en el catalán medieval y su vida fue efímera en la lengua hablada y esporádica en la escrita hasta que la necesidad de encontrar un nombre para la villa en castellano hizo a los autores del siglo XVI rebuscar en la historia un topónimo que se adaptara mejor a las normas ortográficas de este idioma, dando con una denominación abandonada en la lengua propia de la zona. Uno de los primeros usos de este nombre lo da Rafael Martí de Viciana en su Crónica, alternando con el nombre en valenciano, donde propone el nombre de «Castellón el Grande» sin que la idea tuviese más relevancia. La primera referencia en un documento oficial escrito en castellano al uso de Castellón se tiene en 1609, pero su uso no es habitual hasta la promulgación de los Decretos de Nueva Planta. Esta letra final [n] recuerda a la manera en la que se forman los aumentativos en este idioma, creando una gran confusión sobre el significado original del topónimo. Durante el siglo XVIII se viene imponiendo la forma Castellón de la Plana en la documentación oficial
Durante siglos eruditos e historiadores relacionaron Castellón con la ciudad íbera de Cartalias, Castalias o Castalium que aparecía citada en la Geografía de Estrabón y que quisieron corresponder con el lugar donde se emplazaba la fuente de las musas griegas basándose en la etimología inversa, la descripción bastante precisa de aquella ciudad y de pruebas arqueológicas mal estudiadas con la pretensión de engrandecer el relato histórico local.
En 1982 el municipio pasa a denominarse Castellón de la Plana y Grao de Castellón/Castelló de la Plana i Grau de Castelló, abandonando la versión monolingüe en castellano del nombre e incorporando la referencia al distrito marítimo. De nuevo en 1986 se cambia el nombre oficializando la denominación bilingüe en castellano y en valenciano Castellón de la Plana/Castelló de la Plana.
El 22 de marzo de 2019, tras la aprobación previa por parte del Ayuntamiento de Castellón de la Plana y la Academia Valenciana de la Lengua, el Consejo de la Generalidad Valenciana ratificó el topónimo oficial y único en valenciano de Castelló de la Plana, abandonando así la doble denominación. Este cambio en el topónimo se hizo oficial el 15 de abril de 2019 cuando se publicó en el Boletín Oficial del Estado. El 17 de diciembre de 2024, tras poco más de un año de trámites en el ámbito municipal, el Consejo de la Generalidad aprueba recuperar el topónimo en castellano oficializando la denominación bilingüe Castelló de la Plana/Castellón de la Plana, apareciendo publicada esta denominación oficial en el BOE de 20 de enero de 2025, fecha a partir de la cual su denominación oficial es su forma bilingüe.
En la ciudad se suele acortar el nombre, reduciéndolo a Castellón o Castelló. También es muy utilizado el sobrenombre Capital de la Plana, haciendo referencia la situación de la ciudad.
Gentilicio
El gentilicio «castellonense» es el oficial de la ciudad y de la provincia. El gentilicio oficial en valenciano es «castellonenc» para el género gramatical masculino y «castellonenca» para el femenino, en estas palabras esa [n] arcaizante en valenciano se recupera al entrar en contacto con el afijo derivativo que forma el gentilicio. En el ámbito festero, existe la palabra «castellonero/a», castellanización del original en valenciano «castelloner/a», referida inicialmente a la indumentaria tradicional, acabó designando por metonimia a la persona que lo porta, y a partir de ahí, se ha convertido también en un gentilicio de uso común.

## Símbolos
Escudo

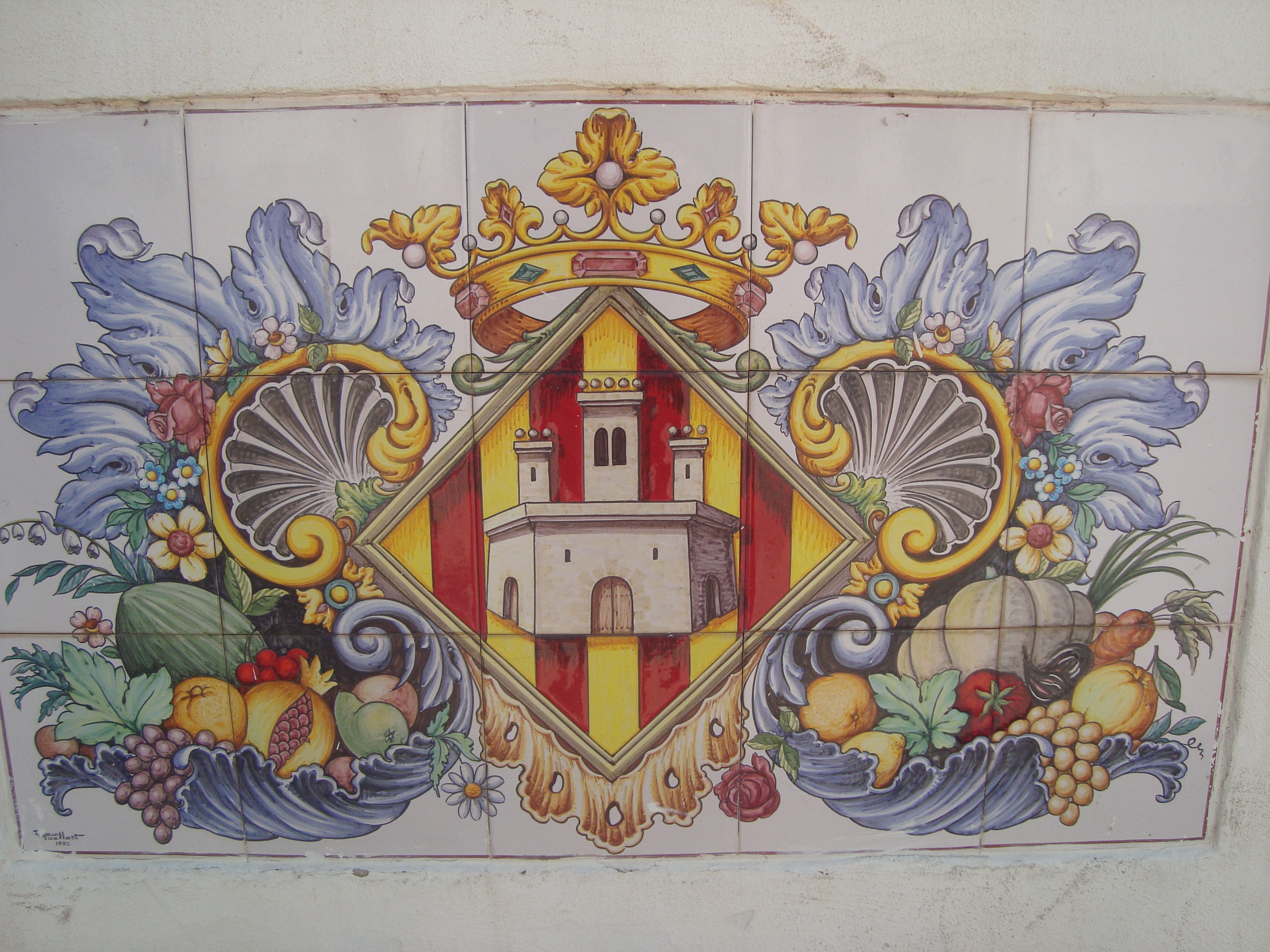
Escudo de Castellón en cerámica

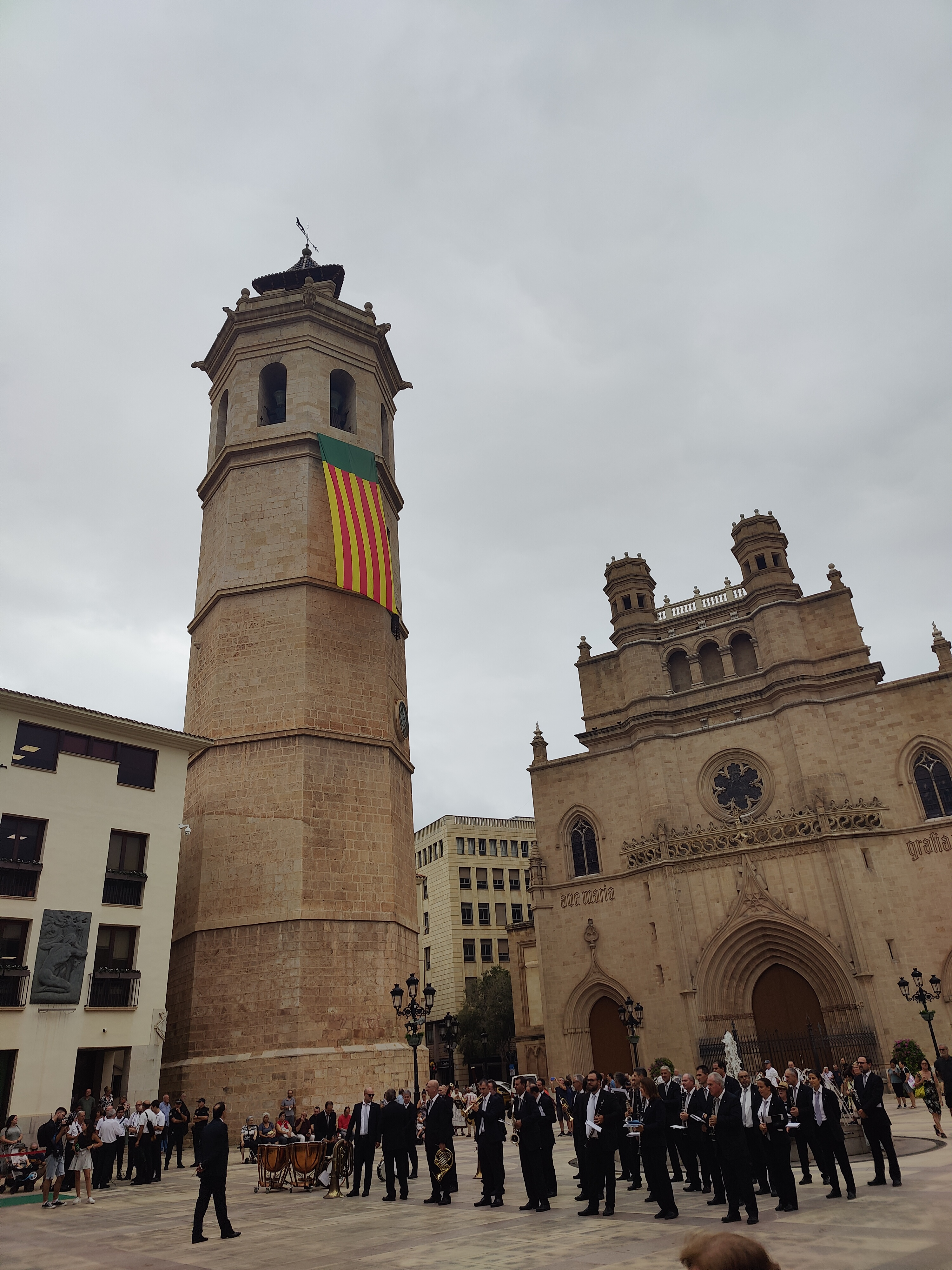
El Fadrí engalanado con la bandera de Castellón y la Banda de Música lista para interpretar la Marcha de la ciudad

El escudo de Castellón se define así:

Un losange de oro con cuatro palos de gules y sobre el todo un castillo de plata donjonado de tres torrecillas, y aclarado de gules.

Se trata de unas armas parlantes ya que el castillo representa el nombre de la ciudad.
Bandera
La bandera local se puede definir así:

Bandera de proporciones 2:3. Sobre fondo amarillo cuatro barras rojas, terciada al asta de verde, con el escudo de la ciudad, en el centro junto al asta.

Castellón también cuenta con un pendón con el que se conmemoraba la victoria de la ciudad liberal del asedio sufrido ante el ejército carlista en 1837 y que se vino celebrando anualmente entre 1839 y 1936. Con la entrada franquista se prohibió la conmemoración y el pendón fue guardado hasta la celebración en 1987 del 150 aniversario de la batalla, fecha en la que fue restaurado y exhibido de nuevo. Desde entonces, no se ha vuelto a hacer uso de este símbolo cívico.
Himnos
El himno de Castellón es la Marcha de la ciudad, compuesta en 1945 por Matilde Salvador i Segarra sobre la abertura de la segunda pieza musical de su ópera de marionetas La Filla del Rei Barbut, basada en la mitología castellonense y estrenada en 1943; se adoptó como oficial en 1987 y desde entonces se interpreta en algunas ocasiones solemnes. El Rotllo i canya, un pasodoble compuesto por José García Gómez y letra de Sánchez Gozalbo, fue estrenado en 1946 como himno oficial de las fiestas de la Magdalena y con el paso del tiempo se ha convertido en el himno popular de la ciudad.
Títulos, lemas, eslóganes y condecoraciones
Castellón disfruta desde tiempos inmemoriales del título de «Muy Ilustre». El nombramiento como ciudad tras la victoria contra las tropas de Cabrera en 1837 vino acompañado de los títulos de «Fiel y leal». El 18 de abril de 1876 tras numerosas batallas en el marco de la tercera guerra carlista el rey Alfonso XII concede a la ciudad el título de «Constante». Estos cuatro títulos se usaron conjuntamente hasta 1938 cuando las tropas franquistas entraron en la ciudad durante la Guerra Civil, se renunció a seguir usando los títulos liberales pero se mantuvo el de uso inmemorial. Actualmente no se hace uso de ningún título honorífico. El 15 de enero de 1876 el ayuntamiento de la capital recibía el título de «Excelencia», del que aún hace uso con la forma de «Excelentísimo».
El escudo otorgado a la ciudad de Castellón en 1843 portaba una cinta saliendo de la cimera con el lema «Triunfó de los enemigos de la libertad, julio de 1837» figurando en el escudo de la ciudad hasta 1931 cuando por la proclamación de la II República se sustituyó la corona real del escudo por una mural, se restituyó brevemente tras la caída de la ciudad en la última guerra civil y se prohibió en 1939 aduciendo que representaba los ideales contra los que luchaba el bando nacional, compuesto por, entre otros grupos, los herederos del Carlismo.
Entre los años 2006 y 2015 utilizó como lema el eslogan «Passió x Castelló»/«Pasión x Castellón» que se reprodujo en todos los documentos oficiales, las comunicaciones y en la identidad corporativa del ayuntamiento, en elementos de promoción turística, en decoraciones festivas, en mobiliario urbano e incluso llegó a dar nombre a un barco velero.
En 2008, para celebrar la creación de la nueva orden autonómica de Jaime I el Conquistador, el Presidente de la Generalidad Valenciana Francisco Camps otorgó la placa de la orden a las principales ciudades de la comunidad, entre ellas Castellón de la Plana.

## Geografía y medio ambiente

Localización del municipio en la comarca de la Plana Alta

El municipio de Castellón se encuentra al este la península ibérica, en la costa norte del golfo de Valencia situado en el mar Mediterráneo. Respecto a su provincia, se encuentra descentrado, a unos 32 km del límite con Valencia en Almenara y a unos 76 km del límite con Tarragona en Vinaroz. La ciudad de Castellón de la Plana ha sido tradicionalmente el gran núcleo urbano de la comarca natural de la Plana; sin embargo, según la división comarcal de 1987 el municipio forma parte de la comarca de la Plana Alta. Gracias a colindar con los municipios de Alcora y Onda, el municipio limita con las comarcas del Alcalatén y la Plana Baja respectivamente.
Sus medidas extremas son: 8,6 km de costa, 17,1 km en dirección este-oeste y 13 km en dirección norte-sur. El conjunto del término municipal tiene una superficie de 111,33 km² y limita con los siguientes municipios:
| Noroeste: Onda, Alcora y Borriol | Norte: Borriol | Nordeste: Benicasim                  |
| Oeste: Onda                      |                | Este: mar Mediterráneo               |
| Suroeste: Onda y Almazora        | Sur: Almazora  | Sureste: mar Mediterráneo y Almazora |

Los límites del término municipal de Castellón de la Plana se apoyan en accidentes naturales y obras humanas para su delimitación. Empezando por el norte y en sentido antihorario, desde el monolito que marca el límite con Benicasim en la playa del Serradal, la frontera se ciñe al camino de la Raya de Benicasim hasta llegar a les Serretes por la zona de la Pedrera, las cuáles corta perpendicularmente por la cima de la Roca de la Seda desde donde sigue en línea recta hasta el trifinio con Borriol. Desciende por la divisoria de aguas de la línea montañosa rodeando la urbanización de La Coma y la cantera de la Joquera hasta su encuentro con la carretera de Borriol donde se sigue por el Camino de la Raya de Borriol, actualmente sustituido por la autovía CV-10, que hace de límite hasta que gira por la carretera de Alcora. Por aquí sigue hasta la altura de la urbanización de la Joquera cerca de la cual se adentra en las aguas del pantano de María Cristina donde busca el límite con Alcora. El límite del municipio respecto a la capital del Alcalatén parte en dos la presa del embalse y se ubica sobre la rambla de la Viuda hasta el barranco de la Pedriza, donde pasa a separar Castellón de Onda siguiendo el lecho de la rambla hasta la Cuadra de Villalón, donde la línea de límite se resitúa sobre el Camino de la Raya de Almazora, separando Castellón del municipio almazorino. El límite municipal sigue por este camino hasta las proximidades del grupo Perpetuo Socorro, conurbado con Almazora únicamente separado por el Barranquet, por donde sigue hasta el grupo Santa Teresa. A partir de aquí la «raya» se pierde entre los campos de la huerta siguiendo acequias y caminos rurales secundarios hasta alcanzar el camino de la Donación junto al polígono del Serrallo donde vuelve a alcanzar el mar de nuevo.
Existe mucha confusión acerca de si el municipio de la capital y el de San Juan de Moró, creado por segregación del de Villafamés en 1990, colindan. Si así fuese, sería mediante un cuatrifinio en las aguas del embalse entre dichos términos y los de Borriol y Alcora.
El término municipal de Castellón ha sufrido muy pocos cambios a lo largo de la historia. En 1178 se documentaba el dominio del Castell Vell como la suma de los actuales municipios de Castellón y Almazora, que fueron separados tras la conquista cristiana, entre 1233 y 1242, dejando bajo control castellonense una superficie de 107,32 km² en 1398. En 1857 se segrega de Castellón el municipio de Benicasim, desconociendo cuando se agregó, y en 1955 se incorporaron las Islas Columbretes al término municipal de la ciudad, aunque hacía años que la ciudad ya se adjudicaba su jurisdicción. El último cambio en los límites castellonenses se produjo en 2022 cuando se intercambió con Borriol diversas parcelas divididas entre ambos municipios en La Coma a cambio del conocido como Molló de la Galera.
Distancias por carretera a otros municipios

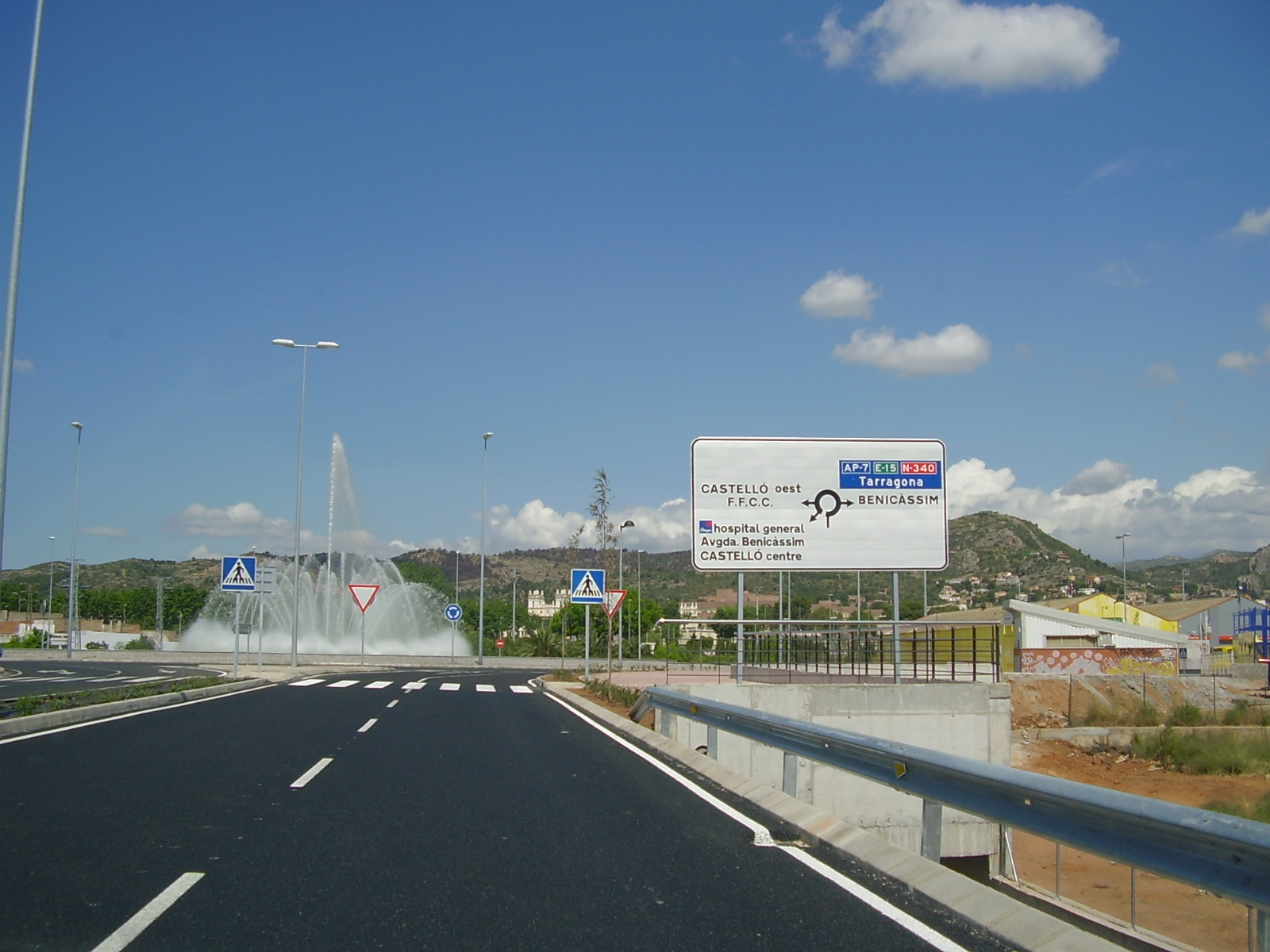
Entrada norte a Castellón por la N-340a en el cruce con la Ronda Ciudad

Las distancias a las localidades que se señalan en la tabla, son partiendo de la plaza Mayor y tomando las vías más rápidas.
| Localidades | Distancia | Localidades | Distancia | Localidades | Distancia |
| ----------- | --------- | ----------- | --------- | ----------- | --------- |
| Villarreal  | 8 km      | Burriana    | 15 km     | Alcora      | 22 km     |
| Nules       | 25 km     | Cirat       | 54 km     | Albocácer   | 58 km     |
| Segorbe     | 65 km     | Valencia    | 65 km     | Vinaroz     | 81 km     |
| Morella     | 104 km    | Teruel      | 140 km    | Tarragona   | 190 km    |
| Alicante    | 234 km    | Barcelona   | 290 km    | Madrid      | 415 km    |

### Orografía, hidrografía y geología

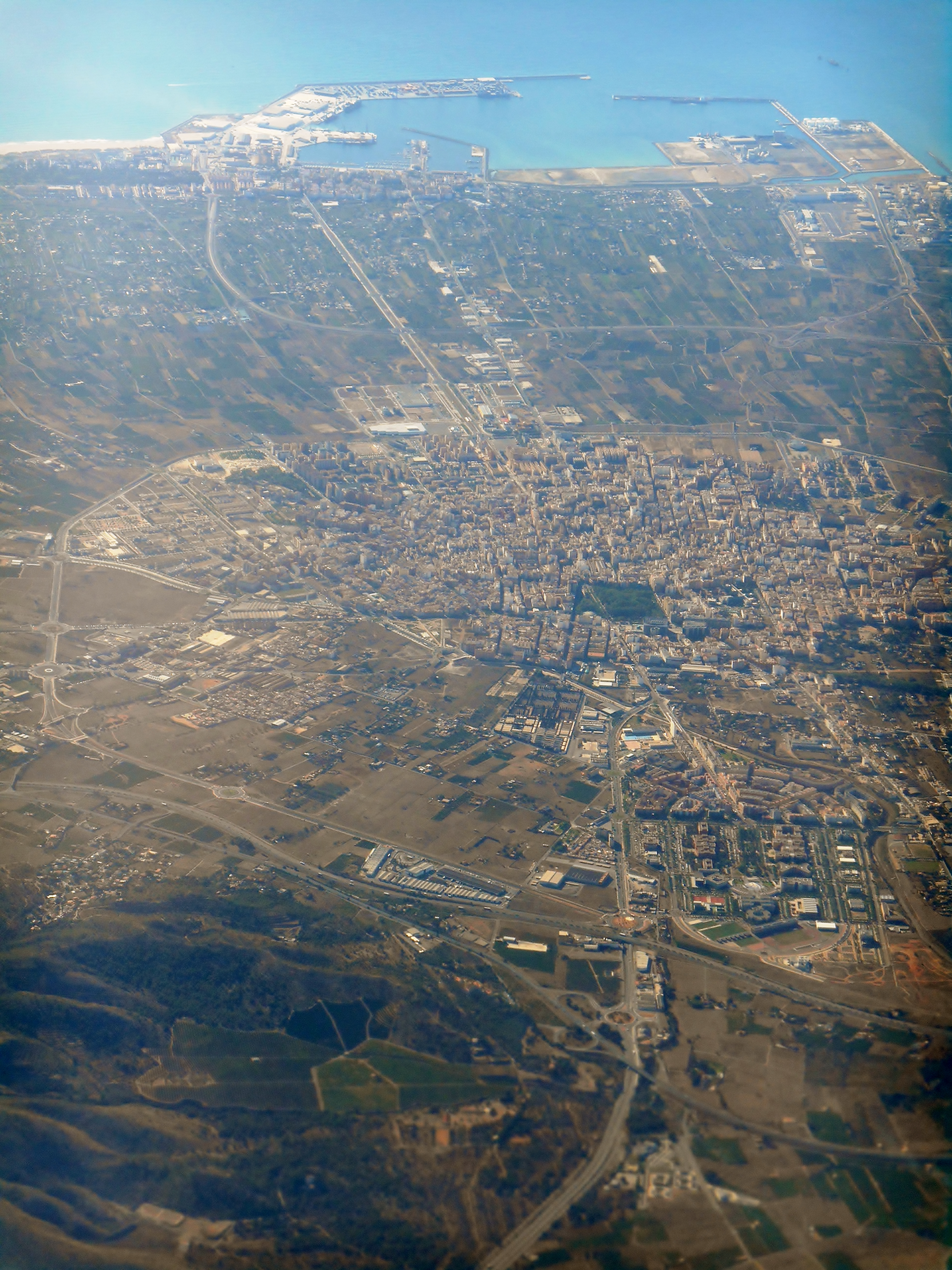
Vista aérea de la ciudad

El término municipal se encuentra enclavado mayoritariamente sobre el llano aluvial de la Plana formado en glacis por el delta fluvial del río Mijares, que discurre en dirección oeste-este, y de su afluente la rambla de la Viuda que discurre en dirección norte-sur, junto a las aportaciones menores de los ríos Belcaire, Sonella y Seco. La Plana queda cerrada por el interior por las sierras del Desierto de las Palmas, la Sierra de Espadán y la sierra donde se asienta la población de Almenara. En el litoral la Plana presenta grandes superficies de marjal separadas del mar por cordones litorales.
En el margen izquierdo del Mijares se encuentra Castellón, con la mayor parte del término situada en la Plana salvo una pequeña porción al noroeste, ocupada por piedras calizas, que conforma el extremo sur del Desierto. Salvo el norte y el noroeste del término, su relieve es predominantemente plano con una suave pendiente hacia el mar. La Marjalería ocupa todo el litoral y queda separada del mar por una restinga que crea una costa baja y arenosa de 8,6 km de longitud cuya mitad norte ocupan las tres playas del municipio, y la otra mitad está dedicada al Puerto, cuya construcción modificó profundamente la línea costera, apareciendo una acumulación de tierras ganadas al mar al norte y una inundación de las playas y parte de la tierra firme al sur donde ahora se encuentra el polígono industrial del Serrallo.
La geología de la zona es de sedimentos cuaternarios de origen continental en disposición laminar con importantes depósitos de ambiente mixto marino-continental y con pequeños afloramientos de las eras mesozoicas y cenozoicas. Los fenómenos geomorfológicos más destacables son los abarrancamientos y la acumulación de rocas sueltas, aunque el terreno es estable. Respecto a la edafología, existen suelos del orden entisol, del suborden fluvent al norte del municipio, y del suborden orthent en el resto del municipio; y del orden inceptisol en las zonas de gran pendiente.
La cota más alta del municipio se sitúa al norte en el trifinio con Benicasim y Borriol, en la cara suroeste de la Roca Blanca, con 612 m s. n. m., a solo 175 m de su cumbre que alcanza los 631 m s. n. m. Otros montes importantes son: el Racó de Raca con 458 m s. n. m. que forma parte del vértice geodésico de orden inferior, el Tossal de Llobera con 353 m s. n. m., ambos en el límite con el término borriolense; el Tossal Gros con 354 m s. n. m., la Penyeta Roja con 288 m s. n. m. y la Montaña Negra con 307 m s. n. m. ya se encuentran todos propiamente en Castellón. Cabe destacar por su simbolismo, el cerro de la Magdalena con 111 m s. n. m. La altura media del municipio es de 30 m s. n. m.

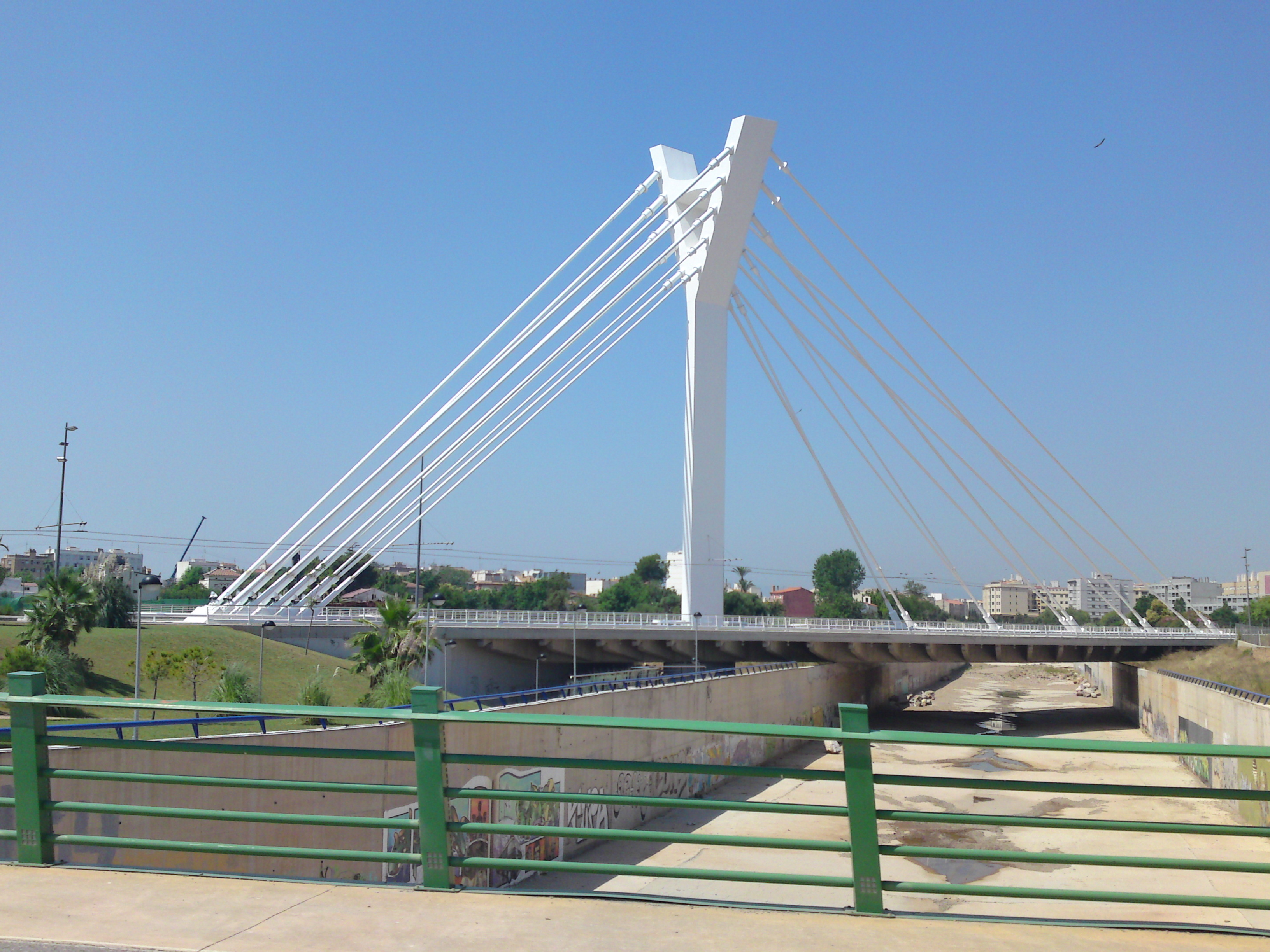
Puente del sobre el río Seco

La rambla de la Viuda es el principal recurso hídrico de Castellón, recorre media provincia de forma paralela a la costa, sobre ella se sitúa el embalse de María Cristina y en ella desaguan todas las corrientes de agua del noroeste al suroeste del término. Su gran capacidad le ha permitido construir su propio abanico aluvial que ha modificado toda la topografía de su alrededor. Constituye el límite oeste del término municipal. El río Seco de Borriol nace en la vertiente este de la Sierra de Moró y baja por el valle de Borriol hasta encajonar su cauce sobre el glacis de la Plana, donde describe una gran curva por el oeste y el norte de la ciudad perdiéndose en la marjal, donde desembocaba en el arrozal conocido como Lluent hasta que en la segunda mitad del siglo XX se construyó un canal artificial para darle una desembocadura directa al mar, entre las playas del Gurugú y el Serradal. Constituye el desagüe principal del norte del municipio así como de la Marjalería. A su paso por el casco urbano se encuentra prácticamente encauzado en su totalidad e incluso entre su cruce con la N-340a y la Ronda Norte se encuentra cubierto con un importante vial urbano discurriendo por encima. Hasta 12 barrancos surcan diferentes partes del término municipal, de ellos los más importantes son el de Fraga, que desagua toda la parte este del municipio y que se encuentra encauzado desde el punto en que se acerca al casco urbano hasta desembocar mediante un canal artificial en el mar a la altura del Serrallo; y el barranco del Sol que discurre paralelo al río Seco por el oeste de la ciudad.
Respecto a las aguas subterráneas, el municipio está situado sobre el sistema acuífero Sierra de Espadán-Plana de Castellón-Plana de Sagunto subsistema de Plana de Castellón, cuyas aguas emergen nutualmente a través de la Font de la Reina, la Font de la Mare de Déu de la Salut y de la Barrassota, pero que fundamentalmente se extrae mediante bombeo para usos agrícolas, industriales y urbanos.
La red de canalizaciones artificiales de agua está muy desarrollada en el municipio, y ha sido una parte vital para el desarrollo económico y urbano de la ciudad. La Acequia Mayor es la más importante pues constituyó el primer sistema de riegos de la zona y abastecía de agua a la villa al tener un posible origen islámico, toma sus aguas del Mijares en Almazora y entra al término castellonense por la zona de Fadrell, que tiene un régimen de riego especial, para luego seguir su camino en dirección sur-norte hasta encontrarse con el núcleo urbano a la altura del Molino de Casalduch. Desde aquí sigue su recorrido entubado por la Ronda Ciudad, pero hasta 2002 circulaba por su recorrido original soterrada bajo algunas de las principales calles de la ciudad, donde destacan dos de sus antiguos molinos, hasta salir del casco y recuperar su canal abierto hasta verter sus aguas en la Molí de la Font, lugar también de nacimiento de importantes acequias de la zona norte como la Travessera y de la Obra, que desembocan directamente en el mar. La construcción del embalse trajo la construcción de un nuevo sistema de acequias y canales que permitieron la instalación del regadío al oeste de la ciudad, incluida una nueva toma de agua directa del río Mijares.
Las Islas Columbretes constituyen la parte emergida de un extenso campo volcánico submarino producto del choque entre las placas tectónicas euroasiática y africana. Su actividad comenzó en el mioceno inferior pero fue durante pleistoceno cuando se formaron las islas reunidas en un conjunto de cuatro islotes: l'Illa Grossa, la Ferrera, la Foradada y el Carallot.

### Clima
De acuerdo con la clasificación climática de Köppen el clima de Castellón es en general semiárido templado y frío (BSk), si bien está muy cerca del límite con el clima mediterráneo, el relieve de la zona le otorga un carácter de continentalidad. La temperatura media anual es de 18 °C con valores medios oscilan entre los 11 °C de enero y los 26,2 °C de agosto. De este modo, se marcan claramente dos estaciones, el invierno de diciembre a febrero y el verano de junio a septiembre mientras que la primavera y el otoño se caracterizan por su calidez sin a penas variaciones estacionales.
Geográficamente Castellón se sitúa a mitad de camino entre el Ecuador y el Círculo polar ártico, un área de intercambio energético entre las masas de aire frías y cálidas que propicia que en invierno predomine la componente oceánica y en verano la desértica. Por ello predominan fundamentalmente los vientos del oeste (poniente) en invierno a los que en verano se les unen vientos del sureste (xaloc) y noreste (gregal) que influyen en la aparición de brisas marinas de garbí muy influyentes. La intensidad de los vientos suele ser débil, no superando los 15–20 km/h.
Las precipitaciones anuales alcanzan los 435 mm, con importantes cambios a lo largo del año dándose mínimos muy marcados en verano, y máximos en los meses de otoño por el efecto del fenómeno meteorológico de la gota fría, con un máximo secundario en primavera.
La insolación es de 2755 horas/año, con máximo en julio y mínimo en enero.
| Parámetros climáticos promedio de Observatorio de Almazora (43 m s. n. m.) (Periodo de referencia: 1991-2020, extremos: 1976-presente) | Parámetros climáticos promedio de Observatorio de Almazora (43 m s. n. m.) (Periodo de referencia: 1991-2020, extremos: 1976-presente) | Parámetros climáticos promedio de Observatorio de Almazora (43 m s. n. m.) (Periodo de referencia: 1991-2020, extremos: 1976-presente) | Parámetros climáticos promedio de Observatorio de Almazora (43 m s. n. m.) (Periodo de referencia: 1991-2020, extremos: 1976-presente) | Parámetros climáticos promedio de Observatorio de Almazora (43 m s. n. m.) (Periodo de referencia: 1991-2020, extremos: 1976-presente) | Parámetros climáticos promedio de Observatorio de Almazora (43 m s. n. m.) (Periodo de referencia: 1991-2020, extremos: 1976-presente) | Parámetros climáticos promedio de Observatorio de Almazora (43 m s. n. m.) (Periodo de referencia: 1991-2020, extremos: 1976-presente) | Parámetros climáticos promedio de Observatorio de Almazora (43 m s. n. m.) (Periodo de referencia: 1991-2020, extremos: 1976-presente) | Parámetros climáticos promedio de Observatorio de Almazora (43 m s. n. m.) (Periodo de referencia: 1991-2020, extremos: 1976-presente) | Parámetros climáticos promedio de Observatorio de Almazora (43 m s. n. m.) (Periodo de referencia: 1991-2020, extremos: 1976-presente) | Parámetros climáticos promedio de Observatorio de Almazora (43 m s. n. m.) (Periodo de referencia: 1991-2020, extremos: 1976-presente) | Parámetros climáticos promedio de Observatorio de Almazora (43 m s. n. m.) (Periodo de referencia: 1991-2020, extremos: 1976-presente) | Parámetros climáticos promedio de Observatorio de Almazora (43 m s. n. m.) (Periodo de referencia: 1991-2020, extremos: 1976-presente) | Parámetros climáticos promedio de Observatorio de Almazora (43 m s. n. m.) (Periodo de referencia: 1991-2020, extremos: 1976-presente) |
| Mes | Ene. | Feb. | Mar. | Abr. | May. | Jun. | Jul. | Ago. | Sep. | Oct. | Nov. | Dic. | Anual |
| --- | --- | --- | --- | --- | --- | --- | --- | --- | --- | --- | --- | --- | --- |
| Temp. máx. abs. (°C) | 28.0 | 28.8 | 30.8 | 30.6 | 35.0 | 38.8 | 40.6 | 39.4 | 36.0 | 33.4 | 29.0 | 25.4 | 40.6 |
| Temp. máx. media (°C) | 15.6 | 16.4 | 18.7 | 21.0 | 24.1 | 27.9 | 30.4 | 30.7 | 27.8 | 23.9 | 19.1 | 16.1 | 22.6 |
| Temp. media (°C) | 11.0 | 11.7 | 13.8 | 16.0 | 19.3 | 23.1 | 25.8 | 26.2 | 23.2 | 19.4 | 14.7 | 11.8 | 18.0 |
| Temp. mín. media (°C) | 6.4 | 6.9 | 8.9 | 11.1 | 14.4 | 18.3 | 21.2 | 21.6 | 18.6 | 15.0 | 10.2 | 7.5 | 13.4 |
| Temp. mín. abs. (°C) | -4.4 | -2.2 | 0.4 | 2.8 | 5.2 | 10.2 | 12.0 | 12.2 | 9.8 | 5.4 | -1.8 | -0.6 | -4.4 |
| Precipitación total (mm) | 38 | 26 | 45 | 34 | 36 | 19 | 10 | 20 | 60 | 54 | 53 | 40 | 435 |
| Días de precipitaciones (≥ 1 mm) | 3.6 | 3.1 | 3.7 | 4.2 | 4.3 | 2.6 | 1.7 | 2.5 | 4.8 | 4.4 | 4.1 | 4.0 | 43.1 |
| Días de nevadas (≥ 0.01 mm) | 0.0 | 0.0 | 0.0 | 0.0 | 0.0 | 0.0 | 0.0 | 0.0 | 0.0 | 0.0 | 0.0 | 0.0 | 0.1 |
| Horas de sol | 183 | 192 | 226 | 252 | 291 | 318 | 341 | 301 | 240 | 217 | 183 | 170 | 2922 |
| Humedad relativa (%) | 64 | 62 | 62 | 60 | 60 | 59 | 61 | 64 | 65 | 67 | 64 | 66 | 63 |
| Fuente: Agencia Estatal de Meteorología                                                                                                | | | | | | | | | | | | | |

Algunos de los valores extremos, o récord, registrados en el observatorio de la Agencia Estatal de Meteorología situado en Almazora, considerados desde 1976 para la precipitación y la temperatura y desde 1978 para el viento son los siguientes. La temperatura máxima absoluta fue de 40,6 °C el 23 de julio de 2009 y la mínima absoluta fue de -4,4 °C el 16 de enero de 1985. La precipitación máxima caída en un día fue de 150 l/m² el 31 de marzo de 2020 siendo el mes de marzo de 2022 el más lluvioso de la historia contando con 20 días de precipitaciones, y el mes de septiembre de ese mismo año fue el más tormentoso con 11 días de tormentas. En cambio solo ha nevado un día del mes de diciembre de 2009 desde que hay registros en esta estación. La mayor racha de viento registrada tuvo una velocidad de 113 km/h y se registró el 25 de marzo de 1983.
Según los datos del antiguo observatorio meteorológico situado en el Instituto Ribalta y en funcionamiento entre 1920 y 2023 para precipitaciones y entre 1920 y 1975 para temperaturas, algunos valores extremos allí registrados son los siguientes. la temperatura máxima absoluta se dio el 14 de agosto de 1933 con 30,6 °C y la mínima absoluta registrada fue de -7,3 °C el 11 de febrero de 1956. La precipitación máxima caída en un día fue de 210,5 l/m² el 14 de octubre de 1962 siendo el mes de mayo de1971 el más lluvioso de la historia contando con 25 días de precipitaciones, y el mes de septiembre de 1959 fue el más tormentoso con 10 días de tormentas. El máximo de días de nieve se produjo en diciembre de 1946 con dos días nevando.

### Flora y fauna
La vegetación presente en Castellón está muy antropizada, habiéndose sustituido su vegetación potencial por otra más ornamental o provechosa económicamente. Hoy en día la mayor parte de la vegetación está compuesta por cultivos agrícolas de regadío donde destacan los cítricos, especialmente naranjos y mandarinos, que se extienden por todo el municipio dejando los terrenos de marjal a cultivos hortícolas y otras especies de árboles frutales. Entre los cultivos de secano destacan los algarrobos, almendros y olivares, muchos de ellos abandonados y engullidos por otras especies de la zona, como el pino carrasco, pino rodeno y carrascas o acebuches. Los arbustos de estas zonas de pinares montañonsos son densos y variados en especies como los enebros, lentiscos, coscojas, madroños, durillos, aladiernos, romeros, tomillos, lavanda, dos especies de brezos (Erica multiflora y Erica arborea), varias especies de jaras y palmito, la única palmera autóctona de la península muy presente al norte del término. La presencia de matorrales es muy importante en estas zonas y varía dependiendo de la especia de árbol predominante. La presencia de hierbas y matas en los bordes de caminos y carreteras, acequias, parcelas cultivadas y tierras abandonadas es muy característica e importante aunque se está perdiendo debido al uso de herbicidas; esta vegetación es de carácter ruderal, arvense y nitrófila donde destacan la grama, la cola de caballo, correhuela o bledos entre muchas otras especies.
Entre la vegetación de ribera y barrancos destacan árboles como la carrasca, el olmo, el sauce y el olmo de flor, pero la más importante es la vegetación arbustiva de adelfas, madreselva, carizales de cisco y cañaverales. En zonas húmedas como la Marjalería destacan especies como las lentejas de agua (Lemna minor y Lemna gibba), ranúnculos de agua y carrizo, o eneas (Typha angustifolia y Typha latifolia) en los bordes. La vegetación del litoral es del tipo dunar, con presencia de barrón, siempreviva o cardo marítimo dentro de una gran variedad.
Las Columbretes no presentan vegetación arbórea y predominan las especies rastreras perennes. Existen ejemplos de sosa fina, hinojo marino, cambrón o paternostera. Pero las especies más importantes son sus dos endemismos, el mastuerzo marítimo de Columbretes (Lobularia maritima columbretensis) y la alfalfa arbórea (Medicago citrina).

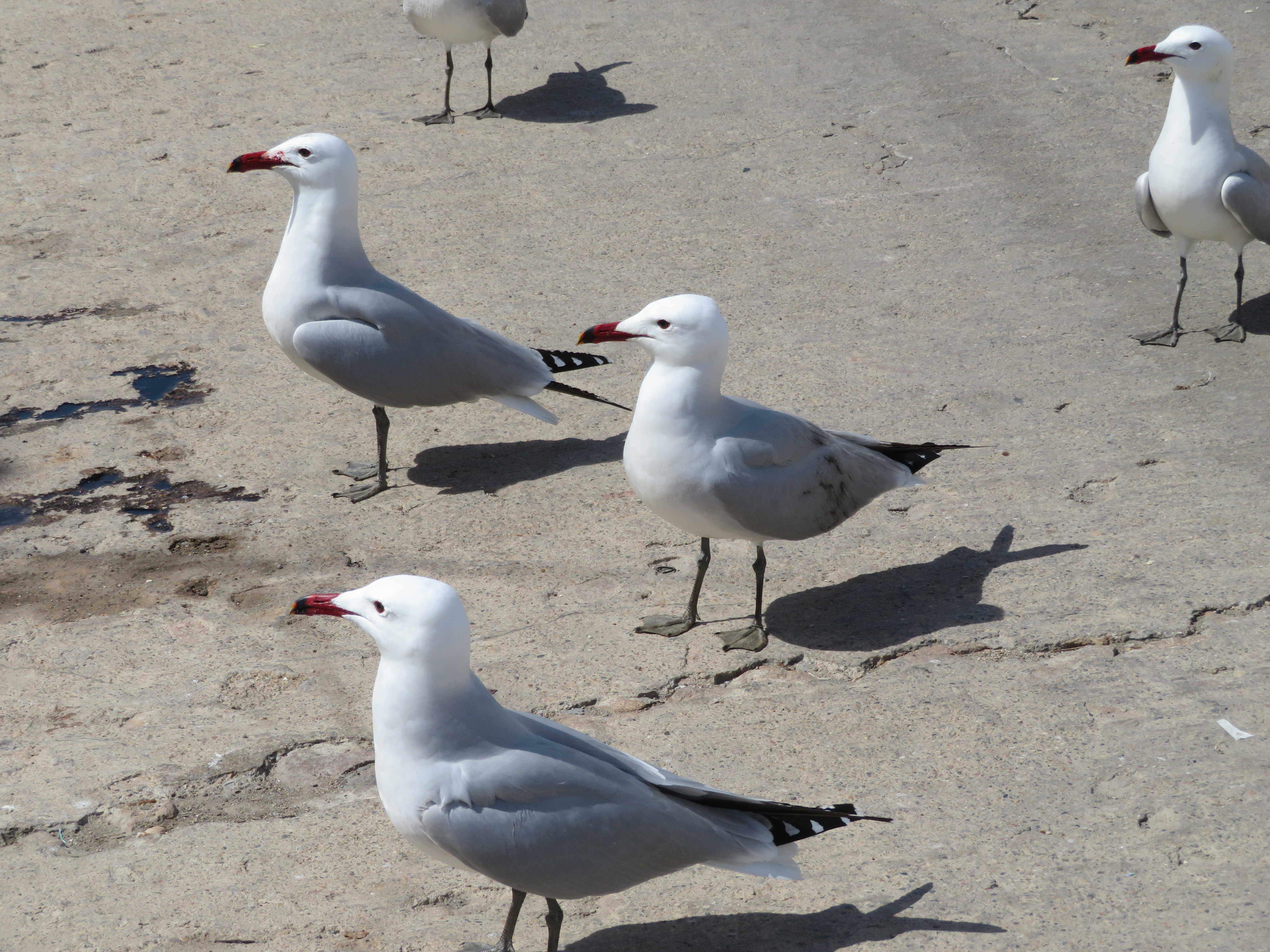
Gaviotas de Audoiuin en el puerto

Respecto a la fauna, el grupo de vertebrados que más se puede encontrar en el municipio lo constituyen las aves, representadas con especies como el jilguero, el mirlo, tordos, la alondra, la paloma torcaz, la tórtola, la golondrina, el avión, el mochuelo o el gorrión común entre otras. Las aves acuáticas son muy importantes en ecosistemas húmedos con somormujos lavancos, zampullines chicos, pollas de agua, cigüeñuelas, y chorlitejos chicos aparte de numerosas aves migratorias en sus pasos primaverales y otoñales. La aves nidificantes son escasas, destacando el chorlitejo patinegro que se reproduce en la playa del Serradal.
Entre los mamíferos, las especies más grandes que habitan la zona son zorros y jabalíes, el resto se trata de especies de pequeño tamaño como conejos, ardillas rojas, comadrejas, tejones, o dos especies de musaraña (Crocidura russula y Suncus etruscus). Aunque el animal más destacado es el murciélago con la presencia de hasta tres especies diferentes: común, ratonero patudo y mediano de herradura. De los reptiles hay que señalar la lagartija hispánica, la lagartija colilarga, el dragón, la culebra bastarda o la culebra de escalera entre otras. Anfibios como la rana verde, el sapo común, el sapillo moteado o el eslizón ibérico son comunes en los humedales castellonenses. Tortugas como el galápago leproso y el galápago europeo suelen elegir las costas de la ciudad para nidificar. La variedad de peces también es importante pudiendo encontrar carpas, carpines, lubinas y tres especies de llisa (Mugil cephalus, Liza spp. y Chelon sp.) Pero la ictiofauna más destacada la constituyen endemismos como el fartet y el samaruc, ambas en peligro de extinción.
La fauna de las Columbretes se compone de aves, reptiles, peces e insectos. Aves como la gaviota de Audouin, la pardela cenicienta, el halcón de eleonora o el cormorán moñudo solo nidifican en el archipiélago de entre toda la costa de la Comunidad Valenciana. Además es un punto muy importante de parada en las rutas migratorias camino de África o Europa. El reptil más emblemático es la subespecie endémica de la lagartija de Columbretes. De la fauna marina destacan sargos, morenas, meros, corvinas, delfines mulares, peces luna así como tortugas bobas. Existen al menos 10 especies de insectos endémicos de las Columbretes, entre los que destacan escarabajos como  Alphasida bonacherai y Tentyria pazi y el caracol Trochoidea molinae.

### Paisaje

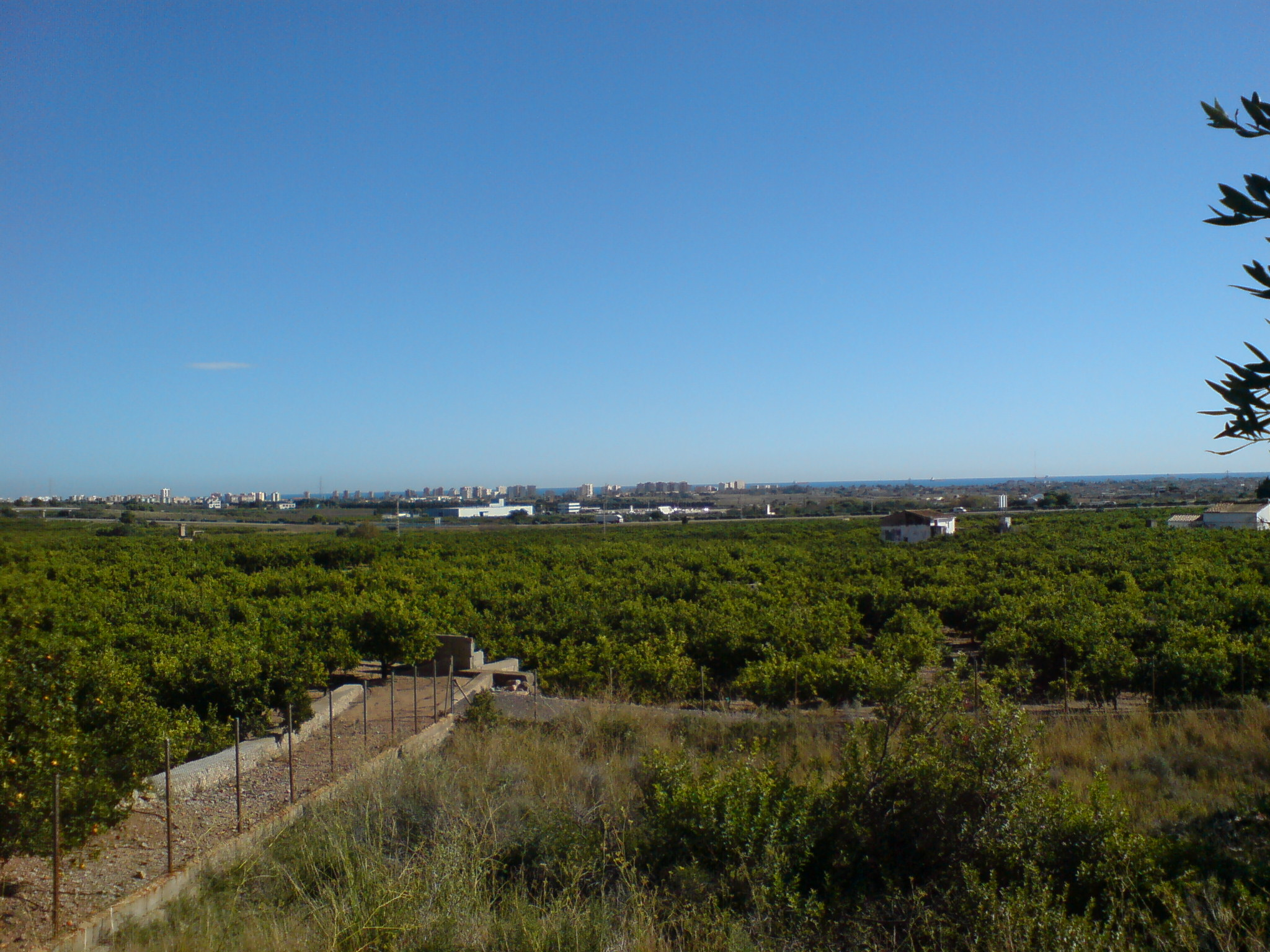
Paisaje de huerta desde la Magdalena

El paisaje castellonense se ha dividido tradicionalmente en 5 unidades basadas en sus características geomorfológicas e hidrográficas y que han sido fundamentales en el devenir histórico de la ciudad. Actualmente se encuentran muy desdibujadas por culpa de la extensión del regadío y el gran crecimiento urbano y de las infraestructuras de Castellón durante el siglo XX y parte del XXI. Estas unidades son, de interior a la costa: la montaña, el secano, la huerta, la Marjalería y el litoral.
El paisaje de montaña se extiende por el norte y noroeste del término municipal, ocupando íntegramente la partida rural de la Magdalena, la de Bovalar desde la AP-7 hacia arriba y la de Benadresa a partir de la pequeña sierra de la Galera y hasta el pantano. En esta zona se encuentran todas las elevaciones montañosas del municipio y toda su masa forestal de interés destacando la del paraje de la Font de la Salut y la de la Galera. Hubo intentos históricos de cultivar esta zona mediante la creación de bancales donde se plantaron especies típicamente de secano así como especies exóticas de forma experimental, actualmente estos cultivos están en su mayoría abandonados, pero sus tierras más planas se convirtieron en huertos de árboles cítricos. Tradicionalmente fue una zona muy despoblada salvo alguna masía alrededor de la Torreta Alonso, actualmente existen varias urbanizaciones en torno a la carretera de Alcora y el embalse —la Galera y la Joquera— y en el Bovalar —Tossal Gros y Penyeta Roja—.
La zona de secano se extiende al oeste del municipio, en la franja inmediatamente inferior a la de montaña, con un límite más o menos establecido en el barranco del Sol al norte de la ciudad. Ocupa la mayor parte de la partida de Benadresa, parte de Bovalar —la zona de Mestrets— e íntegramente la totalidad de Estepar y Marrada. Su extensión histórica llegaba prácticamente a la Acequia Mayor, por lo que el crecimiento urbano e industrial ha reducido considerablemente su tamaño. Los cultivos de esta zona solo podían regarse con agua de lluvia, acumulada en balsas o proveniente de escasos pozos, por lo que era ideal para el cultivo de olivos, almendros, algarrobos y cereales. La llegada del regadío lo convirtió todo a los más provechosos naranjos, mandarinos y similares. Su poblamiento histórico era muy disperso en forma de tradicionales masías con grandes terrenos agrícolas, con centro en el grupo Benadresa que concentraba diversos servicios. La parcelación de esta zona se ve supeditada por la red de cuadras, declarada Bien de relevancia local en 2021, una serie de caminos rurales de origen medieval surgidos en paralelo al Camino Real de Valencia a Barcelona en torno al año 1280 para el reparto de tierras entre los repobladores medievales de Castellón que a medida que se va acercando al casco urbano se van acercando estrechando el espacio que queda entre ellas por lo que el parcelario disminuye su tamaño y sus edificaciones se acercaban más las unas a las otras dando como resultado la tipología típica del maset. A partir de los años 60 del pasado siglo, el proceso de suburbanización de esta zona fue muy importante por la aparición de industrias, grupos de población periféricos y, posteriormente, polígonos industriales —como los que han hecho desaparecer el Estepar— y nuevas vías de comunicación que han encerrado una parte sensible de esta zona conformando un paisaje en mosaico urbano-industrial-agrícola a la espera de que la ciudad ocupe toda el área interior de la Ronda Ciudad.
La zona de huerta se extiende a continuación, por debajo de la Acequia Mayor y hasta el camino de la Donación, llamado así porque sus límites eran móviles y marcaban la zona desecada de marjal que pasaba a poder ser cultivada de la que seguía sin reunir las condiciones necesarias para ser provechosa. El cultivo típico de huerta se ha ido perdiendo a favor de plantaciones de cítricos siempre regadas con las aguas del río Mijares gracias al sistema hídrico de la zona. Su principal vía de comunicación es el Caminás, un camino de gran interés histórico y cultural y que reúne a su vera numerosas ermitas y otras construcciones en forma de alquería. Gran parte de su extensión también se ha perdido con el crecimiento de la ciudad hacia el sur y el este, presentando varias zonas de paisaje mosaico en torno a la carretera de Almazora y la avenida Hermanos Bou.
A continuación se sitúa la Marjalería, que va del camino de la Donación hacia el este, hasta llegar al mar. Se puede dividir en dos zonas según el momento de su desecación, la «huerta de marjal» que comprende prácticamente toda la unidad desde el Serrallo hasta el camino del Primer Canal, y el Coto Arrocero o Cuadro que va desde ahí hasta el límite con Benicasim. La «huerta de marjal» fue la primera en desecarse después de un largo proceso histórico, constituye la mayor superficie agrícola del municipio regada con las escorrentías y los excedentes de la huerta inmediata. El Coto arrocero fue desecado a partir de 1967 después de intentar revitalizar de manera infructuosa el cultivo de arroz en Castellón. Esta superficie triangular comprende las partidas rurales de la Font, Bovar, Molinera, Senillar, Brunella y Travesera. Su principal característica es el nivel muy superficial de la capa freática lo que convierte esta área en muy inundable. Ambas zonas de la Marjalería presentan una parcelación muy estrecha y alargada y sufren la problemática de los miles de viviendas unifamiliares ilegales para segunda residencia sobre suelos rústicos no urbanizables que han proliferado en las últimas décadas en esta unidad.
El paisaje de litoral ha sido siempre pequeño en extensión, restringido la restinga del Pinar y las playas a norte y sur. La extensión de este cardón litoral es apenas la de la playa al norte del río, a partir de donde empieza a expandirse hasta alcanzar unos centenares de metros de ancho hasta el camino del Serradal, en la zona del actual aeródromo mediante la acumulación artificial de tierras que evitaban las inundaciones del río y luego protegido por el pinar hasta alcanzar unos pequeños cerros ahora desaparecidos en las cercanías de la actual avenida del Puerto dentro del casco urbano del Grao, desde donde volvía a encoger hasta limitarse de nuevo a las playas del Serrallo. La construcción del puerto cambió las dinámicas marinas de la zona, produciendo una ganancia de terreno al mar en forma de triángulo rectángulo al norte del muelle de Levante que separó el pinar del mar aprovechando para su urbanización a partir de los años 1940, y una inundación al sur del puerto que hizo desaparecer la playa y anegó numerosas propiedades. Su relieve característico en forma de pequeños cerros y dunas ha desaparecido, pero el pinar se ha mantenido casi completo habiendo desaparecido la cuarta parte más al sur —hasta la actual calle Serrano Lloberes— para ser aprovechada por servicios del puerto. El paisaje litoral a día de hoy está conformado por el polígono del Serrallo, el puerto, el núcleo urbano del Grao y un largo seguido de urbanizaciones de residencias estivales a lo largo del camino del Serradal y las playas. Las entradas al núcleo grauero y el paseo marítimo de la playa del Serradal se caracterizan también por su paisaje en mosaico, en forma de acumulación de antiguas pequeñas industrias y alquerías de la marjal en el primer caso y del desarrollo de vivienda vacacional en el segundo.
El paisaje de las Columbretes es de tipo marino y constituye un ecosistema muy frágil, por ello presenta varias protecciones que intentan mantener y recuperar su biodiversidad. Actualmente están despobladas y solo se puede visitar l'Illa Grossa de forma controlada siguiendo la ruta, las normas establecidas y las órdenes del personal del paraje natural.

#### Espacios protegidos
- El parque natural del Desierto de las Palmas fue creado en 1989 por la Generalidad Valenciana. Apenas ocupa 19 Ha en el municipio de Castellón, divididas en dos porciones, una al norte del término en las estribaciones de la Roca Blanca hasta llegar a la línea de cota de los 400 m s. n. m., y el enclave a partir de la cota de nivel de 80 m s. n. m. del cerro de la Magdalena. También está declarado Lugar de importancia comunitaria y Zona de especial protección para las aves.

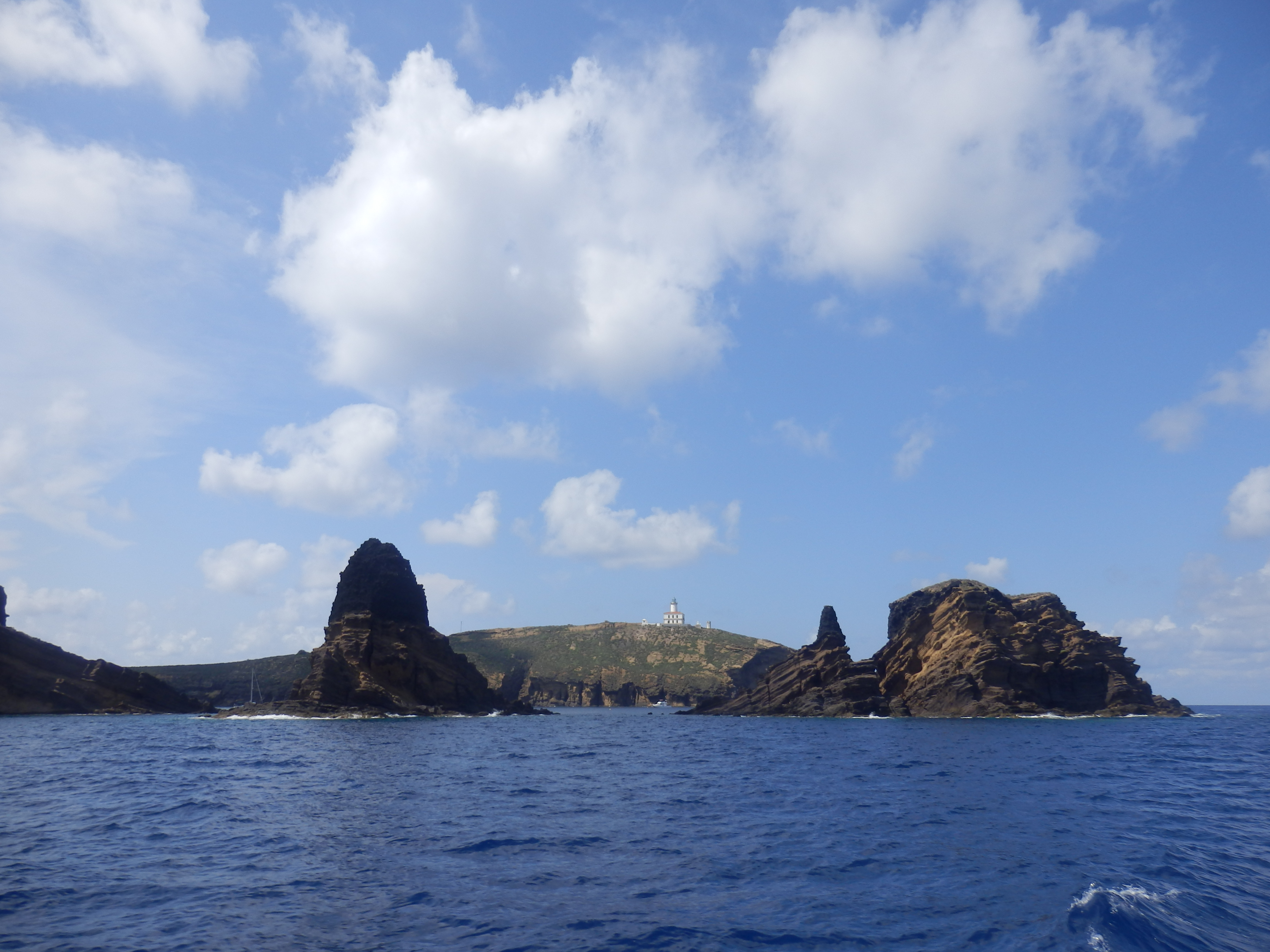
Islas Columbretes

- Las reservas marina y natural de las Islas Columbretes fueron creadas en 1990 y 1994 respectivamente por el Gobierno de España y la Generalidad. Ocupa 4000 Ha de las aguas del mar Mediterráneo y 19 Ha de tierra emergida. La reserva marina se compone de dos reservas integrales en torno al Murall del Cementeri y el islote Carallot, así como tres zona restringidas en torno a l'Illa Grossa, la Ferrera y la Foradada.[6] Comprende además tres espacios LIC y tres ZEPAs, dos microrreservas de flora; forma parte de una Área marina protegida sobre el corredor de cetáceos del Mediterráneo, del Paisaje singular de Relevancia regional Islas de Columbretes y Tabarca y está declarada Zona especialmente protegida de importancia para el Mediterráneo. Ha sido designada como zona de interés en el plan autonómico de recuperación de la gaviota de Audouin y es objeto de varios planes de recuperación de flora y fauna autóctonas. También ostenta una declaración como BIC.
- El paraje natural municipal la Magdalena fue creado en 2006 por la Generalidad Valenciana. Comprende 14,5 Ha alrededor del cerro de la Magdalena, incluyendo la explanada y parte del barranco homónimo, no protegidas por el parque natural. Se trata de un paisaje muy antropizado de bancales destinados a la agricultura que han sido colonizados por pinos carrascos, de este pasado se pueden encontrar especies como la pitera o la chumbera. De esta zona destaca su importancia histórica y cultural ya que presenta yacimientos arqueológicos que van del neolítico hasta la Edad Media. Está declarado como Bien de Interés Cultural.
- El Molí de la Font es un paraje situado a mitad camino de la marjal y la huerta que alberga el manantial de la Font de la Reina. Allí también existe una cueva, catalogada por la administración autonómica, con una importante población de murciélagos que es objeto de un plan para la recuperación de las especies ratonero patudo y mediano de la herradura. Su vegetación es una mezcla de árboles agrícolas, de secano y de zonas húmedas. En sus aguas se pueden encontrar la mayoría de peces presentes en la fauna castellonense.[65] Ocupa una superficie de 2350 m² protegida por dos declaraciones como BRL otorgadas en 2021.
- En el término municipal existen 83 cuevas y cavidades identificadas. Entre ellas, la catalogada cueva de les Meravelles en el entorno del pantano de María Cristina que también es objeto del plan de recuperación de murciélagos. También hay que destacar la cueva de la Seda, no catalogada pero con importantes yacimientos arqueológicos prehistóricos. Ambas cuevas fueron declaradas Bien de relevancia local en 2021.

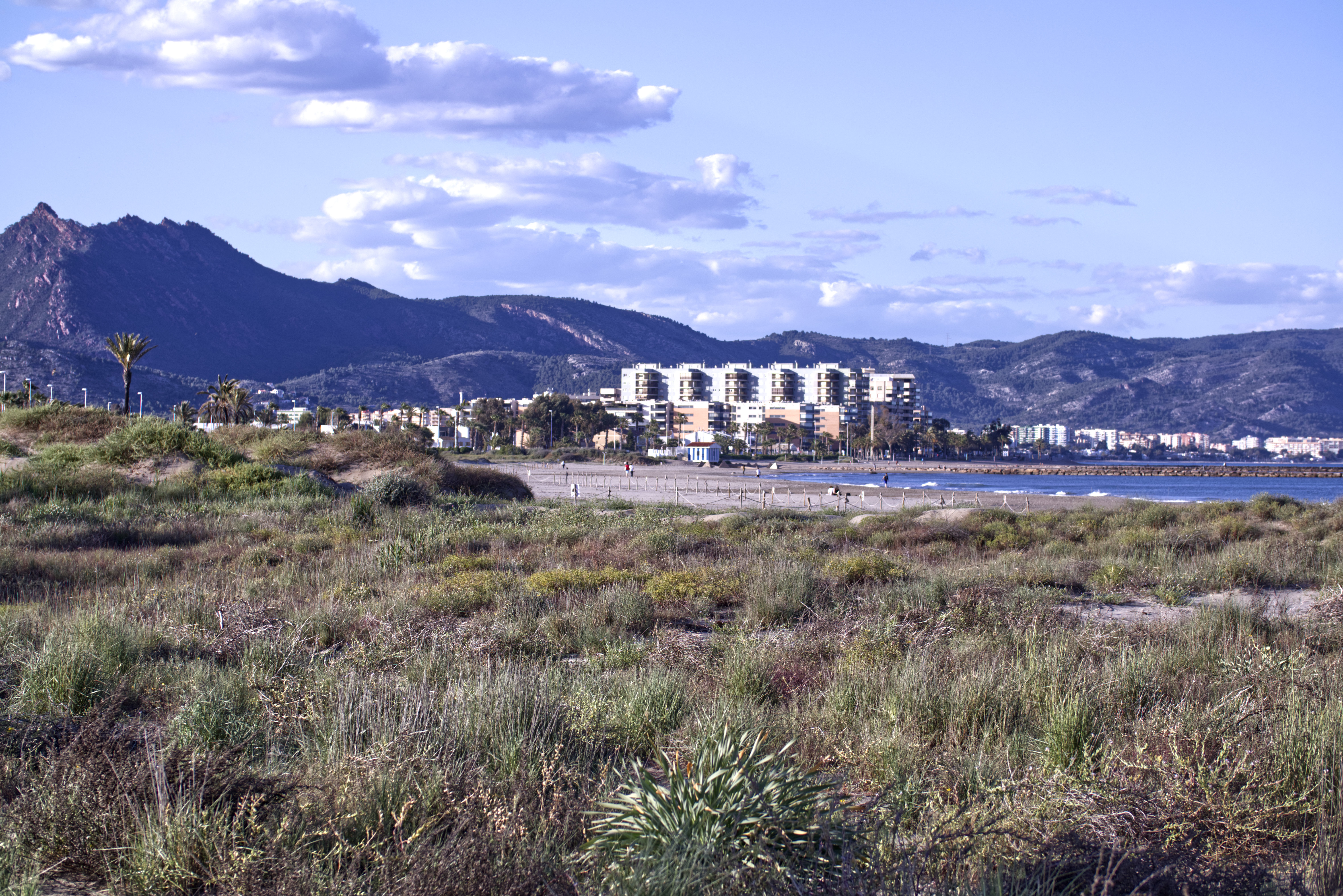
Playa del Serradal

- La microrreserva de flora de la playa del Serradal comprende las dunas naturales que en 1990 entraron dentro de un plan de recuperación dunar y que gracias a esta práctica ha permitido el arraigo de vegetación y fauna propia y característica, siendo la zona elegida por el chorlitejo patinegro para nidificar.[66]
- La huerta situada al sur de la ciudad entre la avenida Hermanos Bou, el camino de la Donación, Almazora y la CV-18 y la Ronda Ciudad de la capital forma parte del Paisaje singular de Relevancia regional «Huerta de la Plana de Castellón». Pese a estar amenazada por importantes vías de comunicación y la industria del Serrallo también es una de las zonas más libres de edificaciones irregulares. En esta zona destaca la red de caminos rurales y acequias y la ermita de San Jaime de Fadrell de interés histórico y cultural. El Barranquet es objeto de un plan de recuperación de flora y fauna autóctona.
- Así mismo, la masa forestal presente en el municipio, especialmente en norte y el oeste del término presentan cierto grado de protección. De toda su reducida pero importante extensión, destacan las arboledas alrededor de la ermita de la Salud, del antiguo Cuartel, del Hospital de la Magdalena y del pantano de María Cristina.
- El parque del Pinar se encuentra en el Grao paralelo a la playa del mismo nombre. Tiene una superficie de 121 295 m², dos tercios de los cuales están ocupados por un campo de golf de 9 hoyos. Constituye los restos de una gran pinada que separaba el mar de la Marjalería. Está acondicionada con mobiliario urbano, zonas de juego, pistas deportivas, cafetería y una piscina de verano. Es la zona de recreo más popular de la ciudad. En 2021 fue declarado Bien de relevancia local.
- El descansadero de la ermita de Sant Roc de Canet, también conocido como les Fontanelles, contiene en su escaso espacio una interesante cantidad de arbolado muy desarrollado de lledoners o boj entre otras. Desde 2021 la ermita y su entorno ostentan dos declaraciones de BRL.
- El Parque del Meridiano está situado en plena Marjalería en el punto preciso donde se cruzan el meridiano de Greenwich con el paralelo 40.º N. Fue creado en 2002 y cuenta con 10 782 m². Su flora es muy variada con ejemplares de almendros, olmos, lledoners, laureles o sauces. Es un punto muy importante para la observación de la fauna característica de la marjal castellonense.[5]

Árboles monumentales

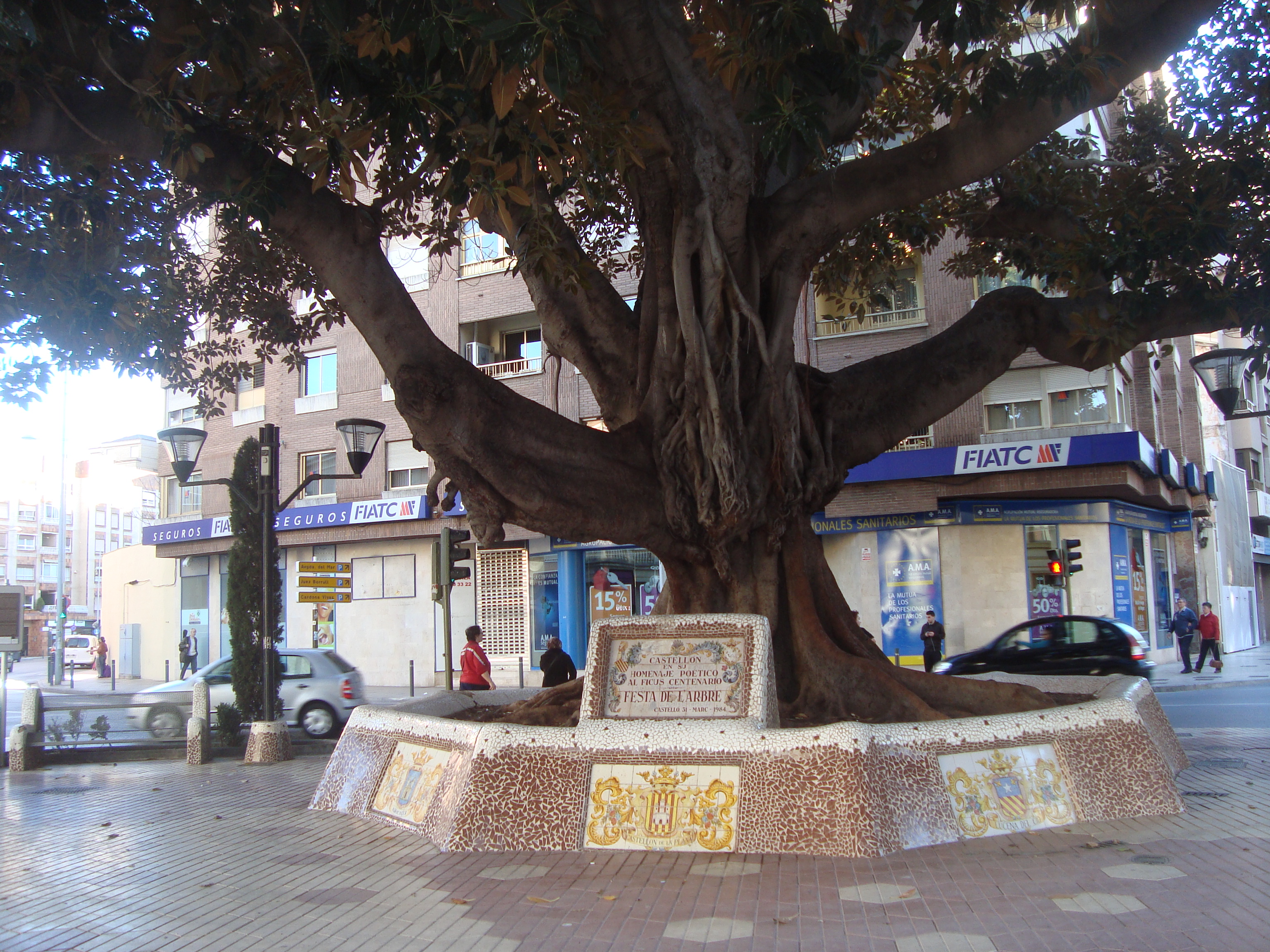
Ficus centenario

- El árbol más emblemático de todos cuantos crecen en el municipio de Castellón es el ficus situado en la plaza María Agustina. No se conoce con certeza su origen, pero podría datarse su plantación en 1913. Sirve de nido a numerosas aves que alegran con su canto el entorno. En 1952 se construyó el macetero decorado con azulejos representando los escudos de las cabezas de los 8 Partidos judiciales en los que entonces se dividía la provincia.[67] Su estado de salud ha sufrido en diversos momentos debido al peso excesivo de sus ramas y de los pájaros que en él habitan, debiendo someterse a diversas podas y tratamientos, pero en la actualidad presenta una buena frondosidad y situación de sombra. Tiene una altura de 18 m y un diámetro de la copa de 25 m.
- Existen tres oliveras catalogadas, una situada en propiedad privada en la partida de Bovalar; otra situada en los jardines de las instalaciones deportivas Chencho, de 7 m de alto y 18 m de diámetro de copa; y la más conocida es la situada en la avenida del Rey Don Jaime, en buen estado vegetativo y buena frondosidad con copa media, tiene una altura de 11 m y un diámetro de 8 m. Sin catalogar, existe una olivera de grandes proporciones cuya presencia da nombre a su calle situada al este del núcleo urbano. Se desconoce el origen de estos árboles situados en estos puntos de la ciudad.
- Numerosos ejemplares de palmeras Washingtonia robusta se encuentran protegidas por todo el término, la mayoría en propiedad privada, pero son destacables los tres especímenes situados en maceteros de la plaza de la Paz. Uno de ellos alcanza una altura de 20 m y presenta una buena profusión de palmas con buen tamaño y envergadura.
- Dos arbolados de alineación de platanera en la avenida Enrique Gimeno, a cada lado de la carretera con buena frondosidad y unos 15 m de altura media; y en la Quadra de la Caserna a ambos lados del camino, estado de media frondosidad o malo en algunos ejemplares y unos 12 m de altura; constituyen el mejor ejemplo de arbolado urbano de la ciudad.

### Riesgos naturales e impacto ambiental

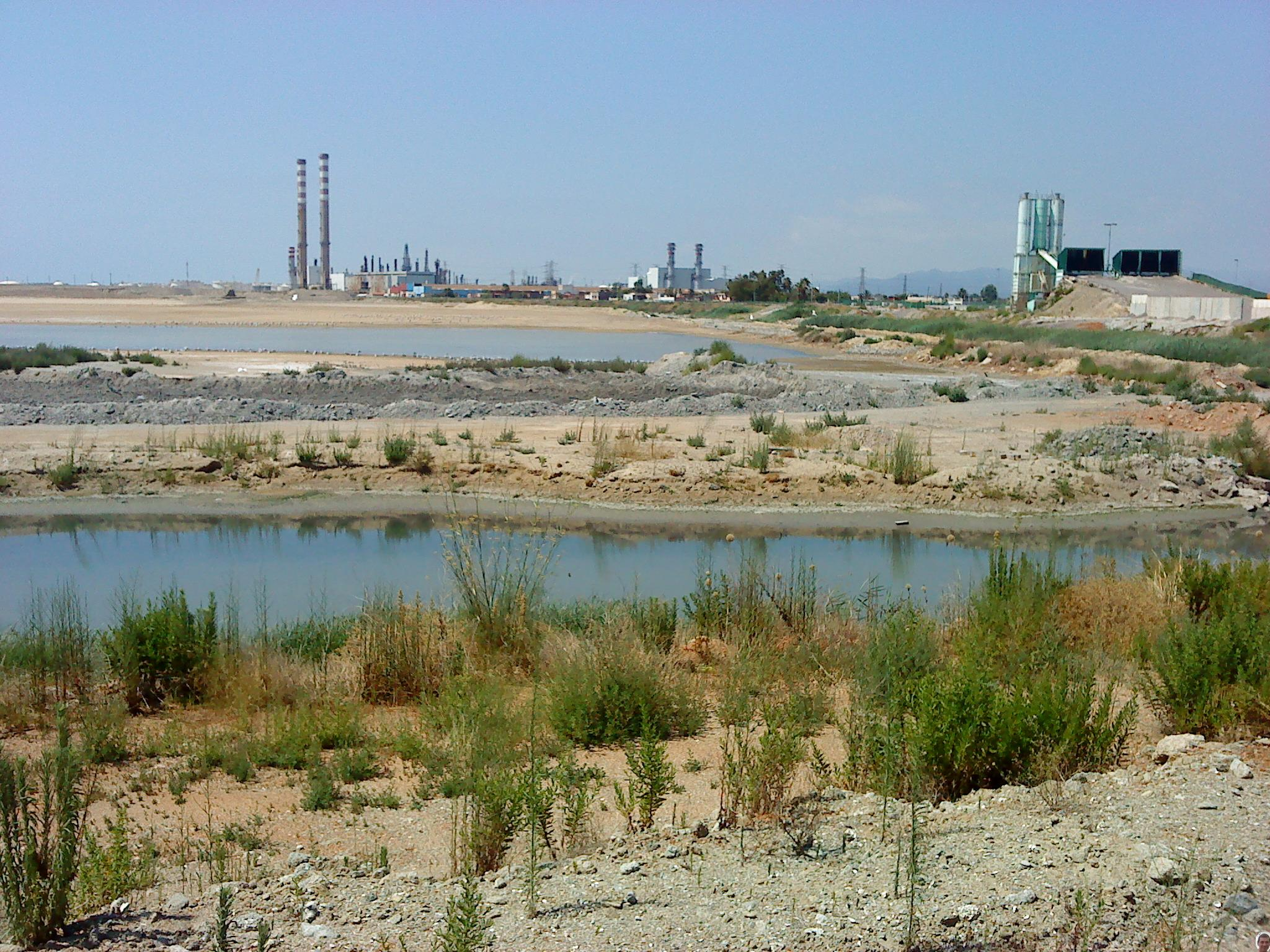
La actividad de la industria petroquímica del Serrallo es la principal fuente de agentes contaminantes de Castellón. Imagen anterior al derribo de las chimeneas de la Central térmica en 2010

- El riesgo de inundaciones en Castellón se concentra en cuatro zonas del municipio: el río Seco, la rambla de la Viuda, la Marjalería y el barranco de Fraga. Las inundaciones más peligrosas las produce el río, siempre en forma de avenidas relámpago debido a las lluvias torrenciales típicas de la zona, con una frecuencia alta de 25 años y calado mayor de 0,8 m, que en situaciones muy excepcionales de frecuencia baja de 500 años puede llegar a expandirse y ocupar gran parte del centro y norte del casco urbano hasta unirse con la zona inundable de la marjal. Otra zona de riesgo por inundaciones es el provocado por el barranco de Fraga al sur del casco urbano en una zona industrial cercana a la Acequia Mayor. Toda la Marjalería, incluyendo parte del Grao se encuentra en un terreno inundable de alta frecuencia y calado inferior a 0,8 m debido a que su terreno bajo acumula el agua proveniente de las crecidas de los recursos hídricos, de la lluvia y de temporales marinos, tanto que a través de Barranquet, aunque con un periodo de frecuencia de 500 años, la zona del Serrallo está afectada por el retorno de inundabilidad del río Mijares. La rambla de la viuda presenta un riesgo menor de inundaciones en Castellón al encontrarse en terrenos altos y escasamente urbanizados.[68]
- El riesgo de incendios forestales es alto en el norte del municipio coincidiendo con las zonas con presencia de masa forestal, muy preocupantes suelen ser los incendios en el Desierto de las Palmas. En el resto del municipio, el nivel es bajo.
- El riesgo de contaminación atmosférica se ha reducido en los últimos años y ahora presenta niveles aceptables por debajo de todos los límites establecidos gracias al plan de mejora de la calidad del aire implementado[69] y a la instalación de sistemas de depuración del aire en las industrias, después de que en 2006 las industrias petroquímicas produjeran la zona de mayor contaminación atmosférica de la Comunidad Valenciana según el Registro Estatal de Emisiones y Fuentes.[70] A día de hoy la polución del aire está lejos de ser un problema en Castellón, pero sigue presentando los riesgos típicos de cualquier zona urbana y de las zonas de paso de tráfico rodado intenso en carreteras y la presencia cercana del clúster cerámico de la provincia. La calidad del aire en la ciudad empeora en verano y en las zonas de interior y se ve muy influenciada por la intrusión de partículas en suspensión saharianas. Existen cinco estaciones de control de la contaminación en el municipio.
- El riesgo de contaminación hídrica es difícil de determinar en los cursos de agua naturales que transcurren por el municipio debido a que su carácter estacional provoca que no lleven agua la mayor parte del año, pero el estado de las masas de agua subterráneas se considera malo debido a intrusiones marinas y la presencia de nitratos superiores a los umbrales permitidos. Por otro lado, está permitido el vertido de residuos potencialmente contaminantes en tres puntos del término cuyos residuos no terminan en la estación depuradora de aguas residuales. Esta EDAR cuenta con un emisario para el vertido de las aguas depuradas que se aleja 3 km de la costa aguas adentro. La calidad de las aguas de baño de las playas castellonenses también ha mejorado notablemente, pero no son infrecuentes los vertidos descontrolados que provocan el cierre parcial de las playas.[71] Son muy numerosos los puntos de control de la calidad de las aguas subterráneas en el municipio especialmente concentrados en la Marjalería, además cada playa cuenta con su propio medidor, mientras que la del Serradal que tiene dos puntos de control.
- El riesgo de contaminación acústica es el habitual en zonas urbanas, cuyas fuentes son la fuerte presencia de tráfico de vehículos a motor y la presencia de actividades generadoras de ruido en zonas de gran afluencia de personas con fines de ocio. El ruido del tráfico urbano genera el 90 % de polución acústica que más incomoda a los ciudadanos pese a haber descendido en los últimos años gracias a la reducción de velocidades del transporte motorizado en el ámbito urbano, el 10 % restante del ruido proviene del ferrocarril y de las actividades de ocio, siendo el ruido generado por la industria despreciable debido a su situación alejada de zonas residenciales.[72] La ciudad tiene declaradas dos zonas acústicamente saturadas al superarse los 65 decibelios en torno a la calle Lagasca y adyacentes —desde 2014— y las Tascas —desde 2010—,[73] ambas importantes zonas del ocio nocturno en la capital. Esta última es objeto de una polémica ciudadana, política y judicial que se prolonga durante más de 10 años por la que se han adoptado diversas medidas para paliar el problema,[74] incluso la prohibición del consumo de alcohol[75] en la vía pública; que han conducido al reiterado intento de eliminar la ZAS en varias ocasiones.[76]
- El riesgo de accidentes graves en los que intervengan sustancias peligrosas es elevado, pero se concentra en dos puntos del municipio, uno en una banda de 500  a ambos lados de las principales carreteras y de la línea de ferrocarril declarados vías de circulación preferente para el transporte de sustancias peligrosas. La otra zona se concentra en el polígono industrial del Serrallo y el Puerto por la presencia de la industria petroquímica y la central térmica de ciclo combinado. Hasta 2009[77] Castellón no disponía de ningún plan de prevención, aviso y evacuación de los ciudadanos residentes alrededor del polígono y el puerto, su disposición resultó muy controvertida por su falta de preparación a la ciudadanía respecto a su forma de actuar ante una emergencia,[78] ya que el primer simulacro no se realizó hasta 2018[79] en el marco de los trabajos de actualización del plan que finalmente se aprobó en 2020.[80]
- El riesgo de aparición de vertederos incontrolados —y por tanto ilegales— es importante, con presencia en todo el municipio especialmente en zonas rurales y de difícil acceso. Su proliferación ha crecido en los últimos años y ya ha supuesto problemas ambientales y de salubridad, fuente de numerosas quejas vecinales.[81]
- El riesgo de aparición de plagas de mosquitos es recurrente varias veces al año. El régimen de precipitaciones, las altas temperaturas y la presencia de la marjal son factores clave para la proliferación del mosquito de marisma al que se ha añadido la especie invasora del mosquito tigre.[82] Pese a que no suelen transmitir las enfermedades típicas que portan estos mosquitos, su presencia causa graves problemas de salud a personas alérgicas, así como problemas de salubridad en general y daños económicos en el turismo.[83] Las campañas de fumigación y erradicación son constantes desde meses antes y después del verano, fecha de más afectación por mosquitos.

## Historia

### Prehistoria y Edad Antigua

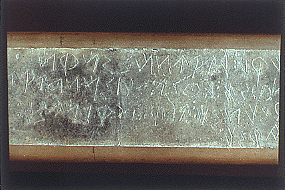
Sección de la lámina de plomo ibero del Pujol de Gasset

Los primeros pobladores conocidos en la zona aparecerían del neolítico ya que en la cueva de la Seda se han encontrado restos de un posible hábitat en su interior que puede situarse entre el 3500 y el 2000 a. C.. No muy lejos se encontraría el poblado de la edad de bronce de les Serretes, cuya influencia condiciona los restos arqueológicos de la época encontrados en torno al cerro de la Magdalena, donde entre los siglos V y IV a. C. hubo otro asentamiento de carácter íbero. Otra zona de importante trascendencia para la prehistoria local es la situada alrededor del camino de Borriol a la Costa, Tossal Gros y el monte de la Joquera, donde se encontró un asentamiento minero temporal en las faldas del promontorio del Castellet, así como las pequeñas cavidades y grietas naturales en las rocas que sirvieron como sepulcros, mientras que sobre el Tossal Gros existen indicios de la posible existencia de un poblado fortificado.
En el Pujol de Gasset, un punto un poco más elevado sobre el terreno entre los humedales cercanos al Grao, que tuvo su mayor apogeo en época íbera, se encontraron en 1851 diversos restos así como un Plomo fechado en torno al siglo III a. C. que contiene una inscripción en escritura ibérica nororiental, siendo la primera de su género conocida en España. Campañas arqueológicas posteriores, entre 1905 y 2006 descubrieron restos que expanden su cronología desde la prehistoria hasta tiempos altomedievales. A lo largo del camino de Vinamargo o Viejo de Ribesalbes se encuentran diversos restos de dispersión cerámica de origen íbero y una necrópolis que permite datar el lugar entre el siglo III y el I a. C. que podrían relacionarse en su conjunto con un posible poblado en llano.
Durante el periodo romano se desarrollaron las primeras vías de comunicación de la zona, la principal sería la vía Augusta que discurría por el interior al oeste del núcleo urbano actual. Además existía otro camino dirección norte-sur paralelo a la costa, la vía de la Costa o litoral, también conocida como el Caminás, de origen prerromano.

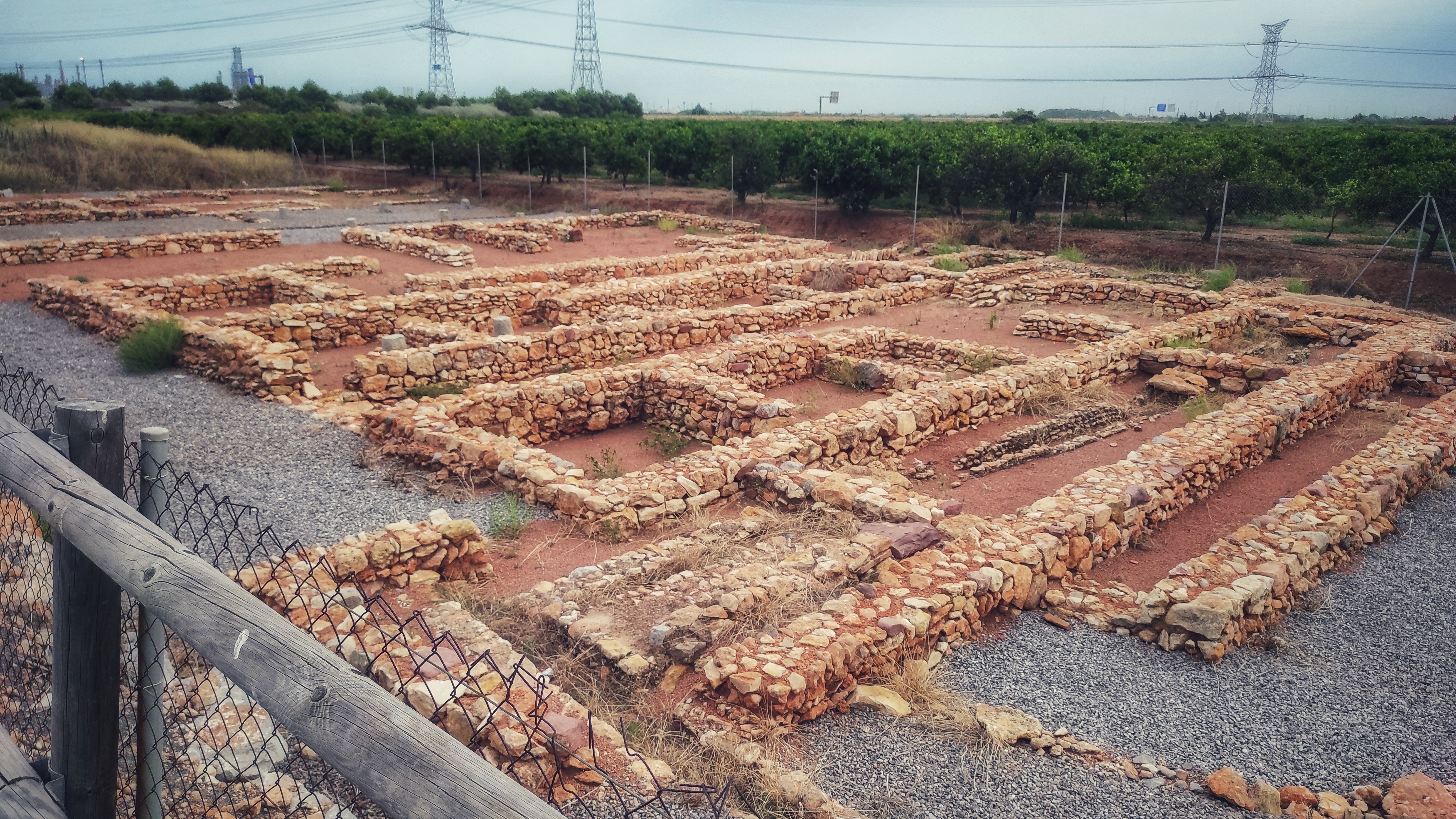
Ruinas de la villa romana de Vinamargo

En este periodo los habitantes de la zona descienden por primera vez de las montañas y se asientan en el llano en torno a numerosas villas, contándose hasta 15 asentamientos probables, 
siendo a lo largo del Caminás donde se concentran los mayores indicios de población. Se cree que existieron villas en la Font de la Reina; en Canet, y unos metros al noroeste la Senda de la Palla, donde hay documentada una capilla funeraria relacionada con una necrópolis localizada y un posible asentamiento. La zona de Ramell, En Riera, Lledó, Taixida y Gumbau parece ser una gran área donde podrían ubicarse varias villas dados los restos cerámicos dispersos en varios puntos y la cantidad de supuestas monedas encontradas en lo que muchos expertos señalan como un centro cultural religioso cristianizado durante los siglos VI-VIII. Otra gran área de interés es la de Vinamargo donde en 2009 se descubrió la villa romana más grande excavada en la provincia hasta el momento, fundada en el siglo I, fue ocupada durante más de 500 años, destinada a la producción y transformación de materias primas.

### Edad Media

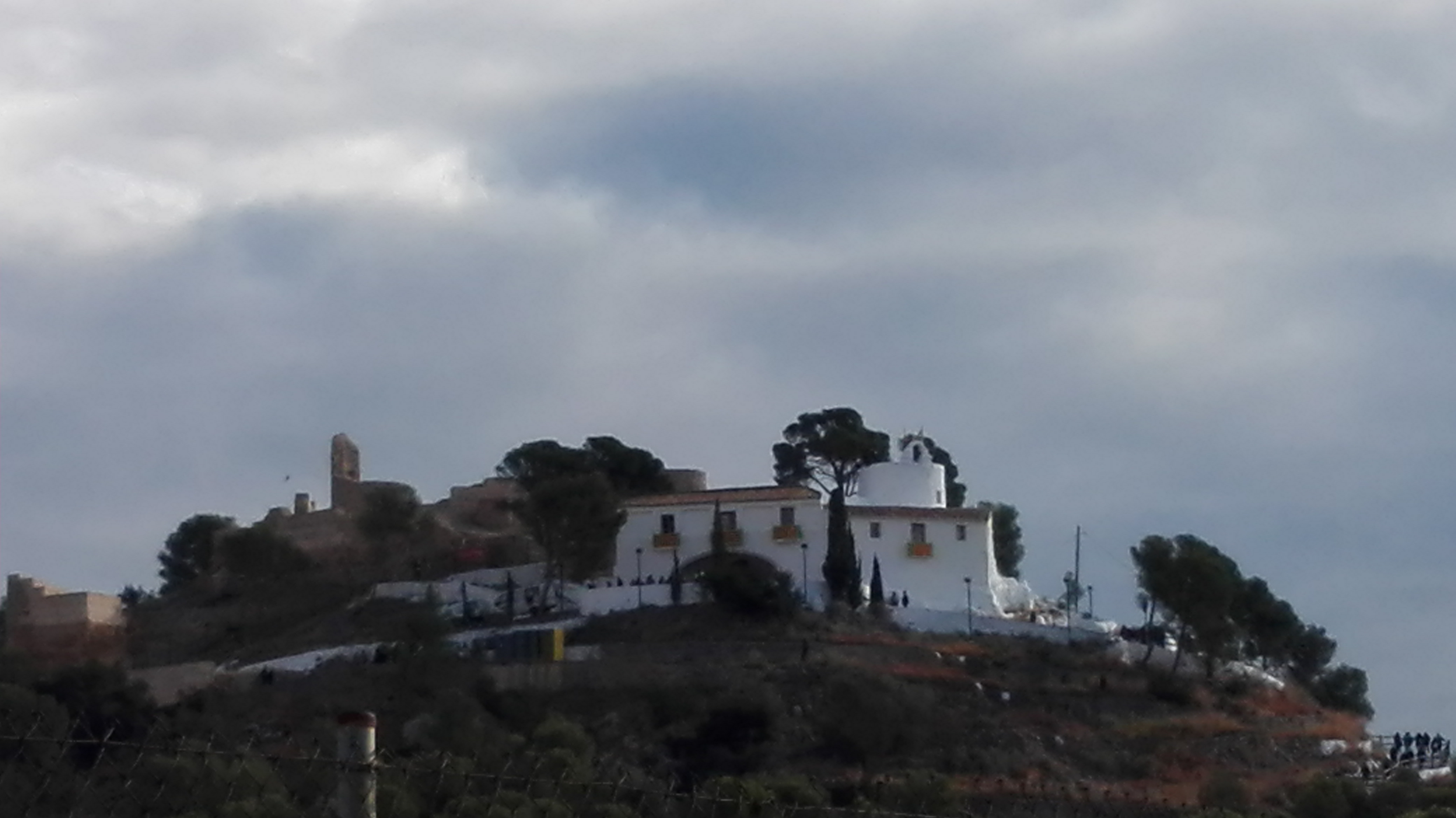
Castell Vell y ermita de la Magdalena en el antiguo emplazamiento de Castellón

Durante la época de dominación musulmana se desarrolló la medina de Burriana como capital de una amplia cora subdividida a su vez en numerosos distritos, uno de ellos de tipo castral o Ḥiṣn con cabecera en el actualmente conocido como Castell Vell.
En 1093 el castillo de Montornés se rindió voluntariamente al rey de Aragón Sancho Ramírez, y con él todas las fortificaciones del Desierto de las Palmas entre Oropesa del Mar y el castillo de Castellón. En 1096 empezó una ardua tarea de fortificación para asegurar, con la ayuda de El Cid y las tropas castellanas estacionadas desde Valencia hasta el Mijares, las posiciones costeras en el Mediterráneo de los reinos peninsulares cristianos ante el avance almorávide. Finalmente, en torno al año 1103 se replegaron pacíficamente las tropas de Pedro I de Aragón a su reino volviendo a dejar la zona bajo control musulmán.
En 1178 el rey Alfonso II de Aragón y su esposa Sancha donan el castillo y la villa de Khadrell a la diócesis de Tortosa. 
Esta donación es la primera noticia conocida de Fadrell, la alquería sarracena más importante de la época en la zona y que impuso su nombre al distrito castral. Hadral era un enclave fortificado en plena huerta regada por la acequia de Almalafa que tomaba sus aguas directamente del Mijares, junto al Caminás y la Marjalería. La población contaría con un mercado semanal celebrado los viernes.
También de esta época son los primeros restos arqueológicos medievales hallados en el Castell Vell o de Fadrell, datado entre finales del siglo XI e inicios del siglo XIII. Igualmente el Castellet d'en Nadal, el Castillo de Almazora y la alquería fortificada del Pla del Moro eran las otras fortificaciones del distrito; el resto de alquerías serían Almalafa, Almazora, Benadresa, Benafeli, Benimahomet, Benimucarra, Benirabe, Safra, Taxida, Benicatol, Benihayren, Benimarhua, Binaciet, Binahut, Rafalafena y Remomir.
Reconquista y traslado de la villa

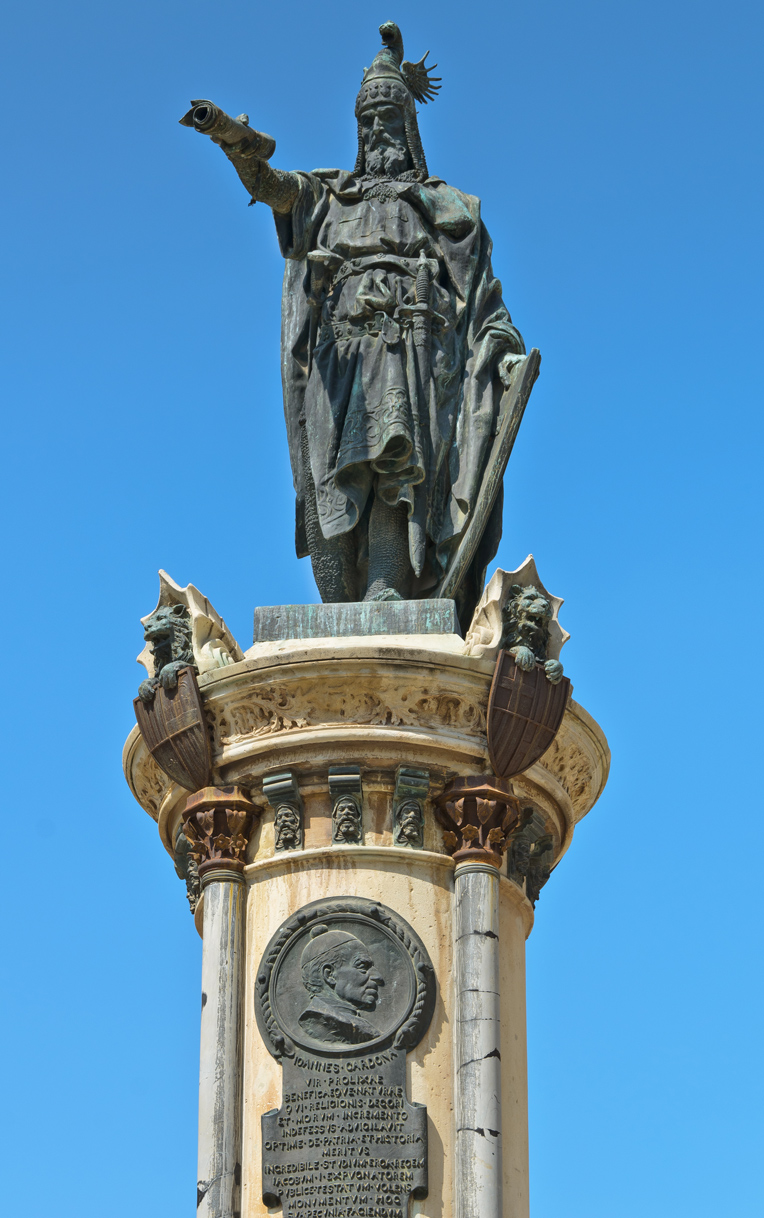
Estatua del rey Jaime I situada en Castellón

En 1233 el rey volvió a emprender la tarea de la conquista de Valencia, conquistando Burriana en el mes de julio tras un asedio de cuatro días. Poco después, se produce la rendición de Peñíscola dejando un gran arco que comprendía parte de la comarca del Bajo Maestrazgo y las de la Plana Alta y Alcalatén que rápidamente serían conquistadas o rendidas, una de las cuales produjo la capitulación del castillo de Fadrell ocurrida sin derramamiento de sangre dado que la población musulmana no fue expulsada del término del castillo.
Probablemente en junio de 1234, concedió el distrito castral a su tío paterno Nuño Sánchez. El 8 de marzo de 1239 este señor feudal otorga en Tarragona Carta puebla a la alquería de Benimahomet, de la que se desconoce su ubicación. En esta carta Nuño Sánchez otorga a 54 pobladores 60 jovadas de tierra de secano así como las construcciones, jardines, tierras cultivadas y yermas, aguas y canalizaciones, pastos y bosques, caminos y zonas de caza que haya. Igualmente se otorgan 54 casas en el castillo para que vivan en ellas mientras se acondiciona la alquería. Probablemente la fundación de esta nueva población cristiana en el llano jamás se realizó.
La donación por parte de Jaime I del distrito castral de Castellón a su tío fue contestada por el obispo de Tortosa, presentando una demanda que no fue resuelta hasta el 10 de junio de 1242, cuando el arbitrio de 3 obispos con un laudo resolviendo donar dejar el distrito, menos Almazora, a disposición de la voluntad real. Nuño Sánchez moriría en septiembre de ese mismo año dejando en su testamento la posesión de Castellón a su sobrino.
El 18 de agosto de 1244 el Rey dona a su tío materno Pedro de Portugal el castillo y villa de Castellón junto a otros similares en las mismas condiciones con las que antes se habían intercambiado el Reino de Mallorca. El 12 de septiembre de ese mismo año el Rey concedería las rentas y dotes de Castellón a la Iglesia de San Vicente de la Roqueta de Valencia. En 1245 el rey donaría la partida de Fadrell a la Orden de Santiago. En 1247 estalla la revuelta mudéjar encabezada por el caudillo Al-Azraq que fue rápidamente sofocada provocando la expulsión de la población musulmana de la Plana. Inmediatamente, en 1248 el Rey otorga en donación casas y tierras en la planicie a nuevos pobladores, destacando las 30 propiedades que otorga en la alquería de Benirabe que confirmó en un laudo el 26 de marzo de 1249.
Pedro de Portugal protestó ante la expulsión de la población morisca de sus posesiones elevando un pleito que fue resuelto por la reina Violante de Hungría en arbitraje el 24 de febrero de 1249 en el que se indemnizaba al infante con una suma de dinero a cambio de la obligación de mantener una guarnición militar en cada castillo de su propiedad, que en el caso de Castellón correspondían 5. No contento con el arbitraje ni con las donaciones efectuadas por Jaime I en sus dominios, Pedro de Portugal se alió con el infante Alfonso en aquel momento enfadado con su padre por cuestión de la herencia, por este motivo Jaime I confiscó todas las posesiones de su tío, entregándolas a su nuevo lugarteniente Ximén Pérez de Arenós.
El 8 de septiembre de 1251, encontrándose en Lérida el rey Jaime I dicta el documento autorizando a su lugarteniente Ximén Pérez de Arenós el traslado de la villa de Castellón de la Plana al lugar dentro del término de su castillo que considerase más adecuado. Este documento no es una carta puebla como tradicionalmente se ha entendido por la historiografía local, si no una autorización para proceder a la mutatio villae, es decir al traslado de las administraciones de la villa de su antiguo aposento en el Castell Vell a su nueva localización en la Plana, con toda probabilidad al lugar donde ya residía prácticamente toda la población que de ellas dependía. El lugar elegido para asentar la villa fue la alquería de Benirabe.
El 9 de mayo de 1269 el rey Jaime I otorga a Castellón el privilegio de celebrar una feria anual que comenzaría el 10 de octubre, 8 días antes de la festividad de San Lucas.
El 17 de febrero de 1272, Jaime Sarroca, procurador de San Vicente de la Roqueta, confirma la asignación para construir un recinto amurallado con foso y tres torres. Comienza así un largo periodo de reformulación de la planta urbana de la villa abandonando las trazas árabes heredadas de Benirabe absorbiendo su arrabal y haciéndolo crecer. La nueva villa se organizaba conforme a una trama cuadriculada irregular alrededor de un eje central, la calle Mayor, con tres puertas a norte, oeste y este; mientras que en la zona noroeste se rompia el esquema para la inserción de la primera iglesia parroquial según criterios litúrgicos dejando a su alrededor las únicas plazas de la villa.
Baja Edad Media
Una de las últimas voluntades de Jaime I fue la donación del castillo y la villa de Piera al Monasterio de Poblet. Pedro III no cumplió sus deseos de su padre pero en testamento obligó a su hijo a hacerlo, por lo que en 1286 Alfonso III de Aragón confirmó la donación reservándose el derecho a cambiarla por otro castillo. Así, el 12 de diciembre de 1287 el rey donaba la iglesia de San Vicente de la Roqueta al monasterio cisterciense, y con él la villa de Castellón. Durante 10 años los monjes de Poblet ejercieron como señores feudales de la villa, hasta que las deudas que arrastraban les obligaron a plantear la venta de Castellón al rey Jaime II de Aragón, al que la villa le ofreció 40 000 sueldos para ejercerla, escritura que se formalizó el 11 de enero de 1297 por la suma total de 290 000 sueldos. 
Ese mismo año se debió ampliar el recinto amurallado hacia el norte hasta el barranco del Canyaret, ocupando lo que se conoce como primer recinto amurallado, edificado íntegramente en las últimas décadas del siglo XIII. 
La Gobernación de Valencia se subdivide en 1326 creando dos áreas llamadas lugartenencia o sotsgovernació en cada extremo de su territorio, llamándose la situada al norte dellà Uxó y con sede en Castellón.
En las cortes celebradas en 1308 el rey manifestó querer unir todos sus dominios y posesiones de forma perpetua impidiendo la separación en testamentos o por donaciones entre vivos. Por ello el nuevo rey Alfonso IV de Aragón estableció en 1328 el Estatuto de Daroca en el que se comprometía a no enajenar ningún castillo ni villa de sus reinos. Pero el rey se casó en segundas nupcias con Leonor de Castilla en 1329 y le otorgó como dote la villa de Castellón entre otras. Uno de los grandes intereses de la reina en este momento fue dejar a sus hijos con Alfonso IV un porvenir ya que no iban a heredar la corona, para ello se hizo servir de un rescripto papal obligando al rey a satisfacer sus deseos presionándole a incumplir el Estatuto de Daroca. Al pequeño de sus hijos, el infante Juan de Aragón su padre le dejó en testamento al fallecer en 1336 la villa de Castellón y otras posesiones. En este momento la reina Leonor huyó a Castilla y su hijastro Pedro IV de Aragón secuestró las rentas provenientes de su dote e incorporó Castellón al patrimonio real el 14 de septiembre de 1336. Para solucionar el asunto de la dote de Leonor de Castilla y del testamento de su padre el rey convocó Cortes Generales de la Corona de Aragón en Castellón, reuniendo a representantes aragoneses, catalanes y valencianos, aunque posteriormente se trasladaron a Gandesa y después a Daroca. Allí las cortes llegaron a una concordia en la que se otorgaba la herencia concedida al infante Juan.
En 1347 estalla la guerra de la Unión, en un primer momento Castellón fue partidaria del bando realista pero en marzo de 1348 se pasa al bando unionista y junto a las tropas de la Unión de Valencia, compuestas por 6000 hombres, asaltaron Onda en septiembre donde fueron sorprendidos por las tropas realistas que iniciaron una matanza a la defensiva obligando a los unionistas a replegarse en Castellón donde se presentó Pedro de Boil con un ejército de 10 000 soldados que sitiaron la villa. Los unionistas llegaron a matar al hermano del general sitiador Guillem de Boil, por lo que los planes para tomar al asalto la villa por parte de las tropas realistas se adelantaron, penetrando en el interior del recinto amurallado hasta que la villa se rindió. Después de esto la ciudad volvió a manos realistas. Al finalizar la guerra el Rey castigó a Castellón como a cualquier población unionista. En 1356 comienza la guerra de los Dos Pedros entre Pedro I de Castilla y Pedro IV de Aragón que protegía al hermanastro bastardo del rey castellano, Enrique conde de Trastámara. Esta protección se ratificó en un tratado celebrado en Pina de Ebro el 8 de noviembre de 1356. Mediante este tratado Enrique se convertía en vasallo de Pedro IV hasta que pudiese ser proclamado rey de Castilla. Mudaba así de nuevo Castellón de señor feudal hasta que en marzo de 1366 el conde de Trastámara es proclamado rey de Castilla.

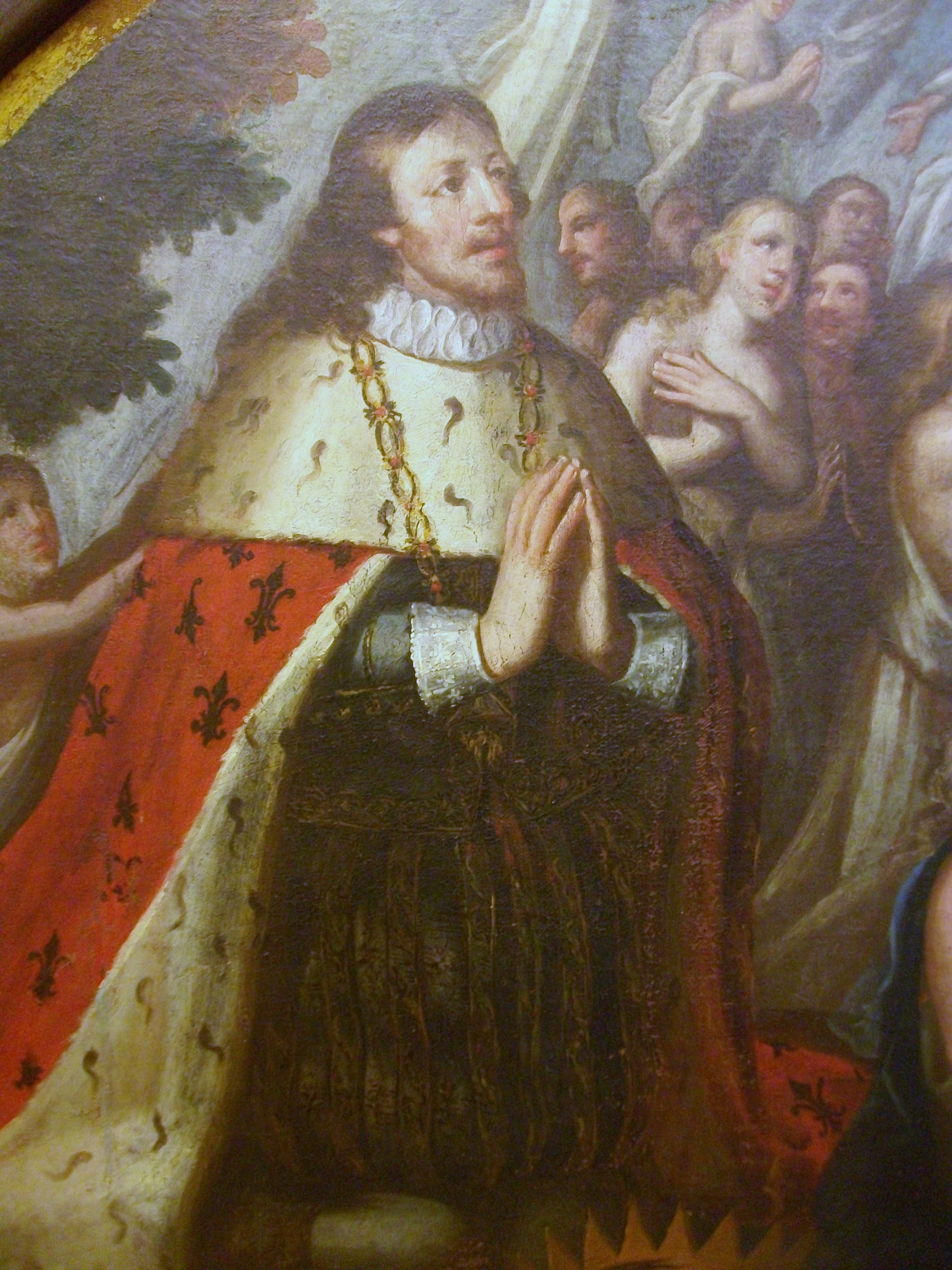
Detalle del cuadro Visión del rey Martín I de José Vergara Gimeno (1726-1799) en el Museo de Bellas Artes

No tardó el rey Pedro IV en volver a desligar de la corona la Villa de Castellón. El 10 de marzo de 1368 creó el condado de la Plana a favor de su hijo menor Martín para otorgarle Castellón y otras poblaciones cercanas. Hecha la donación, su hermano mayor y Gobernador General del Reino el infante Juan ordenó tomar posesión de la villa, pero los Jurados se opusieron y el acto tuvo que ser aplazado. En las Cortes del Reino de Valencia celebradas en la capital pocos días después Castellón comunicó el caso y recibió su apoyo para oponerse a la donación del rey. El 5 de mayo Juan partió hacia Castellón y se encontró las murallas cerradas y los puentes sobre el foso destruidos o levantados excepto uno. Pidió entrar tres veces en nombre del rey sin recibir respuesta ante lo que mandó prender fuego a las puertas respondiendo los castellonenses lanzando piedras a las tropas y al propio infante. Unos días más tarde los jurados debieron aceptar la donación y el 31 de mayo se produjo finalmente el acto de donación del que se ausentaron numerosos castellonenses. Sin embargo, poco después quedaba revocada la donación de Castellón al infante Martín y el rey perdonaba a la población los sucesos acaecidos durante los intentos de toma de posesión. Aunque de nuevo, el 24 de junio del mismo año el rey volvía a donar los mismos territorios a a su primogénito Juan. Finalmente, el 6 de octubre el rey revocaba su última donación sin que pudiera llevarse a cabo. De esta manera cesaron todos los señoríos sobre Castellón y ya no volvió a ser separada de la corona.
El 8 de junio de 1385 el todavía infante Martín y su esposa María de Luna fundan en Altura la Cartuja de Vall de Cristo. Ya en 1387 se solicita al antipapa Clemente VII incorporar la parroquia de Castellón a las rentas de la cartuja, que lo autoriza mediante una bula fechada el 19 de marzo de ese mismo año. Por más de un año se intentó la incorporación de la parroquia al monasterio pero la firme oposición de la villa lo impidió, provocando que cayera en entredicho, comenzando una larga disputa que no se resolvería hasta que Benedicto XIII volvió a promulgar una bula de anexión de la parroquia de Santa María a la Cartuja de Vall de Cristo el 23 de abril de 1397. El consejo retuvo la capacidad de recomendar candidatos para ocupar los puestos de vicario, algo que produjo innumerables disputas durante los casi 5 siglos de dependencia eclesiástica.
La muerte sin descendencia de Martín I en 1410 provocó un largo interregno durante el Reino de Valencia dividió su apoyo entre dos bandos de candidatos a ejercer de monarca, el urgelista, partidario de Jaime II de Urgel, y los antiurgelistas, partidarios en principio de cualquier candidato que no fuese el conde de Urgel y que luego se decantarían por el infante castellano Fernando de Trastámara. En un principio Castellón no tomó partido ya que sus autoridades eran antiurgelistas. En octubre de 1410 el gobernador Bellera acude a Castellón para someterla al bando urgelista y se encuentra con las puertas de la muralla cerradas ante lo cual decide entrar por la fuerza desatando una gran represión que terminó con la huida de un importante número de habitantes. Las correrías de Bellera por la Plana solo le comportaron el apoyo de dos localidades, Castellón y Villarreal, siendo el resto antiurgelistas, desatando una guerra civil que se cebaría especialmente con la comarca. Las hostilidades militares en la zona se iniciaron a partir de noviembre de 1411 con ataques prácticamente diarios El 24 de abril de 1412 tiene lugar una batalla en Castellón contra las tropas antiurgelistas y tropas de la invasión castellana lideradas por Antonio de la Cerda resultando más de 500 muertos entre las filas atacantes, incluido el comandante castellano, y una victoria para las huestes castellonenses. En junio de ese año se resolvió el Compromiso de Caspe resultando elegido como monarca Fernando I. El reconocimiento de la villa de Castellón al nuevo rey se retrasó hasta, al menos, el 13 de julio.

### Edad Moderna
Ya en el siglo XV, las enfermedades del arroz y un nuevo azote de la peste negra azotaron la villa, impidiendo la construcción de la nueva iglesia mayor. Empezando el siglo XVI, se autoriza el uso de las playas como puerto de mercancías. En la guerra de las Germanías, la villa se pone en contra del rey Carlos I, enfrentándose con las localidades vecinas de Burriana y Morella hasta que, en 1521, el duque de Segorbe toma Castellón y la saquea. Felipe II inicia la retirada de poderes al jurado de la villa, a lo que sucedió que en 1616 Felipe III, con la imposición de las autoridades reales sobre las forales, ordenara a su yerno, Carlos de Borja, gobernador del reino, el traslado del justicia y los jurados de la villa como presos a Valencia, donde serían liberados tras una reprimenda del rey.
Junto a las repercusiones que tuvo en la villa la guerra de Cataluña, se le unió a esta un nuevo azote de la peste negra en 1647, que causó gran mortandad hasta el año 1653 en que remitió. Durante la guerra de Sucesión, Castellón dio su apoyo al rey Carlos de Austria, siendo atacada por las tropas del duque de Berwick, que entra en Castellón en 1707, exigiendo el pago de 8840 libras y el derribo de las murallas. Ese mismo año, se publica el Decreto de Nueva Planta, que abole los fueros del Reino de Valencia, y el 26 de febrero del año siguiente se establece el nuevo ayuntamiento, formado conforme a las leyes castellanas.
En 1747, se creó el llamado Huerto Sogueros al oeste de la villa, donde se instaló la industria del cáñamo.
En 1786, Castellón ya sumaba los 1200 habitantes, de los cuales la mitad vivían extramuros. Este hecho provoca que en 1796 se derriben las murallas de la villa, lo que permitió la expansión urbana absorbiendo los arrabales de San Félix y la Trinidad.

### Edad Contemporánea

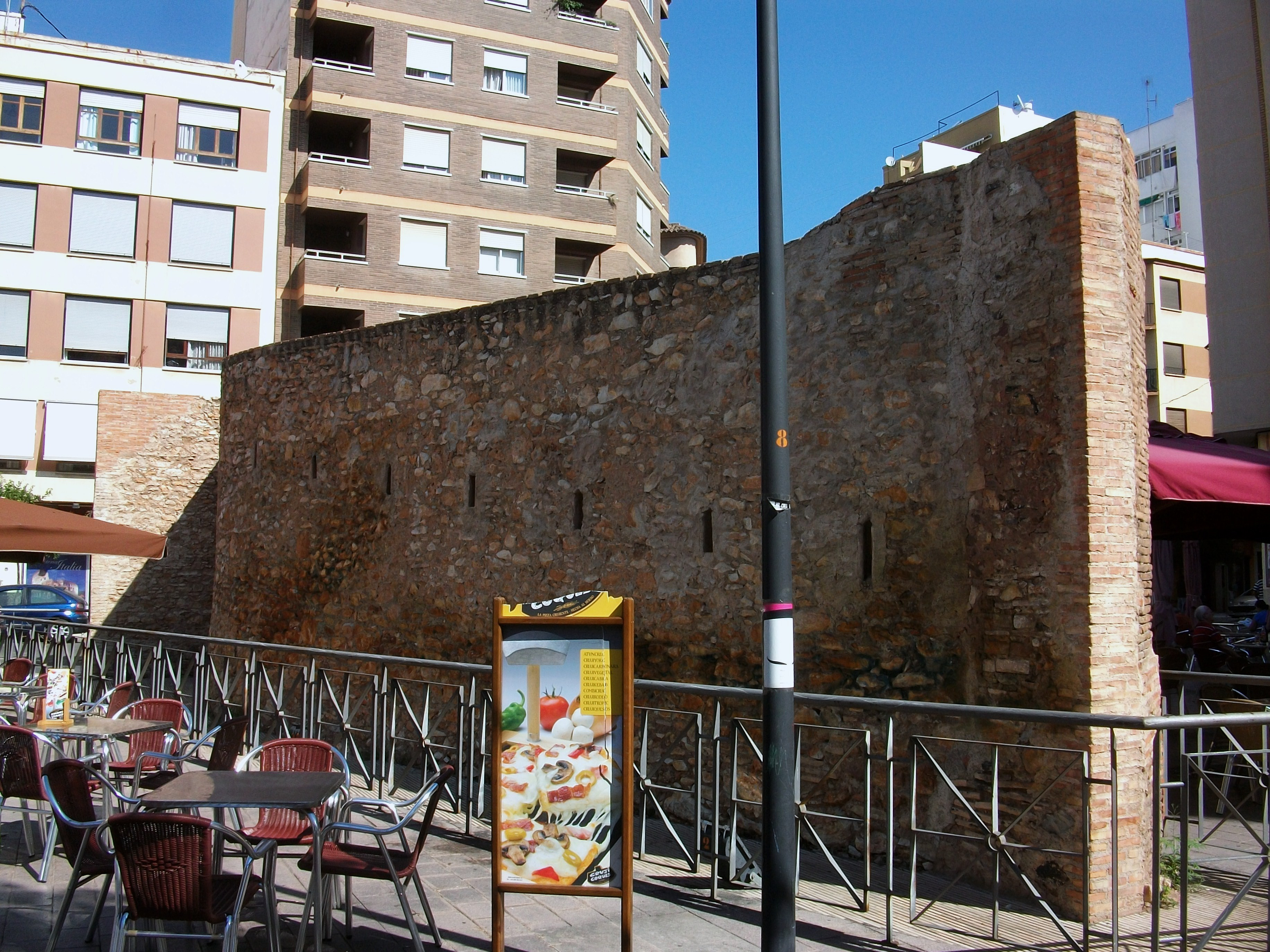
Lienzo conservado de la Muralla Liberal construida durante las guerras carlistas

Durante la guerra de la Independencia, Castellón fue sitiada en 1811 por tropas francesas, comandadas por el mariscal Suchet, que no abandonaron la villa hasta 1814.
En 1833, Javier de Burgos crea la actual división provincial española, pasando Castellón a ser capital de la provincia homónima.
En 1837, durante la primera guerra carlista, la villa que es partidaria de los liberales, es asediada por el ejército carlista los días 7, 8 y 9 de julio, provocando el levantamiento de una nueva muralla para proteger a la villa. Los sucesivos asedios ocurridos durante las diferentes guerras carlistas no permitieron derribar la muralla hasta 1882. A causa de la heroica resistencia de la ciudad ante el asedio carlista de 1837, la reina regente María Cristina y las Cortes españolas otorgaron a Castellón el título de ciudad el 4 de noviembre de 1837, publicándose en la Gaceta de Madrid el día 6.
El 3 de julio de 1873, la ciudad se erigió en cantón independiente dentro de la federación de la Primera República Española. Situación, ésta, que apenas se prolongaría hasta finales del año 1874, en el que se inicia la Restauración borbónica en España.
Hasta 1882, la ciudad no pudo comportarse de acuerdo a su nuevo rango, empezándose a construir nuevas infraestructuras. Un año antes, la ciudad superaba ya los 25 000 habitantes. Pero el verdadero motor del progreso económico, no vino hasta principios de siglo, cuando se empezó a cultivar el naranjo. Gracias al dinero aportado por el cultivo cítrico, la ciudad continuó su crecimiento, tanto en infraestructuras como en población.

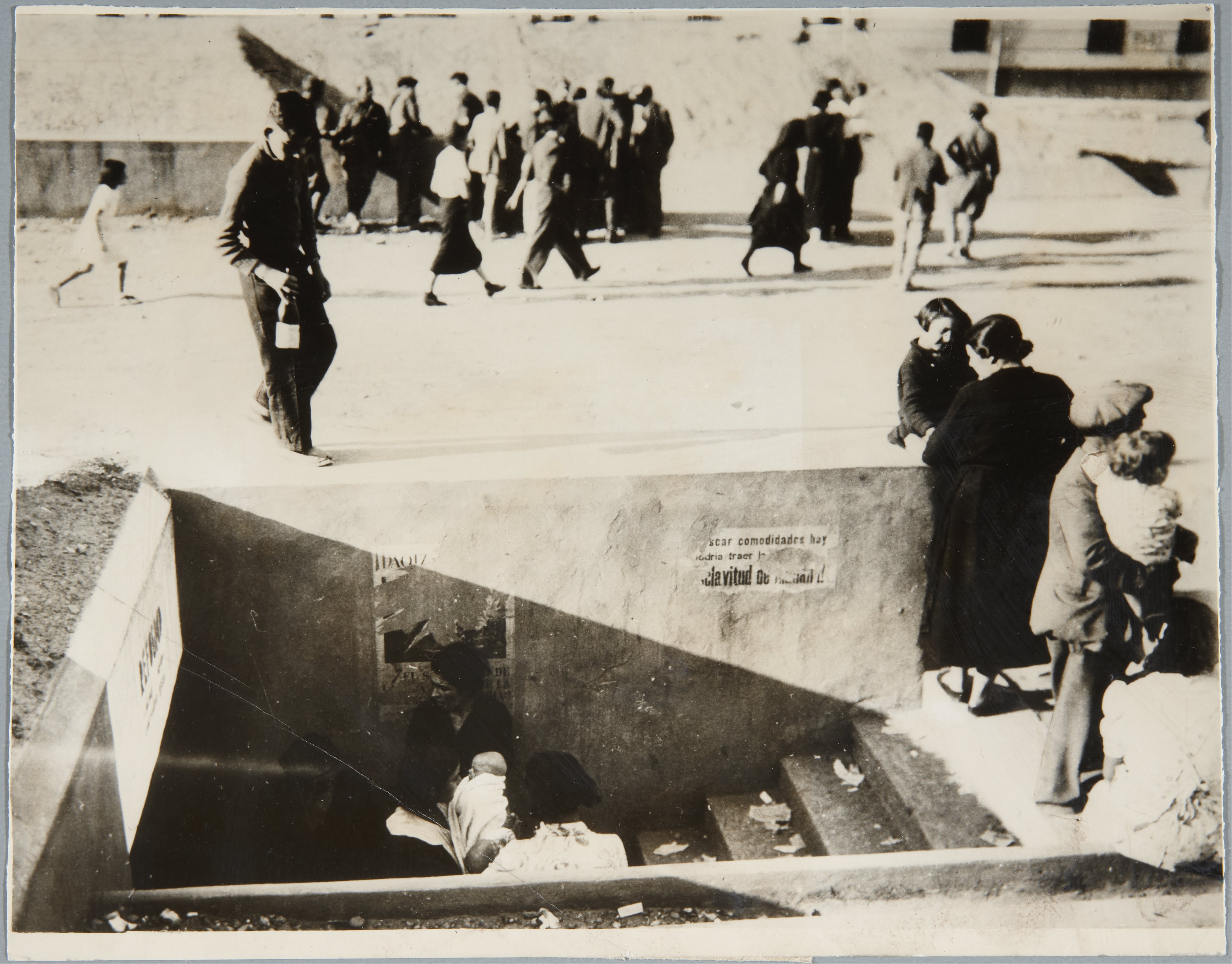
Entrada de un refugio antiaéreo en Castellón durante la Guerra Civil

En 1891, comienzan las obras del nuevo puerto en El Grao, propiciadas por la creciente exportación de cítricos, cerámica y algarrobos. A principios del siglo XX, en 1910, la ciudad alcanzaba los 32 000 habitantes. Con la consiguiente expansión urbana que, en 1925, ya llegaba al límite de las vías del ferrocarril. Con la inauguración ese mismo año del embalse de María Cristina, el cultivo de la naranja llegó a su máxima expansión.
Las elecciones municipales del 12 de abril de 1931 fueron ganadas por los republicanos y la proclamación de II República Española fue celebrada en la ciudad, al igual que en otras capitales. El 4 de junio de 1931, la iglesia de Santa María fue declarada Monumento Histórico-artístico Nacional; sin embargo, el 17 de noviembre de 1936, el ayuntamiento ordena su derribo con el pretexto de iniciar una expansión urbana en el centro de la ciudad, destruyéndose el edificio gótico original. No sería hasta la década de los años cuarenta cuando se iniciaran las obras de reconstrucción de la nueva iglesia, que no culminaron en su parte principal hasta 1999, dándose por acabadas en 2009.
Tras el golpe de Estado del 18 de julio que dio origen a la Guerra Civil en 1936, la ciudad quedó en la zona republicana. El ejército franquista entró en la ciudad el 13 de junio de 1938, a las 19:15 horas. Las tropas franquistas encontraron en la ciudad a la mayor parte de la población civil, que permanecía en la ciudad.
Si entre las décadas de 1930 y 1960, la ciudad alcanzó los 60 000 habitantes, en las décadas de 1960 a 1981 la población se duplicó, superando los 126 000 habitantes, que se instalaron en los más de 100 grupos de población dispersos que se contabilizaron esos mismos años.
En 1960, se creó la diócesis de Segorbe-Castellón, convirtiéndose por primera vez en la historia en sede diocesana y su iglesia Mayor en concatedral.
En 1967, se inauguró en el Grao la refinería de petróleo, y 10 años después se construyó una central eléctrica de ciclo combinado. Las décadas de 1960 y 1970 fueron de una gran catástrofe urbanística, se derribaron diversos monumentos, se construyó en altura en el casco histórico y no se construyó ninguna zona verde.
Con la recuperación de la democracia, la ciudad experimentó un notable crecimiento económico, demográfico y urbano, la industria cerámica y la construcción, vivieron una época de prosperidad, llegaron a la ciudad inmigrantes extranjeros, procedentes mayoritariamente de Rumanía, Marruecos y Colombia, superando la ciudad en 2010 los 180 000 habitantes.

## Demografía
Según el padrón Castellón de la Plana contaba con 180 379 habitantes (INE 2024), lo que la convierte en el primer municipio de la provincia, el cuarto de la Comunidad Valenciana y el 36.º municipio de España por población.
Con una superficie del término municipal de 111,33 km2, su densidad es de 1583,02 hab/km2.
La evolución demográfica de Castellón según los censos de población que se realizan cada diez años se muestra en la tabla:
| Gráfica de evolución demográfica de Castellón de la Plana entre 1842 y 2021                                         |
| |
| Población de derecho según los censos de población del INE Población de hecho según los censos de población del INE |

Los censos anteriores al año 1857 incluyen la población de Benicasim, que se segregó de Castellón ese mismo año.
Fenómenos demográficos

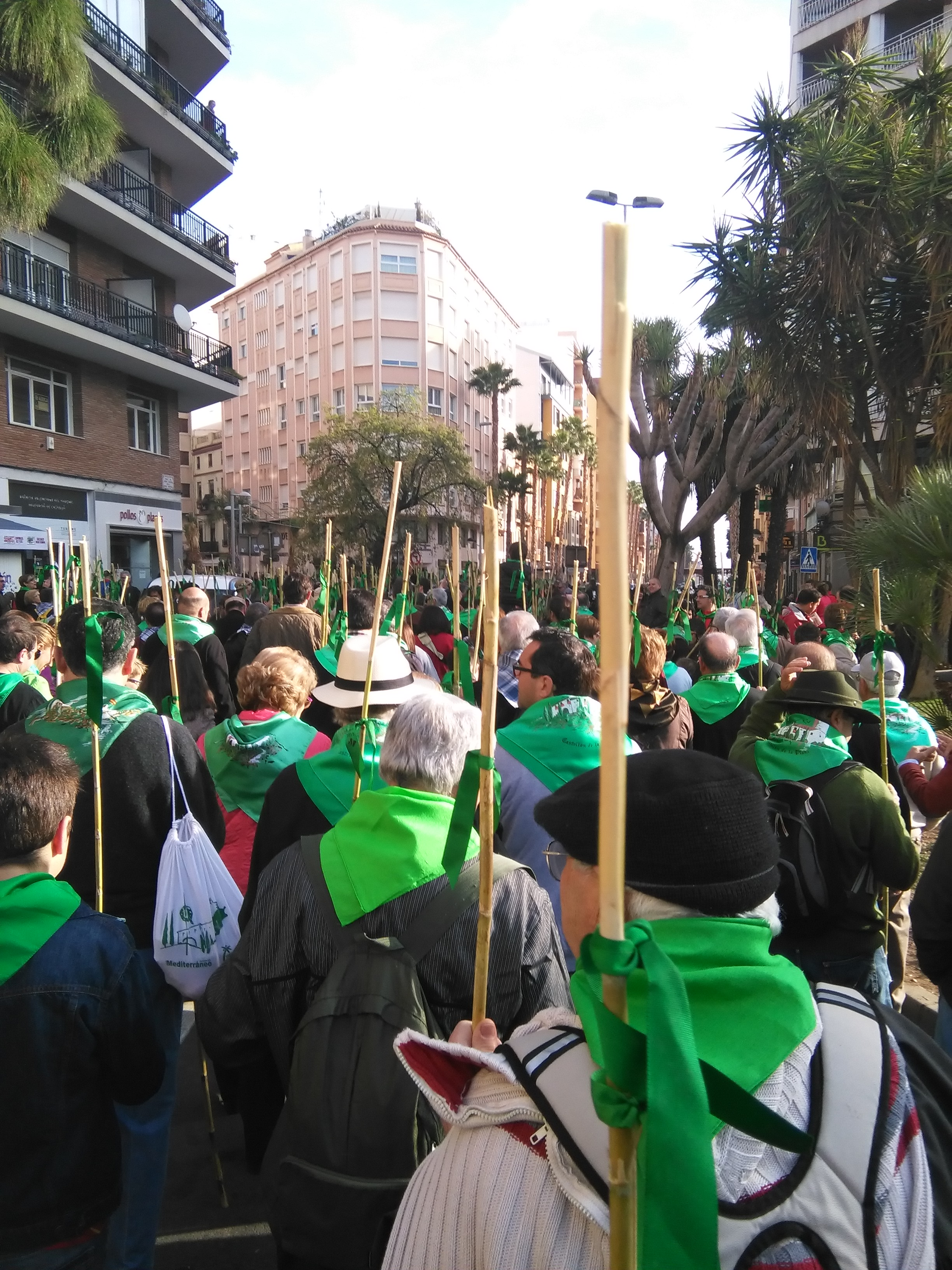
Castellonenses participando en la Romería de las Cañas

El 51,7 % de la población son mujeres y el 48,3 % restante, hombres. El 65,3 % de la población tiene entre 16 y 64 años, el 19,4 % tiene más de 65 y el 15,3 % es menor de 16 años. La Edad Media del ciudadano castellonense es de 42,9 años según datos de 2020. En 2021 el crecimiento natural de la población fue de -442 personas, la tasa de natalidad de un 6,7 ‰ y la de mortalidad del 9,28 ‰.
Población extranjera
En 2022, el 16,75 % de la población castellonense era de origen extranjero. Las comunidades más importantes son la rumana con 15 060 ciudadanos, la marroquí con 2216, la colombiana con 2111 miembros y la venezolana con 1138 inmigrantes. En 2009 la inmigración exterior llegó a representar el 21,78 % de la población castellonense, un porcentaje muy superior a la media nacional; especialmente destacada fue la proveniente de Rumanía que llegó a alcanzar una cifra de 24 218 habitantes, seguida de los marroquíes con 2293 miembros y de la colombiana, representada en aquel entonces por 1790 personas.

### Distribución de la población
Según el nomenclátor de 2023, el municipio de Castellón de la Plana comprende dos entidades de población, Castellón de la Plana e Islas Columbretes, y a su vez, la entidad de Castellón de la Plana comprende dos núcleos de población y un poblamiento disperso.
| Entidad de población      | Población             | Coordenadas                                                                        | Distancia   |
| Entidad de población      | 2023                  | Coordenadas                                                                        | Distancia   |
| Castellón Grao Diseminado | 148 385 15 324 12 529 | 39°57′03″N 0°1′0″O / 39.95083, -0.01667 39°57′00″N 0°01′0″O / 39.95000, -0.01667 - | 0 km 4 km - |
| Islas Columbretes         | 0                     | 39°55′00″N 0°40′0″O / 39.91667, -0.66667                                           | 30 mn       |

## Economía
Durante la segunda mitad del siglo xx Castellón pasó de tener una economía eminentemente agraria hasta alcanzar una economía terciarizada antes de empezar el xxi. A principios del siglo pasado el 76 % de los castellonenses se dedicaba a la agricultura, un porcentaje superior a la media española que se situaba en el 71 %, la industria daba trabajo al 12,90 % de los habitantes de la ciudad y los servicios al 11,10 % restante. Una situación muy diferente a la que presentaba la ciudad en 2011, cuando el sector servicios empleaba al 73,46 % de la población, la industria al 17,20 %, la construcción daba trabajo al 6,64 % de los castellonenses y la agricultura al 2,70 %, con una tasa de actividad del 66,15 %. 
El número de personas en paro se mantuvo muy bajo durante toda la burbuja económica con una cifra un poco superior a los 5000 parados, o incluso menos. Con el estallido de la crisis económica, la cifra se duplicó e incluso se cuadriplicó de 2012 hasta 2015, desde entonces la cifra está cayendo y finalizó el año 2022 con 12 656 personas paradas y 97 611 personas afiliadas a la Seguridad Social, de las cuales el 11,10 % eran trabajadores autónomos.
Otros datos económicos de interés son la renta media por hogar, que en 2020 se situó en los 31 914 €; la renta media por persona tuvo un valor de 12 785 €; la renta disponible media de las declaraciones del Impuesto sobre la renta de las personas física que ese mismo año fue de 22 484 € y la renta bruta media de las declaraciones del IRPF estuvo valorada en 27 610 €.

### Agricultura, ganadería y pesca

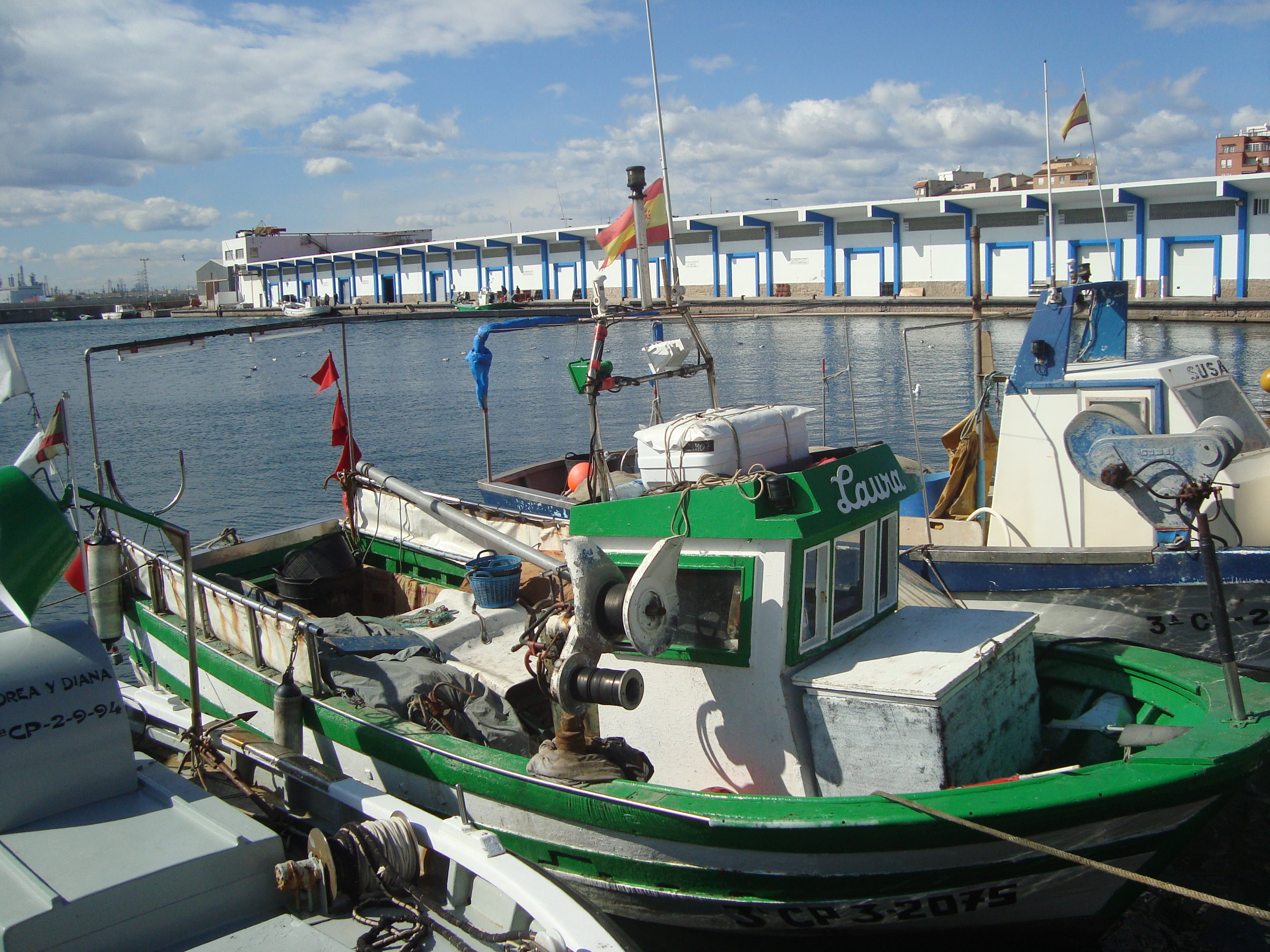
Puerto pesquero

La agricultura fue el principal motor económico en la historia de Castellón, pero durante el siglo XX fue perdiendo peso hasta volver testimonial su presencia en la economía de la capital del siglo XXI. Una muestra de ello es que en 2002 la extensión de tierras dedicadas a cultivo estimada en el municipio era de 5902 ha y para 2022 esa superficie se había reducido hasta las 3157 hectáreas, de las cuales el 96,33 % está dedicado a cultivos de regadío.
De estas 3041 ha de regadío, el 41 % pertenece a la Comunidad de Regantes del Pantano de María Cristina, que toma sus aguas de dicho embalse y del río Mijares a través del canal de la Cota 100. Un 35 % de estas tierras pertenecen al Sindicato de Riegos de Castellón, fundado en 1785, que recibe sus aguas directamente del Mijares a través del azud de Santa Quiteria situado en Almazora donde nace la Acequia Mayor. Con la modernización del sistema de riegos, el Sindicato se ocupa también de la gestión del riego de la Encomienda de Fadrell, una institución cuya existencia es anterior a la del propio Castellón. 
En los últimos años el tradicional sistema de riego por inundación, conocido como riego a manta, se ha ido sustituyendo por sistemas de riego localizado, se ha luchado contra la enfermedad de la tristeza de los cítricos que obligó a sustituir los pies de naranjo tradicional por otras nuevas variedades sanas y tolerantes a la enfermedad y se están implantando medios mecanizados de cultivo. La superficie dedicada a la plantación de cítricos fue de 2700 ha en 2022, aunque está en claro retroceso ya que en 2014 esta superficie era de 3086 ha, la inmensa mayoría de las cuales dedicadas al cultivo del mandarino en sus variedades oronules, marisol y clemenules. Una pequeña proporción sigue dedicada al cultivo de la tradicional naranja. El resto de cultivos de regadío responde a un 0,3 % de tubérculos, un 0,9 % de cultivos forrajeros, un 1,7 % de hortalizas, un 4,2 % de otros frutales y un 0,5 % de flores y plantas ornamentales en vivero. El cultivo de secano se corresponde fundamentalmente a algarrobo (2,1 %), almendro y olivo (1,2 %) en bancal, un modelo de agricultura prácticamente abandonado.
Existen 14 explotaciones ganaderas, 5 explotaciones hípicas y 8 explotaciones apícolas autorizadas en el municipio, sumando un total de 526 cabezas de bovino, 17 233 cabezas de ganado ovino y caprino, 53 280 aves de corral, 4074 cabezas de ganado cunícola y 8265 colmenas, todo según datos del censo ganadero de 2022, además se estiman 202 cabezas equinas. Castellón es la localidad con mayor número de cabezas de ganado ovino y caprino de la Comunidad Valenciana, sin embargo en su municipio no existe ninguna explotación porcina de la cual la provincia es líder en el ámbito autonómico.
En Castellón no existe ningún terreno destinado a actividades cinegéticas, ya sea en forma de reserva de caza o coto de caza. Tampoco existe ninguna zona de pesca autorizada en aguas interiores del municipio.
El puerto pesquero de Castellón fue el segundo con más capturas realizadas de la Comunidad Valenciana, sumando un total de 2460,9 Tm en el año 2022, apenas 135 Tm menos que el puerto de Torrevieja, sin embargo estas cifras son poco más de la mitad de toneladas capturadas en 2014 cuando el de Castellón fue el puerto más activo de la comunidad. En aquel momento, las capturas de boquerón (1 799 134 Kg) y sardina (1 004 149 Kg) constituían más de la mitad de especies de pescado capturadas, muy por delante de pulpos, merluzas, salmonetes, sepias o doradas.
En 2009 la flota pesquera, reunida en la Cofradía de Pescadores San Pedro del Grao de Castellón estaba compuesta de 68 buques, 20 de pesca de arrastre, 21 de artes menores, 19 de pesca de cerco, 5 de palangre de fondo y 3 de palangre de superficie.

### Industria

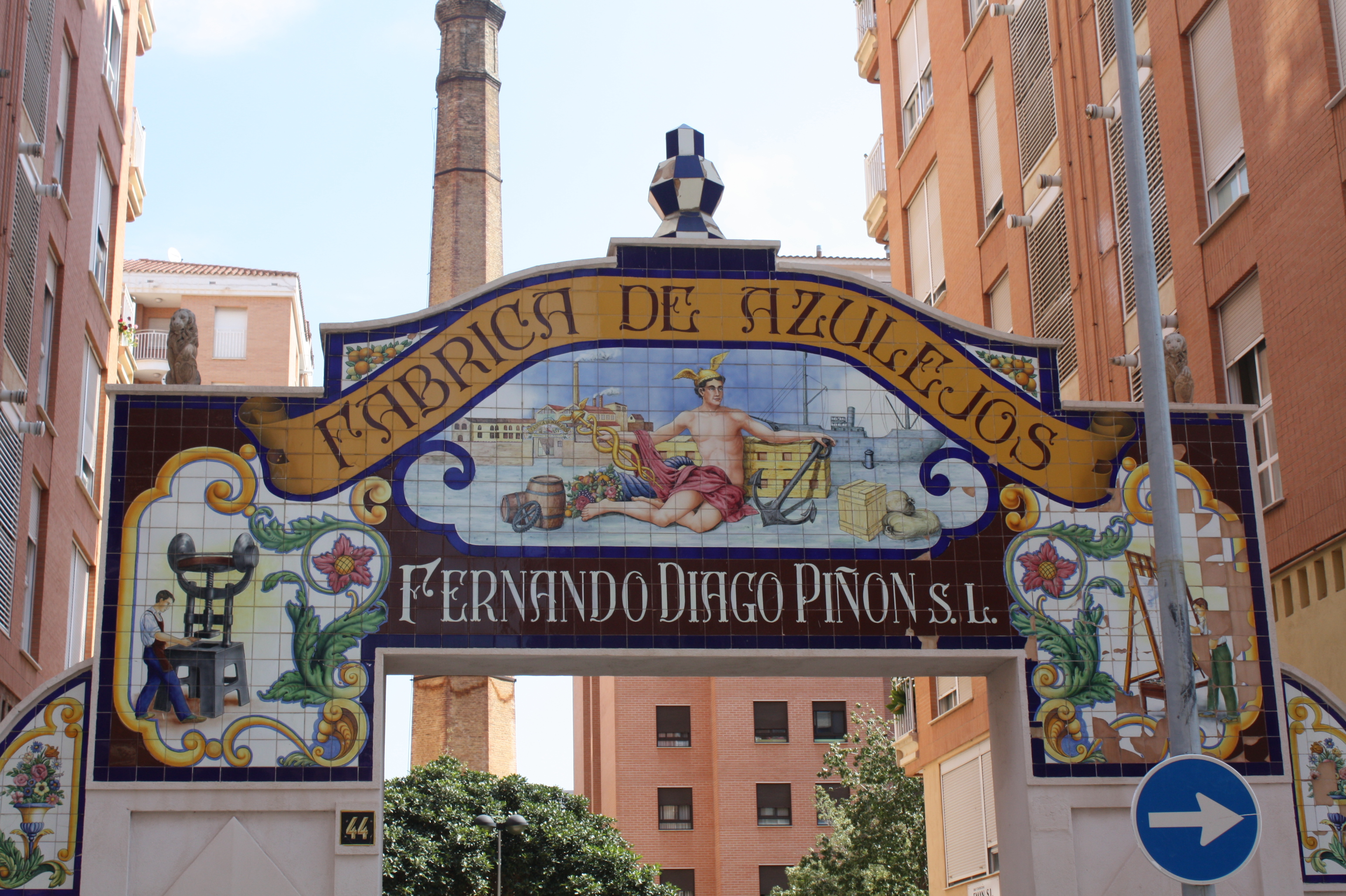
Portada de la Antigua fábrica de Diago. La industria cerámica ya no es la más importante de la ciudad, pero sigue siendo la mayor fuente de trabajo industrial de la misma y su legado ha marcado la historia y la idiosincrasia de la misma.

El peso del sector secundario en la economía castellonense es muy relevante. En 2001 había 17 322 operarios industriales, un 26,5 % de los trabajadores activos lo que convertía a la ciudad en la capital de provincia de la comunidad con más ciudadanos empleados en la industria. Aunque hay que destacar que de esa cifra solo 9631 trabajaban en industrias situadas dentro del municipio. Estos datos se explican por la presencia del clúster de la cerámica, también llamado «triángulo de la cerámica», cuyo epicentro es la Capital de la Plana y que se extiende de forma radial unos 30 km hacia el interior reuniendo en 2021 a numerosas empresas, 20 000 empleos y el 1 % de la facturación de la industria española, concentrando las sedes patronales, sindicales y profesionales del sector, así como los centros tecnológicos, como el Instituto de Tecnología Cerámica, y de formación, gracias a una tradición azulejera de siglos, la cercanía a la materia prima de la arcilla, caolinita y gres; la presencia de una industria química adaptada a las necesidades —ya que toda la industria de fritas y esmaltes de España se encuentra en la provincia—; a la presencia de fuentes energéticas y un puerto especializado en la exportación de este material.
Los antecedentes industriales de Castellón son la producción textil a base de cáñamo, de la cual tuvo el monopolio en la elaboración de cuerdas para la Armada española, y la fabricación de azulejos, que en 1820 se concretó en la primera fábrica moderna. En la primera mitad del siglo XX esta industria se fue afianzando y destacando, con empresas como Diago —que cerró en 2010— o Tau, que sigue siendo la empresa que más empleados tiene y más factura de entre las fábricas de cerámica de la ciudad; así como la industria textil se pasaba al género de punto abandonando definitivamente y para siempre todo lo relacionado con el cáñamo. En 1967 gracias a los planes de desarrollo del franquismo se instaló en el Serrallo la refinería de petróleo de Esso, posteriormente llamada Petromed, perteneciente desde 1991 al grupo británico BP, y que cuenta con una capacidad de refino de 6 000 000 Tm de crudo el equivalente a 110 000 barriles al día, obteniendo, además de diferentes combustibles, propileno; siendo la empresa con más facturación de la ciudad en 2020 y una de las más importantes de la autonomía. Junto a ella se instaló una industria química primero propiedad también de Esso, luego llamada Proquimed y que desde 2003 adopta el nombre de su propietario UBE Chemical, que produce entre otros elementos caprolactama, poliamida, poliimida, polibutadieno, fertilizantes y otros tantos productos químicos de diversos usos.
Otro sector relevante de la industria castellonense se centra en la fabricación de maquinaria, con importante énfasis en la auxiliar del automóvil; mientras que la industria alimentaria aunque es muy diversa está poco desarrollada y solo destaca la industria del pescado ultracongelado. La industria textil, especializada en la fabricación de medias y corsetería ha desaparecido completamente de la ciudad y de la provincia con la crisis económica de 2008.
El tejido industrial de la ciudad se sustenta principalmente en pequeñas y medianas empresas, que constituyen la mayoría de firmas pero con pocos trabajadores individualmente, frente al sector de materiales de construcción que en 47 empresas aglutina a 1720 operarios o al sector energético que en sus 38 empresas suma 1589 obreros según datos de 2010. En los últimos años la industria castellonense ha estado en crisis, no solo por la desaparición del sector textil, también la crisis de la cerámica y la fuga de fábricas a municipios cercanos han tenido importantes consecuencias en este sector económico. En 2021 se registraban 611 empresas industriales activas en el municipio, un notable descenso frente a las 892 que sumaban en 2009.
Parte de la industria castellonense se distribuye entre los 14 polígonos industriales de la ciudad que ocupan 2 912 674 m² de superficie.
Respecto al sector de la construcción, muy ligado a los vaivenes económicos, en 2021 existían 1507 empresas activas, un leve incremento respecto a 1287 empresas existentes en pleno pico del boom del ladrillo. Se trata de un sector plagado de pequeñas o muy pequeñas empresas familiares con escasa proyección fuera del área de influencia de la capital, a excepción de Becsa, la tercera empresa por facturación del municipio.

### Sector servicios y comercio

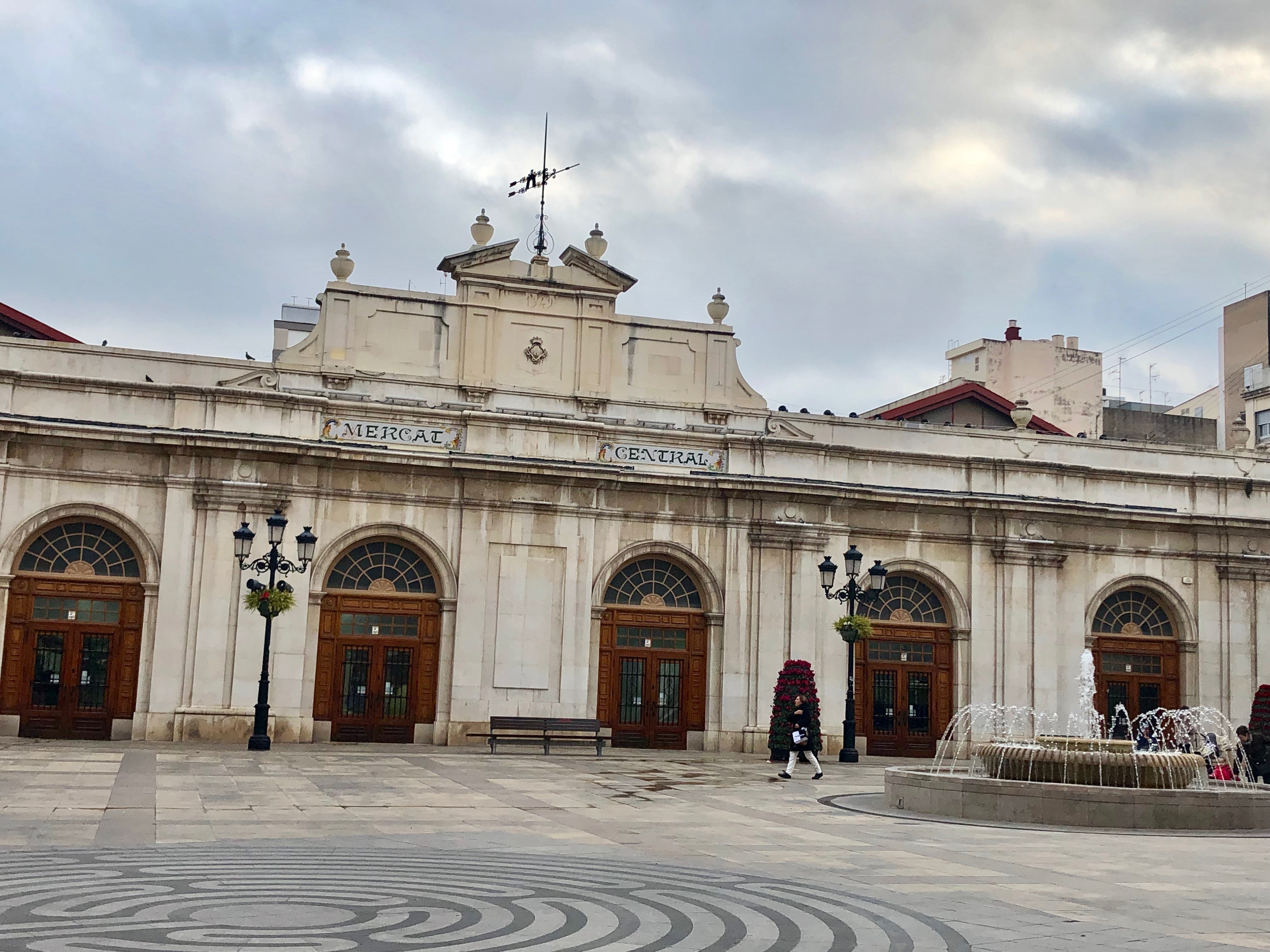
El Mercado Central, dedicado únicamente a la alimentación, recoge una tradición comercial con siglos de antigüedad

Castellón es la cabecera comercial de una extensa área que comprende la mayor parte de la provincia, incluyendo las comarcas de la Plana Alta, el Alcalatén, el Alto Maestrazgo, gran parte de la Plana Baja, el Alto Mijares y algún municipio de Los Puertos, en total 71 municipios que representaban el 80,4 % de la población provincial en 2011. Con los años la ciudad ha ido acaparando la primacía comercial de su área respecto a las otras grandes localidades de su entorno debido a una oferta más diversa y completa.
Las principales zonas comerciales de la ciudad son el centro, especialmente el casco histórico, que en 2011 sumaba 821 establecimientos y 77 817 m² de superficie comercial, con la calle Enmedio como locomotora, y los grandes almacenes de El Corte Inglés —inaugurados en 2005— junto al parque; la zona este alrededor del hipermercado Carrefour inaugurado en 1985 y la zona sur, con el Centro Comercial Salera, abierto en 2006 y que dispone de 160 locales en 70 100 m² de superficie comercial, como gran referente junto a las grandes superficies de la Ciudad del Transporte, el Polígono Pullman y el Parque Comercial Estepark, abierto en 2018 con una superficie 32 000 m². En el resto de la ciudad predomina el comercio de proximidad, especialmente el de alimentación.
En 2011 operaban 693 empresas mayoristas, y 3512 empresas minoristas, en 2021, estas actividades junto a las de transporte y hostelería sumaban 5079 firmas activas. Esta diferencia puede explicarse por el cierre de comercios tradicionales, que se han visto superados por la incorporación de establecimientos de grandes cadenas sucursalistas, franquicias, grandes superficies y la compra por internet.
Existen dos mercados tradicionales, el Central, construido en 1949 para albergar el mercado diario de alimentación que se celebraba desde hacía siglos en las plazas de su entorno, situado en la plaza Mayor y el de San Antonio, ubicado en la plaza del Maestrazgo. En 2017 cerró el Mercado de San Pedro del Grao tras 30 años en funcionamiento y 7 años después de la construcción de su nuevo edificio. Además, semanalmente se celebran dos mercados no sedentarios, el Mercado del Lunes cuyo origen está en un privilegio otorgado por el rey Amadeo I, tiene lugar prácticamente todos los lunes del año, cuenta con 650 puestos en el Recinto de Ferias y Mercados de la avenida del Mar; y el mercado del Grao, celebrado prácticamente todos los viernes del año y que cuenta con 220 puestos que se sitúan en las avenidas de Juan Sebastián Elcano, San Pedro y la plaza Virgen del Carmen del Distrito Marítimo.
Castellón llegó a contar con un banco propio, el Banco de Castellón, absorbido muy tempranamente por el Banco de Valencia; una caja de ahorros y monte de piedad que en 1991 creó junto a otras entidades de la Comunidad Valenciana Bancaja, cuya sede social estaba situada en la ciudad, ambas entidades históricas forman ahora parte de Caixabank; y dos cajas rurales, la de Credicoop y la de Castellón, la primera se fusionó con otras entidades autonómicas para formar Ruralcaja y la segunda se mantuvo independiente hasta que fue absorbida por Cajamar, destino que esperaría a la primera cooperativa de crédito meses después. En 2009 existían 219 entidades financieras en la ciudad, un número que se vio muy reducido ya en 2011 cuando se contabilizaron 196 entidades, para en 2021 sumar 339 entidades entre oficinas bancarias y agencias de compañías de seguros. En la actualidad, casi todos los grandes bancos españoles tienen al menos una oficina en la ciudad.
En cuanto al sector servicios, a lo largo de las primeras dos décadas del siglo XXI ha crecido hasta ser el principal motor económico de la ciudad, tal y como corresponde a una economía desarrollada. Castellón cuenta con todos los servicios posibles acordes a una ciudad de su rango. En 2021 existían 757 empresas dedicadas a actividades inmobiliarias; 2435 a actividades profesionales y técnicas; 256 a la información y comunicación; 1062 dedicadas a la educación, la sanidad y los servicios sociales; y 1297 empresas dedicadas a otros servicios personales. Como capital, Castellón es sede de diferentes colegios profesionales, algunos propios de la provincia, otros conjuntos con la de Valencia y otros compartidos con toda la comunidad autónoma.
Hostelería y turismo

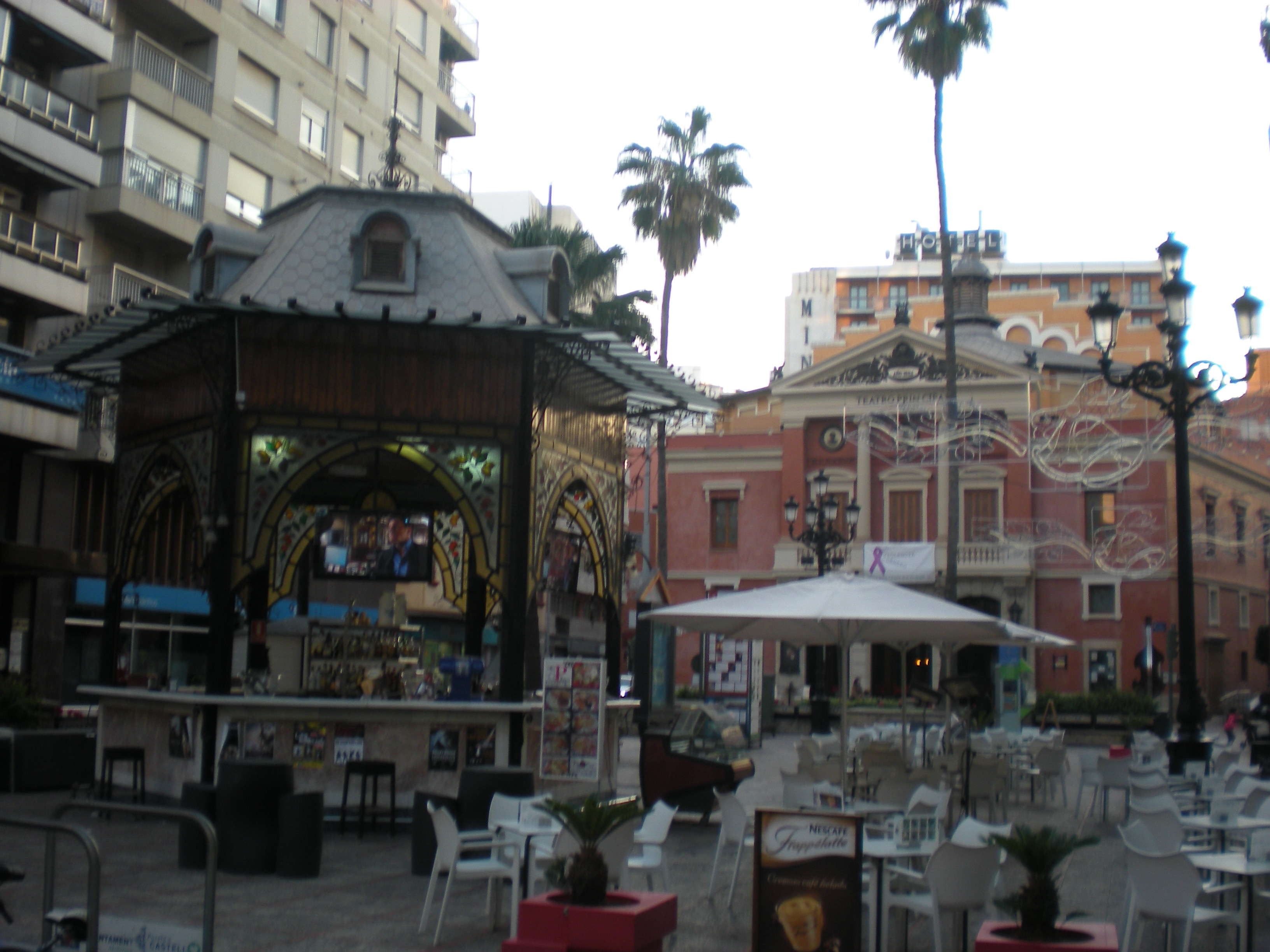
El quiosco modernista de la plaza de la Paz es uno de los emblemas de la ciudad

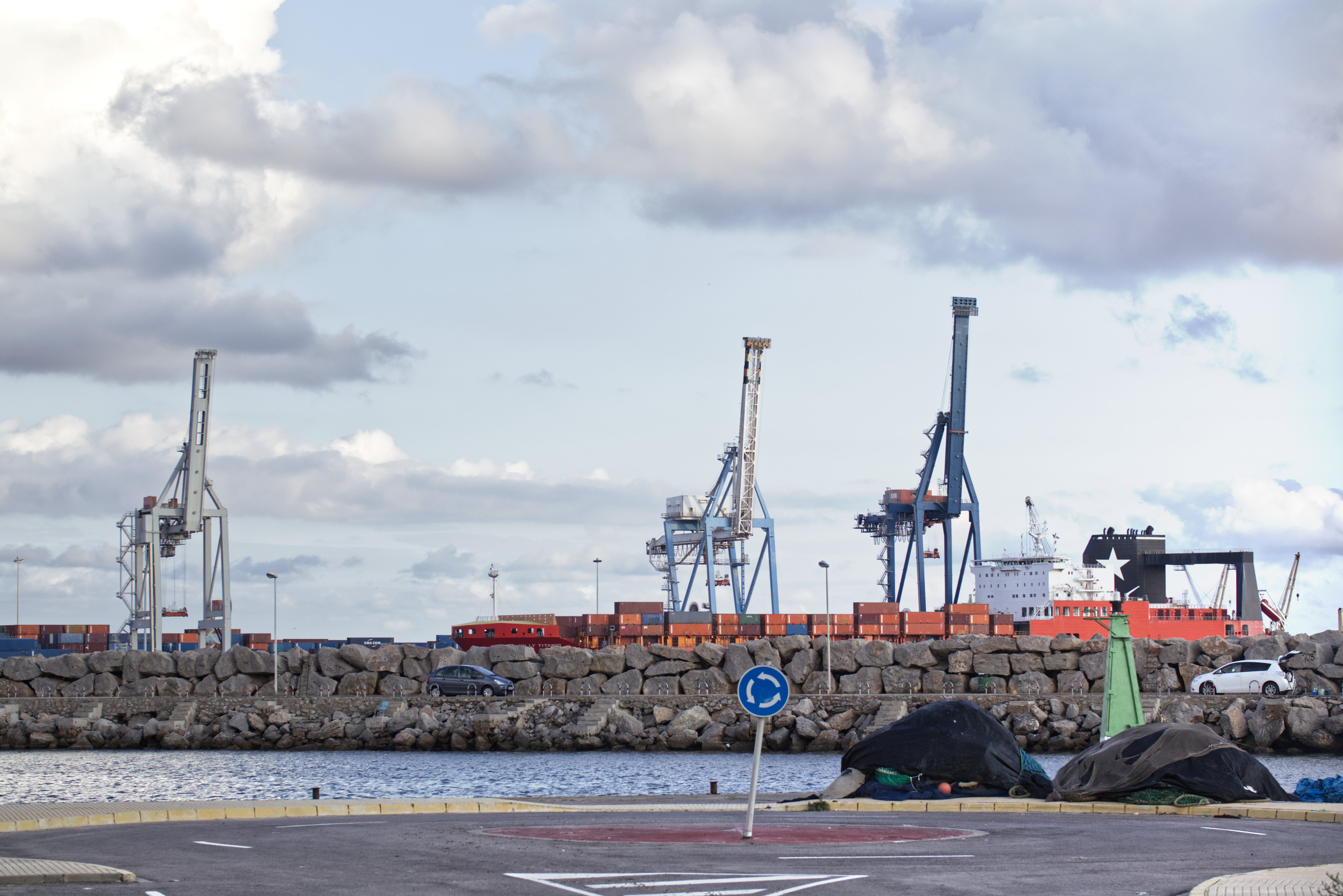
Grúas del puerto comercial

El hostelero es un sector en auge en Castellón. De las 1270 empresas que existían en 2009, se pasó a 1459 en 2012 —de los cuales 346 eran restaurantes— y de ahí a los 5079 negocios junto a empresas de comercio y transportes, de los cuales 369 eran restaurantes. En estos años la oferta se ha diversificado abriéndose a nuevas gastronomías del mundo y a nuevos conceptos de restauración. El negocio hostelero se puede encontrar en toda la ciudad, en grupos periféricos y en polígonos industriales, pero pueden destacarse diversas zonas, como el núcleo histórico y alrededores inmediatos y la zona este de la ciudad no muy alejada del centro, la avenida del Mar donde todas las cadenas internacionales de comida rápida tienen un establecimiento y en el Grao, el paseo Buenavista y la plaza del Mar cuyos restaurantes están especializados en pescado, marisco, arroces y freiduría. Una característica típica de Castellón son los bares ubicados en quioscos, como el de la plaza de la Paz como referente, este modelo hostelero tradicional ha ido creciendo con 5 establecimientos situados en otras plazas y parques, y se pretenden habilitar nuevos espacios en otros puntos de la ciudad. La venta de alimentación no sedentaria no está permitida salvo unas pocas castañeras en temporada y cuatro puestos de churrería instalados de Navidades a Magdalena, así como durante la celebración de las dos ferias de atracciones anuales y en algunos eventos determinados.
La infraestructura turística del municipio ha evolucionado mucho en las últimas décadas, de los 10 establecimientos hoteleros con 1215 plazas existentes en 1985, se ha pasado a disponer de 17 hoteles —de 1 a 4 estrellas— con 2357 plazas y 4 pensiones con otras 67 plazas en 2021. También existe un albergue juvenil con unas 100 plazas gestionado por el Instituto Valenciano de la Juventud y una residencia militar dividida en dos núcleos, uno en Castellón y otro en el Grao, con 26 y 104 habitaciones respectivamente. En 2021 se ofertaban 390 apartamentos turísticos legales con una capacidad total de 1850 plazas. Además junto a las playas del Pinar y del Gurugú existes sendos aparcamientos para autocaravanas que permiten la estancia con todos los servicios necesarios para el mantenimiento del vehículo y el disfrute de sus ocupantes. Para la atención del turista, Castellón cuenta con tres oficinas de turismo situadas en la estación de ferrocarril, junto a la plaza Mayor y en el Grao.
En 2022 Castellón recibió el título de «Municipio turístico de relevancia» al cumplir todos los requisitos impuestos por la Agencia Valenciana de Turismo para este puesto.

### Puerto
El Puerto de Castellón ocupó la novena posición del ranking de puertos de interés general de España desde los años 1990 cuando ascendió desde la 14.ª posición, pero en 2023 sufrió una importante caída del tráfico de mercancías del 24,8 % pasando de las 20 907 494 Tm de 2022 a las 15 710 712 Tm de 2023 y cayendo a la 11.ª posición gracias a la segunda mayor caída en tráfico de entre los Puertos del Estado, y que se suma a la producida en años anteriores. Los principales productos que entran y salen por el puerto son graneles sólidos, como las materias primas para la industria cerámica, los graneles líquidos, como los combustibles producidos en la refinería y la planta de biodiésel, los productos agroalimentarios, especialmente los hortofrutícolas, los contenedores y mercancías especiales. Dispone de conexiones con puertos de 101 países mediterráneos, africanos, ribereños del mar Negro, del mar Rojo y del golfo Pérsico.

## Administración y política

### Capitalidad

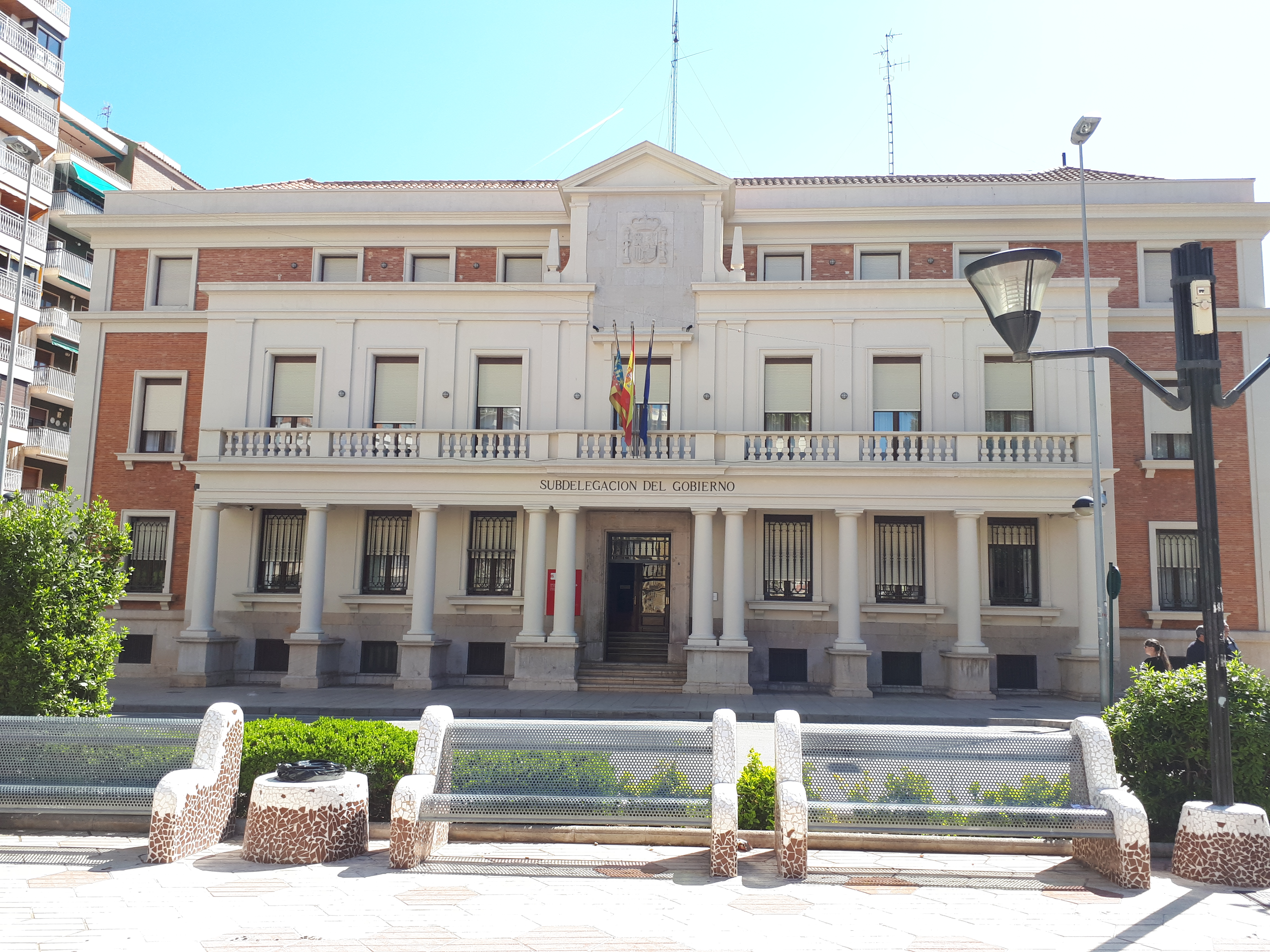
Edificio de la Subdelegación del Gobierno

Como capital de la provincia de Castellón, se ubican en la ciudad numerosos organismos políticos, administrativos, judiciales y militares de las instituciones estatales, autonómica y provincial.
- La Subdelegación del Gobierno representa a la Administración General del Estado del Gobierno de España. Tiene su sede principal en la plaza María Agustina y concentra la mayoría de sus dependencias entre este edificio y la antigua sede del Banco de España de la plaza de la Paz.[145] Otros organismos del Estado, como la Agencia Tributaria, la Dirección General de Tráfico o el Servicio Público de Empleo Estatal se ubican en torno al parque Ribalta, mientras que el Instituto Nacional de la Seguridad Social se encuentra en la avenida del Mar y la Tesorería General de la Seguridad Social en la plaza del Juez Borrull. En el Grao se emplazan el Departamento de Aduanas e Impuestos especiales y el Instituto Social de la Marina.[146]
- El Ministerio de Defensa y las Fuerzas Armadas mantienen una Subdelegación de Defensa sita en la avenida del Mar.[146] Esta, y las residencias militares, constituyen la única presencia militar permanente en la provincia desde el fin del Servicio militar obligatorio en 2001 y el traslado de la Comandancia Naval a Valencia en 2007.[147] El Ejército de Tierra mantiene la propiedad del campo de maniobras y tiro de la Montaña Negra, donde realiza esporádicamente diversos ejercicios de entrenamiento militar.[148]

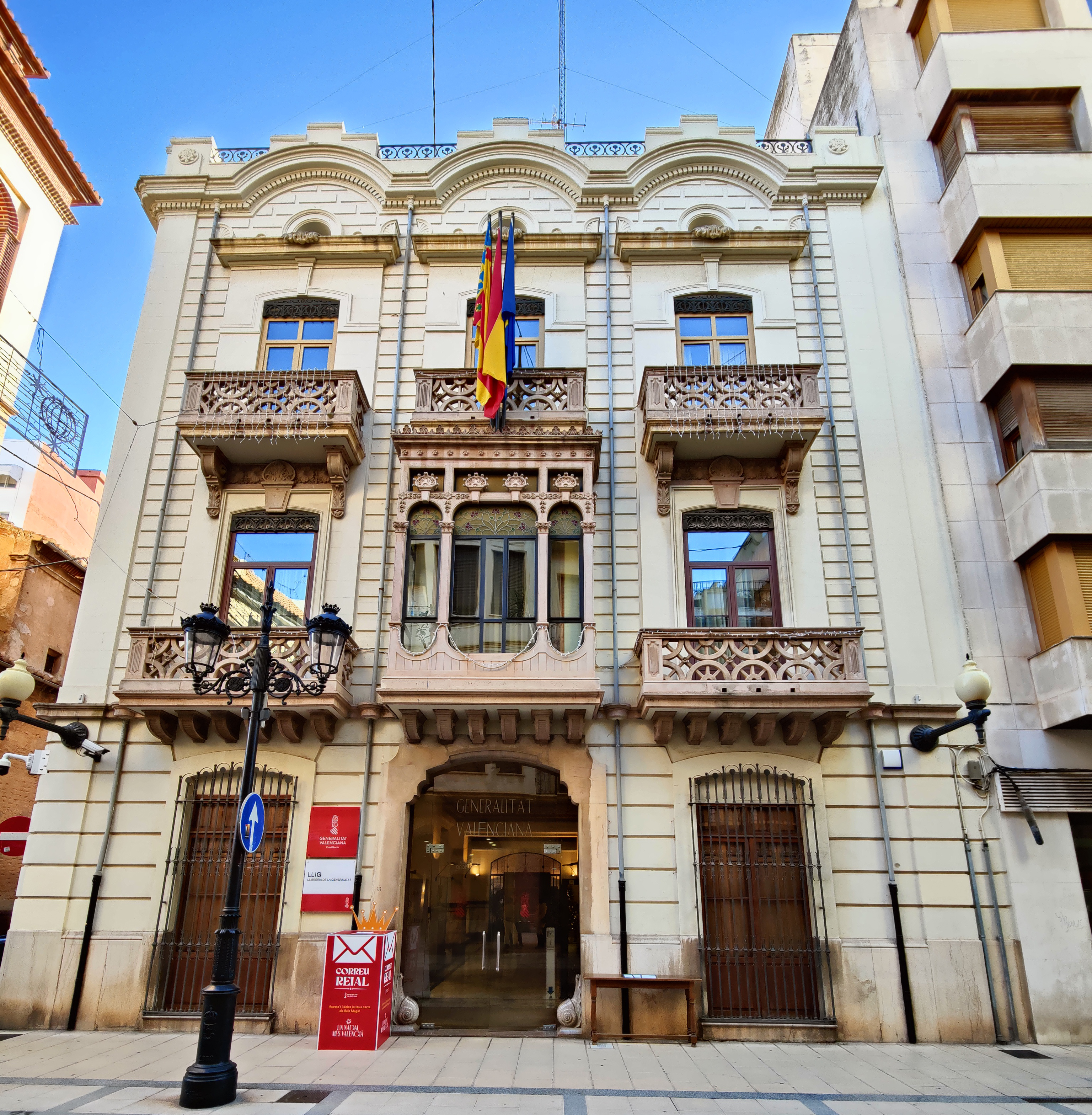
Casa dels Caragols

- Castellón, como capital de provincia y cabeza de Partido judicial, es sede de la Audiencia Provincial y de todos los Juzgados correspondientes a su partido, así como del Registro Civil y otras instituciones de carácter judicial. La ubicación de todos los órganos judiciales radica en la Ciudad de la Justicia situada en el bulevar Vicente Blasco Ibáñez.[149] El Instituto de Medicina legal se ubica en el Hospital Provincial.[150] En la carretera de Alcora se sitúa el Centro penitenciario de Castellón I.

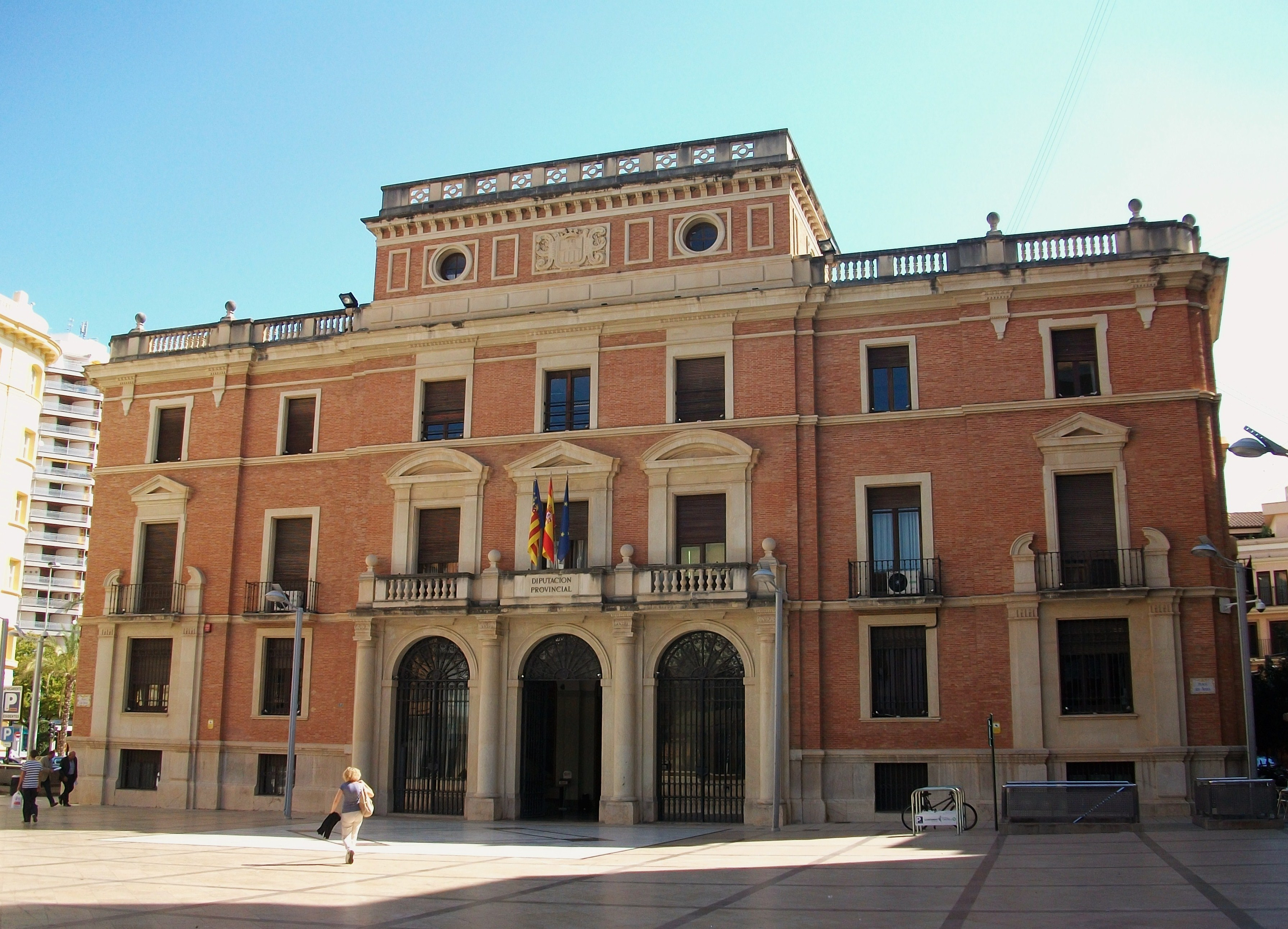
Palacio de la Diputación

- La administración autonómica corresponde a la Generalidad Valenciana. El Consejo y la presidencia tienen su delegación en la llamada Casa dels Caragols de la calle Mayor, y cada consejería tiene sus diferentes servicios territoriales repartidos en varias ubicaciones, la mayoría concentrados en torno a las avenidas del Mar y Hermanos Bou, pero también en la calle Caballeros o la plaza de Huerto de Sogueros. Algunos organismos públicos dependientes de la Generalidad también tienen delegación en la ciudad con alcance para toda la provincia. La única institución estatutaria con sede en Castellón de la Plana es el Comité Económico y Social de la Comunidad Valenciana ubicado en la calle Mayor.[151]
- La institución encargada del gobierno de la Provincia es la Diputación de Castellón, con apenas competencias ejercidas en su capital por la naturaleza de su función. Su sede institucional es el Palacio de la Diputación sito en la plaza de las Aulas, pero la mayoría de sus oficinas administrativas se encuentran situadas en las dependencias de la avenida Vall de Uxó o en las de la Penyeta Roja.[152]
- Como provincia costera, su litoral pertenece a la Provincia marítima de Castellón, cuya Capitanía marítima se encuentra ubicada en las instalaciones del Puerto.[146]
- Desde 1960 la ciudad es sede de la diócesis de Segorbe-Castellón, con la concatedral de Santa María como principal centro religioso y el Palacio Episcopal, situado en la calle Gobernador Bermúdez de Castro, como sede de la Vicaría general y algunos servicios.[153]

### Gobierno local

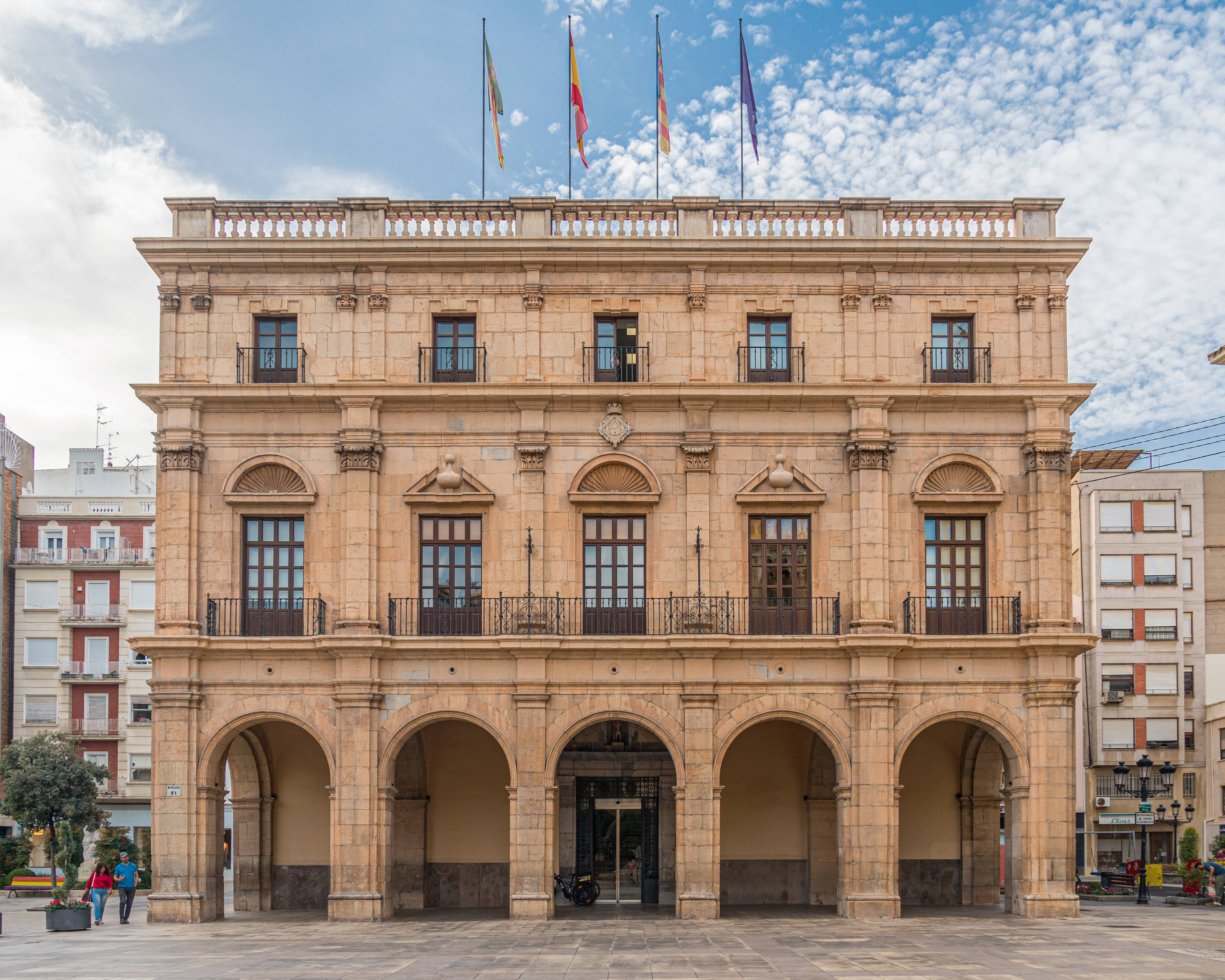
Palacio Municipal

A raíz del Decreto de Nueva Planta de 1707, el 26 de febrero de 1708 se constituyó el primer Ayuntamiento de Castellón de la Plana conforme a la tradición castellana. Desde entonces el devenir de la máxima institución de gobierno castellonense ha sufrido las mismas vicisitudes que cualquier otro ayuntamiento español. Desde el año 2006 el municipio se rige mediante la Ley de Grandes Ciudades.
Desde las primeras elecciones locales democráticas en 1979, una vez aprobada la actual Constitución de 1978, el ayuntamiento lo forma un pleno, que es el órgano de máxima representación política de los ciudadanos y el que toma todas las grandes decisiones del municipio, compuesto por 27 concejales, cifra que depende de la población de cada municipio pero que no ha variado en el caso castellonense en los más de 40 años de democracia local, elegidos cada cuatro años por sufragio universal; que a su vez eligen de entre sus miembros al alcalde o alcaldesa, normalmente el líder del partido político con más apoyos, ya sea por haber formado una coalición o por haber obtenido de las urnas al menos los 14 concejales que constituyen la mayoría absoluta, si esto no sucede, en una segunda votación queda investido alcalde el candidato del partido más votado. El alcalde o alcaldesa formará la Junta de Gobierno Local, que es el órgano colegiado que colabora en la dirección política del municipio, con los 9 concejales y concejalas de su partido o coalición que haya nombrado tenientes de alcaldía. Entre los miembros de la Junta de Gobierno y el resto de concejales que lo apoyen, el alcalde repartirá, siguiendo criterios personales, las diferentes delegaciones de cada área competencial que maneja la administración local. La normativa aprobada por el pleno municipal dentro de su marco competencial y para regular su gestión se denominan Ordenanzas, de las cuales existen 31 de tipo general y 35 de carácter fiscal. El alcalde puede promulgar Decretos de alcaldía, de los cuales están en vigor 37. Ordenanzas y decretos se publican en el Boletín Oficial de la Provincia para adquirir valor legal y comunicarse a toda la ciudadanía. Los alcaldes de Castellón no acostumbran a dictar Bandos.
Entre las competencias más importantes que gestiona el Ayuntamiento de Castellón está la recaudación de impuestos municipales, la planificación urbanística, la gestión del transporte público local, el mantenimiento de la seguridad pública, el suministro de agua potable y evacuación de las aguas residuales, el mantenimiento del espacio público, la gestión de algunos servicios sociales o la promoción cultural.
Desde 1979 hasta 2023 se han celebrado 12 procesos electorales, resultando de ellos 5 gobiernos en coalición y 7 con mayorías absolutas, de las cuales una la obtuvo el Partido Socialista Obrero Español con el alcalde Tirado en 1983, y el resto el Partido Popular con los alcaldes Gimeno y Fabra desde 1991 hasta 2011. Las siguientes personas, representando a los siguientes partidos políticos, han ostentado el honor de ser alcalde o alcaldesa de la ciudad y término de Castellón:
| Periodo   | Nombre                      | Partido | Partido                                         |
| --------- | --------------------------- | ------- | ----------------------------------------------- |
| 1979-1987 | Antonio José Tirado Jiménez |         | Partit Socialista del País Valencià (PSPV-PSOE) |
| 1987-1991 | Daniel Gozalbo Bellés       |         | Partit Socialista del País Valencià (PSPV-PSOE) |
| 1991-2005 | José Luis Gimeno Ferrer     |         | Partido Popular (PP)                            |
| 2005-2011 | Alberto Fabra Part          |         | Partido Popular (PP)                            |
| 2011-2015 | Alfonso Bataller Vicent     |         | Partido Popular (PP)                            |
| 2015-2023 | Amparo Marco Gual           |         | Partit Socialista del País Valencià (PSPV-PSOE) |
| 2023-act. | Begoña Carrasco García      |         | Partido Popular (PP)                            |

| Partido político                                       | 2011   | 2011  | 2011       | 2015   | 2015  | 2015       | 2019   | 2019  | 2019       | 2023   | 2023  | 2023       |
| Partido político                                       | Votos  | %     | Concejales | Votos  | %     | Concejales | Votos  | %     | Concejales | Votos  | %     | Concejales |
| Partido Popular de la Comunidad Valenciana (PPCV)      | 34 680 | 46,61 | 15         | 20 741 | 25,94 | 8          | 17 603 | 23,96 | 7          | 28 394 | 35,89 | 11         |
| Partit Socialista del País Valencià (PSPV-PSOE)        | 19 816 | 26,63 | 9          | 16 803 | 21,02 | 7          | 25 550 | 34,78 | 10         | 22 372 | 28,27 | 9          |
| Vox                                                    | —      | —     | —          | 644    | 0,81  | 0          | 4704   | 6,40  | 1          | 10 597 | 13,39 | 4          |
| Compromís                                              | —      | —     | —          | 11 135 | 13,93 | 4          | 8565   | 11,66 | 3          | 9377   | 11,85 | 3          |
| Unidas Podemos-Esquerra Unida del País Valencià (EUPV) | 4257   | 5,72  | 1          | 2950   | 3,69  | 0          | 4808   | 6,55  | 2          | 2698   | 3,41  | 0          |
| Ciudadanos (CS)                                        | —      | —     | —          | 12 004 | 15,01 | 4          | 10 345 | 14,08 | 4          | 1717   | 2,17  | 0          |
| Castelló en Moviment                                   | —      | —     | —          | 10 443 | 13,06 | 4          | —      | —     | —          | —      | —     | —          |
| Bloc Nacionalista Valencià (BNV)                       | 6572   | 8,83  | 2          | —      | —     | —          | —      | —     | —          | —      | —     | —          |

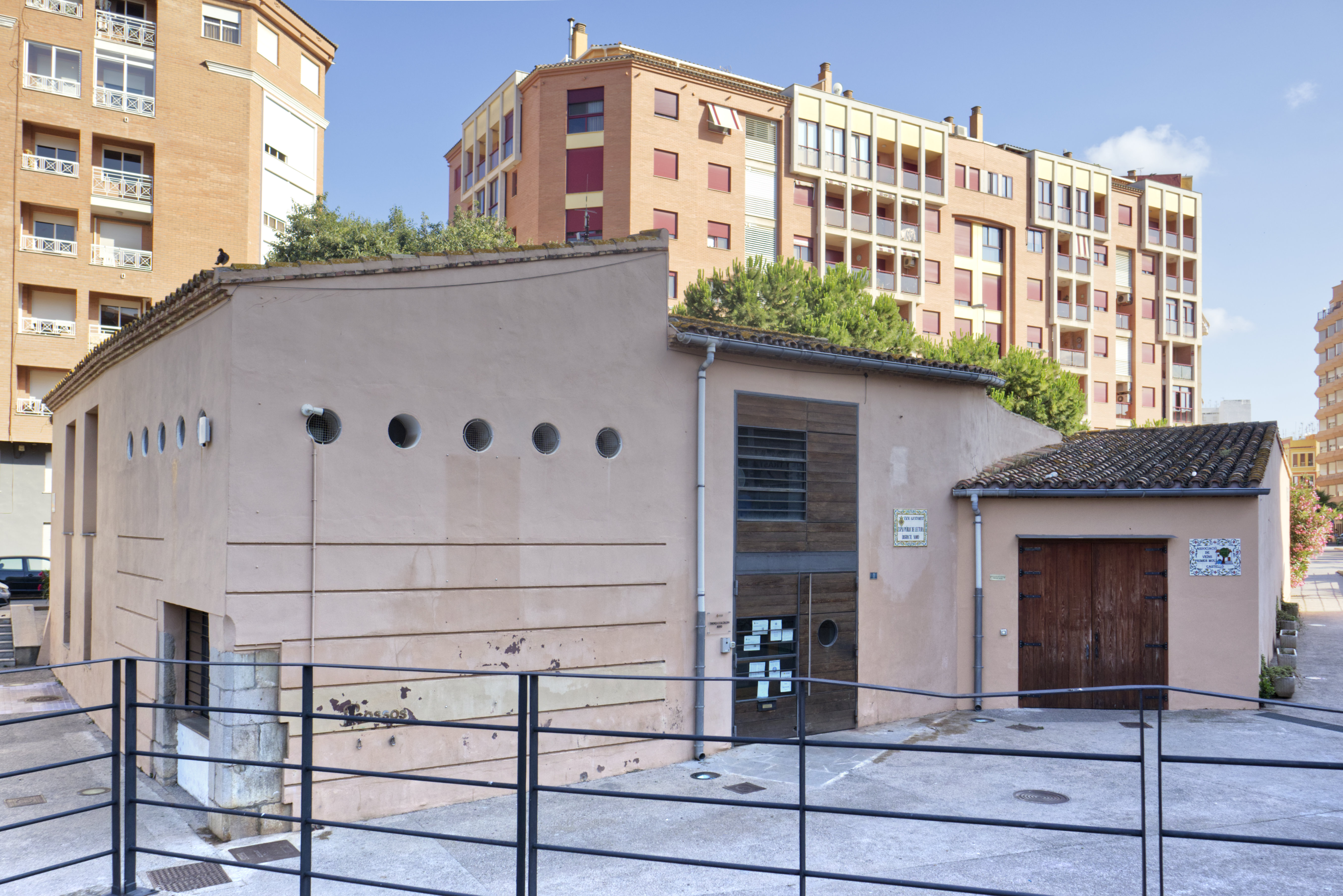
Primer molí, sede de la tenencia de alcaldía Norte

El ayuntamiento tiene su sede institucional en el Palacio Municipal, los servicios técnicos y administrativos se ubican en el edificio del Nuevo ayuntamiento, situados ambos en la plaza Mayor, o en el edificio Quatre Cantons, ubicado en la esquina de las calles Enmedio y Colón. Los patronatos y otros servicios están situados en diversos puntos de la ciudad, así mismo, la atención ciudadana está descentralizada en cada distrito de la capital.

### Organización territorial

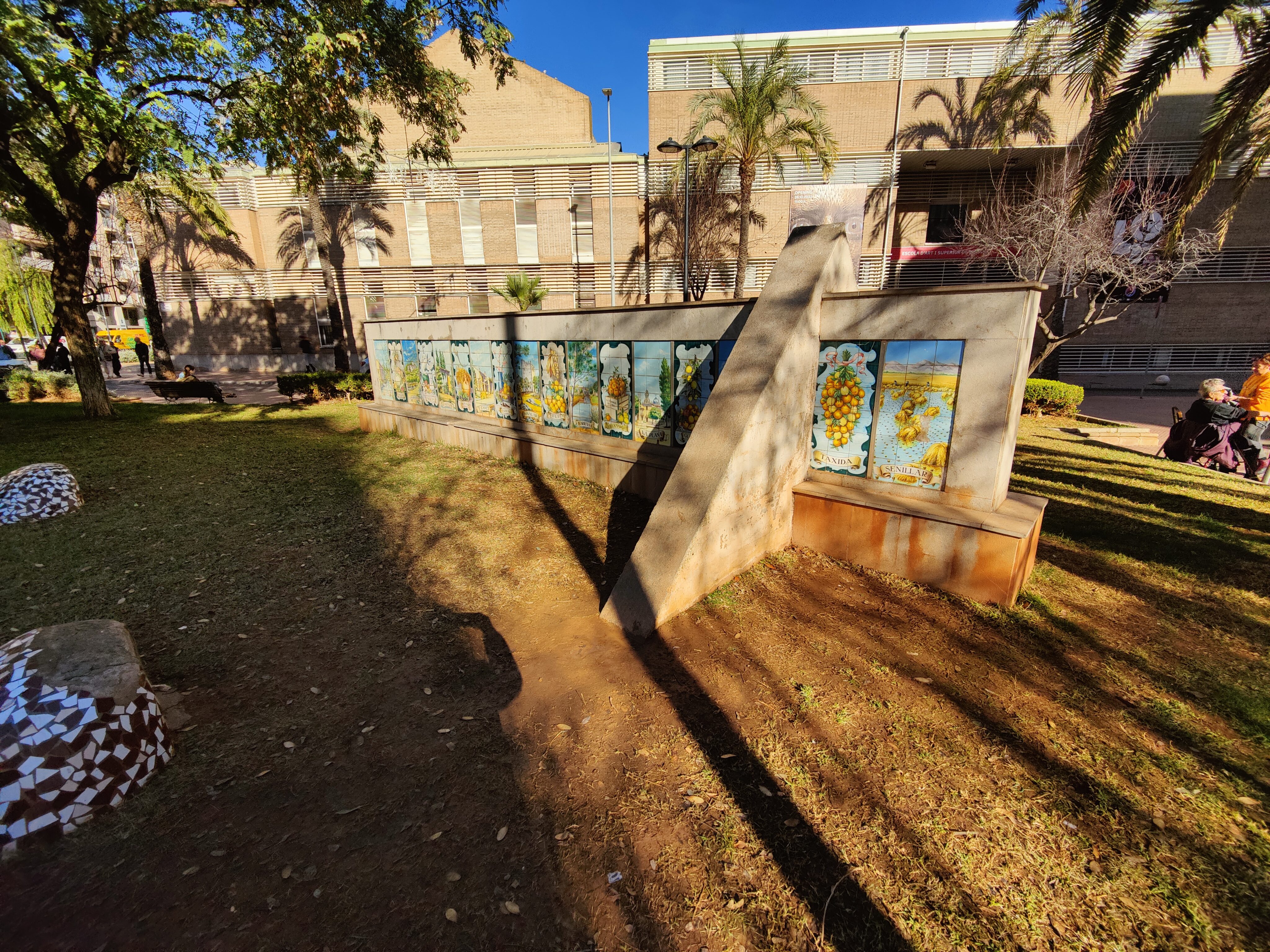
Paneles cerámicos dedicados a las partidas del término

El ayuntamiento divide el término en seis distritos: Centro, Grao, Norte, Sur, Este y Oeste, pero solo con fines de descentralizar y acercar la administración pública a la ciudadanía, con una Tenencia de Alcaldía donde se sitúa un retén de Policía Local, una oficina de atención ciudadana y la sala donde se celebran las reuniones de la Junta Municipal y Consejo de cada distrito, así como, en un local separado, existen oficinas de los Servicios Sociales municipales. Esta división en distritos puede sufrir cambios importantes según los intereses políticos del momento, aunque se mantienen invariables en nombre y número.
Las administraciones públicas que necesitan un despliegue territorial para ejercer sus funciones dividen la ciudad en cuantas demarcaciones necesitan conforme a sus necesidades. La Oficina del Censo Electoral organiza el municipio en 9 distritos censales, subdivididos a su vez en numerosas secciones censales con fines estadísticos y de organización de los procesos electorales. El ayuntamiento asume como propios estos distritos a la hora de ofrecer datos estadísticos de la ciudad. Para la administración postal, Correos divide el municipio en 7 zonas postales a los que corresponde un código postal. A nivel sanitario, la Consejería de Sanidad mantiene 11 zonas básicas de salud que dependen de cada centro de salud de la ciudad. Para la Iglesia católica, la ciudad se divide en 16 parroquias a su vez agrupadas en dos arciprestazgos, Santa María de Lledó y Santísima Trinidad, con 7 parroquias cada uno, el de Almazora con una parroquia en el municipio de la capital y el arciprestazgo de Nuestra Señora del Carmen (Costa), que junto a las parroquias de varios municipios, cuenta también con la de San Pedro del Grao.
El área rural del municipio se divide en las tradicionales partidas rurales, entendidas como una extensión de terreno agrícola delimitado por canalizaciones de riego o caminos rurales. El origen de las partidas es anterior al establecimiento de la población en la llanura, ya que muchos documentos referidos a la conquista cidiana y a la definitiva ya hablan de muchas de ellas como subdivisiones del término controlado por el Castell Vell. En la actualidad, existen 32 partidas, resultado de una evolución de siglos debido a cambios en el paisaje rural y al crecimiento urbano, hasta quedar casi como un vestigio folklórico.
También existe una división cultural en la ciudad para organizar las Fiestas de la Magdalena para lo cual existen 19 sectores gaiateros con una comisión a su frente encargada de nombrar a sus representantes festeras, la construcción del monumento de la gaiata y la organización de actos festivos en su zona.
Para identificar áreas concretas de la ciudad los ciudadanos suelen nombrar calles, plazas o edificios importantes de la zona para ubicarse. Solo algunas partes de la ciudad son conocidas por su propio nombre, normalmente porque fueron construidas recientemente y se les otorgó su propia identidad, como Grapa, la Guinea, el polígono de Rafalafena, el Raval Universitario, los PAIs Gumbau y Taxida, Censal o Lledó, por ejemplo. Los grupos periféricos tienen todos nombre, normalmente de carácter religioso.

## Urbanismo y patrimonio

### Urbanismo

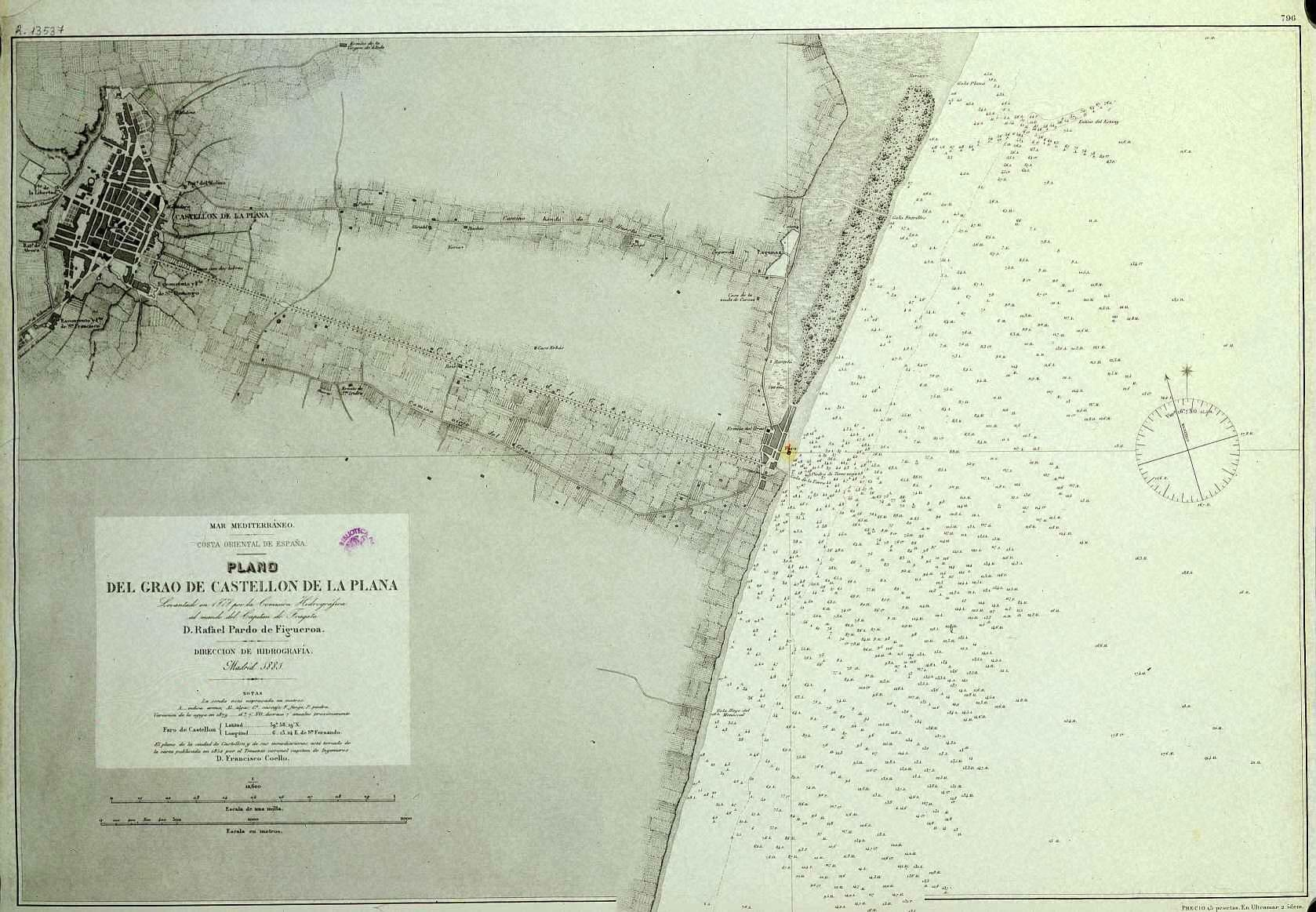
Plano 1878 de Castellón, el Grao y los caminos de unión entre ambos

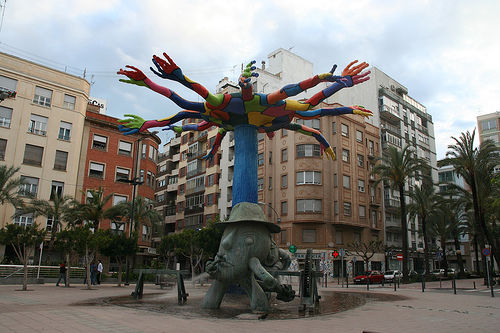
Les Cordeliers en la plaza Huerto de Sogueros

La villa medieval de Castellón se fundó con una planta cuadrada y un trazado en damero, con el desvío del Camino Real de Valencia a Barcelona actuando a modo de cardo -actual calle Mayor- y el camino de Collet, que unía la costa con el Camino Real y antigua Vía Augusta -actual calle Colón cruzándose en el centro, situándose las principales instituciones de la época y el mercado a los lados de este cruce. Paralelas a la calle Mayor quedarían al oeste la calle de Arriba junto a la muralla -actual calle Enmedio- y al este la calle de Abajo, actual calle de Pescadores. Todo ello encerrado por una muralla que tenía como límite por el lado este la Acequia Mayor. Muy pronto, en 1270 el recinto amurallado se ha quedado pequeño y surge un arrabal al oeste de la villa, por lo que el Consejo pidió permiso a los entonces señores de la villa, el monasterio de San Vicente de la Roqueta de Valencia, permiso para derribar las murallas oeste y norte para ampliar la ciudad. Este permiso se concedió en 1272 y condujo a la creación de la actual calle Enmedio, la nueva calle de Arriba -actual calle Alloza- paralelas a la calle Mayor. Este recinto amurallado de planta rectangular permaneció más o menos inalterado hasta el derribo de las murallas en 1796.
Más tarde, aparecerían hasta tres arrabales, al norte el arrabal de San Roque o San Félix; al sur el de Santa Bárbara, San Francisco o la Trinidad; los dos en torno al Camino Real de Valencia a Barcelona y con forma de punta de flecha, y al oeste sobre los terrenos del Pla de la Fira aparecería el conocido como Ravalet.
En el año 1747 se crea junto al Pla de la Fira el Huerto de Sogueros, donde se cultivaba el cáñamo y el gremio de sogueros realizaba las labores para convertir las fibras de esta planta en cuerdas y alpargatas. En 1793 se construye en terrenos de la familia del obispo de Tortosa José Salinas el Palacio del Obispo, al este de la villa y al otro lado de la Acequia Mayor, cerca del convento dominico de Fadrell.
En 1796 se derriban las murallas medievales por orden del gobernador civil Antonio Bermúdez de Castro, lo que permite la integración de los arrabales en el núcleo urbano y la urbanización de la plaza Nueva, germen de la actual avenida del Rey sobre el conocido hasta entonces como Pla de la Fira. También en esta época se construyó el cementerio del Calvario para sustituir al antiguo fossar de la plaza Mayor donde se había construido el Palacio Municipal.
Este desarrollo urbano se vio truncado primero por la ocupación francesa hasta 1814, y luego, pese a ser declarada Castellón capital de provincia en 1833, por las Guerras Carlistas, motivo por el cual la villa tuvo que volver a amurallarse, esta vez incorporando todo el crecimiento urbano producido hasta la fecha formando un rombo hacia el Camino Real de Valencia. El trazado de esta muralla iba desde el antiguo convento y cuartel militar de San Francisco, donde actualmente se encuentra la iglesia de la misma advocación, por el recorrido de las actuales Ronda Mijares y Ronda Magdalena donde la Sequiota servía como foso de la muralla, hasta llegar a la ermita de San Roque de la Plana -actual plaza de Teodoro Izquierdo- bajando cerca de la actual calle San Roque hasta las inmediaciones de la actual plaza María Agustina donde a unos pocos metros de la misma en la plaza de la Muralla Liberal se pueden encontrar los únicos restos en pie conservados, desde allí tomaba las trazas de la vieja muralla medieval tomando la actual calle Gobernador donde la Acequia Mayor volvía a ejercer de foso de una muralla, hasta el convento de Fadrell donde la muralla continuaba en diagonal hasta su arranque en el cuarte de San Francisco. Esta muralla dejó bastante espacio vacío en su interior que no fue aprovechado para construir nuevas viviendas, sino que permaneció como huerta y más tarde se asentarían las primeras industrias modernas de la ciudad. Esta época se caracteriza por un importante aumento de la población, que al no expandirse la ciudad en forma de viviendas, fue absorbida mediante la densificación del núcleo urbano, mediante el derribo o reforma de antiguas construcciones para crear nuevos hogares.
En 1862 llega el ferrocarril desde Valencia cuyas infraestructuras se instalaron a las afueras de la ciudad. En 1882 comenzó el derribo de la muralla que protegió Castellón durante las Guerras finalizando en 1885. En esta época, y hasta la segunda década del siglo XX se construyen los edificios necesarios de cualquier capital de provincia, como el Teatro Principal, la cárcel, la plaza de toros o el Hospital Provincial entre otros. También se urbanizaron nuevas calles, como los ensanches de las calles Gasset, Ruiz Zorrilla, Navarra, San Luis o Conde Pestagua; la construcción del Paseo de San Vicente, actual avenida de Pérez Galdós hasta la estación de ferrocarril; o el traslado del cementerio del Calvario al actual cementerio de San José y la creación sobre él del parque Ribalta. En 1888, se inauguró La Panderola.
En 1885 el arquitecto Godofredo Ros de Ursinos proyecta el primer ensanche de la ciudad, basado en los planes de Cerdá para la ciudad de Barcelona, en la zona de l'Armelar conocida como Pla de Breva, entre las actuales Ronda Mijares, calle Pelayo y plaza del Padre Jofré, Gran Vía, calle Jacinto Benavente, parque del Oeste y calle Escalante.
Un poco más tarde, en 1890 el arquitecto José Gimeno Almela trazaría un plan similar para un ensanche al este de la ciudad, entre las actuales calles de Herrero, Asensi, avenida Casalduch y calle de los Orfebres Santalínea. Ninguno de estos planes de ensanche se llevaron a cabo en su momento pero sirvieron de base para posteriores desarrollos urbanísticos de sus respectivas zonas.
En 1925, el arquitecto Vicente Traver ganó el concurso para la creación del primer plan urbanístico de la ciudad.
A principios del siglo XX continuaron levantándose notables edificios, y en 1925 la ciudad ya llegaba a la vía del ferrocarril. La concatedral de Santa María, declarada en 1931 Monumento Histórico-Artístico Nacional, fue incendiada premeditadamente el 24 de julio de 1936 en los primeros días de la Guerra Civil y derribada meses después por un acuerdo municipal. Su reconstrucción, comenzada en 1939, acabó en 1999.
Terminada la Guerra, se construyeron edificios públicos, se reformó la ciudad y se abrió la calle Colón hacia la avenida del Mar. Durante los años 1960 y 1970, se construyeron edificios de gran altura en el casco histórico y alrededores, sin norma ni relación entre la altura de estos y la anchura de las calles, lo que afectó al aspecto del casco histórico.
En 1999, finalizó el soterramiento de las vías férreas y sobre los solares de su antigua ubicación se ha construido un gran bulevar.
A finales del siglo XX y principios del XXI, la ciudad ha comenzado a crecer hacia la Marjalería y en los alrededores del campus de la Universidad Jaume I. Se han construido, y está previsto que se construyan otros, edificios públicos vanguardistas, como el Museo de Bellas Artes, CAC, Auditorio y Palacio de Congresos, o el Recinto de ferias y mercados.
Grupos periféricos

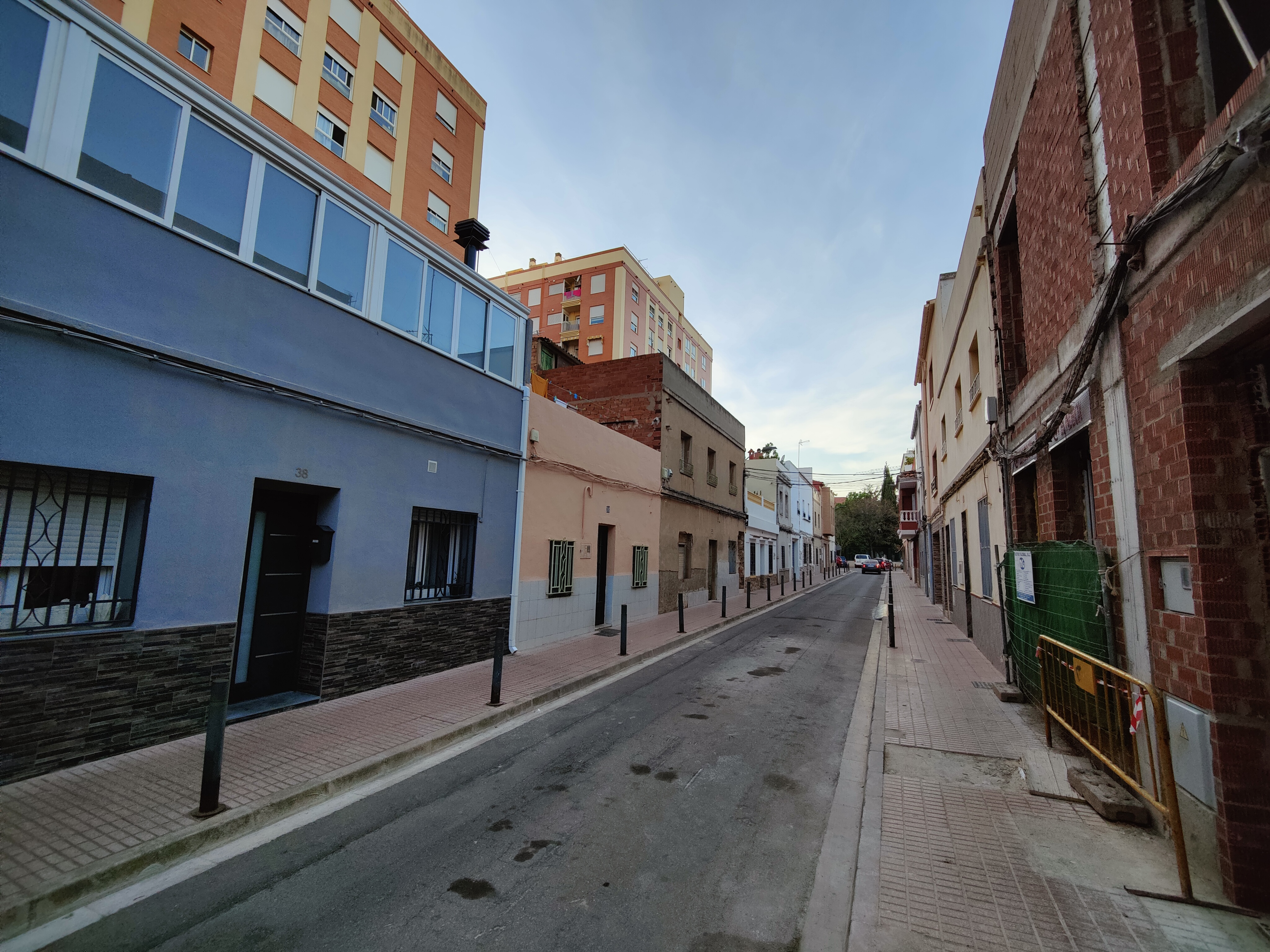
Grupo periférico absorbido por la ciudad en la actual calle Grevol

Una de las características del urbanismo castellonense es la existencia de los llamados grupos periféricos fruto de una mala planificación urbanística y a los altos precios de la vivienda que acabaron expulsando del casco urbano y de sus desarrollos reglados a la ingente cantidad de inmigrantes del interior de la provincia, andaluces o castellanomanchegos atraídos por el desarrollo económico de la ciudad a partir de la segunda mitad del siglo XX. El proceso de creación de los grupos periféricos empezó en la década de los años 1950, primero de forma legal mediante grupos promovidos por las autoridades con fines benéficos o experimentales, y más tarde de forma ilegal cuando promotores privados aprovecharon antiguas huertas poco rentables cercanas a grandes vías de comunicación o importantes fábricas para parcelarlas en pequeños lotes impulsando el progresivo asentamiento de ciudadanos atraídos por la cercanía a puestos de trabajo y por sus bajos precios comparados con la vivienda promovida oficialmente. Las viviendas que allí se construyeron responden normalmente a una tipología de vivienda de autoconstrucción adosada, de planta baja, sostenida en muros de carga, copiando algunos elementos de la arquitectura típica de sus zonas de origen o de la propia ciudad, sin los servicios que la ley consideraba necesarios para considerar una edificación como vivienda y careciendo la urbanización de cualquier servicio urbano básico como electricidad, agua potable, saneamiento o pavimentación. Durante la década de los años 1980 los vecinos de muchos grupos periféricos se organizaron para reclamar los servicios que nunca tuvieron, así como transporte público, centros educativos y sanitarios.
A mediados de los años 1970 el 19,25 % de la población castellonense vivía en un grupo periférico. En 1981 se contabilizaron más de 100 grupos que reunían al 15 % de los habitantes censados en la ciudad. Desde entonces muchos de estos grupos han sido absorbidos por el núcleo urbano principal, aunque en un primer momento sus habitantes se reestablecían en otro emplazamiento de las mismas características. En 2017 se contabilizaron 39 grupos periféricos todavía no integrados en la malla urbana, aunque la mayoría ya dentro del perímetro de la Ronda Ciudad esperando el momento para formar plenamente parte de la ciudad.
Plazas y paseos

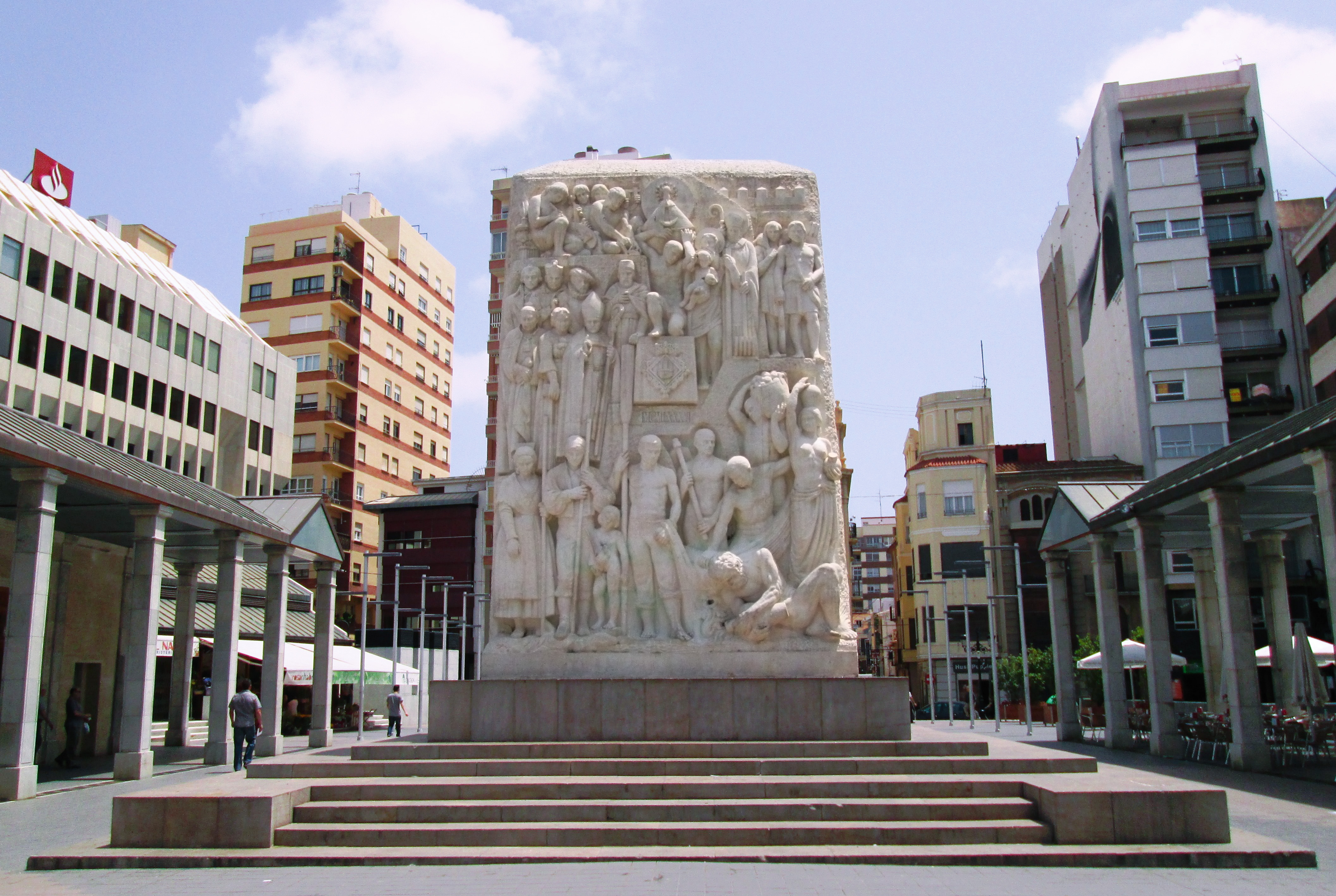
Plaza Santa Clara

Desde la fundación de Castellón su vida urbana ha discurrido en torno al conjunto de plazas organizadas alrededor de la iglesia de Santa María. La evolución urbanística ha cambiado completamente el entorno hasta adquirir su actual configuración en 1974. Se compone de la plaza Mayor, todavía punto principal de la vida pública castellonense y ubicación de los principales monumentos; la de la Hierba, donde destaca la Casa Abadía, la portada homónima de la concatedral y la fachada principal de la Lonja del Cáñamo; la del Mercadillo en parte del solar del primitivo cementerio; la de la Pescadería y la calle Vera, siempre con animadas terrazas; detrás del edificio del Mercado Central la plaza Santa Clara situada donde estuvo el convento de dicha advocación y que con sus característicos porches y floristerías sirve de acceso a las Tascas; por último la plaza de Cardona Vives, la única ajardinada del casco histórico, creada en los años 1970 para cumplir finalmente el objetivo de crear un eje viario en dirección este-oeste.
Al sur del núcleo histórico durante el siglo XX aparecen sendas plazas ante lo que fueron las puertas de la muralla medieval. Por la de la calle Mayor se sitúa la plaza de la Paz presidida por el Teatro Principal; por la de la calle Enmedio surge la Puerta del Sol donde destacan sus grandes edificios de estilo ecléctico. En un rincón se encuentra la plaza del Real con uno de los típicos quiosco-bar. La grandiosa avenida del Rey Don Jaime tiene su origen en la plaza Nueva inaugurada en 1800 que fue ampliada durante los años 1950 hacia el norte y el sur hasta coincidir su trazado con el del lienzo oeste de la muralla medieval; junto a esta siempre animada arteria se encuentra la plaza Huerto de Sogueros que fue urbanizada en 1952 tras la compra del huerto donde el gremio de sogueros trabajaba el cáñamo, de la espaciosa plaza destaca el antiguo edificio de Hacienda, ahora Centro cultural El Menador y la gran fuente monumental dedicada al oficio. La plaza Tetuán ha sido siempre uno de los principales lugares de ocio de la ciudad, no muy lejos la plaza de la Independencia —popularmente conocida como la Farola, por referencia el monumento que decora su rotonda— destaca por su arquitectura modernista y ser punto de acceso del parque Ribalta. Al otro lado del parque la plaza de España daba la bienvenida a los viajeros que llegaban en tren a Castellón, pero no fue hasta 2005 cuando se configuró su actual espacio siendo ampliada hasta llegar a las puertas de los grandes almacenes; a esta plaza se accede por la avenida de Pérez Galdós uno de los paseos construidos durante siglo XIX para adecentar los accesos a los principales lugares de interés de la ciudad.

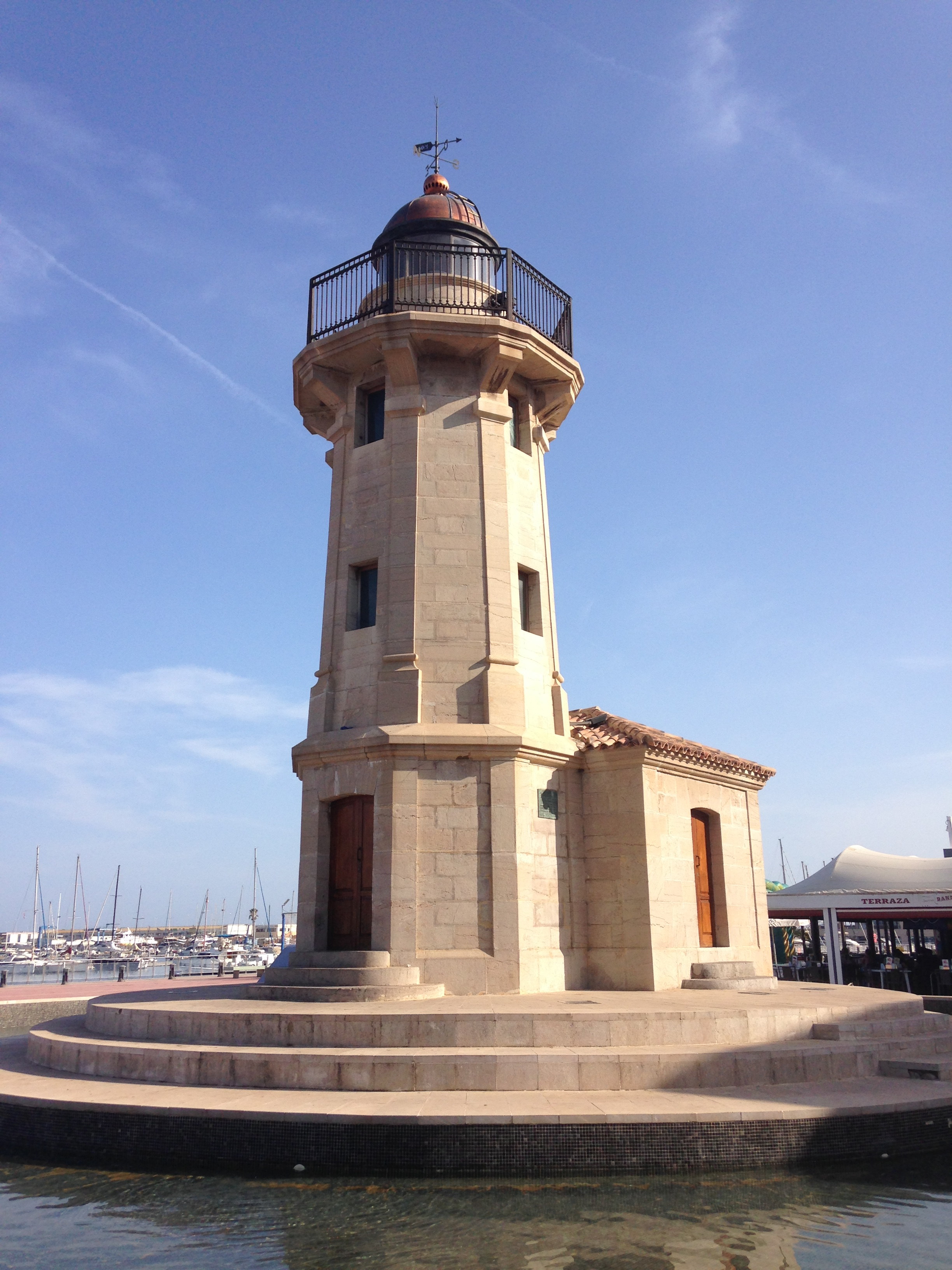
Antiguo faro del Puerto reconstruido en la plaza del Mar

En la esquina noreste del núcleo histórico se encuentra la plaza de las Aulas, lugar especialmente concurrido durante las fiestas de la Magdalena; al lado la plaza María Agustina junto al que fue portal de la muralla en la calle Mayor en el lugar conocido como el Toll por ser el punto de encuentro de corrientes de agua que alimentaban la acequia Mayor que en este punto daba origen a la acequia Coscollosa —cuyo partidor se mantiene en el subsuelo y está declarado BRL—, destaca por su gran ficus y sus edificios construidos durante la dictadura franquista. Detrás del de la Subdelegación del Gobierno se encuentra la plaza de la Muralla Liberal organizada en torno al único lienzo de la muralla que protegió Castellón durante las guerras carlistas. De María Agustina parten dos avenidas muy conocidas en la ciudad, la de la Virgen del Lledó, otro de los paseos románticos del siglo XIX construido para acercar el ermitorio de la Patrona a la ciudad fue semipeatonalizada en 2023 entre una agria polémica vecinal, en ella destacan sus colosales esculturas y las plataneras entrelazadas de los últimos tramos, al final de su recorrido la explanada alrededor de la basílica contiene grandes jardines con numerosas especies y elementos de interés etnológico; la otra avenida, la de Capuchinos conocida popularmente en valenciano como palmeretes por las palmeras que jalonan su paseo central es otro de los paseos románticos de la ciudad, aunque éste se originó en 1929 siguiendo el trazado del camino Molinos junto a la acequia Mayor, conduce hasta la plaza del Primer molí edificada en la década de 1990 en torno al molino del siglo XIV, el primero ubicado sobre dicha Acequia, la plaza adquiere importancia en la semana de fiestas como ubicación de las 8 mascletás que se lanzan cada año y por ser considerada el final simbólico de la ciudad durante la Romería de las Cañas, aunque la ciudad se ha expandido hacia el norte en torno al camino de la Magdalena.
Al este del núcleo histórico hay que citar la plaza de Hernán Cortés separada en dos espacios en torno a las calles Campoamor y Escultor Viciano con origen en el XIII; junto a ella la plaza del Juez Borrull está en el espacio que ocupaba la estación de la Panderola en Castellón; siguiendo en dirección sur se llega a la plaza de Na Violant y junto a ella la plaza de Fadrell, que toma su actual configuración en 1994, se creó como acceso simbólico a la huerta que circundaba la ciudad; huerta en torno al camino de San José que se tomó prestada para construir la actual plaza del Doctor Marañón conocida por sus numerosos locales de restauración.
Durante los años 1980 la falta endémica de zonas verdes en la ciudad se intentó paliar con la aparición de numerosas plazas profusamente ajardinadas, la mayoría de las cuales han visto desaparecer su masa arbórea por la construcción de aparcamientos en su subsuelo, de todas ellas solo pervive en su estado original la plaza de las Comunicaciones que con sus 5498 m² y 85 árboles se conforma como un verdadero jardín junto al Parque del Oeste y su característico paseo central jalonado de pinos. Los nuevos desarrollos urbanísticos proyectados durante la siguiente década también confiaron en esta solución para el acercamiento de la naturaleza a la ciudad, así surgió la plaza de la Antigua Corona de Aragón junto al Río, las plazas de Villanueva de Alcolea y Sierra de Gredos en la avenida Valencia, el ancho paseo central del bulevar Vicente Blasco Ibáñez o el proyecto de plaza-rotonda de Donoso Cortés iniciada en 2005 del cual queda por ejecutar un cuarto de la circunferencia.
El espacio urbano más importante del Grao es el paseo Buenavista creado en 1925 en paralelo al Mar siguiendo los mismos ideales románticos que los que aparecieron en Castellón en la misma época, muy pronto se llenó de excelentes ejemplos de casas de verano y de viviendas para la gente del mar más adinerada pese a acabar a varios metros de la línea de costa debido a la construcción del muelle de Costa del Puerto. Ese mismo Muelle acabó abriéndose a la ciudadanía con la apertura en 1995 de la plaza del Mar junto al Edificio Moruno y el edificio del Real Club Náutico con su jardín, sus reconocidos quioscos-restaurante y la indescriptible torre mirador; en una segunda fase se amplió la plaza con nuevos jardines como un laberinto —eliminado para crear la plaza de Sète—, templete con teatro al aire libre y la fuente del Peix; más tarde, fruto de una tercera fase, se inauguró en 2003 el complejo de ocio Puerto Azahar con restaurantes, cafeterías, pubs y un multicine con 10 salas, así como la reconstrucción del viejo faro del Puerto como elemento emblemático del nuevo espacio. Puerto Azahar acabó cerrando entre 2019 y 2020.
Parques y jardines

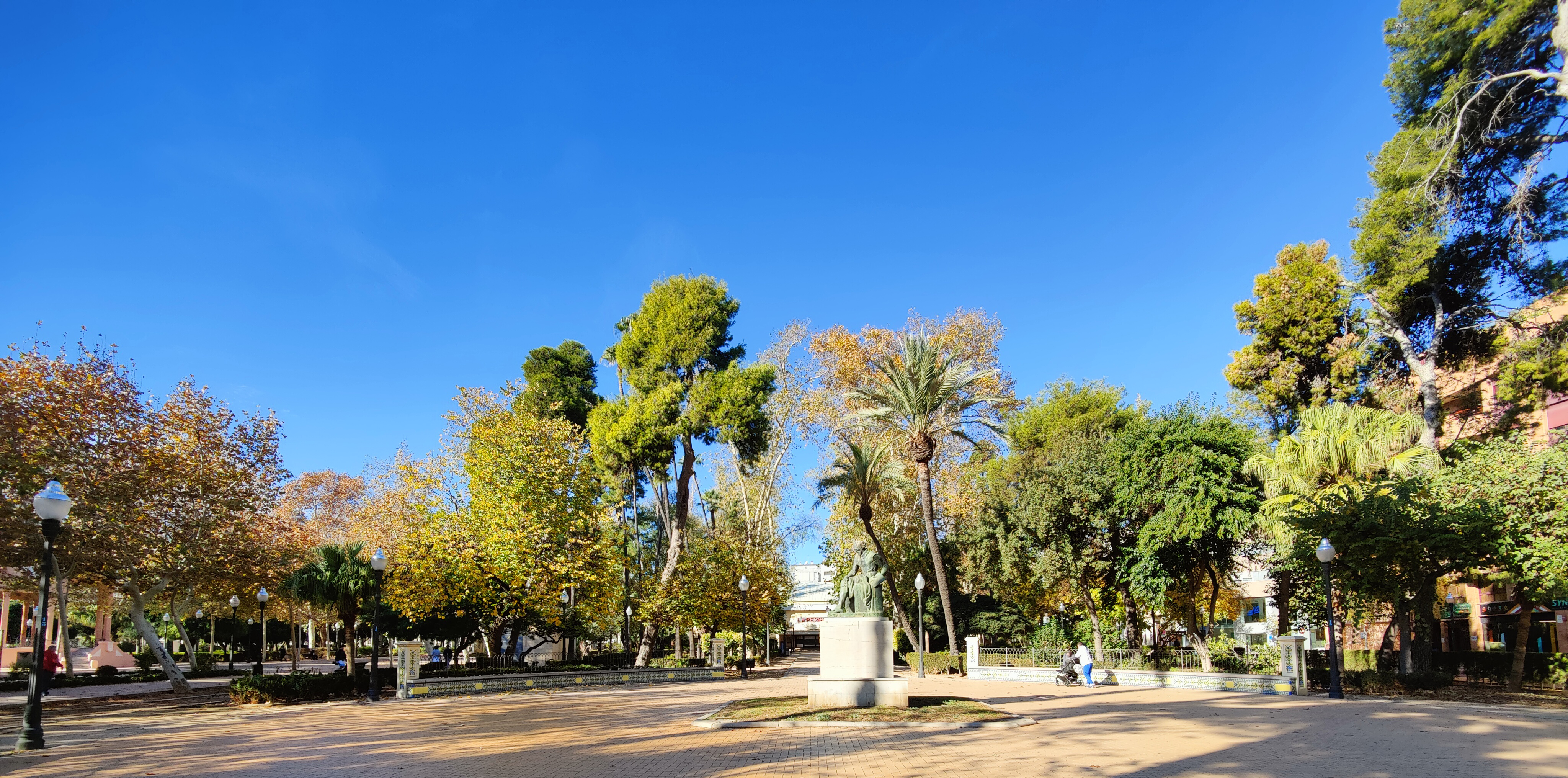
Parque Ribalta

- El parque Ribalta fue construido en dos fases a ambos lados de la antigua carretera de Zaragoza —actualmente el Paseo de Coches, Andén Central o Passadís de les Arts— con el objetivo de mejorar el acceso a la ciudad desde la estación de ferrocarril. La primera fase llamada Paseo de Ribalta o Viejo se erigió en 1868 sobre el antiguo Cementerio del Calvario, tiene forma triangular con dos círculos inscritos comunicados por un paseo dedicado a González Chermá, el primer círculo lo ocupa actualmente el edificio de la Pérgola edificado en los años 1970 lleva prácticamente sin uso desde 2011 a la espera de ser derribada o someterse a una polémica reforma,[177] el segundo círculo está presidido por la estatua del pintor Francisco Ribalta —que durante años se creyó hijo ilustre de Castellón—. La parte sur, llamada Alameda o Paseo del Obelisco, se construyó en 1876 en terrenos del Conde de Pestagua, tiene forma trapezoidal cruzada por un paseo diagonal en cuyo centro se encuentra el obelisco conmemorativo de las victorias en las diversas Guerras Carlistas construido en 1898, derribado en 1938 y reconstruido en 1980, los restantes espacios triangulares están ocupados por las conocidas como maranyetes, el Jardín de los Cinco Círculos, la Rosaleda de 1923, o el estanque o basseta dels peixets. En 1910 la carretera fue desviada, aunque no fue urbanizada hasta cien años después, y ambos espacios quedaron unidos bajo el nombre de parque Ribalta conformando un área de 77 308,7 m² en estilo romántico inglés, con 84 especies arbóreas y 10 arbustivas representadas, así como numerosas obras artísticas, quiosco-bar, convirtiéndolo en un lugar donde se celebran numerosas actividades culturales a lo largo del año. Forma parte del Bien de Interés Cultural Conjunto histórico Parque Ribalta y las Plazas de la Independencia y de Tetuán otorgado en 1981, así mismo desde 2021 es un Bien de relevancia local de forma individual.
- El Jardín del Puerto, conocido popularmente como els Jardinets, tiene sus orígenes en la década de 1920 con un estilo pompeyano aunque en 1930 fue trasladado a su actual ubicación de 11 050 m² aprovechando unos restos del gran pinar cercano y tardando 20 años en construir un parque a imitación del de Ribalta, ya que la ejecución era realizada por los trabajadores del puerto cuando las condiciones meteorológicas les impedían ejercer sus labores habituales. La zona sufrió numerosos problemas ambientales producidos por la vecina industria química que entonces rodeaba su emplazamiento lo que contribuyó decididamente a su importante degradación urbana.[178] En los primeros años del siglo XXI su suelo fue cedido por la Autoridad Portuaria al ayuntamiento, que emprendió varias obras de rehabilitación para recuperar su esplendor.[179]
- El parque Geólogo José Royo Gómez tiene una superficie de 22 297 m² salpicados por 430 árboles de 53 especies y otras 20 de arbustos. Cuenta con un estanque o lago y una construcción en forma de alquería tradicional de la huerta en la que durante unos años de la década de 1990 se contrató a personal para que cuidaran de la huerta instalada en los parterres de enfrente a la manera tradicional,[180] y que se quiere convertir en un quiosco-bar.
- El Parque Mérida se encuentra al oeste de la ciudad rodeada por los grupos San Arturo, Saboner y San Lorenzo, cuenta con más de 37 000 m² de superficie en la que hay plantados 835 árboles de hasta 46 especies junto a otras 10 de arbustos, así como con una gran fuente con estanque ovalada, un teatro al aire libre y un campo de fútbol.
- El parque de la Panderola fue construido sobre las viejas cocheras y estación en el Grao del tranvía conocido como la Panderola y fue completamente remodelado en 2020. Tiene una superficie de 11 300 m² dividida en zona deportiva, zonas estanciales, zona canina, zona de juegos —incluyendo aparatos de juegos acuáticos—, y dos bares-restaurante.[181] Su principal atractivo es una locomotora y un vagón de este mítico ferrocarril de vía estrecha.

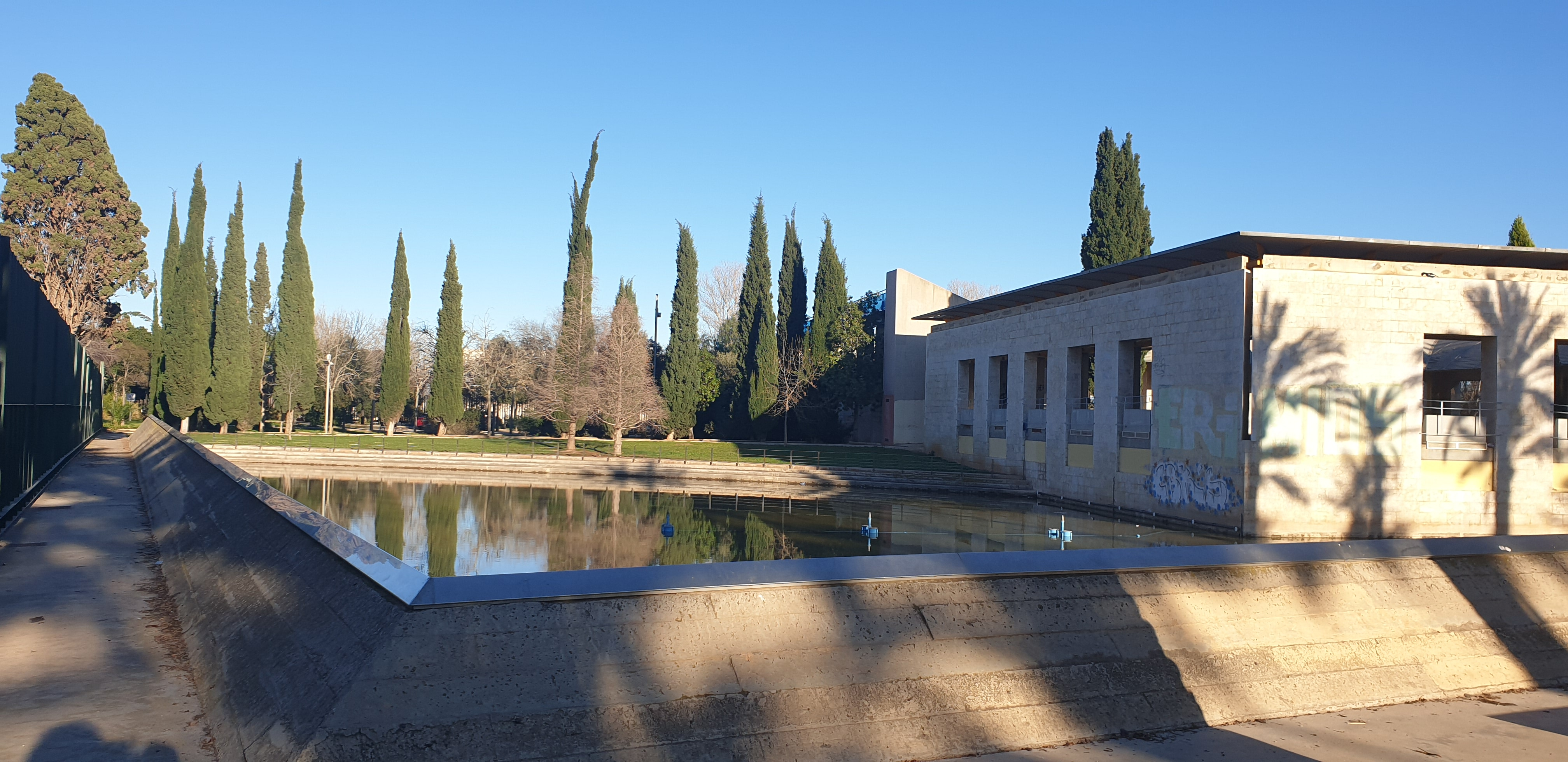
Parque de Rafalafena

- El parque de Rafalafena se construyó en el año 2000 para concluir el desarrollo del polígono homónimo iniciado 40 años antes. Su forma es triangular con 36 280 m² y con 105 especies arbóreas y representadas. Presenta diversos componentes arquitectónicos de interés, como la explanada de las palmeras, la fuente con un gran estanque, un claustro, pasarelas elevadas o jardines que juegan con topografías artificiales, así como un quiosco-restaurante.
- La zona del Raval Universitario cuenta con tres parques. El más grande es el de la Botánica Carmen Albert que se extiende junto a la ribera del río Seco, cuenta con un paseo junto al cauce, zonas infantiles, de calistenia y una lámina de agua. El parque del Antiguo Colegio Universitario está dividido en dos parcelas triangulares por el cauce del río a las que se puede acceder por el puente del siglo XXI y el de la carretera de Borriol, cuenta con pistas deportivas, zona canina y una amplia zona estancial. El parque de Palmira Pla está situado en el borde norte del barrio junto a la escuela infantil pública, destaca por su arbolado consolidado y sus juegos infantiles.
- El parque del Guitarrista Manuel Babiloni rodea al Auditorio y Palacio de Congresos de la ciudad inaugurado en 2004. Tiene una superficie de 88 000 m² donde crecen 938 árboles de 8 especies junto a otras 5 de arbustos en un jardín de diseño moderno con láminas de agua, dunas, una colina, un jardín de naranjos, un bosque de moreras, un bosque de hoja caduca,[182] zona canina y alguna instalación artística.
- El «parque de Censal» tiene una curiosa forma de aspa que suma una superficie de 62 327 m² 1165 árboles de 40 especies diferentes.[183] Desde la parte central, donde destaca la rosaleda y las dos fuentes unidas por una ría, salen dos estrechos brazos formados por un jardín y un paseo peatonal a norte —enlazando con el parque del Geólogo José Royo Gómez— y oeste, y otros dos brazos muchos más anchos a este y sur llamados paseo del Río Nilo, que alcanzan todo el desarrollo urbanístico y que contienen las zonas infantiles y deportivas. El brazo este acaba en la zona verde de la plaza de la Rondalla Els Llauradors y su gran explanada que sirve de acceso al Palau de la Festa.
- El parque de los Juegos Tradicionales se sitúa al norte de la ciudad ocupando 33 936 m² alrededor del camino que sigue la Romería de las Cañas dirección a la ermita de la Magdalena. Su espacio está acondicionado para la práctica de diversos deportes y juegos tradicionales de la ciudad, pero cuenta también con instalaciones deportivas, juegos infantiles y dos fuentes unidas por una ría.
- El parque Ramón James Boera ocupa una parcela irregular de 20 567 m² en el suroeste de la ciudad, junto al centro comercial, la circunvalación y en parte sobre el túnel del ferrocarril. Cuenta con zonas elementos deportivos e infantiles, fuentes, zona canina y es el único parque urbano vallado y con horarios de la ciudad. A pocos metros se ubica el parque de la Dolçaina i el Tabalet, en realidad una isleta de tráfico de 3535 m² ajardinada y con difícil acceso peatonal sin ningún equipamiento para su disfrute. Y no muy lejos de allí se encuentra el parque de Santa Rosa, con 8090 m² separa las edificaciones de la Ronda Ciudad, cuenta con zona de paseo, una escuela infantil pública y se está construyendo un centro de día para enfermos de párkinson.
- El parque del Pont de Ferro es el parque más moderno de la ciudad siendo abierto en 2013 en una parcela triangular de 22 300 m² y 612 árboles al oeste de la ciudad junto al antiguo trazado del ferrocarril, del cual toma su nombre. Su vocación es muy polifuncional con instalaciones deportivas y recreativas para todas las edades.
- Tres grupos periféricos cuentan con una zona verde, el jardín del Grupo Lourdes tiene 1380 m² está rodeado por la antigua N-225 y las vías del ferrocarril, separando en dos las manzanas de viviendas. En el Grupo Roser está la plaza de Jaime Ribes o parque de Roser, con zona estancial, juegos infantiles, instalaciones deportivas y el local sede de la asociación de vecinos de la zona. El grupo San Bernardo disfruta del parque de Rosellón, con zonas estanciales, parque infantil, instalaciones deportivas y la sede de la asociación de vecinos en una casa de madera.

Playas

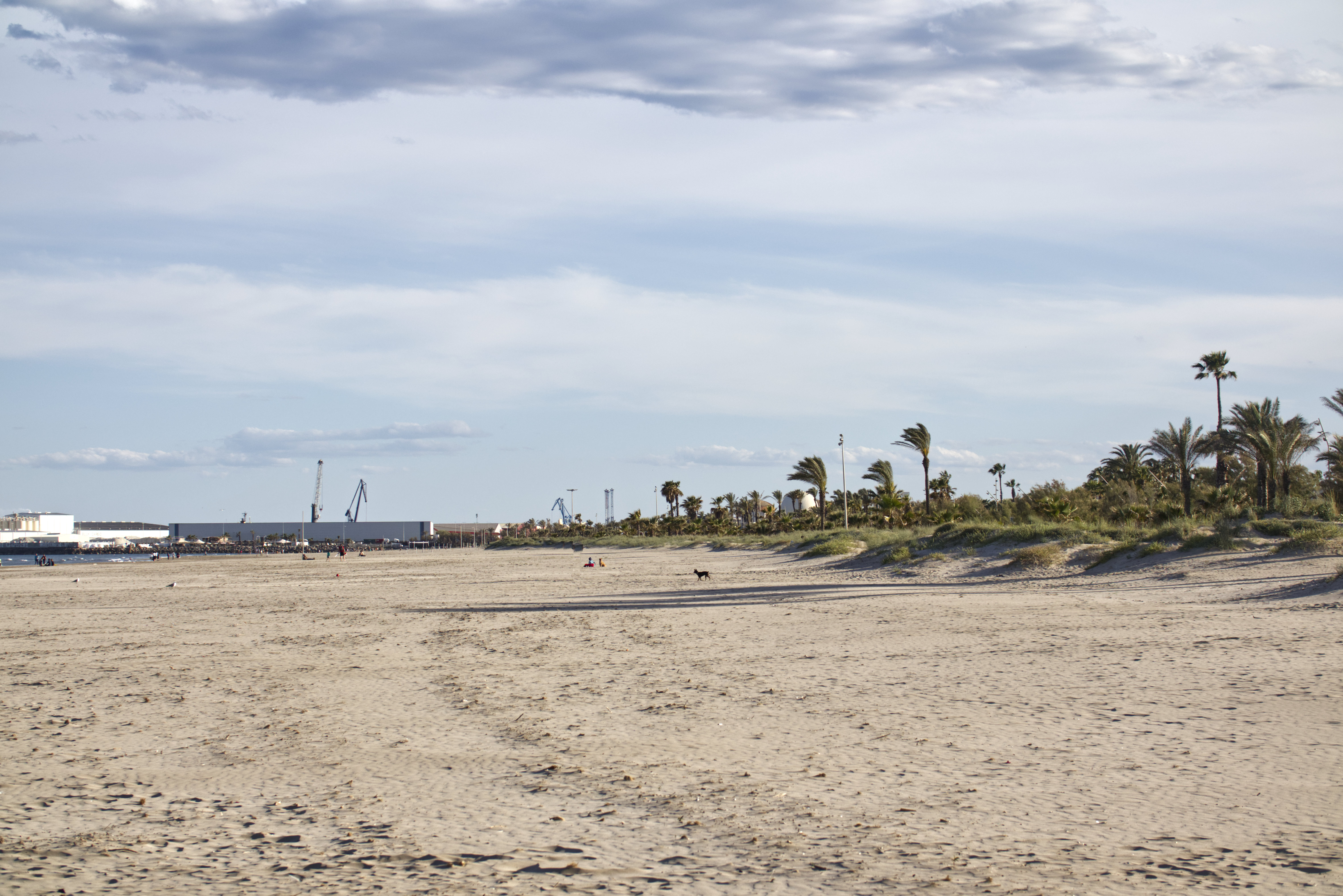
Playa del Pinar

De forma natural, toda la costa del municipio ha estado ocupado por playas bajas y arenosas de las cuales se ha perdido justo la mitad de su extensión por la construcción del Puerto y del polígono industrial del Serrallo, sobreviviendo solo los poco más de 4 km al norte de las instalaciones portuarias, que se dividen en tres playas:
- La playa del Pinar se extiende por 1800 m con una anchura media de 90 m desde los espigones del Puerto hasta la desembocadura de la acequia de la Fileta y el final del camino de la Plana. Su principal atractivo es el parque Litoral de 182 940 m² compuesto de un extenso cordón dunar artificial donde se han plantado 1701 árboles de 7 especies diferentes —en su mayoría palmeras— y dos especies de arbustos intentando incorporar vegetación típica de este tipo de zonas costeras y compartiendo infraestructuras como el largo paseo junto al mar dotado de numerosas áreas estanciales y lúdicas plenamente integradas en la playa. Alrededor se suman los atractivos del Planetario, los campos de fútbol Javier Marquina o la cercanía al parque del Pinar. La playa suele ser galardonada cada año con una Bandera Azul y numerosos certificados de calidad.[184]
- Le sigue la playa del Gurugú, por 1 km y con una anchura media de 140 m, hasta llegar a las desembocaduras del río Seco y la acequia de la Travessera. Se caracteriza por la instalación de diversos chiringuitos en temporada estival así como por sus instalaciones deportivas. También suele ser galardonada anualmente con Bandera Azul y con todas las calificaciones de calidad requeridas.[185]
- La última playa es la del Serradal, que con una longitud de 1,7 km y 150 m de anchura llega hasta el límite con el municipio de Benicásim. A lo largo de su extensión desembocan en ella dos acequias —el canal del Motor y la de la Obra— y es retenida por tres espigones. Gran parte de esta playa está protegida por una microrreserva de flora que comprende las dunas naturales que se conservaron en la zona. Desde 2014 la playa recibe anualmente su Bandera Azul así como muchas acreditaciones de su calidad.[66]

### Arquitectura
Patrimonio religioso

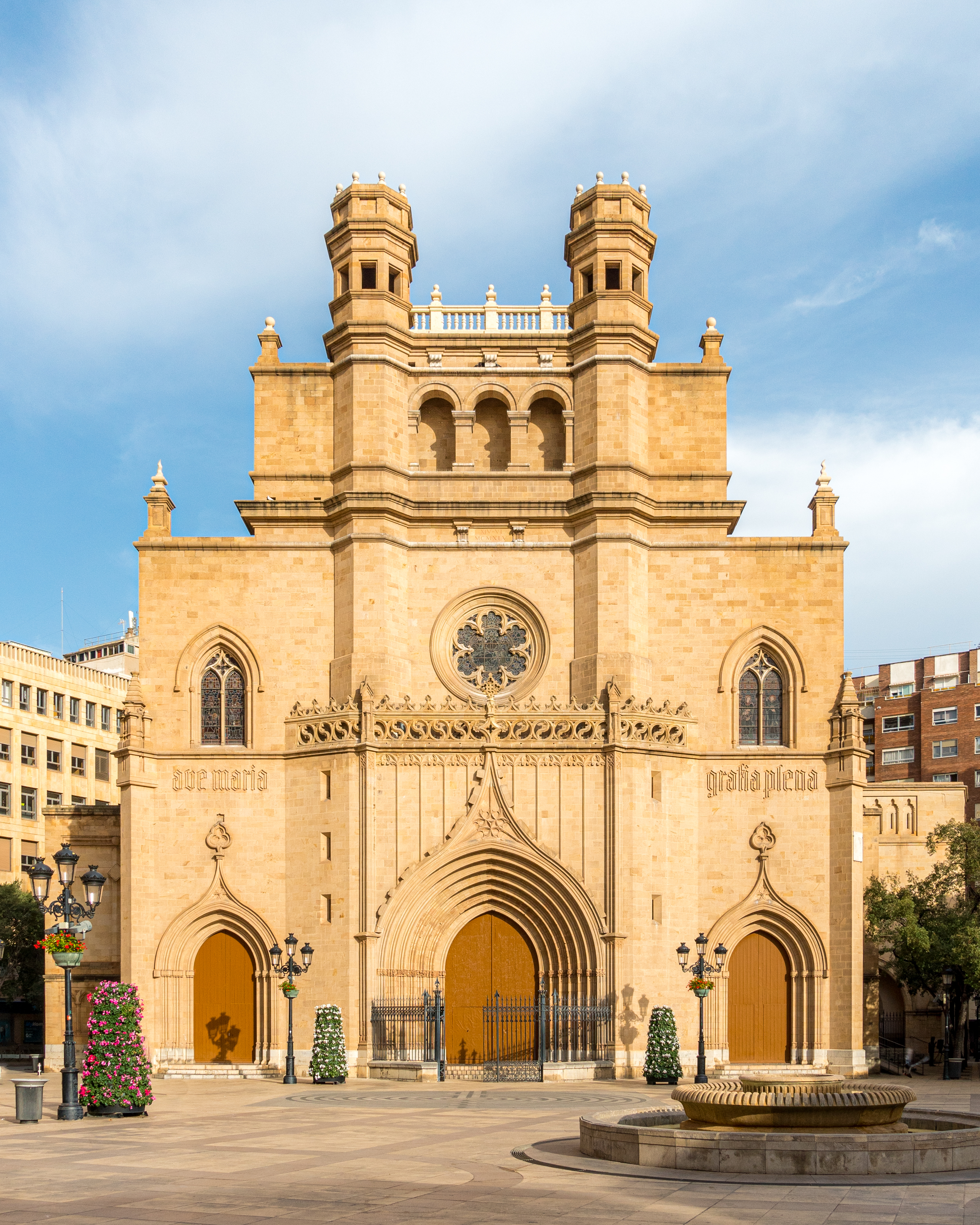
Concatedral de Santa María

- La concatedral de Santa María es una obra neogótica iniciada en 1940 y finalizada en 2009 bajo la dirección de Vicente Traver Tomás, su hijo y su nieto. El templo se compone de tres naves, cimborrio en el crucero y ábside alargado, buscando la inspiración y el reaprovechamiento de algunos de los restos de la antigua Iglesia Arciprestal, gran obra del gótico valenciano del maestro Miguel García encargada en 1403, demolida en 1936 pese haber sido declarada Monumento Nacional en 1931, de la que sobrevive la Puerta de l'Herba de 1420 y la Puerta del Migdia, construida para el segundo templo entre 1374 y 1382 por Guillem Coll. Esta segunda Iglesia Mayor surge en el siglo XIV para reemplazar a la iglesia fundacional del siglo XIII.

Las siguientes iglesias están declaradas Bien de relevancia local:
- La parroquia de la Sagrada Familia fue construida entre 1896 y 1900 por Godofredo Ros de Ursinos. Cuenta con una amplia nave única una fachada ecléctica y un interior de inspiración mudéjar.
- La iglesia parroquial de la Santísima Trinidad es obra de Manuel Montesinos Arlandiz entre 1894 y 1915 y reconstruida por Francisco Traver Tomás tras la Guerra Civil. Es un templo con tres naves, la central más ancha y elevada, crucero con cúpula, coro alto y atrio. Su fachada es de un destacado estilo neorrománico con toques orientalizantes y su interior profusamente decorado en un estilo neobizantino. El templo forma parte del mismo proyecto que el edificio de las Escuelas Pías finalizado en 1900.
- La iglesia de la Purísima Sangre actual data de la construcción realizada por los arquitectos Vicente Traver Tomás y Luis Ros de Ursinos en 1953 junto al anexo edificio de la Diputación. Tiene planta octogonal cubierta por una gran cúpula rodeado por una galería donde se sitúan los diversos altares. El templo actual reaprovecha la fachada barroca original encargada en 1730 a Juan Pagés, pero por lo demás no refleja la importancia que obtuvo con el tiempo la capilla del viejo hospital y sede de la cofradía más antigua de la ciudad.

De entre los antiguos monasterios y conventos que existieron en Castellón, los siguientes han dejado algún tipo de huella arquitectónica hasta nuestros días y disfrutan de protección como BRL:
- El monasterio dominico de Santo Tomás de Aquino fundado en 1579 fue derribado en los años 1980, pero de él queda su iglesia de San Vicente Ferrer construida entre 1600 y 1648. Cuenta con una amplia nave con capillas laterales cubierta por bóvedas de nervios reticulados de complicada tracería, pilastras dóricas y presbiterio renacentista. Entre 1690 y 1704 se construyó la Capilla del Rosario con planta de cruz latina y decoración barroca obra de Eugenio Guilló, y más tarde se edificó la Sacristía coronada por una cúpula ovalada. Entre 1661 y 1688 se construyó el campanario barroco, mientras que el resto de la fachada se remodeló a finales del siglo XIX por Manuel Montesinos Arlandis. Del monasterio también se conserva su claustro barroco erigido por Juan Ibáñez entre 1648 y 1659.
- Del convento agustino trasladado al Parador Real intramuros de la villa en 1402 debido a la destrucción que sufrió en su anterior emplazamiento solo permanece en pie su iglesia después del derribo del resto del conjunto que desde su exclaustración había servido de sede de numerosas instituciones políticas. La de San Agustín es una iglesia barroca de nave única con cuatro capillas abiertas entre contrafuertes, una cúpula de media naranja con linterna sobre tambor y pechinas en el crucero y presbiterio cuadrado con bóveda ochavada que se apoya sobre dos trompas agallonadas. El pórtico de la fachada se enmarca en dos columnas toscanas y frontón con el escudo de la orden sobre el cual se sitúa una ventana enmarcada de rocallas. Su construcción finalizó en 1651 y se cree también obra de Juan Ibáñez. La iglesia todavía está regida por los padres agustinos.

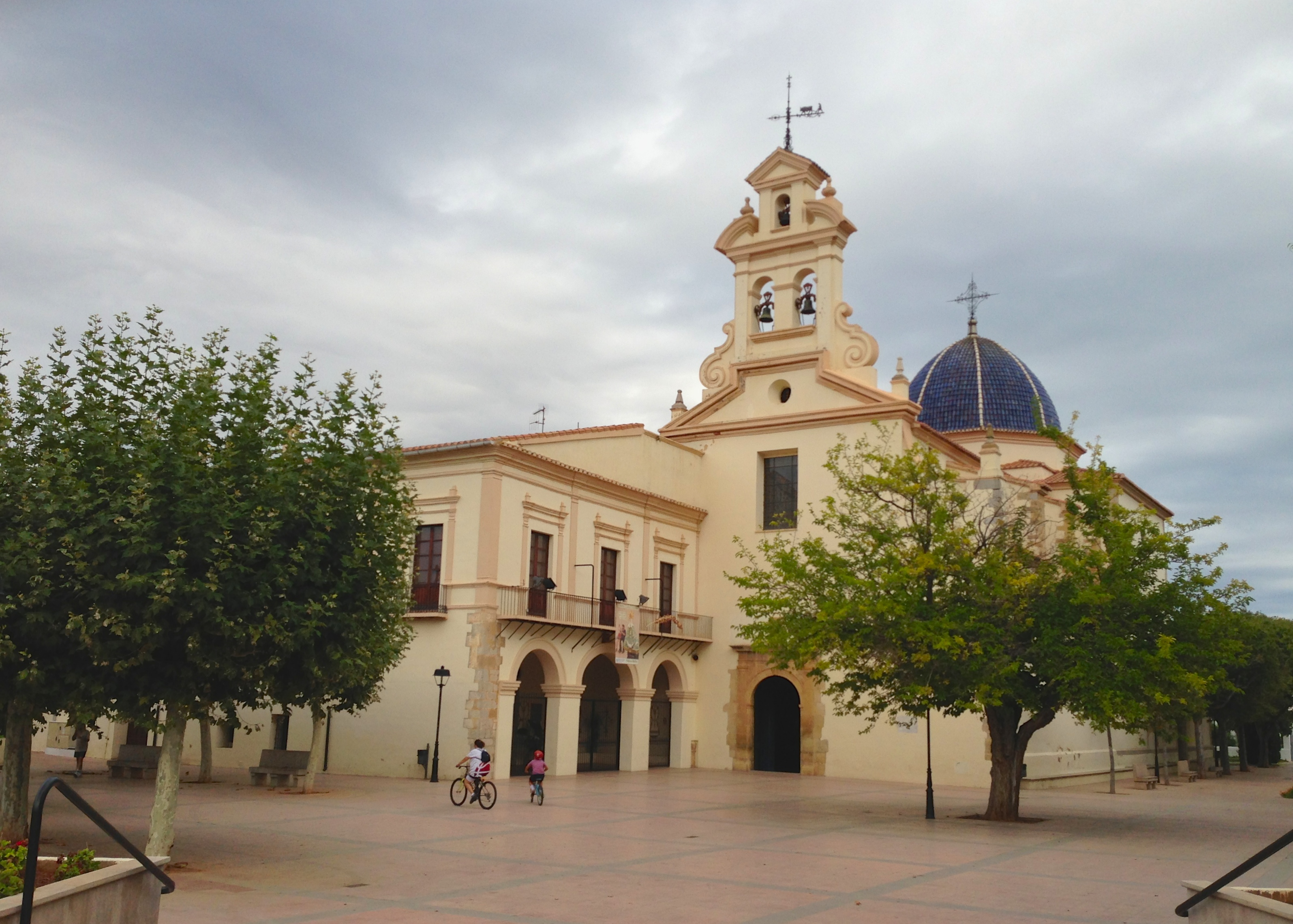
Basílica del Lledó

El término municipal está plagado de ermitas, especialmente en la zona de huerta. Todas ellas son una muestra de la religiosidad local y la arquitectura popular de la zona, las más importantes son:
- Muchas de estas ermitas se encuentran jalonando el Caminás o en sus inmediaciones, entre las que destacan algunas de las más importantes de la ciudad, empezando por el sur se pueden nombrar las siguientes:
  - San Jaime de Fadrell es el principal punto de la partida y de la Encomienda de Fadrell. Está dedicada al santo patrón de la Orden de Santiago a quienes se entregaron estos terrenos. Se tiene constancia como lugar de culto desde 1233, pero ha sido muy modificada con el paso del tiempo. El templo actual es de 1704 obra de Miquel Queralt, consta de una nave sin capillas con arcos de medio punto y bóveda de arista separada por arcos perpiaños. Destaca su decoración y su retablo tardobarrocos. También conserva su retablo original de 1545 obra de Pere Pertús.
  - La basílica de Nuestra Señora del Lledó surge en 1366 tras el hallazgo de la imagen de la Virgen en ese mismo terreno. El templo actual, el mayor santuario rural del antiguo Reino de Valencia,[186] es obra de Pere Juan Labiesca, Juan de Rojas, José Gascó y Juan Argente entre 1724 y 1766, excepto la portada principal renacentista que procede del anterior templo construido en 1572, la casa prioral que es de 1722, su característica espadaña obra de 1943 y el trasaltar de 1962 ambas obra de Vicente Traver Tomás. Es un templo de nave única con tres capillas a cada lado, cúpula ochavada en el crucero y linterna sobre el camarín. La casa prioral está situada perpendicularmente a la izquierda de la fachada del templo. Presenta dos plantas, con arcadas previas a modo de porche.[187]

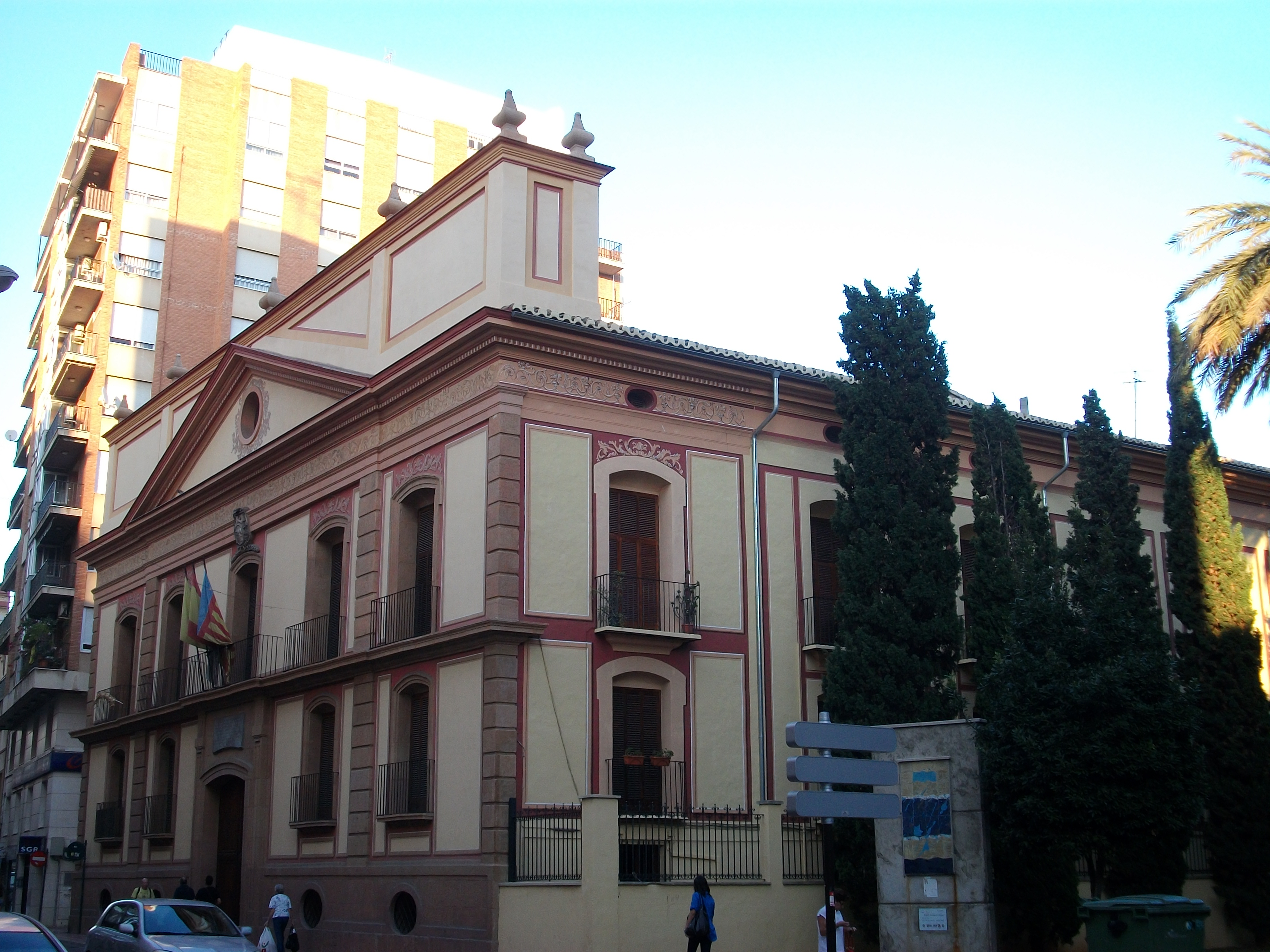
Palacio del Obispo

- - El ermitorio de Santa María Magdalena está íntimamente relacionado con el Castell Vell y el emplazamiento original de Castellón y es el objetivo de la romería que todos los años recuerda la fundación de la actual ciudad. La ermita nace cuando un monje eremita del monasterio de Santes Creus se instala en los restos de un aljibe del viejo castillo y levanta una capilla dedicada a santa María Magdalena en 1456. Le continúan más obras hasta que en 1758 el maestro Vicente Pellicer le dio la configuración actual de ermita-hospedería con torreón adosado —también aprovechado del viejo castillo—. El templo tiene dos naves —parcialmente excavadas en la roca— separadas por una arquería sobre columnas y cubierta con bóveda de cañón. El acceso a templo y hospedería se produce a través de un característico gran arco de medio punto de dovelas que conforma el pórtico. La hospedería se desarrolla en torno a un patio a modo de zaguán que da acceso a diversas salas, entre ellas el salón con tres balcones al exterior.
  - La ermita de San Nicolás es la única ermita urbana de la ciudad. Según la tradición fue la antigua mezquita de la morería castellonense y se convirtió en templo católico cerca de 1536. El templo actual se basa en el realizado por Pere Vilallave en 1686, con numerosas reformas dada su dilatada historia posterior. Contiene una única nave con capillas laterales y altar mayor cubierto con cúpula y coro elevado a los pies. La fachada es de un estilo barroco italianizante con espadaña y óculo.
- La Casa de Huérfanos fue mandada edificar por el obispo José Climent y Avinent sobre su casa natal, legándola a la beneficencia para el cuidado de niños huérfanos. Se construyó bajo las trazas de Antoni Gilabert Fornés y la dirección de Miquel Bueso y Nicolás Dolz entre 1786 y 1789. El edificio conserva su estructura similar a la de un convento organizado en torno a dos patios —uno con una logia de 7 arcadas—, dos escaleras en el vestíbulo —la de la derecha con destacados trabajos de ebanistería y cerámica y capilla de nave única con sacristía.
- El Palacio Episcopal tiene su origen en la residencia mandada construir por el obispo José Salinas y Moreno en terrenos de su familia en 1793 bajo las órdenes de fray Joaquín del Niño Jesús. Se trata de un edificio de planta rectangular desarrollado a partir de un eje axial y núcleo central en cuyo piso noble se desarrollan el salón, la capilla, el despacho y las habitaciones privadas, donde destaca su azulejería del siglo XVIII. La fachada diferencia 4 cuerpos, el inferior es un zócalo de piedra con óculos del sótano, el entresuelo y el piso noble se estructuran con grandes ventanales con arco segmentado y balcón central, mientras que el remate es muy clásico ya que lo forma un antepecho con un enorme frontón triangular con óculo en su centro. La portada monumental se ubica en el centro simétrico de la fachada es puerta de piedra, con arco rebajado y pilastras encajadas con una curiosa interpretación del orden dórico.

Patrimonio civil

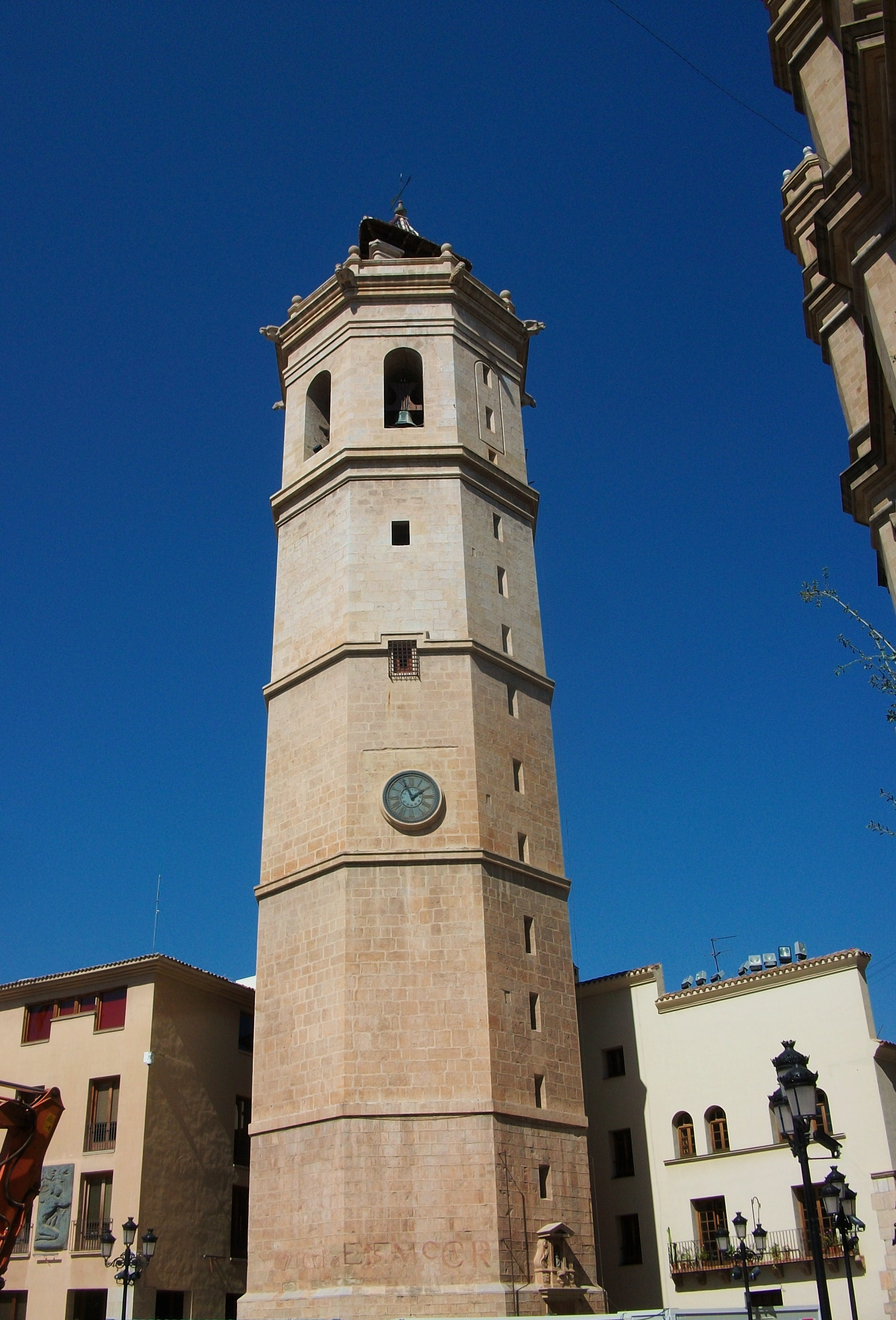
El Fadrí

- El Campanario de la Villa, llamado cariñosamente el Fadrí (en valenciano ‘soltero’) por estar exento de la iglesia de Santa María, es una torre campanario iniciada en 1440 por el maestro Saera con el primer cuerpo finalizado en 1457, en el que se puede encontrar la puerta renacentista italianizante de Johan Fraix coronada por un templete cuyo pedestal está decorado con tres escudos y una hornacina central rodeada de dos volutas y rematada por elegante venera. momento en el que quedan paralizadas las obras hasta el año 1593 cuando intervienen y finalizan la torre Damián Pérez o Méndez, Francesc Galiança de la Lanxa, Guillem del Rey, Pedro Crosali, Marc Volsanys y Joan Saura acabando la obra en 1604. Se trata de una torre de 85 m de altura y planta octogonal de 4,56 m de lado, cuenta con cuatro plantas —la cámara del reloj, la cárcel de clérigos, la vivienda del campanero y la cámara de las campanas— y terraza comunicadas por una estrecha escalera de caracol. En 1735 se construye un templete triangular barroco en forma de chapitel réplica del original destruido en 1656, rematado con una veleta colocada en 1860. Su campana de las horas, llamada Tàfol y los toques tradicionales de campanas que le pertenecen al conjunto de campanas instaladas en la torre están declarados Bien de Interés Cultural.[188]
- El Palacio Municipal es un claro ejemplo del barroco desornamentado o toscano. Se construyó entre 1689 y 1716 por los maestros Gil Torralba, Melchor Serrano y José Serrano. La fachada se compone de tres grandes cuerpos —uno por cada planta principal— separados por cornisas; en la planta baja se forma una gran pórtico de cinco arcos de medio punto, que continúa en uno de los laterales en forma de logia; la planta noble está estructurada con cinco grandes ventanales con tres balcones, uno que agrupa los tres vanos centrales y dos más para los laterales, encima se alternan frontones semicirculares y triangulares rotos; la planta superior es más reducida, con cinco vanos con balcones y cornisa volada; el edificio se remata por una balaustrada, de sentido simétrico y horizontal. El interior fue muy reformado durante el siglo XX y está muy alejado de su concepción original.

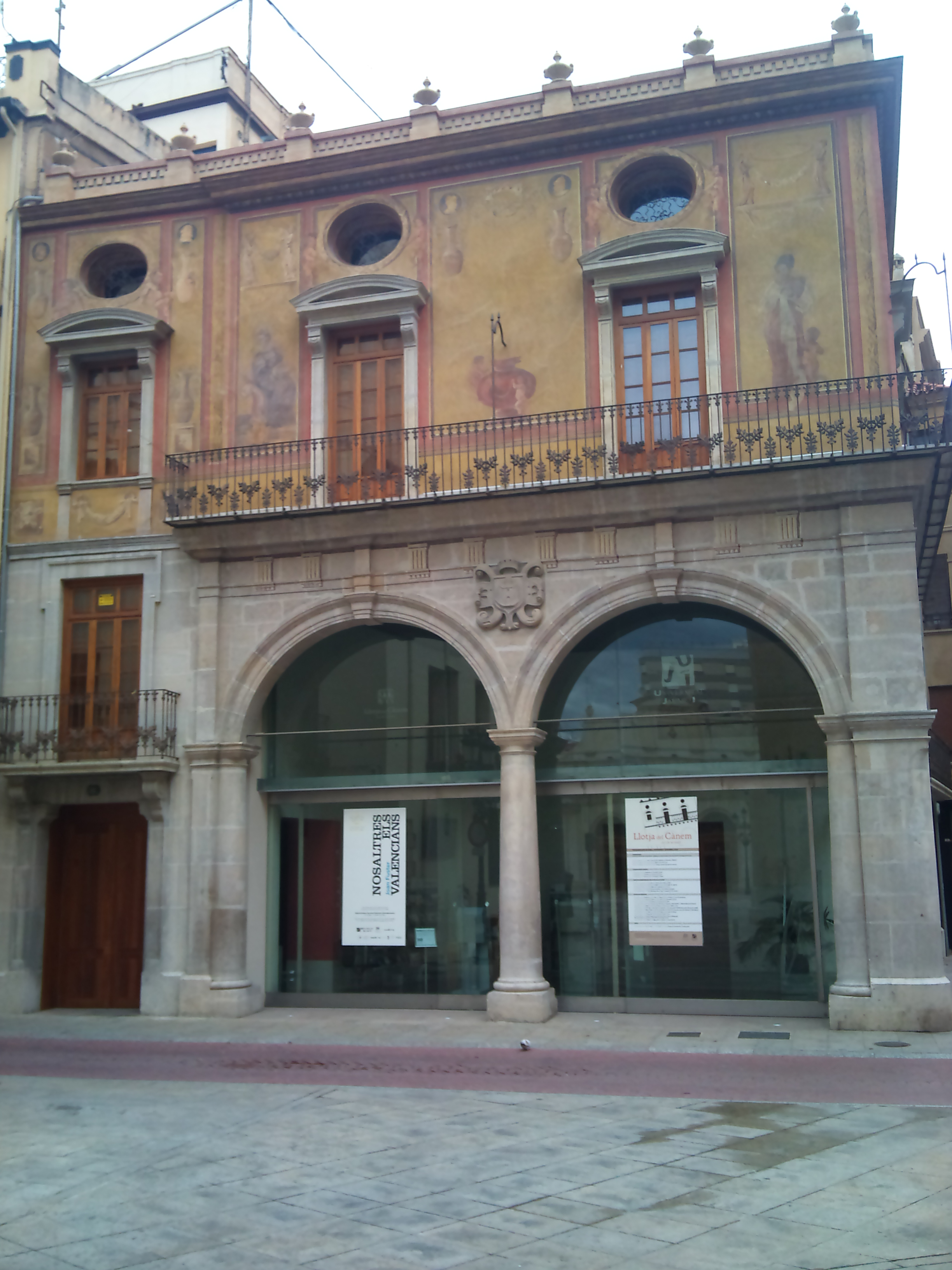
Lonja del Cáñamo

- La Lonja del Cáñamo se creó para promover el comercio de esta fibra que fue muy importante en Castellón. Su construcción finalizó en 1617 bajo la dirección de Francesc Galiança de la Lanxa en estilo barroco desornamentado. Se trata de un edificio de planta cuadrangular, abierto por los lados exentos con dos arcos que apoyan en columnas y semicolumnas de orden toscano, para que el edificio funcionase a la manera de una logia abierta. En 1792 se vende el derecho de ejecución de una vivienda superior, levantando el segundo cuerpo compuesto de una planta noble, con ventanales rectangulares rematados con frontones semicirculares sobre ménsulas, y óvalos elípticos en la parte superior, balcón de rejería y una cornisa decorada con ovas y jarrones, en un estilo muy cercano al neoclásico; así como se amplió en tamaño el conjunto del edificio. Entre 1797 y 1798 se encarga al pintor Joaquín Oliet las pinturas alegóricas de corte pompeyano que simbolizan las cuatro estaciones del año. En 2007 el edificio fue restaurado para convertirse en la sede en la ciudad de la Universidad Jaime I.
- La Casa del Barón de la Pobla es el único ejemplo de palacete o casa noble del siglo XVIII que ha sobrevivido en la ciudad, presentando además gracias a sus posteriores modificaciones un completo muestrario de los gustos y costumbres de cada época desde el estilo renacentista tardío inicial, el barroco con el que fue mayormente construida hasta las adaptaciones en las escaleras para seguir las modas del siglo XIX. El edificio se desarrolla en planta baja, planta principal y cambra, con galería al jardín posterior. Ofrece una fachada principal sencilla, con puerta adintelada; unas ligeras cornisas separan los paños de la planta primera donde hay 5 huecos adintelados que abren a pequeños balcones protegidos por unas barandillas metálicas apoyados en ménsulas; por la cambra se abren unos pequeñísimos huecos adintelados que en los extremos llevan un pequeño balcón.

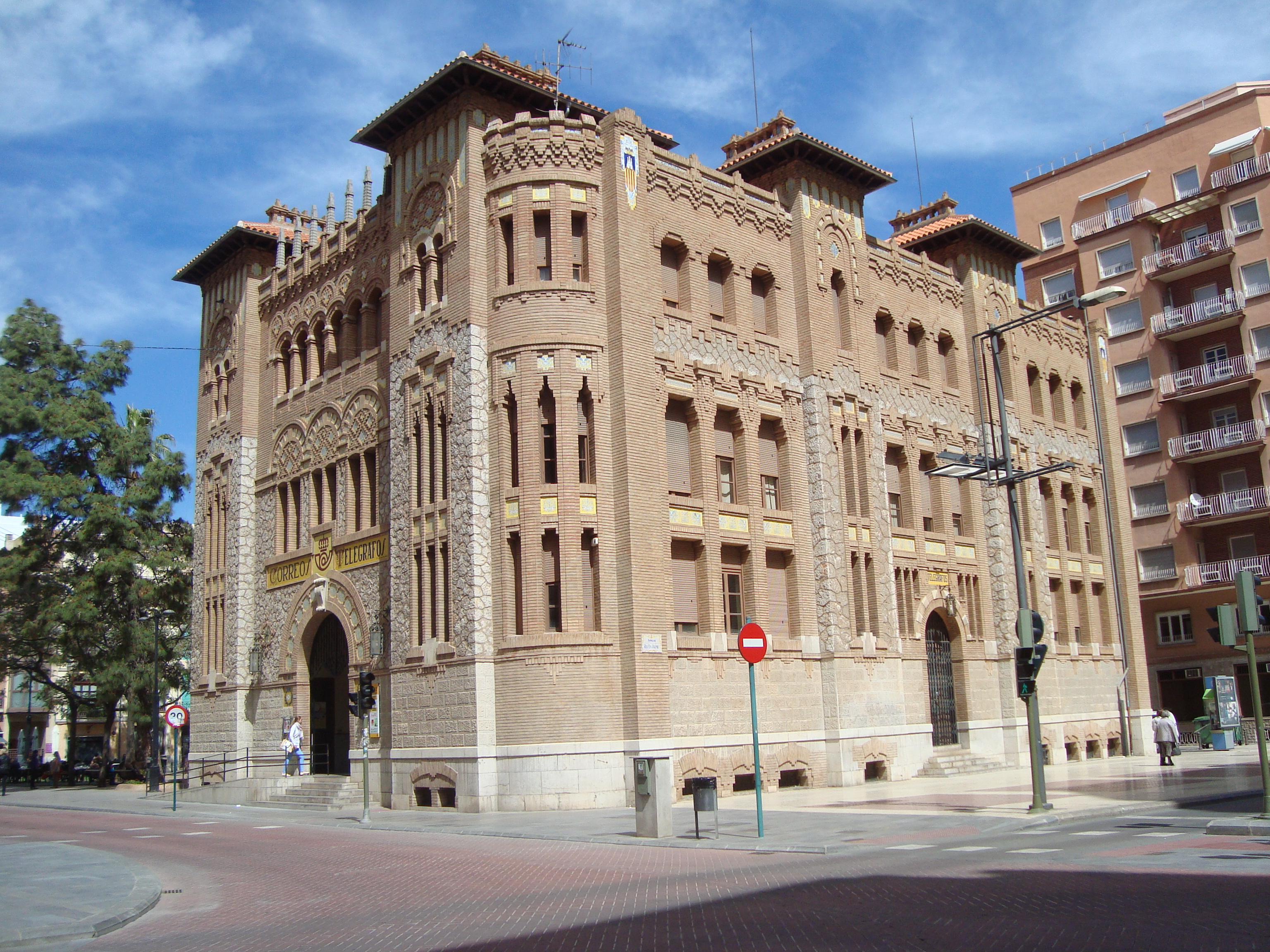
Edificio de Correos

- El Conjunto histórico Parque Ribalta y las Plazas de la Independencia y de Tetuán se compone de una serie de edificios y espacios urbanos de gran interés artístico y cultural para Castellón, algunos de los cuales se citan a continuación:
  - El antiguo Edificio de Correos fue proyectado en 1916 por Demetrio Ribes y Joaquím Dicenta Vilaplana pero no se empezó a construir hasta 1928, finalizando en 1932. Las fachadas, de formas neomudéjares, aparecen flanqueadas por dos torretas que sobresalen ligeramente, coronadas por un pronunciado alero y rematadas por pináculos de aires neogóticos; la textura con que se confecciona el muro del edificio se caracteriza por el zócalo de sillería en planta baja, en planta primera y segunda la confección del paño en mampostería concertada con los huecos bordeados de ladrillo visto y la última planta y las esquinas realizadas solo en ladrillo visto; así mismo destacan los importantes murales de azulejos representando los símbolos de la compañía y de la ciudad. El interior tiene una distribución simétrica que responde a la función para la cual se construyó, configurándose alrededor de una zona pública central cubierta mediante una gran claraboya de hierro y cristal. En 2022 el edificio dejó de prestar servicio postal y pasó a ser propiedad de la Generalidad discutiéndose el posible uso que pueda tener en el futuro.[189]
  - Los edificios de la plaza de la Independencia son los más destacados del modernismo castellonense, pudiendo citar el conjunto ecléctico formado por todos los de su acera norte compuesto por la casa Calduch de Francisco Tomás Traver (1903), la Casa de las Cigüeñas de Godofredo Ros de Ursinos (1912) que es la construcción más llamativa gracias al uso que hace de la cerámica, el n.º 6 de la plaza posible obra de Ros de Ursinos o de Maristany (1911-1913), la Casa Alcón de Manuel Montesinos Arlandiz (1913), la Casa Chillida de autor anónimo en 1914-15 y la clínica de Palomo obra conjunta de José Gimeno Almela y Vicente Traver Tomás construida entre 1939 y 1940.
- La Casa Matutano es una casa señorial del siglo XVIII estructurada en planta baja, entresuelo y dos pisos, fue realizada en mampostería y sillares en puerta y esquinas. Se accede a través de un gran portón enmarcado por piezas de piedra labrada. En planta baja aparecen ventanas protegidas por rejería y en la fachada principal un curioso mirador del siglo XX realizado en madera y protegido por una barandilla metálica, los huecos de planta primera llevan balcón con barandilla metálica, en el nivel superior sigue el mismo ritmo de huecos de menor tamaño que los inferiores con la misma barandilla. Nació como casa individual pero durante el siglo XIX sus plantas superiores fueron adaptadas en vivienda plurifamiliar, mientras que la planta baja vivió la firma de las Normas de Castellón en 1932. En 1980 fue adaptada como museo y desde 2007 alberga el Museo de Etnología.
- El Instituto Francisco Ribalta se construyó entre 1912 y 1917 por Francisco Traver Tomás, aunque se ha visto repetidamente modificado para encajar mejor sus usos según las necesidades de cada época. Se trata de un edificio de gran tamaño, estructurado en torno a tres patios. Su fachada es de estilo historicista, con tres accesos almohadillados, segundo nivel con ventanales con balcón y remate triangular sostenido por ménsulas. De su interior destaca la escalera imperial, el salón de actos con pinturas de Vicente Castell y las inmensas colecciones artísticas, literarias y científicas que ha ido acumulando a lo largo de más de 175 años atendiendo a la enseñanza pública.[190]
- El palacio de la Diputación Provincial se construyó sobre el viejo hospital medieval de la Villa a partir de 1860 transformándolo para su nueva función según planos de Manuel Montesinos Arlandis, pero en 1937 fue bombardeado por ello a partir de 1948 se construye el edificio actual en un proyecto conjunto con la iglesia de la Sangre elaborado por Vicente Traver y Luis Ros de Ursinos finalizado en 1953. Es un edificio prismático, de cuatro plantas, exento, simétrico y ordenado, construido con paños de ladrillo visto y elementos de sillería de piedra blanca como ornamentación concentrados especialmente en la fachada principal de composición simétrica, con una gran balconada corrida y columnata neoclásica sobre la que se apoya, frontones sobre los vanos de la primera planta y una mayor altura gracias al cuerpo de remate finalizando con una barandilla calada. Del interior destaca el gran vestíbulo transversal, la escalera principal y el salón de fiestas y recepciones.

Patrimonio defensivo

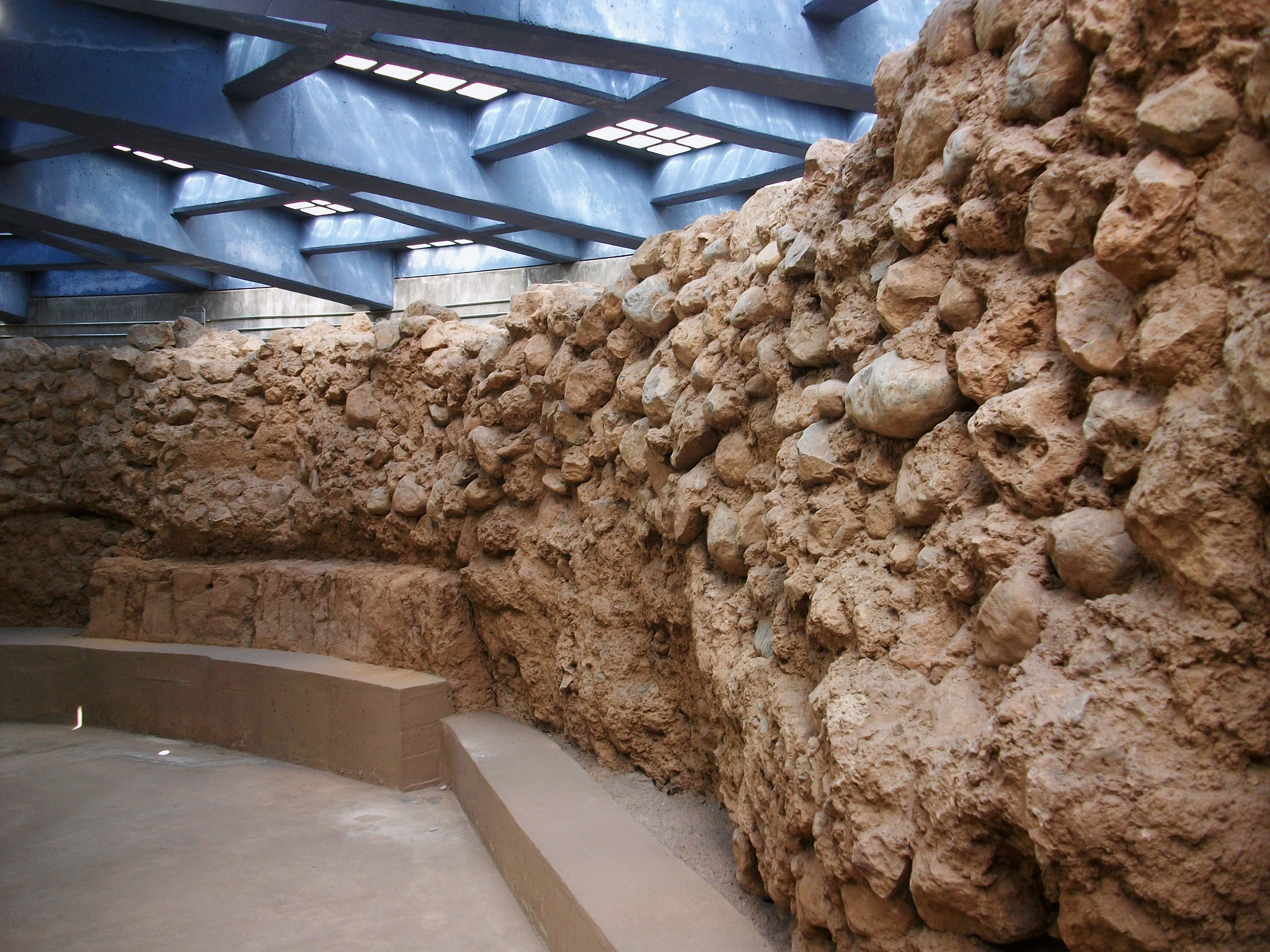
Restos arqueológicos de la torre de San Pedro, de les Alçamores o dels Alçaments

- El Castell Vell se alza en el cerro de la Magdalena, constituyendo el emplazamiento original de Castellón y es el origen del topónimo de la ciudad. Se trata de una fortaleza de origen andalusí cuyos restos arqueológicos más relevantes se datan entre el siglo XII y el XIII. Su esquema distingue tres recintos, el superior es la alcazaba de trazado trapezoidal, con restos de una muralla, aljibes y de tres torres semicirculares constituyendo el espacio más seguro de la obra; le sigue la albacara un espacio bastante grande del que permanecen tres torres —una integrada en la ermita—; mientras que en la parte baja se encontraba la población de la cual es apenas reconocible su trazado en la actualidad. El castillo fue abandonado en el siglo XIV degradándose rápidamente pese a su importante peso histórico y cultural hasta los primeros años del siglo XXI cuando se emprendió un largo proceso de rehabilitación y consolidación de los restos arqueológicos que finalizó en 2017, abriéndose un año y medio más tarde un centro de interpretación en un emplazamiento cercano.[191]
- Castellón dispuso de 4 recintos amurallados de época medieval, el primer recinto se edificó con el traslado de la población y en 1272 se obtuvo el permiso para ampliarlo hacia el norte terminando la obra en 1292. Poco más tarde, en 1339 se incorpora al recinto el arrabal situado al oeste sin derribar la muralla inicial, igual que pasó cuando se absorbió el arrabal norte en 1386, momento en el que alcanzó su tamaño final.[89] La muralla llegó a contar con 6 puertas principales, al menos otras 3 más secundarias y posiblemente muchos otros accesos privados o poco importantes, y numerosas torres donde destacaban las 4 esquineras. Estas murallas vivieron épocas de gran esplendor y gran penuria, finalizando su derribo en 1796 dejando pocos restos, la mayoría entre medianeras de viviendas construidas en su borde y que todavía perduran. Pueden verse sus cimientos en la plaza de Cardona Vives y los restos de la torre de San Pedro, de la Alçamora o dels Alçaments bajo la plaza de las Aulas. Sin embargo su mayor legado todavía puede comprenderse en el urbanismo del casco histórico de la ciudad.
- Ante la urgencia de la cercanía de las tropas carlistas en julio de 1837 y ante la falta de medios de protección, Castellón se lanzó a construir la muralla que ahora llamamos Liberal. Este recinto fue mucho más amplio que el medieval, especialmente hacia el norte, el oeste y el sur, agrupando todos los arrabales de la villa, mientras que en el este su traza se desdibuja entre la huerta, la Acequia Mayor y los numerosos edificios diseminados. Contó con diversas baterías. Según la situación bélica fue más o menos impermeable a la ciudad, fortificándose de nuevo cada vez que se producían batallas en la cercanía, para finalmente ser derribada en 1882. De ella quedan algunos restos esparcidos por la ciudad, pero el más notables es el trozo de lienzo completo situado en la plaza de la Muralla Liberal.
- Con el inicio en 1936 de la última Guerra Civil, Castellón se apresuró a construir cerca de 300 refugios antiaéreos, de los cuales más de 40 eran de acceso público, entre marzo de 1937 y junio de 1938. finalizada la guerra algunos se mantuvieron cuidados durante unos años hasta que acabaron en el olvido junto al resto de excavaciones.[192] En 2018 abrió al público por primera vez uno de ellos, el de Fermín Galán bajo la actual plaza Tetuán.[193]

### Arte urbano
Pintura y cerámica

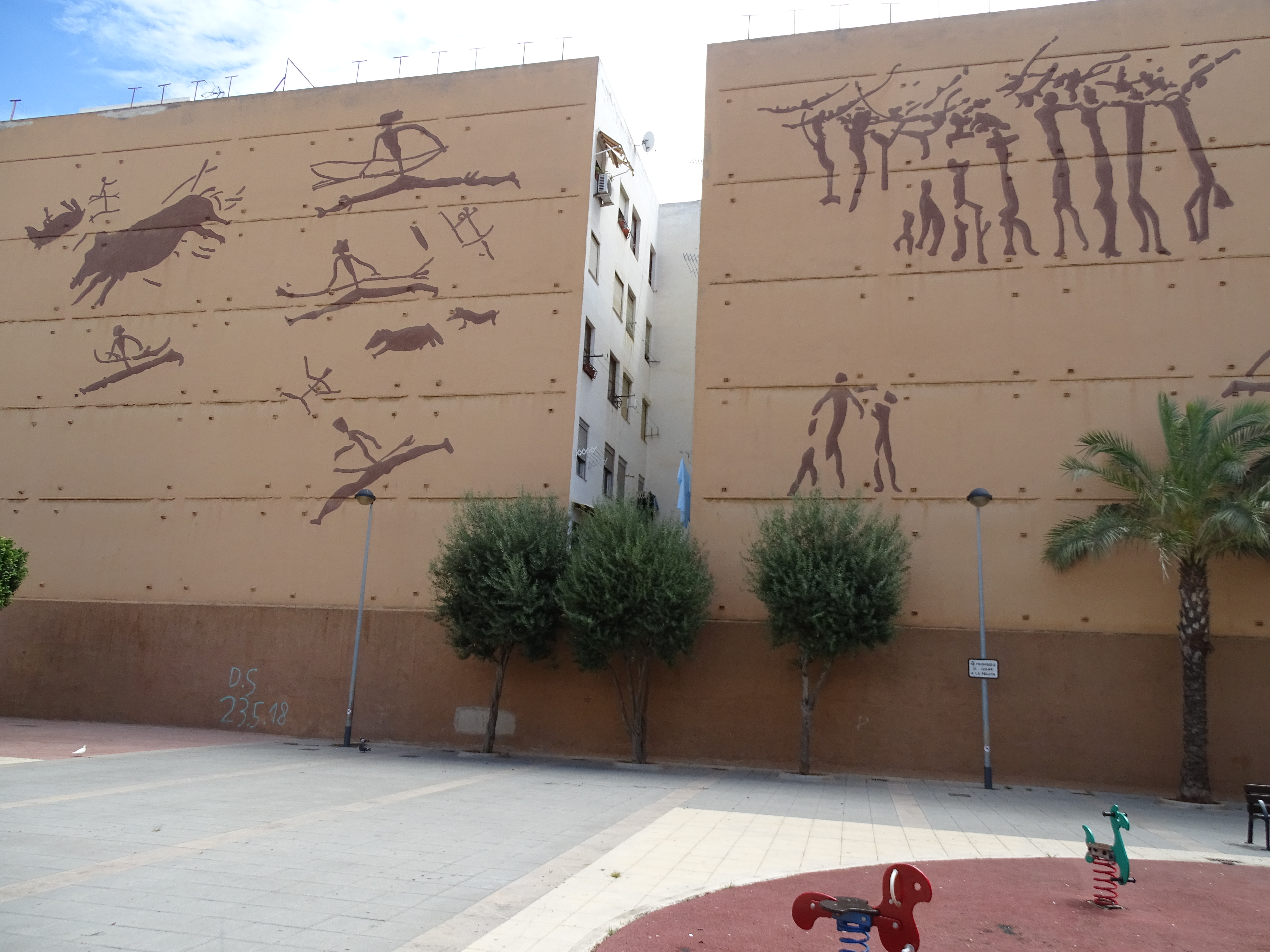
Mural en medianera dedicado a las investigaciones en pintura rupestre de Juan Bautista Porcar

En 1983 el ayuntamiento se propuso embellecer la ciudad creando el Museo al aire libre, una serie de pinturas murales de gran tamaño ubicadas en las principales paredes medianeras que quedaban al descubierto en la ciudad. Para tal propósito se convocó un concurso abierto a la participación de los principales artistas castellonenses de la época como Luis Prades Perona, Ripollés, Traver Griñó o Francisco Vidal Serrulla entre otros generando 11 obras en el centro y una en el Grao representativas de los diferentes estilos pictóricos de carácter contemporáneo de sus autores como el abstracto, el figurativo o el naíf. No todos los murales ejecutados han sobrevivido, permanecen 7, debido a nuevas construcciones que los tapan o a la rehabilitación de los edificios que los albergan.

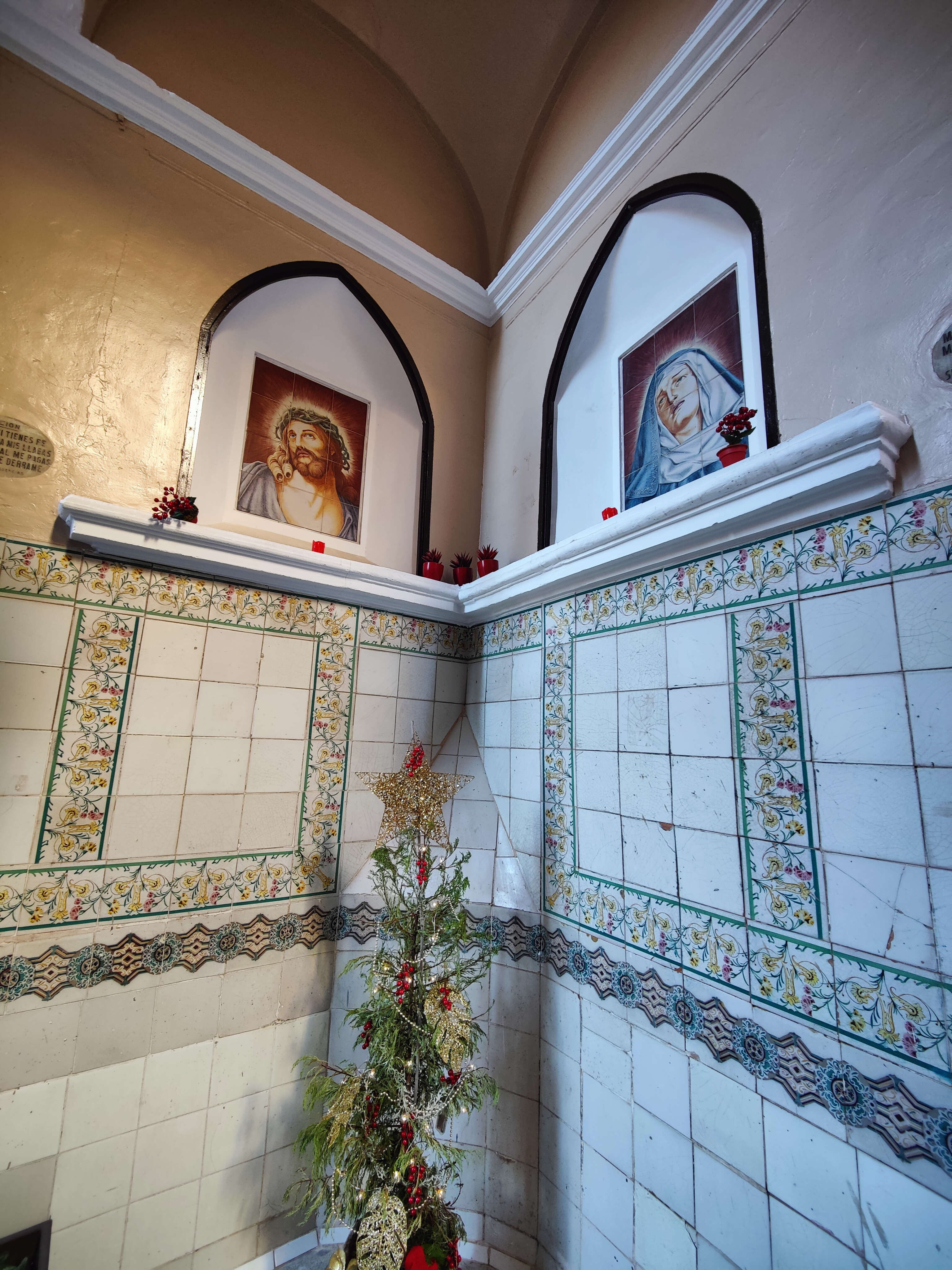
Altar en cerámica de la calle del Ecce Homo

En 2016 surgió la iniciativa Pintaescola para embellecer las fachadas y los patios, o en su última edición más ambiciosa incluso los interiores, de los centros educativos públicos de la ciudad con arte urbano de la mano de artistas como Escif, Fasim, Musa 71 y Harry Bones, Wendy, Royce 183 o Hice entre muchos otros, siempre en colaboración con el alumnado de cada centro. Contando con la edición de 2023 se habrían decorado espacios de al menos 54 colegios, escuelas infantiles y centros de formación para adultos.
Durante el siglo XVIII se popularizó el uso de la cerámica como material de construcción en casas nobles y edificios religiosos, primero en el interior y poco a poco haciendo tímidas apariciones en el exterior en forma de sotabalcons o de paneles devocionales, de los que se cuentan 50 de todas las épocas solo en el centro de la ciudad, algunos de ellos declarados BRL, destacando el altar situado en la calle del ecce Homo que forma un ángulo de 90° en cuya esquina interior se dispone una bóveda barroca decorada con un reposadero cerámico del siglo XIX y dos altares con la imagen en sendos paneles cerámicos devocionales del Ecce homo y de la Virgen Dolorosa. Con la arquitectura modernista la cerámica tomó mucho prestigio y su uso en el exterior creció en forma de preciosos paneles con decoración geométrica o vegetal evolucionando hasta la llamada Casa de las Cigüeñas que constituye el mejor ejemplo del modernismo castellonense; o en las muchas villas y masets situados en las inmediaciones de la Gran Vía y la avenida Villarreal. También de esta época son los celebrados bancos monumentales del parque Ribalta que destacan por su colorido, su abundante ornamentación y la variedad de estilos y las numerosas balaustradas allí existentes. También se conservan algunos ejemplos del uso de la cerámica como soporte publicitario destacando el rótulo de la Vaquería Belenguer, declarado Bien de relevancia local.
Años más tarde la costumbre de los grandes murales se mantendría con las piezas situadas en la Lonja pesquera o la iglesia de San Pedro del Grao, o el colocado en el año 2000 contra la fachada lateral de la iglesia de San Vicente en la plaza de Na Violant cuyo motivo central es una reproducción del documento del Privilegio del Traslado acompañado de escenas de la historia castellonense y de la vida del rey Jaime I y su esposa. También son destacables los muchos paneles cerámicos que rodean la explanada de la basílica del Lledó con las imágenes de las ermitas del término, así como los paneles alegóricos que forman el monumento a las partidas rurales del municipio situado en la plaza de Fadrell. La mayoría de obras de este momento fueron realizadas por Alberto Guallart Ramos. 
La vanguardia ha traído importantes innovaciones a la producción cerámica que también se han visto reflejada en los usos urbanos que se le ha dado en Castellón, como la fuente surtidor con forma de pez de la plaza del Mar del Puerto, y se ha centrado en su uso como pavimento urbano en muchas calles y plazas de la ciudad, los juegos infantiles como los juegos de la oca de la plaza de Huerto Sogueros o el de la plaza del Mar.
Por todo esto Castellón se incorporó en abril de 2020 a la Ruta europea de la cerámica certificada como Itinerario Cultural del Consejo de Europa con el objetivo de promover e impulsar la protección patrimonial del azulejo y la cerámica.
Escultura

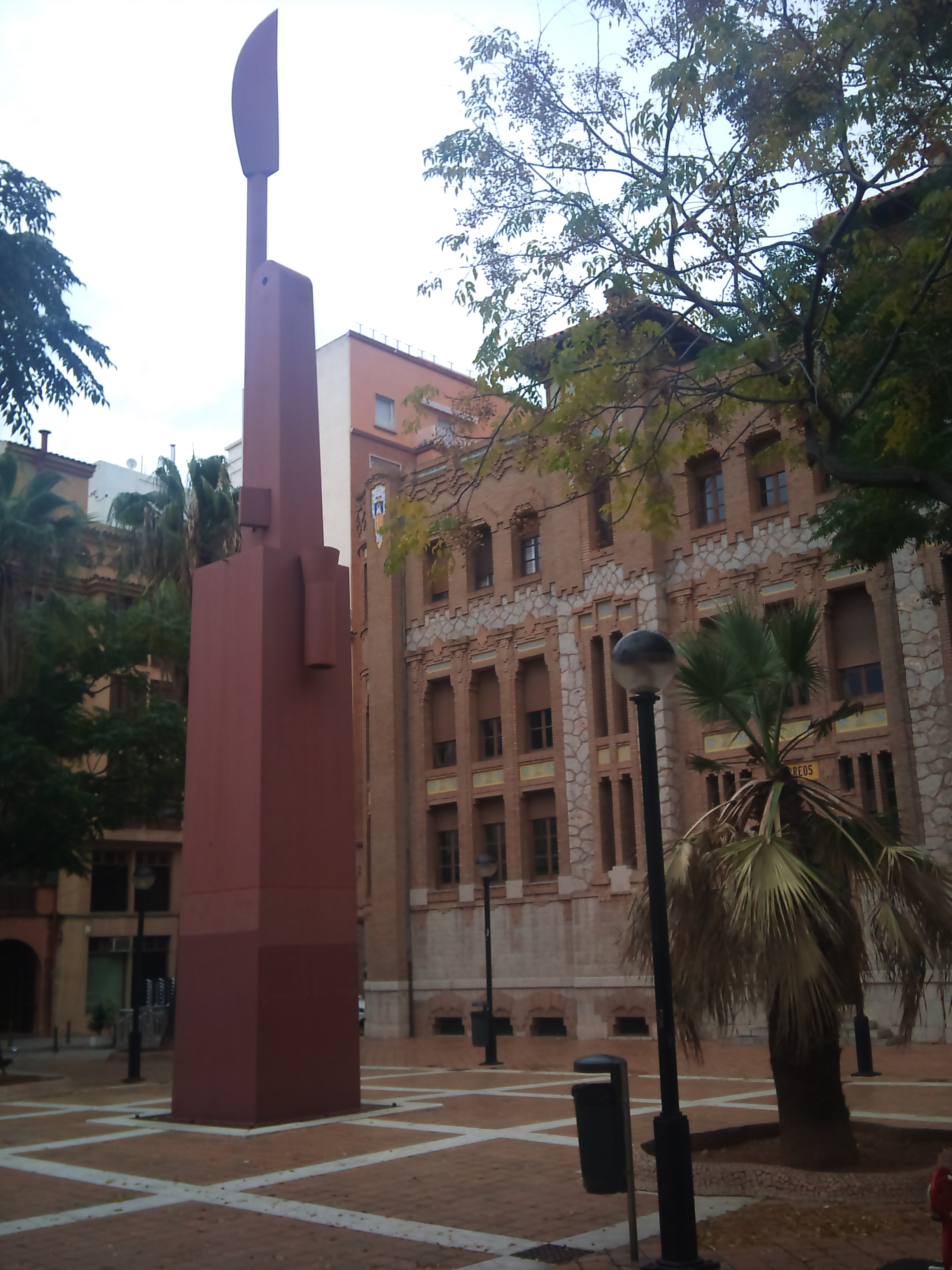
Minerva paranoica

Las calles de la ciudad albergan en la actualidad muchas más de las 112 esculturas registradas en 2014. Obras de todas las temáticas y estilos posibles creadas por escultores locales, españoles e internacionales que se han convertido en un elemento importante del paisaje urbano castellonense, y algunas de ellas conforman un importante vínculo de identidad para la ciudadanía.
Entre las esculturas más reconocidas está la del Rey conquistador Jaime I obra de José Viciano colocada en 1897 en la avenida del Rey don Jaime no muy lejos de su actual ubicación, representa al monarca tal y como se le imaginaba en la época con la Cimera del dragón y el brazo extendido en gesto de entregar el Privilegio del Traslado que hizo posible la fundación de Castellón; no muy lejos de allí en la plaza de la Independencia se encuentra la Farola monumental en estilo ecléctico obra de Francisco Maristany Casajuana en hierro forjado de 1929 que conmemora la coronación canónica de la patrona de la ciudad unos años antes en ese lugar exacto; a mitad camino la Minerva paranoica, una de las obras más representativas de Miquel Navarro, que con sus 17 m de altura preside la plaza Tetuán; detrás de la estatua del Rey se encuentra la fuente les Cordeliers u Homenatge al filaor i menaor, obra de Ripollés, siendo la más característica de entre las al menos 8 obras que tiene repartidas por la ciudad, retratando el trabajo del cáñamo en el antiguo Huerto de Sogueros donde está ubicada desde 2002. En 2018 se colocó en el otro extremo de la avenida del Rey don Jaime la escultura Mariposas, de Manolo Valdés.

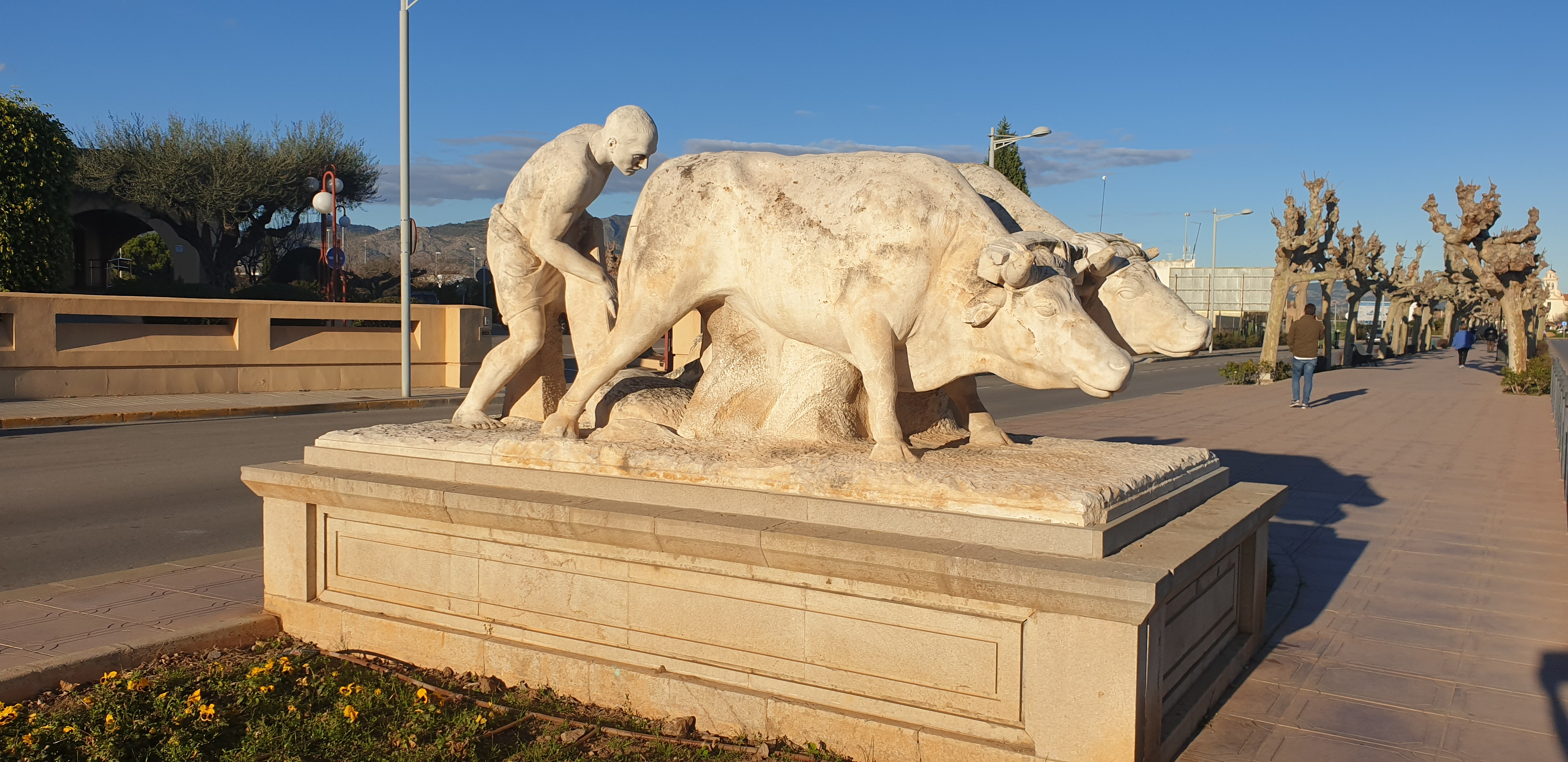
Perot de Granyana

En el casco histórico hay que destacar la gran piedra de 600 Tm modelada por Vicente Llorens Poy en la plaza santa Clara titulada Homenaje a Castellón, que en sus dos caras narra los momentos más importantes de la historia de la ciudad, la fuente de la plaza Mayor, de Carles Buïgas, de 1953, así como una de las famosas Mano de pilotari o Narcís, de Manuel Boix, colocada en 1992 en la calle Colón. En una esquina de la plaza María Agustina se puede encontrar la escultura L’Orquestre Ambiance Facile, del burkinés Jean-Luc Bambara, que representa un coro de percusión típico de su tierra natal. En la plaza Fadrell la escultura del Llaurador, de José Luis Alonso Coomonte, abre la puerta simbólica a la huerta castellonense desde 1970.
Castellón alberga la escultura en hierro más alta de Europa que con una altura de 20 m y 20 Tm de peso que representa al gigante mitológico Tombatossals, situada en la avenida de la Virgen del Lledó; no muy lejos en varios cruces de la calle Beatriz Guttman Goldberger, se encuentran las esculturas de dos de sus compañeros de colla Arrancapins y Bufanúvols, de tamaños más modestos acorde con su descripción literaria. todas ellas son obra del artista Melchor Zapata.
Mención especial merece la obra del castellonense Juan Bautista Adsuara con 8 esculturas salidas de su gubia situadas en el espacio urbano, de las que pueden destacarse la estatua dedicada al pintor Francisco Ribalta, ubicada en 1927 en el parque que lleva su nombre, la Fuente de los Artistas, de 1935, en homenaje a los principales pintores y escultores castellonenses surgidos hasta el momento, ubicada en la plaza de la Pescadería, la Aguadora, ubicada en 2002 en la Puerta del Sol, o el Perot de Granyana, también conocido como Els bous o Los bueyes, que representa el momento en el que se encontró la imagen de la virgen del Lledó y fue ubicada cerca de su ermitorio en 1959.

## Servicios

### Bienestar social

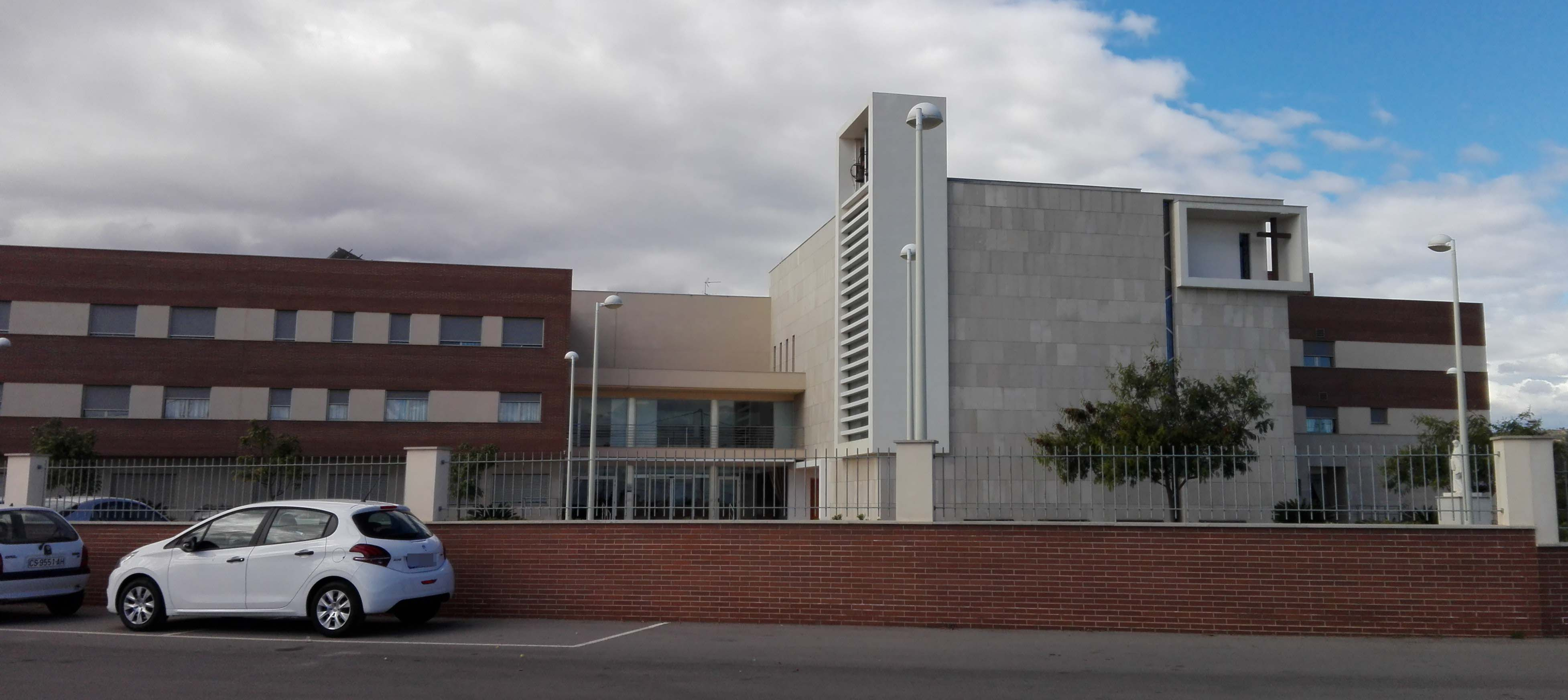
El asilo de las Hermanitas de los Ancianos Desamparados fue la primera institución de asistencia a los mayores de la ciudad

Las competencias en materia de servicios sociales y de atención sociosanitaria están divididas entre la Consejería de Servicios Sociales, Igualdad y Vivienda de la Generalidad Valenciana y el Ayuntamiento de Castellón, con una importante participación del sector privado, de organizaciones sin ánimo de lucro y de congregaciones religiosas católicas.
Los servicios sociales municipales ofrecen servicios de asistencia a personas dependientes y discapacitadas, de mediación e intervención familiar, de dinamización e intervención comunitaria en zonas consideradas marginales de la ciudad y para el fomento de la convivencia social y el interculturalismo trabajando en la acogida e integración social de personas inmigrantes y refugiadas, además de participar y asistir a la ciudadanía en la tramitación de los programas de inclusión social ofrecidos por los gobiernos autonómico y estatal. Sus servicios se prestan en los denominados Centros sociales ubicados en cada distrito y en las Oficinas de dinamización comunitaria de los grupos San Lorenzo y Perpetuo Socorro así como en la oficina de la agencia AMICS en el caso de las personas extranjeras.
Castellón alberga la mayoría de recursos inmuebles dedicados a la atención social de la provincia. Teniendo en cuenta todos los centros, independientemente de su titularidad, suman 12 dedicados a menores, donde destacan el centro de acogida Plana Alta y el de reeducación Pi Gros de la Generalidad; 36 dedicados a personas con diversidad funcional, destacando varios centros ocupacionales y de día destinados a enfermedades específicas; 5 recursos destinados a la protección de mujeres, especialmente a las maltratadas; 14 centros dedicados a la atención de personas con enfermedades mentales; 24 centros dedicados a la tercera edad y dependientes entre ellos 3 Centros de Atención a Mayores de la Generalidad, diversos centros de jubilados municipales con gestión asociativa, el Centro sénior de Vida activa y saludable, diversos centros de día, 10 residencias —una pública y otra concertada a la espera de que se inicie la construcción de un nuevo centro público —; y numerosos recursos para colectivos desfavorecidos como un comedor social y viviendas tuteladas.
Castellón se unió a la red de Ciudades amigables con las personas mayores de la Organización Mundial de la Salud en 2014 y es Ciudad amiga de la infancia de Unicef desde 2018.

### Educación

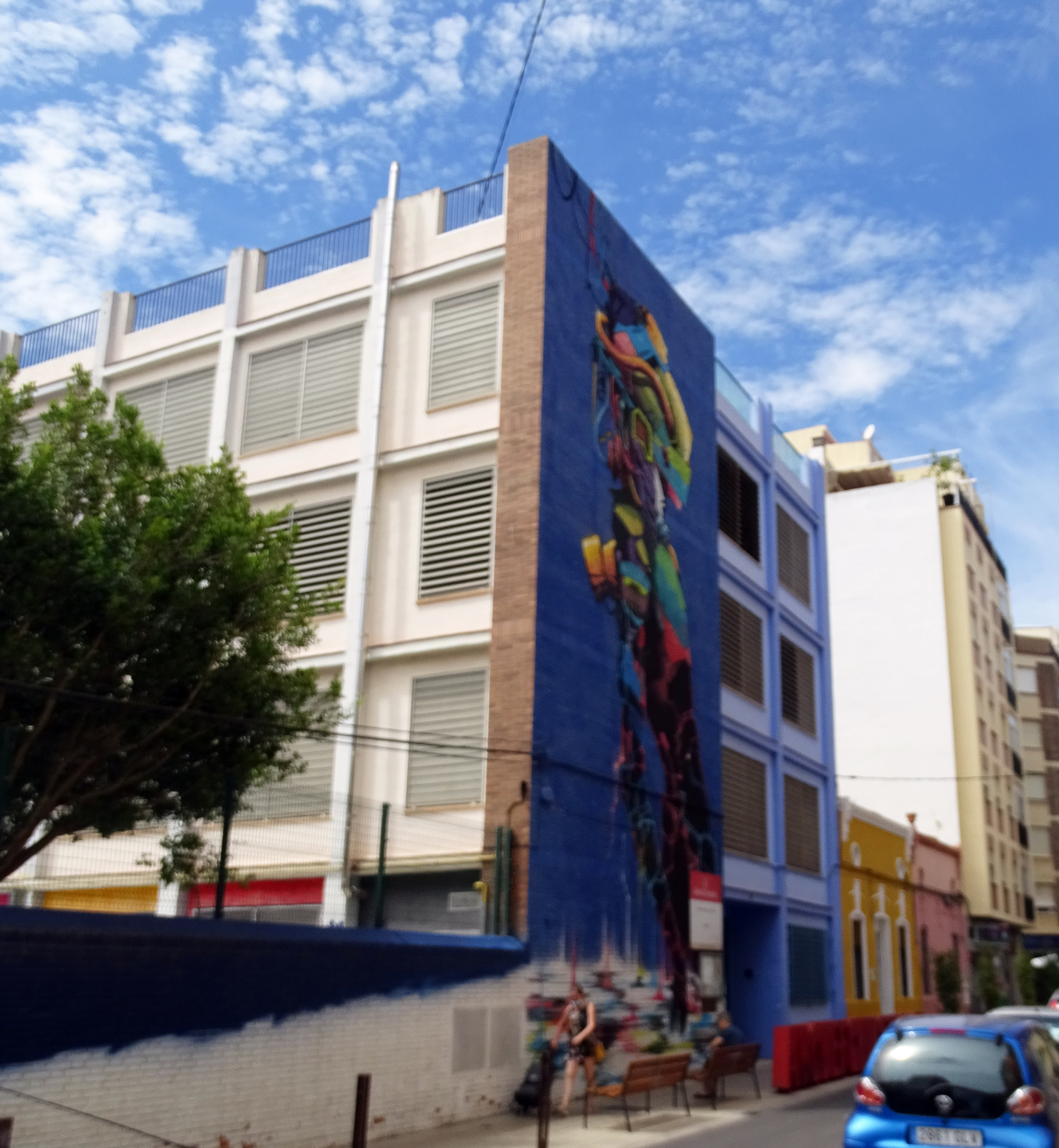
CEIP Ejército con el Pintaescola, obra de Deih, 2017

El ámbito de la enseñanza castellonense se compone de los elementos que indica el sistema educativo español en las diferentes leyes que lo regulan. De acuerdo con ello las competencias en esta materia son ejercidas por la Consejería de Educación, Universidades y Empleo de la Generalidad Valenciana en todos los niveles, con unas pocas competencias reservadas al ayuntamiento en temas de educación infantil, primaria y enseñanzas no regladas, así como la de elaborar el calendario escolar aplicable a todos los niveles educativos no universitarios.
La educación infantil de primer ciclo (0 a 3 años) se imparte en 6 escuelas infantiles públicas exclusivas —una en el Grao— y el último curso, las llamadas «aulas de dos años», se pueden encontrar en 19 colegios públicos —3 de ellos en el Grao—. Otros 19 centros privados están autorizados a impartir esta enseñanza en exclusiva y 3 colegios concertados disponen de «aulas de dos años».
La enseñanza obligatoria compuesta por el segundo ciclo (3 a 6 años) de infantil y la educación primaria se imparte en 33 colegios de Castellón, aunque uno de ellos no ofrece educación infantil, y 4 del Grao. Existen además 7 centros concertados —3 pertenecientes a órdenes religiosas y uno diocesano— y 4 privados. Mientras que la educación secundaria obligatoria se oferta en 12 institutos de la ciudad y uno del Grao, así como en dos de los colegios públicos y en todos los centros concertados y privados existentes. Respecto a la educación obligatoria para personas con necesidades especiales, existen dos centros públicos y otros dos privados específicos. Además, diversos centros públicos y concertados que ofrecen educación primaria o secundaria ofertan aulas dedicadas a estos alumnos y alumnas.
El bachillerato se oferta en la totalidad de los institutos públicos castellonenses, en 4 centros concertados y en 3 de los privados. La formación profesional se oferta según ciclos, los de grado básico se pueden realizar en 10 institutos de educación secundaria y 2 centros privados; los de grado medio en 6 IES y 10 privados y los de grado superior pueden estudiarse en 5 IES públicos y en 13 centros privados. En el Grao existe el centro integrado público de formación profesional Costa de Azahar que oferta los tres ciclos relacionados con la familia de hostelería y turismo. Además existe un centro municipal de formación ubicado en el antiguo cuartel Tetuán XIV y un centro Labora Formación perteneciente a la red de centros propios del Servicio Valenciano de Empleo y Formación acreditados para expedir certificados de profesionalidad en diversas familias profesionales.
Dos centros privados ubicados en el municipio ofrecen educación infantil, obligatoria y preuniversitaria siguiendo el modelo británico.

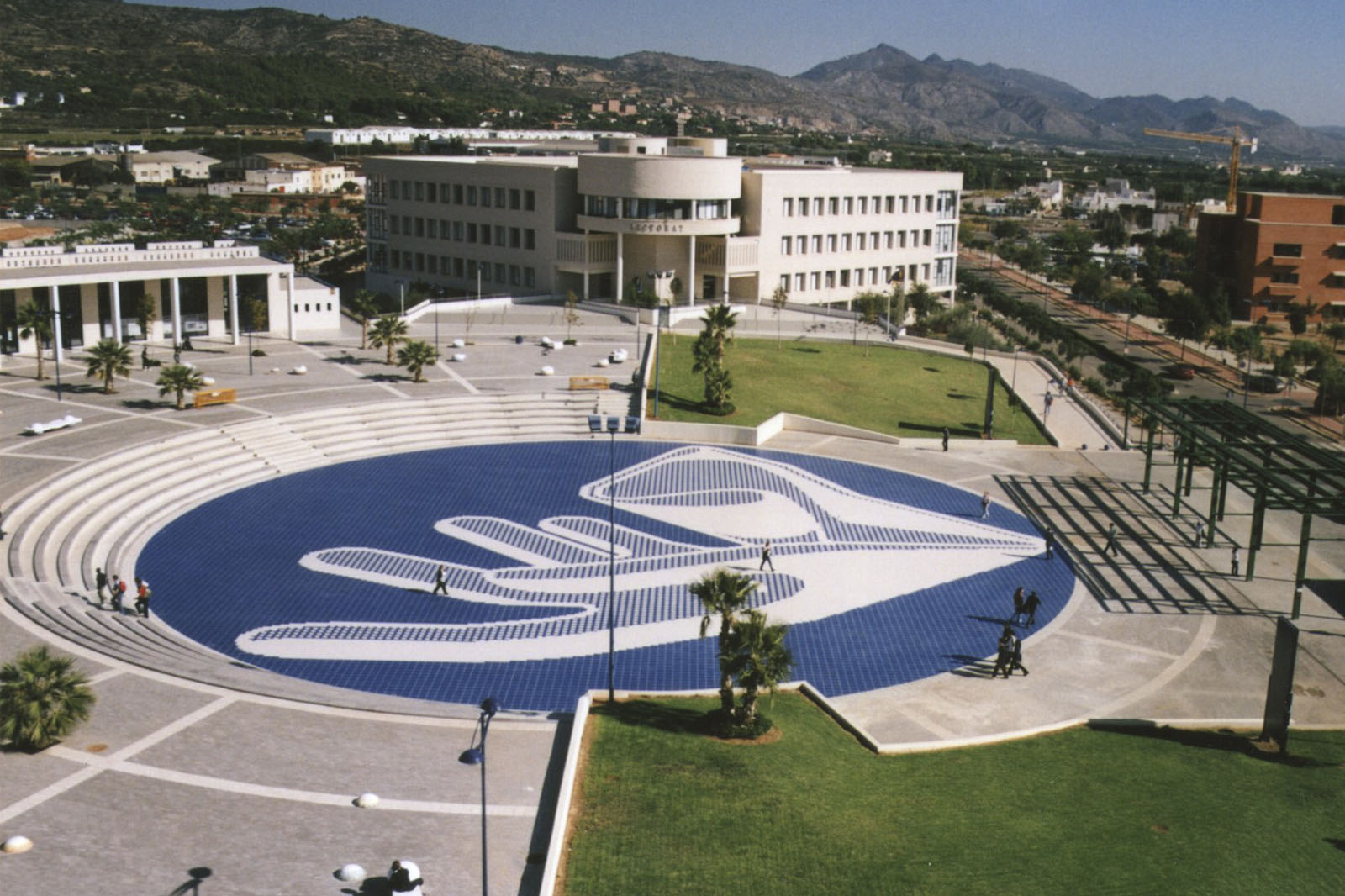
Ágora de la Universidad Jaime I

La educación superior en Castellón puede cursarse en su universidad pública, la Universidad Jaime I (UJI), creada en 1991 sobre la base de tres centros preexistentes. Su único campus, llamado del Río Seco, se ubica al oeste de la ciudad, cuenta con 756 566 m² que albergan, entre otros edificios y servicios, las facultades de Ciencias humanas y sociales, Ciencias jurídicas y económicas, Ciencias de la salud y las escuelas superior de Tecnología y ciencias experimentales y de doctorado. En 2010 la universidad privada CEU Cardenal Herrera abrió un campus en la Ciudad del Transporte donde imparte algunos grados y posgrados. Desde su creación en 2008 y hasta su privatización en 2013, Castellón fue sede del rectorado de la Universidad Internacional de Valencia.
En Castellón también se ofrecen enseñanzas de régimen especial, como pueden ser los tres niveles de estudios de música y dos de los niveles de enseñanza en danza, impartidas las de música en los conservatorios superior Salvador Seguí y profesional Maestro Tárrega ubicados en su propio edificio de la plaza Fadrell y la otra en las instalaciones del IES La Plana a la espera de que se construya el nuevo edificio que albergue los tres centros sin compartir espacio con otras enseñanzas artísticas. Otros dos centros privados ofrecen enseñanza en música y uno de ellos también lo hace en danza. La Escuela de arte y superior de diseño se ubica en el edificio del Conservatorio y ofrece ciclos formativos, estudios superiores y másteres en artes plásticas y diseño. Un centro privado y el IES Miquel Peris i Segarra del Grao ofrecen enseñanzas deportivas en los niveles medio y superior. La Escuela Oficial de Idiomas, situada en el Raval Universitario, ofrece enseñanzas de algunos de los idiomas más hablados del mundo, así como de valenciano, euskera o español para extranjeros. Cuatro centros públicos imparten educación para personas adultas, uno de ellos se encuentra en la prisión provincial y otros dos centros privados también ofertan este tipo de enseñanza.
Gracias a esta oferta, Castellón se adhirió a la Carta de ciudades educadoras de la Asociación Internacional de Ciudades Educadoras en 2016 con el objetivo de convertir a la educación en un pilar vertebrador de las políticas municipales.

### Religión

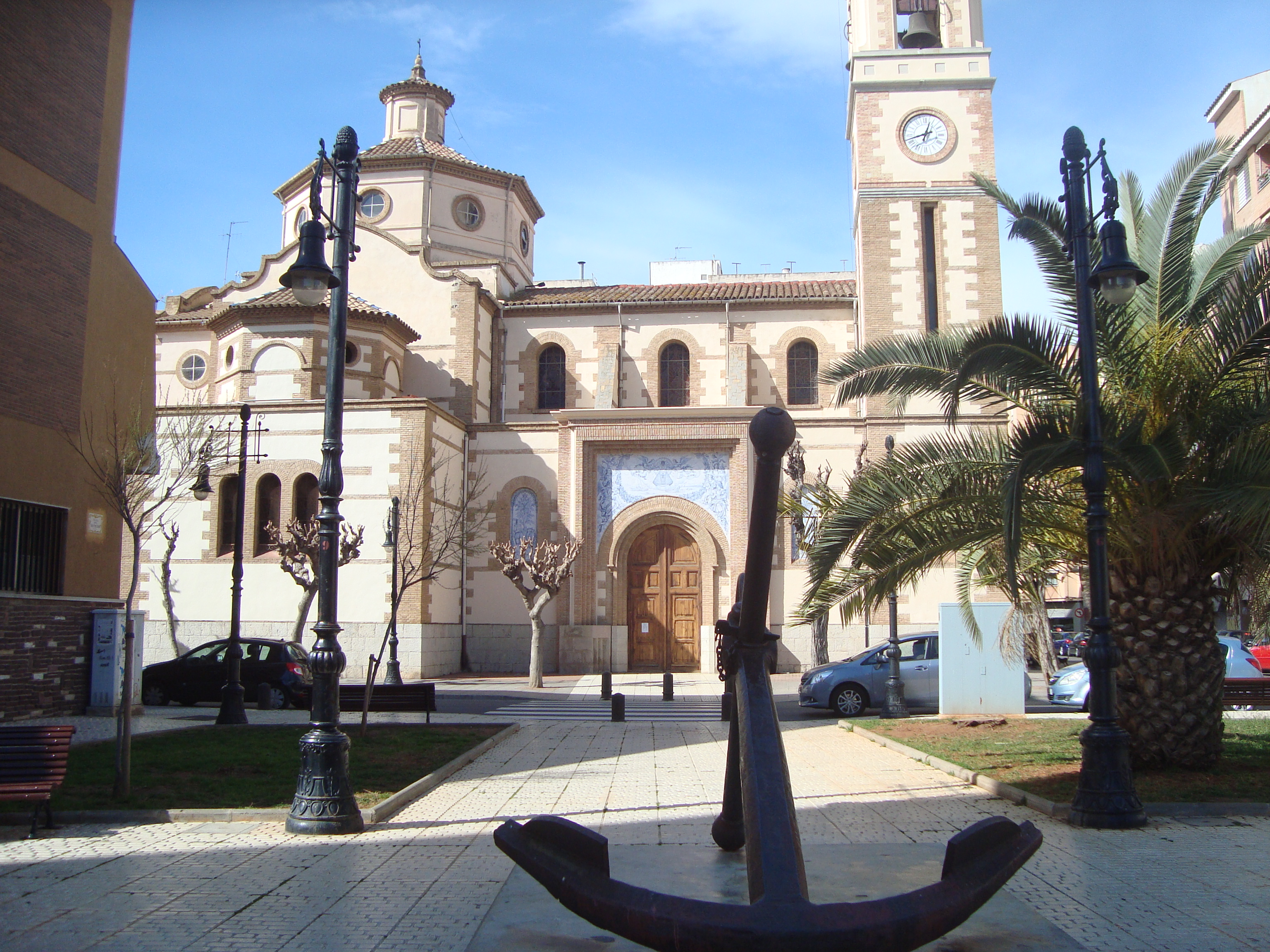
La Parroquia de San Pedro del Grao es la única de la capital que pertenece al Arciprestrazgo de la Costa

El Cristianismo es la religión con mayor número de lugares de culto en Castellón, y de entre todas sus ramas destaca por motivos históricos y culturales la propugnada por la Iglesia católica ya que cuenta con 15 parroquias de las que dependen otras 4 iglesias, 3 capellanías y las numerosas ermitas del término, que en su mayoría son de propiedad pública.
La libertad de culto unido al fuerte incremento de la población de origen extranjero ha traído el establecimiento en Castellón de numerosas confesiones protestantes, como la Iglesia evangélica Filadelfia, la Iglesia Adventista del Séptimo Día, la Iglesia Pentecostal Unida en Europa, el Movimiento Misionero Mundial, la Congregación Cristiana, entre otras muchas de denominaciones evangélicas, pentecostales, o bautistas, así como la presencia de la parroquia ortodoxa rumana de San Nicolás perteneciente a la diócesis de España y Portugal y de un templo ortodoxo ruso dedicado a San Lucas de Crimea perteneciente a la diócesis hispano-portuguesa del Exarcado de Europa occidental. La mayoría de estas iglesias ofrecen sus servicios en la lengua de la comunidad inmigrante que las ha fundado. También existen dos Salones del Reino que dan servicio a las cuatro congregaciones —tres en castellano y una en lengua portuguesa— de los Testigos de Jehová y un centro de reuniones de La Iglesia de Jesucristo de los Santos de los Últimos Días.
Para la práctica del Islam existe el Centro islámico Nur en Castellón y la mezquita Baraka en el Grao. Los creyentes en la fe bahai dispone de un centro propio para celebrar sus ritos.
En 2012 el ayuntamiento constituyó la Mesa interreligiosa con las principales religiones presentes entre la ciudadanía castellonense, una práctica que le valió el reconocimiento del observatorio del pluralismo religioso en España en 2016.

### Sanidad

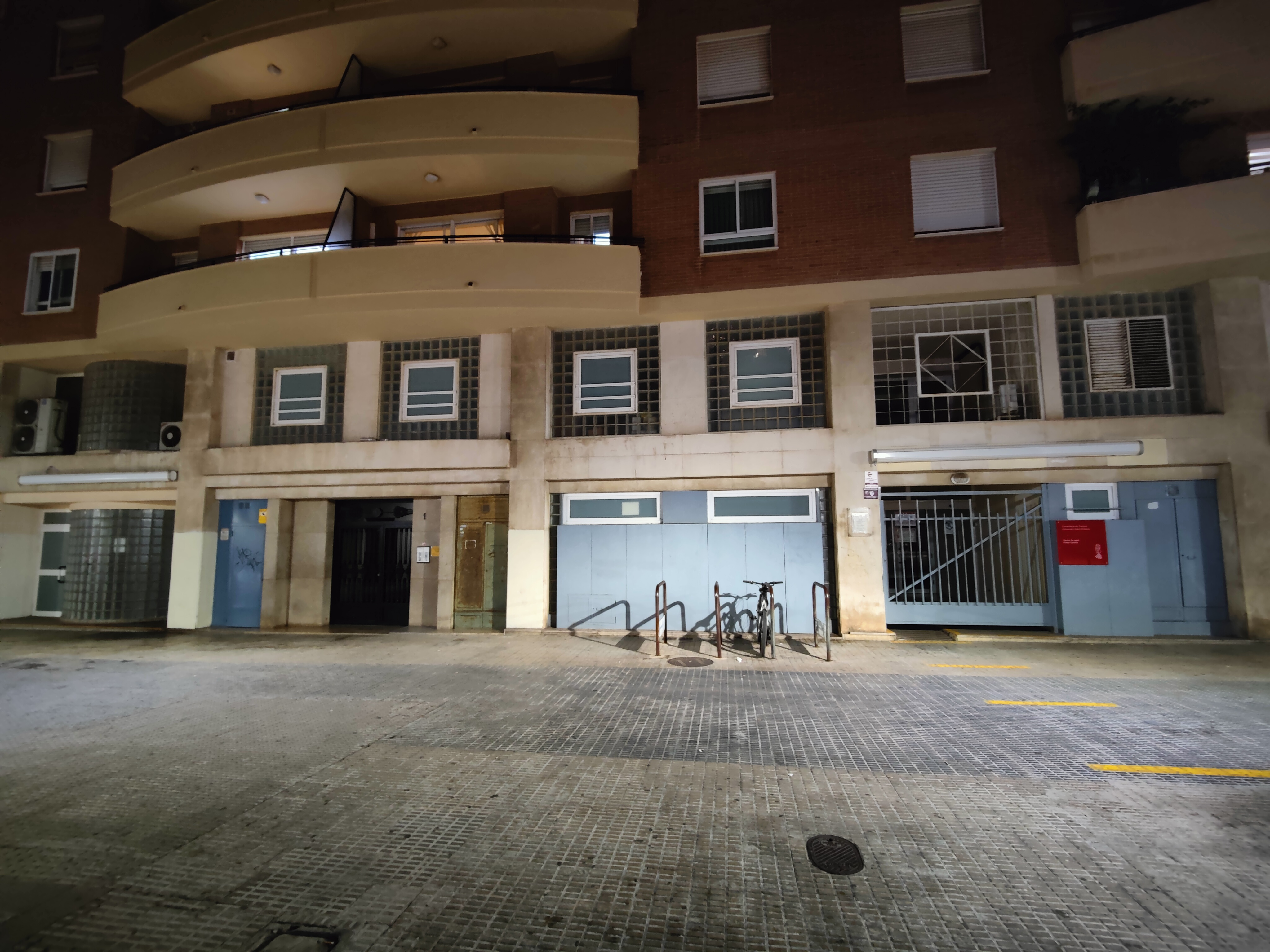
Centro de salud Pintor Sorolla

Las competencias en sanidad y salud pública corresponden a la Consejería de Sanidad, que es la encargada de la gestión del Sistema nacional de salud en la Comunidad Valenciana.
La sanidad pública y universal en Castellón de la Plana se organiza en torno al departamento del cual es cabeza y que engloba a otros 38 municipios de la provincia. Su principal centro sanitario de referencia es el Hospital General Universitario, conocido popularmente como la residencia, ya que fue fundado en 1967 como Residencia sanitaria Nuestra Señora del Sagrado Corazón adoptando su condición de hospital general en 1986 como primer paso a su remodelación integral y ampliación. Está dotado de 574 camas de hospitalización. El Centro de especialidades Jaime I, conocido popularmente como la Casa gran o Huerto de Sogueros debido a su ubicación, abrió en 1954 y desde 1986 complementa los servicios de consultas externas de atención especializada del Departamento.
La atención primaria se presta en los 12 centros de salud y los 6 consultorios médicos que de ellos dependen. Un centro de salud integral y uno de los consultorios dan servicio al Grao, mientras que otro lo hace a la Marjalería y otros 4 a diferentes grupos periféricos del municipio. Dos de los Centros de salud de Castellón y el del Grao ofrecen atención de urgencias 24 horas. Otros servicios médicos se efectúan mediante unidades de apoyo externas, de las cuales existen dos sobre conductas adictivas, 6 de odontología, una de prevención del cáncer de mama, dos de salud sexual y reproductiva, 4 de salud mental y dos de salud mental pediátrica. El centro de salud pública ubicado en la avenida del Mar es el encargado de vigilar y promover las políticas sobre salud pública en el Departamento de salud.
El Hospital de la Magdalena, también conocido como el sanatorio, fue fundado en 1953 como sanatorio tuberculoso a una altitud de 90 m s. n. m. destacando del edificio sus fachadas de 169,44 m de longitud, en la actualidad dispone de 128 camas para pacientes crónicos y de larga estancia.

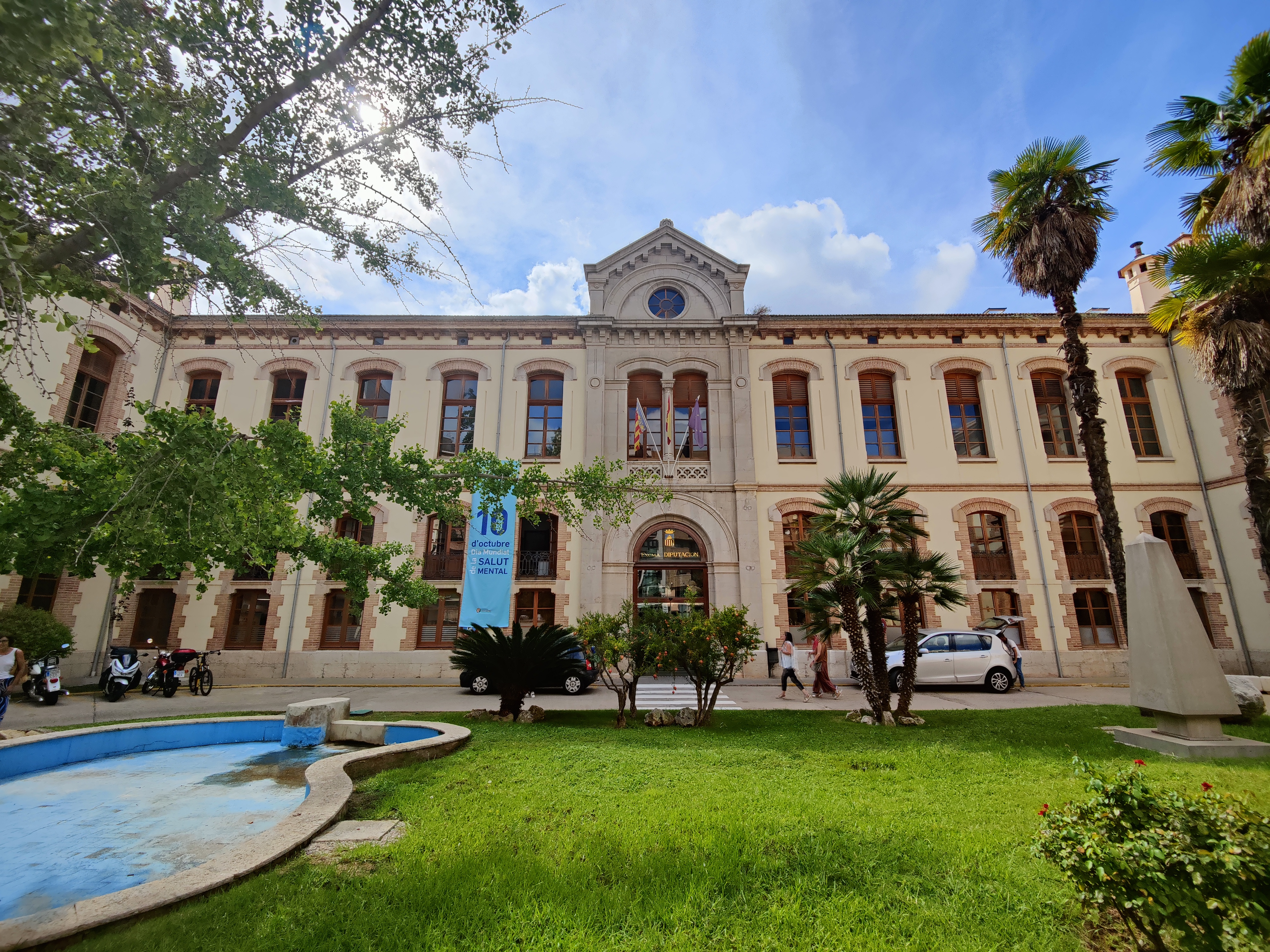
Entrada principal del Hospital Provincial

El Hospital Provincial es heredero de los dos hospitales de fundación medieval —el de la Villa y el del legado de Guillermo de Trullols— unificados en el siglo XV y que se ubicaban donde la actual plaza de las Aulas y edificio de la Diputación. En 1907 gracias al impulso del doctor José Clará Piñol se trasladó a su actual ubicación en un edificio diseñado por Manuel Montesinos Arlandiz junto a su hijo en un edificio con planta en «H» organizado en torno a un claustro con porches y un eje que une la entrada principal y la capilla donde lo más destacado de la obra es su peculiar forma estructural y sus chimeneas. Fue profundamente ampliado y remodelado en por fases hasta 2007 para disponer de las 213 camas, y convertirse en el hospital referente en tratamientos oncológicos y de salud mental de la provincia.
Así mismo, en cuanto a la sanidad privada, existen numerosas consultas médicas privadas y un hospital propiedad de la empresa Vithas que cuenta con 80 camas. Castellón alberga la sede central de la mutualidad colaboradora con la Seguridad Social Unión de Mutuas que dispone de un Instituto de Traumatología. Por supuesto, también se pueden encontrar clínicas dentales, de fisioterapia y consultas de psicología y otras especialidades sociosanitarias no cubiertas por la sanidad pública.
En todo el municipio existen 77 despachos de farmacia, de las cuales permanecen siempre en guardia 3, dos en Castellón y una en el Grao, así como numerosas parafarmacias.
Las competencias locales en materia sanitaria se reducen a la promoción de campañas de prevención de plagas y la consecuente prestación de servicios como fumigaciones, desinsectaciones y desratizaciones; la creación y el mantenimiento del censo canino y la expedición de licencias administrativas para la tenencia de animales potencialmente peligrosos; finalmente también organizan campañas de promoción y concienciación de aspectos destinados a adquirir una vida saludable entre niños, adolescentes y mayores fundamentalmente mediante la realización de talleres y charlas.
La medicina veterinaria es de carácter privado y se presta en 24 clínicas de Castellón y 3 situadas en el Grao.

### Seguridad y emergencias

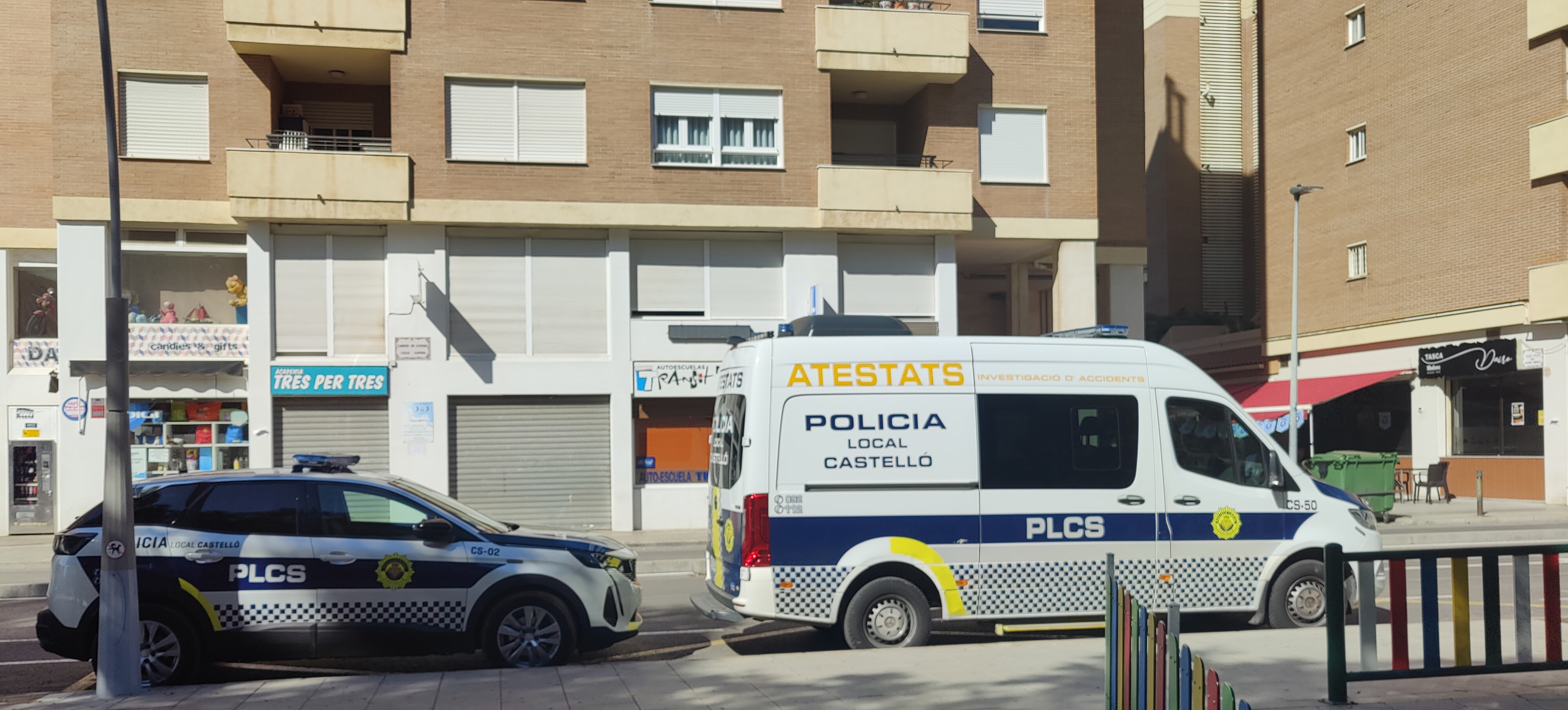
Vehículos estacionados de la policía local

- La Guardia Civil está presente en Castellón desde el 24 de diciembre de 1844, menos de 9 meses después de ser fundada. Desde entonces ha tenido su acuartelamiento en distintos edificios de la ciudad hasta la inauguración de la actual casa cuartel de la calle Benicarló en 1981,[243] sede de la Comandancia provincial y su compañía.[244] En la avenida Serrano Lloberes del Grao se encuentra desde 1979 otra casa cuartel sede del Servicio fiscal y del Servicio Marítimo de la Guardia Civil.[245]
- El Cuerpo Nacional de Policía tiene su sede en la comisaría provincial ubicada en la calle Río Sella desde donde se prestan todos los servicios habituales.[246]
- La Policía autonómica tiene su sede en el antiguo cuartel Tetuán XIV.[247]
- La Policía local de Castellón fue creada en 1895[248] y actúa en los ámbitos de la protección básica de la seguridad; la policía de proximidad; la policía judicial; la policía asistencial y de atención ciudadana; la policía administrativa; la policía de tráfico, de seguridad vial y movilidad urbana; y en el de policía científica y técnica.[249] El actual servicio de policía rural, medioambiental, sanitaria y de protección de animales nació 1898 como un cuerpo independiente llamado Guardería Rural, siendo el primer cuerpo de estas características en crearse en España pero se integró en la Policía Local en 1992 aún manteniendo una presencia folklórica separada en numerosos actos públicos.[250] La central de la policía local se encuentra en el antiguo cuartel Tetuán XIV, y dispone de dependencias en todos los distritos de la ciudad, así como de una oficina de atestados en la calle Gandía.[251]
- El cuerpo de Agentes de Movilidad Urbana (AMU) fue creado en 2006, con el objetivo de ordenar, señalizar y dirigir el tráfico de forma auxiliar y coordinada con las competencias de esta materia de la policía local.
- El Cuerpo Municipal de Bomberos fue creado en 1859 a partir de la brigada de zapadores bomberos de la Milicia Nacional. empezó siendo un cuerpo voluntario y fue profesionalizándose en los años 1940 y en la década de 1980 contando con una plantilla de 103 personas. Presta servicios de intervención y auxilio, extinción de incendios, salvamento y reparación urgente de daños en bienes inmuebles u otros objetos en la red viaria.[252] Tiene su único parque de bomberos ubicado también en el antiguo cuartel.[253]
- Aunque teóricamente no puedan prestar servicios en el término municipal de la capital, el Consorcio Provincial de Bomberos de Castellón tiene su sede y parque principal en la Gran Vía castellonense.[254]
- El servicio de Protección Civil está formado por personal voluntario, que actúa en caso de situaciones de emergencia o para prevenirlas en actos multitudinarios.[255]

El aeródromo ubicado en el Grao es base permanente de medios aéreos del servicio de extinción de incendios, de servicios de rescate y de emergencias médicas.
La actuación coordinada de los cuerpos de seguridad y emergencias dependientes del ayuntamiento se realizan a través del Área de seguridad y emergencias, quien además tiene la potestad de crear los planes de seguridad y protección civil locales y de adaptar los instruidos por otras autoridades públicas a las necesidades de Castellón. La coordinación de los cuerpos de seguridad de titularidad estatal corresponde a la Subdelegación del Gobierno, quien también se encarga de la planificación cuando alguna de estas fuerzas actúa con las otras fuerzas y cuerpos presentes en el municipio.

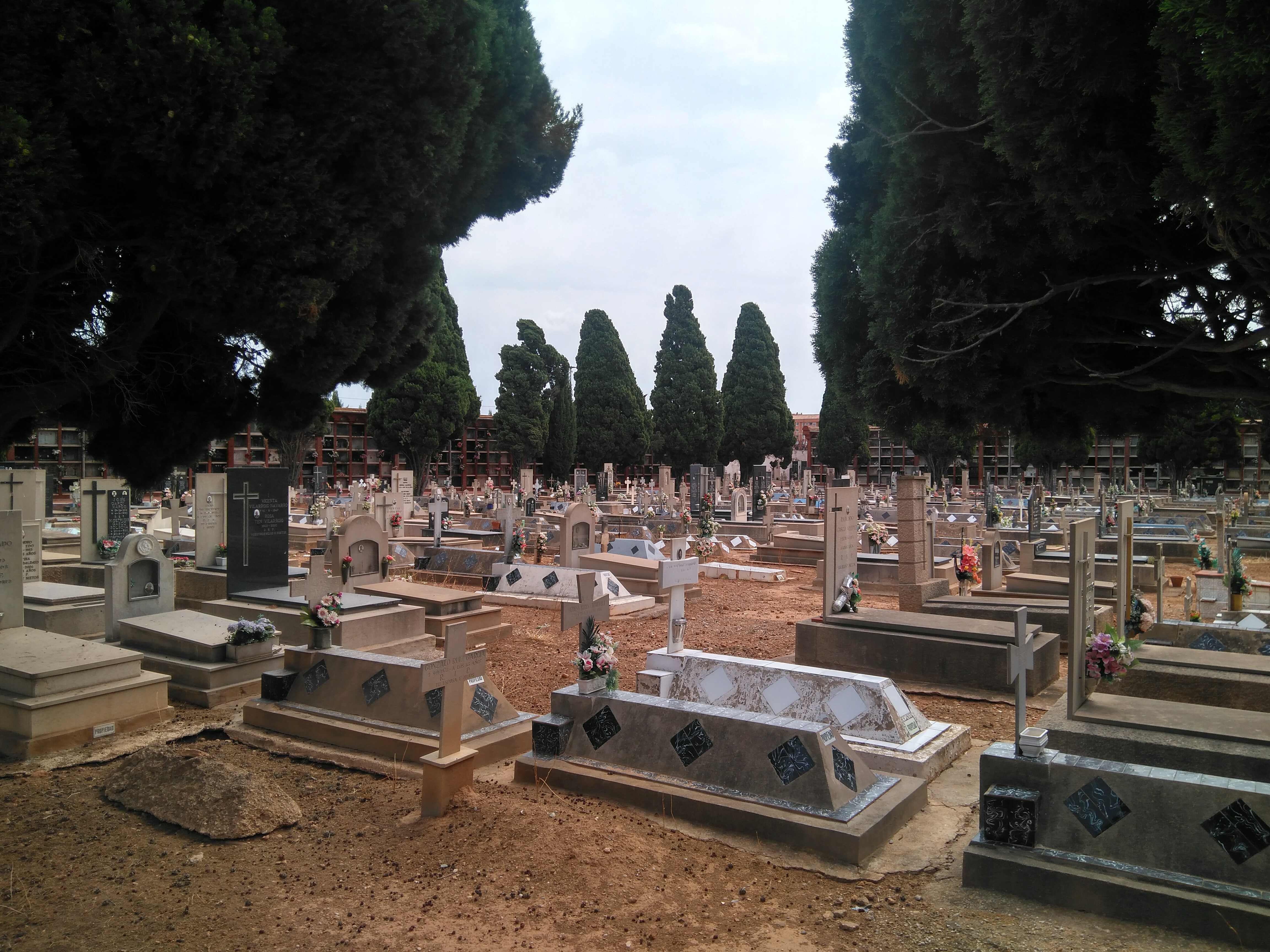
Cementerio de San José

### Servicios funerarios
La gestión de estos servicios se produce mediante empresas funerarias privadas, de las cuales 4 tienen tanatorio propio donde ofrecen el servicio de velatorio y despedida católica o laica.
En Castellón existen dos cementerios de propiedad municipal pero gestión privada. El de San José inaugurado en 1861 siguiendo el plan del arquitecto Manuel Montesinos Arlandis, fue creciendo en repetidas ocasiones hasta 1991 con modernas construcciones para albergar nichos en altura, mientras que la parte original y el antiguo cementerio civil de 1926 están declarados Bien de relevancia local. En 2004 se inauguró el Nuevo Cementerio en el camino de la Enramada. También existe un diminuto cementerio junto a la ermita de San Jaime de Fadrell y otro con solo 11 tumbas en l'Illa Grossa de las Columbretes.
Las incineraciones pueden llevarse a cabo en los crematorios de ambos cementerios o en dos de los tanatorios de la ciudad. También existe un servicio privado de cremación de mascotas.

### Agua potable y saneamiento
Castellón es la localidad más grande de España que utiliza exclusivamente agua subterránea para el abastecimiento urbano. En todo el municipio existen 266 captaciones de aguas autorizadas, de las cuales 16 —todas ubicadas en la zona de secano— se destinan al suministro doméstico de la ciudad y también al de Almazora y Benicasim. Desde 2013 y por 25 años el ayuntamiento está autorizado a extraer un volumen máximo anual de 21 996 111 m³, del cual en 2014 se consumió 15 735 542 m³. Una vez extraída el agua, no necesita ser potabilizada pero sí se somete a un proceso de desinfección aplicando hipoclorito de sodio o cloro gas para cumplir plenamente con la normativa vigente para lo cual en 2019 se realizaron 665 análisis de la calidad del agua en 6 puntos diferentes de la red de suministro urbano; después ésta se dirige a depósitos de regulación o de almacenamiento desde donde entra a la red de suministro compuesta por más de 650 km de tuberías para dirigirse a los domicilios de los castellonenses o a las 7 fuentes de suministro público de agua tratada con ósmosis inversa. Todo el sistema se dirige desde un centro de información geográfica y de control 24 horas altamente informatizado desde la llegada al consumidor mediante el uso de contadores inteligentes hasta la búsqueda de fugas.
La red de saneamiento castellonense funciona por gravedad salvo pequeños tramos donde lo hace a presión. El sistema cuenta con 453 km de colectores, 50 estaciones de bombeo de aguas pluviales y residuales, 9 estaciones elevadoras mediante tornillos de Arquímedes y 19 compuertas. La red está sectorizada en 4 colectores controlados telemáticamente además de ser inspeccionados periódicamente y disponer de instalaciones de pretratamiento de las aguas, especialmente en el caso de actividades consideradas contaminantes, antes de llegar a la depuradora.
La Estación depuradora de aguas residuales se encuentra en la intersección del camino de la Donación con el camino Fondo, justo en el límite de la Marjalería. Entró en funcionamiento en 1980 con una capacidad de tratamiento de 45 000 m³/día siendo el influente actual 39 126 m³/día, sumando al año un caudal depurado de 16 069 108 m³ de los cuales en 2010 se reutilizaron 247 232 m³ en regar dos parques públicos y otros usos no especificados. El agua que no es reutilizada se envía mediante un colector de 2 km de longitud hasta el emisario marino adentrado 3 km en el mar. Todas las aguas residuales del municipio pasan por la depuradora excepto la de 3 puntos autorizados a verter sus aguas negras inmediatamente en el terreno. Existe la previsión de construir otra planta EDAR en el término municipal a medio-largo plazo para ampliar la capacidad y mejorar las calidades ecológicas del proceso.
La gestión de todo el ciclo del agua de la ciudad lo lleva a cabo la empresa privada local Sociedad de Fomento Agrícola Castellonense (FACSA) fundada en 1873 con los objetivos que todavía sigue ejerciendo por concesión municipal desde 1983.

### Alimentos perecederos
El Mercado de abastos y la Lonja pesquera son los principales puntos de encuentro entre comerciantes mayoristas o productores y minoristas para adquirir los productos frescos que abastecen los mercados y pequeños comercios de alimentación de la ciudad.
El Mercado de Abastos se sitúa en la Ronda Oeste, donde se trasladó en 1982 y cuenta con una superficie de 27 880 m² y a su alrededor se han instalado numerosas empresas del ramo. Está especializado en la venta de fruta, verdura y productos cárnicos procedentes de la zona. La Lonja del pescado se encuentra en el puerto, a escasos metros de los muelles donde atracan los barcos pesqueros, se inauguró en 1969 y dispone de una superficie de 3200 m² donde todavía se realizan las subastas diarias del pescado capturado en aguas castellonenses. Otros proveedores que tienen los comercios minoristas locales es recurrir a empresas de distribución mayorista o visitar Mercavalencia o el mercado de El Puig, así como otras lonjas de la provincia. También existen varios autoservicios mayoristas.
El consumidor tiene la oportunidad de comprar productos frescos, habitualmente vegetales, directamente al productor en los dos mercados no sedentarios que se celebran semanalmente así como en el Mercat de la Taronja que cada domingo de la temporada de recogida de los cítricos —que se suele prolongar de octubre a mayo— se instala en alguna plaza de la ciudad desde 2009.

### Combustibles

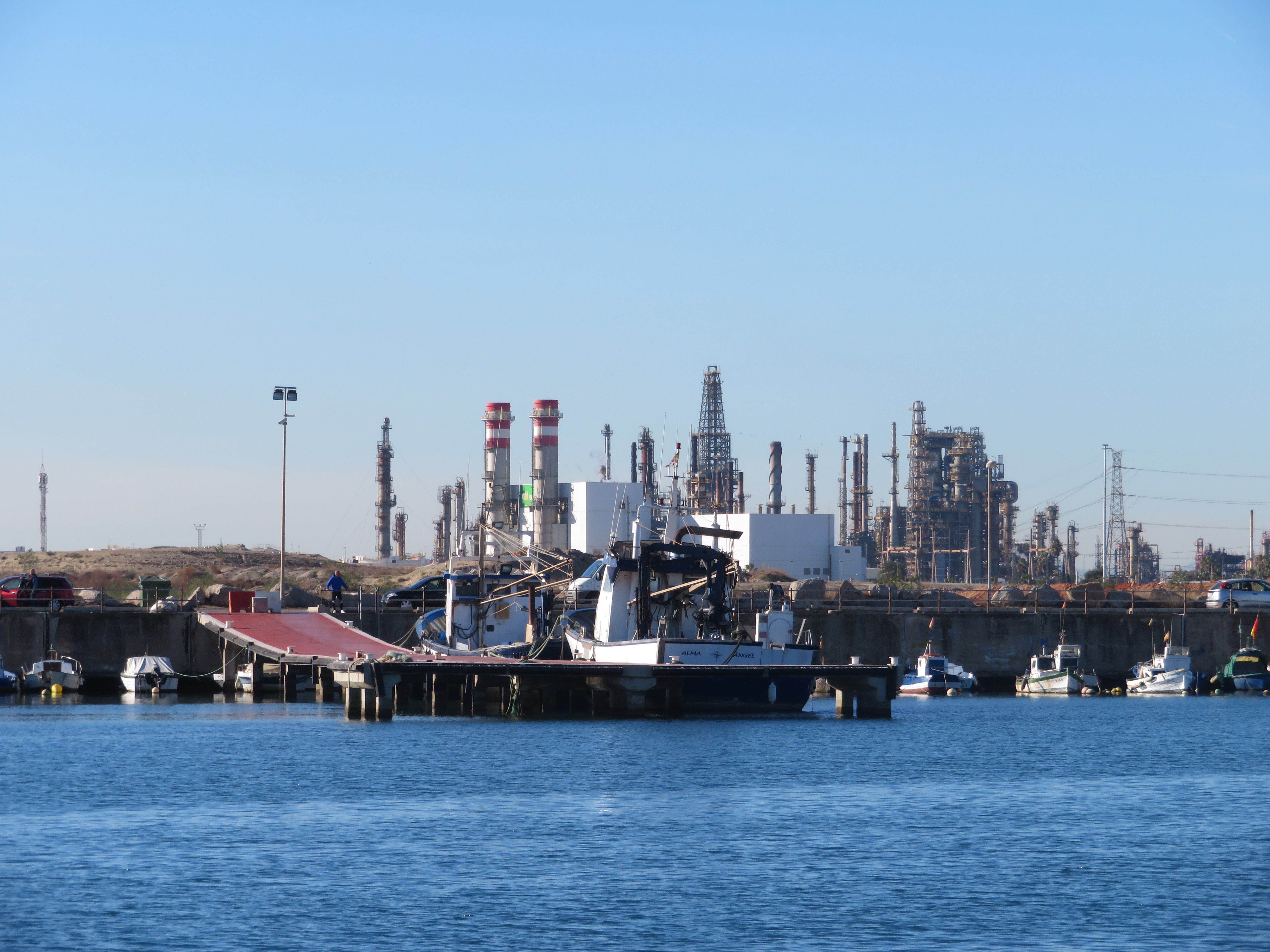
Vista de la refinería desde el Puerto

Castellón alberga la única refinería de petróleo de la Comunidad Valenciana y una de las más importantes de España, con una capacidad de refino de 6 000 000 Tm de crudo el equivalente a 110 000 barriles al día, obteniendo entre sus principales productos diésel, gasóleo, fuelóleo y coque. El crudo llega desde los países productores hasta la refinería en buques especializados de gran tamaño que quedan amarrados en un campo de boyas a 4 km de la costa, desde donde se descarga por una tubería submarina de un metro de diámetro.
La mayor parte de los productos terminados tienen su salida por mar y vía oleoducto a Valencia. La carga en buques de estos productos se realiza desde 2012 en dos atraques en la dársena sur del Puerto, quedando la isla artificial que hasta entonces se utilizaba sin uso hasta su desmantelamiento previsto para 2027. Un sistema de oleoductos terrestres la unen con las instalaciones de Exolum en el puerto, con la central térmica, con la planta de embotellamiento de butano y, a través de la tubería de productos Castellón-Valencia (E-63), con la terminal de Albuixech.
Aprovechando los productos del refinado de petróleo, en el Serrallo existe una factoría de butano y propano propiedad de Repsol.
En 2008, empezó a funcionar en al dársena sur la planta de producción de biodiésel más grande de Europa con 68 000 m² y una capacidad de producción de hasta 600 000 Tm gestionada por Masol Iberia, filial a su vez filial del grupo indonesio Musim Mas.
Por el término municipal discurre el gasoducto Cartagena-Gerona (E-79) transportando el gas natural que sirve para alimentar los hogares, la industria y la central eléctrica castellonense. De Castellón sale un ramal dirección Teruel, aunque solo tiene construidos 9,67 km hasta los polígonos industriales de Onda. Enagás mantiene un centro de transporte en la capital encargada del mantenimiento y la operativa de la red.
En 2020 y de nuevo en 2023 la británica BP anunció el proyecto de creación de un clúster de hidrógeno verde llamado Hyval, con un electrolizador de 25 MW que se prevé el más grande del país, y que se podría escalar en una primera fase hasta obtener 200 MW para producir cerca de 31 200 Tm anuales de hidrógeno y 400 000 Tm de biocombustible así como amoniaco renovable, prometiendo la posibilidad de alcanzar en el futuro una potencia de 2 GW. Por el momento este ambicioso proyecto acumula notables retrasos respecto al calendario establecido y todavía no dispone del apoyo y el proyecto conjunto con Iberdrola, pieza fundamental para la concreción de la idea.

### Electricidad

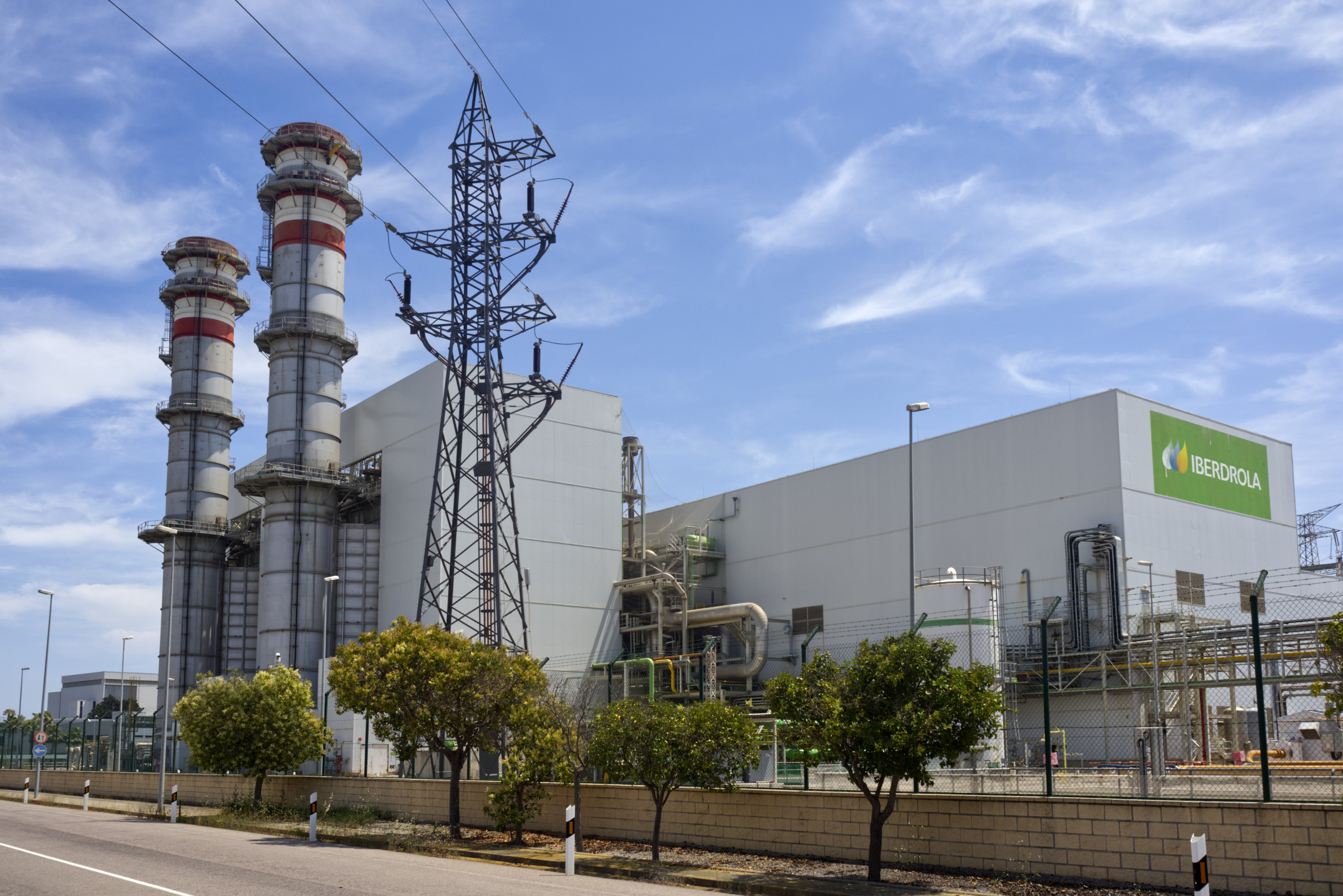
Central térmica

Entre 1972 y 1973, comenzó a funcionar en el Serrallo la central térmica de Iberdrola aprovechando el suministro de combustible directamente desde la refinería. Entre 2002 y 2008 se sustituyó por una central de ciclo combinado de gas natural, con la posibilidad de usar gasóleo como combustible alternativo de ser necesario. Consta de dos grupos con una potencia bruta de 1655 MW. En 2020 la empresa instaló una planta solar junto a la central compuesta por 7800 módulos fotovoltáicos capaces de generar 5500 MWh/año.
De la central eléctrica sale una línea de 400 kV dirección a la subestación eléctrica de La Plana, situada en Almazora que es el nudo eléctrico de la red mallada de transporte más importante de la provincia de Castellón al conectar con la línea eléctrica que discurre paralela a la costa. Allí se transforma la energía a un nivel de tensión de 220 kV para ser transformada en las tres subestaciones de la ciudad, Benadresa junto al Nuevo cementerio, el Ingenio situada en la avenida Hermanos Bou y Serrallo junto a dicho polígono industrial, donde se vuelve a transformar la tensión para inyectar la electricidad a las líneas locales, donde numerosos transformadores la convierten a baja tensión para ser suministrada al consumidor. Castellón fue la ciudad elegida por Iberdrola para poner en marcha la primera red inteligente del país en 2010 culminando en 2011 tras la instalación de más de 900 000 contadores digitales.
En el futuro se prevé que por el oeste del término municipal discurra la línea de muy alta tensión que una los desarrollos eólicos y solares del interior norte de la provincia con la subestación almazorina, así como la creación de una nueva subestación junto a la central que enlace la capital de la Plana con la isla de Mallorca dentro del proyecto de Red Eléctrica de España para la integración de las Islas Baleares con el mercado eléctrico peninsular.

### Residuos y limpieza de viaria

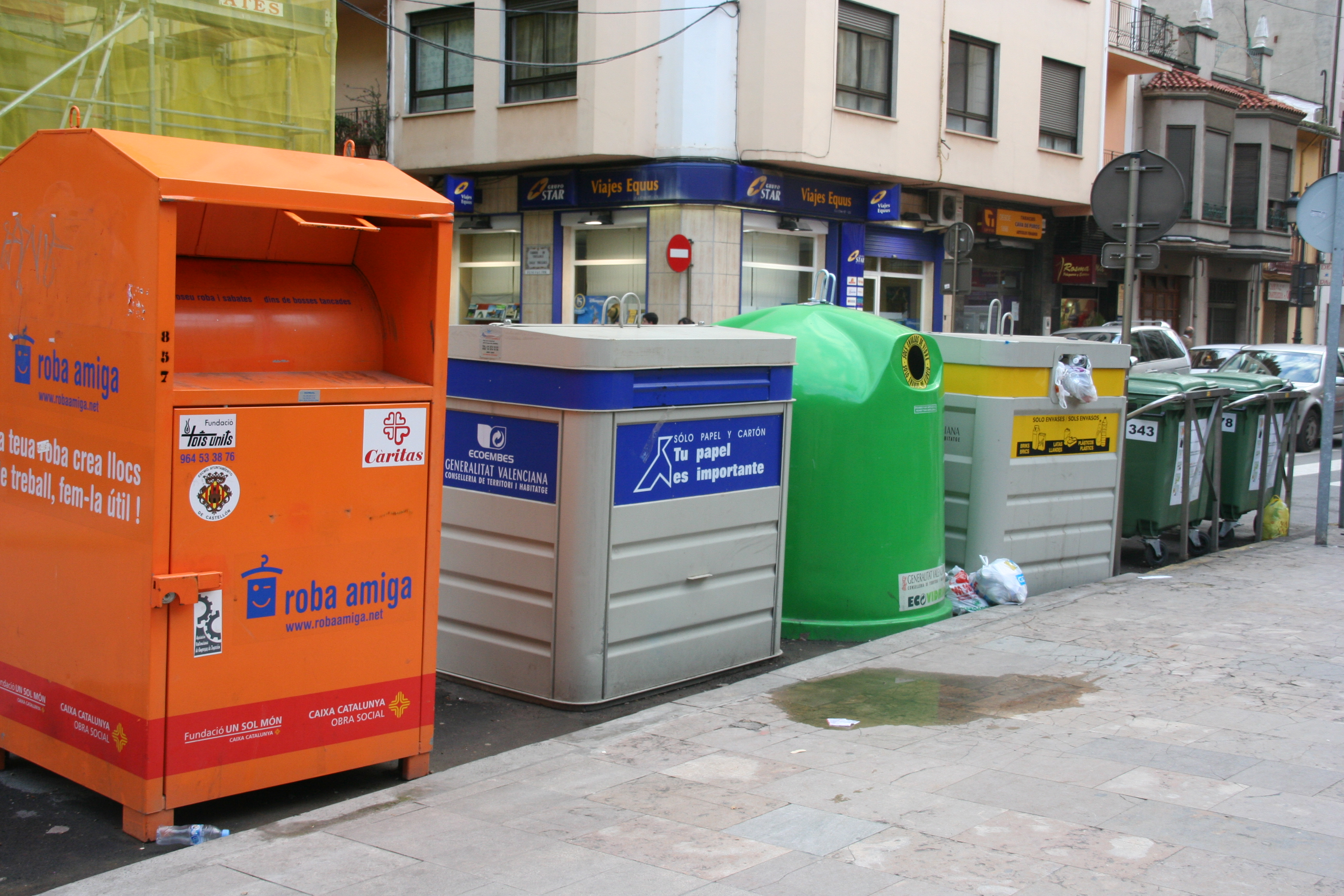
Contenedores de recogida selectiva de residuos urbanos

Según la legislación autonómica, la gestión de los residuos es competencia de los diferentes consorcios zonales establecidos en la Comunidad Valenciana, perteneciendo Castellón a la Zona 2 junto a otros 45 municipios del centro de la provincia. Este consorcio es propietario de la sociedad pública Reciplasa encargada del tratamiento de los residuos urbanos en sus plantas de Almazora y Onda, quedando la gestión ambiental del resto de fracciones subcontratada a empresas privadas, de las cuales solo la encargada de la gestión de envases tiene su planta en el municipio castellonense.
El servicio de recogida selectiva de residuos está gestionado por la unión temporal de empresas formada por Fomento de Construcciones y Contratas y Fomento de Benicasim (Fobesa). Para ello, según cifras del ayuntamiento, en 2021 se disponía en todo el municipio de 6862 contenedores, 715 de envases ligeros, 555 de papel y cartón, 718 de vidrio, 1112 de orgánico, 54 de textiles, 24 de aceite usado vegetal y 3684 para la fracción resto. Además existe un servicio de ecoparque móvil compuesto por tres camiones que visitan cada uno dos puntos de la ciudad 6 días a la semana y un ecoparque fijo, dedicados todos a recolectar los residuos de aparatos eléctricos y electrónicos, bombillas, pilas, baterías o radiografías, y en el caso del fijo también maderas, escombros, y voluminosos. También existe un servicio de recogida a demanda de residuos voluminosos, de restos agrícolas y de poda y de papel y cartón para grandes consumidores terciaros e instituciones públicas. 
En 2023 se recogieron 61 421 287 Tm de residuos sólidos urbanos, para ello el servicio se divide en diversas rutas con una frecuencia de entre un mes y diaria según la fracción a recoger y con algunos refuerzos de repaso según las necesidades. Así mismo se limpian y reparan los contenedores callejeros con una frecuencia de entre 2 y 14 veces al año según los residuos que contengan.
El servicio de limpieza viaria es ejercido por la misma UTE que se encarga de la recogida de residuos depositados en papeleras o que ensucian el suelo, así como del barrido o el baldeo periódico de ciertas calles y plazas, la limpieza de playas o la eliminación de pintadas vandálicas o carteles pegados en espacios no autorizados, entre otras tareas puntuales y permanentes.
La ejecución de pequeñas obras de mantenimiento y reparación en la vía urbana corresponde a las brigadas municipales organizadas dentro del Servicio de Mantenimiento de la Ciudad (SMC) junto a empresas privadas subcontratadas. Este servicio dispone de un sistema de aviso y alerta on-line disponible para que cualquier ciudadano pueda remitir una queja o sugerencia directamente al ayuntamiento sobre problemas o desperfectos en las calles, plazas y parques de Castellón.

### Comunicaciones

#### Red viaria

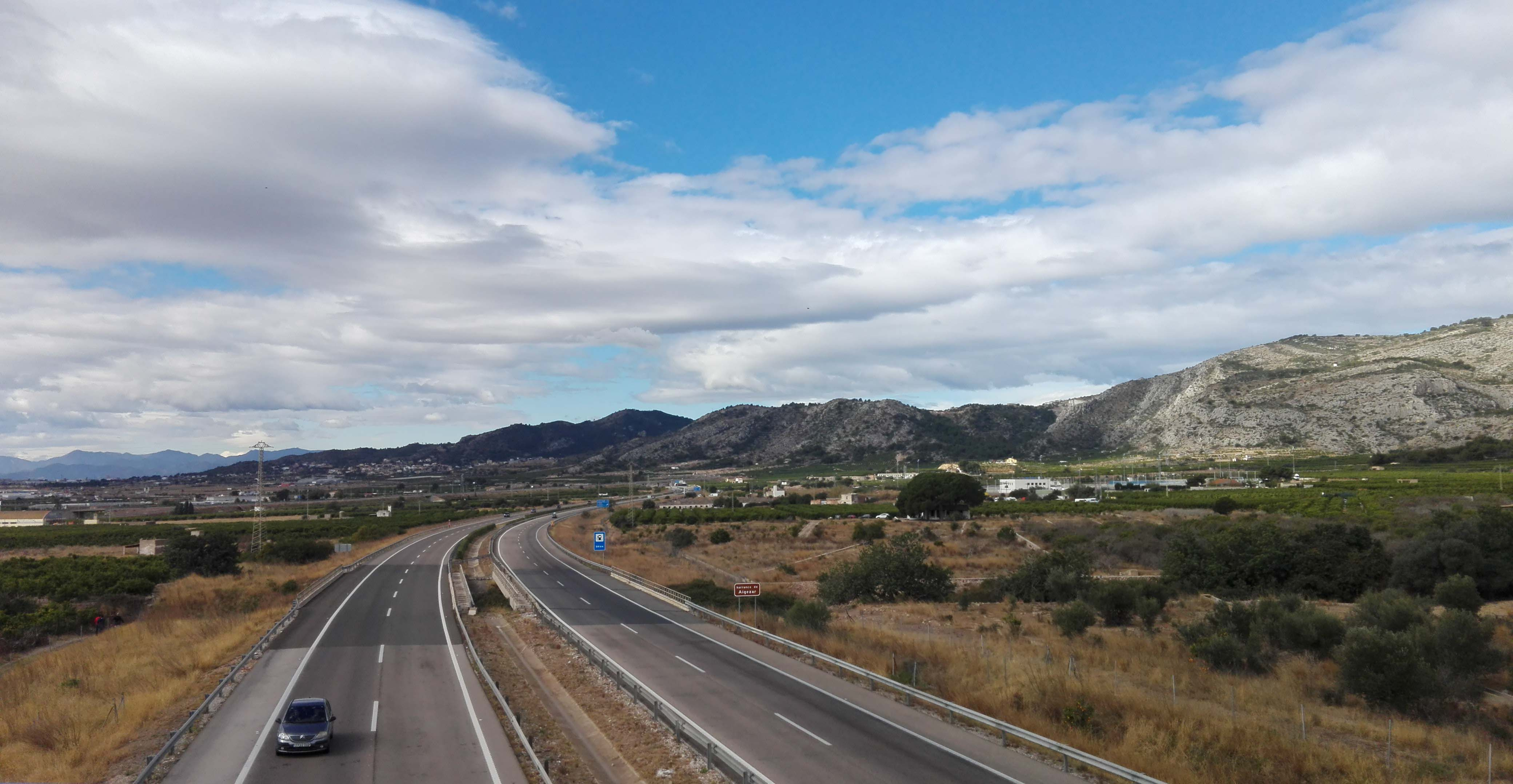
AP-7 a su paso por Castellón

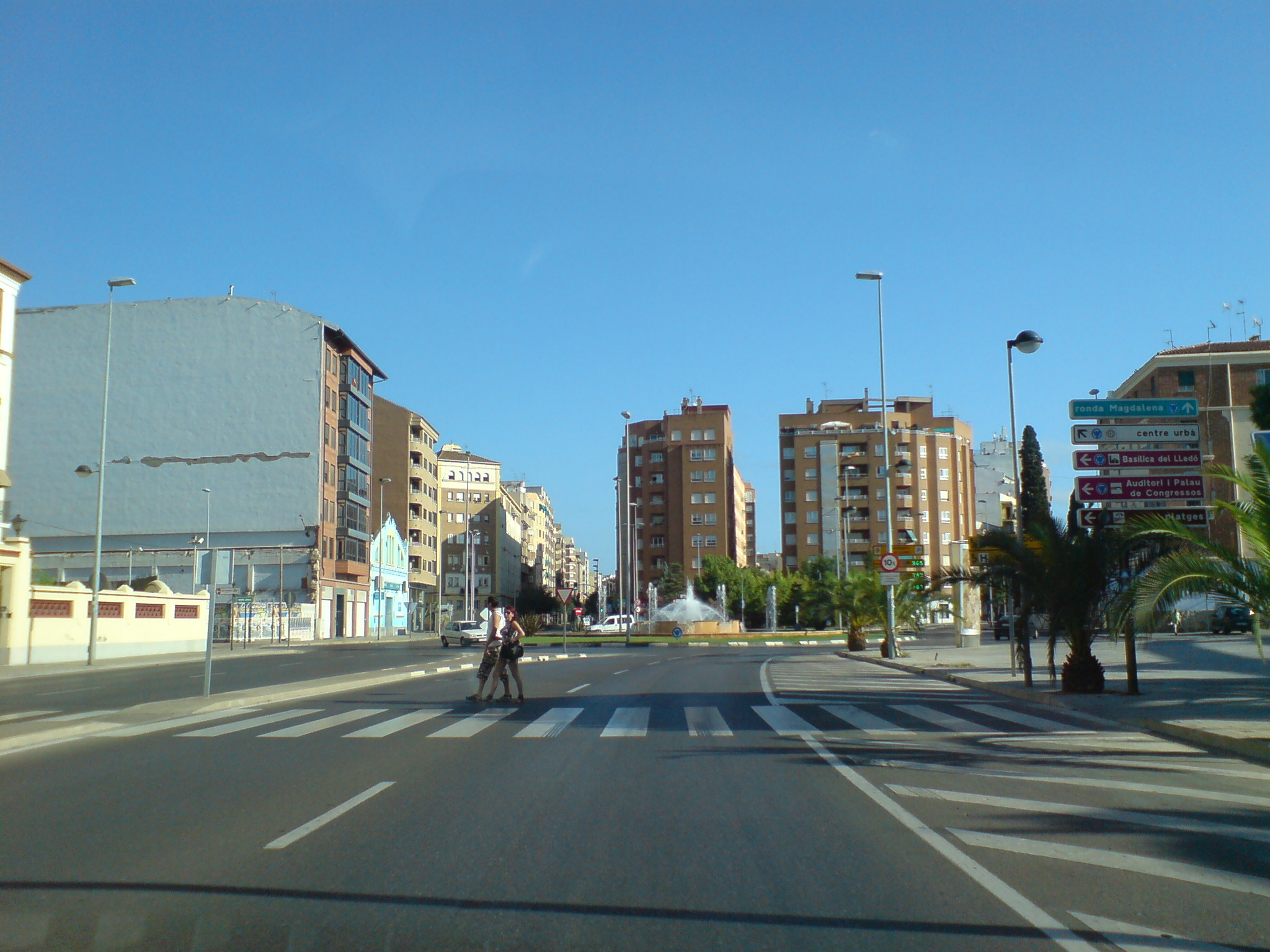
Avenida Benicasim con la fuente de Castalia

Las principales carreteras, autovías o autopista que discurren o tienen su origen por el término municipal de Castellón lo hacen de forma paralela al mar en dirección norte-sur o buscan una salida hacia el interior de la provincia en dirección oeste. Algunas de estas carreteras son las siguientes:
| Identificador | Itinerario                               | Descripción |
| ------------- | ---------------------------------------- | --- |
| AP-7 E-15     | Autopista del Mediterráneo               | Francia-Algeciras |
| CS-22         | Autovía de Acceso al Puerto de Castellón | Comunica el Puerto de Castellón y el Grao con la N-340                                                                                   |
| CV-10         | Autovía de la Plana                      | En forma de autovía comunica la A-7 en Villavieja con el aeropuerto, y sigue en forma de carretera convencional hasta La Jana y la N-232 |
| N-340         | Carretera del Mediterráneo               | Cádiz-Barcelona |
| N-225         | Teruel-Grao de Castellón                 | Constituye las partes del trazado de esta carretera no solapadas por la CS-22 y no cedidas al ayuntamiento                               |
| CV-16         | Carretera de Alcora                      | Comunica con Alcora y el interior de la provincia                                                                                        |
| CV-18         | Castellón-Nules                          | Comunica con Almazora, Burriana y Nules                                                                                                  |
| CV-149        | Castellón-Benicasim                      | Comunica la Ronda Ciudad con Benicasim                                                                                                   |

Dentro del ámbito urbano destacan los tres anillos de circunvalación concéntricos que posee la ciudad con el objetivo de distribuir de forma jerarquizada el tráfico de vehículos en la ciudad:
- La Ronda Ciudad se compone mayoritariamente de un conjunto de avenidas con carriles de circulación por sentido separados por mediana, rotondas en el cruce con los viales más importantes, con carriles de incorporación segregados para accesos secundarios a la ciudad y permite una velocidad máxima de 60 km/h. Su primer tramo se inauguró en 1992 y todavía no se ha cerrado el anillo. Por orden de apertura se compone de las siguientes avenidas: Ronda Sur, desde la gran rotonda cruzada por la carretera nacional, el acceso a la autopista y la CV-17 y hasta la avenida Casalduch; la Ronda Este hasta la avenida Virgen del Lledó; la Ronda Norte hasta la N-340a y la Ronda Oeste que por el momento llega hasta la carretera de Borriol y cuya última fase hasta la Ronda Sur está en proyecto.[280]
- La Ronda Barrios forma el anillo intermedio entre ambas circunvalaciones discurriendo por las modernas ampliaciones de la ciudad. Se implementó entre 2016 y 2017 pero por motivos urbanísticos su recorrido no está completo y una parte del mismo circula por diversas avenidas de forma provisional. Se compone en la mayor parte de su trazado de viales de al menos dos carriles por sentido, como son las siguientes calles y avenidas empezando desde el norte: bulevar del Río Seco, Santa María Rosa Molás, Pintor Carbó, Columbretes, Pablo Iglesias, Clara Campoamor, Fernando el Católico, Châtellerault, Burriana, Escalante, Parque del Oeste, Jacinto Benavente; de forma provisional por Gran Vía, Doctor Clará, Villarreal y Barcelona.
- La Ronda Centro se compone de una serie de calles que con dos carriles en un único sentido de circulación rodea el casco y sus arrabales históricos. Fue diseñada en 2009 con el objetivo de eliminar el tráfico pasante por el centro de la ciudad y dar acceso rápido a los aparcamientos subterráneos que lo rodean. Partiendo del norte y en el mismo sentido horario que la circulación, se compone por las siguientes calles: Cerdán de Tallada, San Roque, Sanahuja, plaza María Agustina, Gobernador Bermúdez de Castro, Guitarrista Tárrega, avenida Casalduch, Orfebres Santalinea, Lepanto, Ronda Mijares y Ronda Magdalena.

No hay que olvidar el resto de calles y avenidas que dan acceso o salida a la ciudad y además unen las diferentes rondas de circunvalación mallando la red viaria principal de la ciudad gracias a su carácter radial. Se pueden citar las siguientes calles y avenidas: Benicasim, Calderón de la Barca, Rafalafena, Mar, Hermanos Bou, Châtellerault-Burriana, Casalduch-Herrero, Panderola, Valencia, Gran Vía Tárrega Monteblanco, carretera de Ribesalbes, Alcora-Doctor Clará y carretera de Borriol-Morella-Cardenal Costa. 
Cabe destacar dos ejes muy importantes, el que recorría anteriormente la N-340 por las actuales avenidas Enrique Gimeno, calle Pintor Oliet, Vall de Uxó y Castell Vell; y de forma paralela hacia el este el que recorría el ferrocarril antes de ser trasladado en su soterramiento, las actuales avenidas de Villarreal y Barcelona.
Los accesos al Grao desde Castellón se configuraron tal y como aparecen en la actualidad durante el siglo XX y la primera década del XXI, constando de las avenidas Hermanos Bou y del Puerto, la avenida del Mar y la calle Serrano Lloberes, la CS-22 y la avenida Concentración Harley-Davidson y el camino la Plana que lleva directamente a la playa. Desde el exterior se puede llegar por la N-225 que al llegar al núcleo urbano se convierte en las calles Ciudadela y Juan de Austria prolongándose hacia Benicasim por el camino Serradal. Desde este municipio también se puede acceder directamente por la costa gracias a la avenida Ferrandis Salvador, la más larga de la ciudad con 5 km de longitud. Las calles más importantes del núcleo urbano del distrito marítimo son la prolongación de esta última avenida: el paseo Buenavista, y las calles Treballadors de la Mar y Sardina que se une con la carretera nacional.
Red ciclista
Al finalizar el año 2023 Castellón poseía 86 km de red viaria dedicada al uso de las bicicletas, un dato que dividido entre los 176 238 habitantes de la ciudad en ese momento daba una relación de 0,48 m/habitante, colocando a la capital de la plana en el tercer puesto del ranking español de ciudades más ciclables por detrás de Albacete y Vitoria. Esta red ciclista se compone de carriles bici interurbanos, carriles bici urbanos, zonas de tráfico calmado y ciclocalles.
Las políticas de promoción de la bicicleta como medio de transporte empezaron en 2007, cuando existían poco más de 44 km de carriles bici y solo 251 ciudadanos declaraban usar la bicicleta como vehículo habitual. Para el año 2014 la red ya superaba los 78 km y para 2016 13 419 vecinos decían utilizar la bicicleta como transporte habitual, sumando el uso del servicio de alquiler público y los medios privados.
El año 2015 se aprobó el Plan director para el uso de la bicicleta, que propone una red de casi 122 km de longitud. Sin embargo su desarrollo es muy lento y la red existente todavía presenta grandes discontinuidades que no facilitan el uso de la bicicleta como vehículo habitual, y una falta de infraestructura ciclista adicional, como aparcabicis, patente en espacios públicos y privados. Sin embargo, sí se ofrece el servicio de registro e identificación de bicicletas a nivel nacional promovido por la Red de ciudades por la bicicleta, entidad a la que el ayuntamiento de la capital está adherido.
Gestión del tráfico

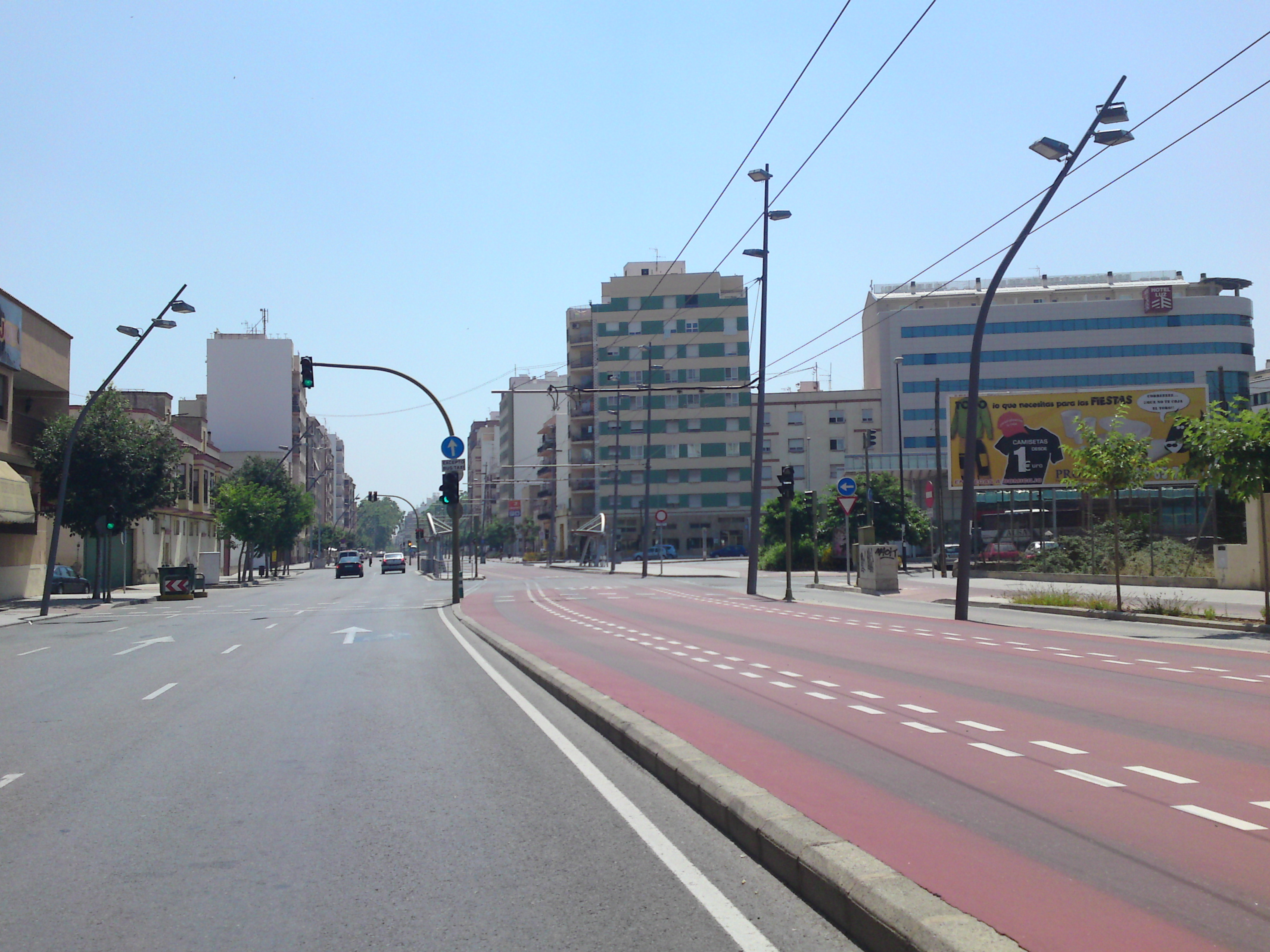
Plataforma reservada al TRAM y vía de doble carril unidireccional para vehículos privados en el paseo Morella

Las reglas generales de circulación por el interior de la ciudad de Castellón de la Plana son las que establece la Dirección General de Tráfico para todos los poblados. Dentro de sus competencias el ayuntamiento está capacitado para ejercer la ordenación, control y regulación del tráfico en las vías urbanas.
En 2021 se modificó la velocidad máxima establecida de todos los viales de la ciudad, estableciendo un límite de 60 km/h en la Ronda Ciudad y sus accesos, de 40 km/h en vías con dos carriles por sentido, de 30 km/h en calles y avenidas de un solo carril por sentido, de 20 km/h en entornos escolares y calles donde la plataforma sea compartida entre vehículos y peatones, mientras que las calles peatonales de acceso restringido tienen una velocidad máxima limitada a 10 km/h.
El núcleo histórico de la ciudad se encuentra totalmente peatonalizado y con el acceso restringido a vehículos a motor autorizados y transporte público. Entre 2006 y 2020 un bolardo retráctil impedía el paso generalizado pero fueron retirados por su peligrosidad sustituyéndose por un sistema de cámaras de reconocimiento de matrículas preparadas para multar a los usuarios no registrados previamente para acceder a la zona. Este nuevo sistema trajo una larga y agria polémica política y vecinal de 3 años de duración que retrasó dos años el encendido de las cámaras y que durante el año que estuvieron encendidas expidieron 5000 multas al mes hasta diciembre de 2023 cuando se les quitó la capacidad de lectura de matrículas y de sanción pero se dejaron encendidas grabando por motivos de seguridad.
Fuera del núcleo histórico existen varias zonas peatonales y de tráfico calmado principalmente en los arrabales que lo rodean, así como una supermanzana en una parte del primer ensanche de la ciudad. En 2023 comenzaron las obras para extender estos tipos de secciones viarias a todas las calles encuadradas dentro de la Ronda Centro que no habían sido reurbanizadas con anterioridad dentro del proyecto de Zona de bajas emisiones a la que obliga el Gobierno de España y que en Castellón ha sido prorrogada hasta finales de 2025 cuando finalicen todas las obras de reforma. Se espera que la ZBE tampoco disponga de cámaras con capacidad sancionadora ni otros medios de control de acceso y que sea el propio urbanismo de las vías rodadas quien ahuyente a los conductores oportunistas de circular por su interior mientras que cámaras y medidores de la calidad del aire monitorearán la situación para conocer si hay que cerrar al tráfico temporalmente algún área de la ZBE. El único transporte público que circula en plataforma segregada del tráfico privado es el TRAM durante la mayor parte de su recorrido.
La vigilancia del tráfico corresponde a la policía local, que es quien tiene la capacidad sancionadora ante las infracciones de tráfico. Algunas de sus tareas están cedidas a los agentes de movilidad urbana.

### Transporte

#### Transporte privado
El vehículo privado es el principal medio de transporte de los castellonenses. En 2015 se midieron por aforo en algunos viales de la ciudad 281 615 viajes en medios privados, un fuerte incremento respecto a los 192 086 movimientos que se registraron en 2007, algo que se explica debido a la mejora en los medios de conteo que se realizó entre esos años. La mayor parte de estos viajes son de penetración a la ciudad desde el exterior del núcleo urbano principal ya que sus cifras doblan a los recorridos internos realizados en vehículos privados.
El parque automovilístico se componía en 2009 de 89 297 automóviles, 19 644 camiones y furgonetas y otros tipos de vehículos sumaban 21 608 unidades. En 2021 se contabilizaron 90 695 turismos, 13 414 motocicletas, 15 590 furgonetas y camiones y 4979 ciclomotores, junto a otros vehículos industriales, colectivos o con otras características.
Para solventar el gran problema del estacionamiento, existen 11 aparcamientos subterráneos de rotación de pago, la mayoría de ellos rodeando el núcleo histórico pero también junto a los hospitales General y Provincial y en el puerto, que ofrecen 5488 plazas de aparcamiento de pago, así como 23 aparcamientos subterráneos con 6622 plazas en alquiler para residentes. También existen algunas áreas regidas por la Ordenanza Reguladora de Aparcamiento, en su modalidad conocida como «zona azul» para plazas en rotación y de «zona verde» para plazas de residente, estas zonas se sitúan mayoritariamente al sur y oeste del núcleo histórico. Para facilitar el reparto de mercancías a los comercios de la ciudad los viales castellonenses reservan hasta 664 plazas de estacionamiento limitado en horario, especialmente restrictivo en el núcleo histórico. Además se está buscando crear aparcamientos disuasorios bien conectados con transporte público en los principales accesos a la ciudad, por el momento está en servicio el esperado aparcamiento cercano a la estación de ferrocarril y de facto se utiliza para estacionar del antiguo recinto de ferias y mercados de la avenida del Mar a la espera de su correcta urbanización. En el resto de la ciudad el aparcamiento en el espacio público es libre respetando las normas generales. Se estima que en todo el casco urbano existen 52 480 plazas de aparcamiento pertenecientes a edificios privados.
En todo el municipio existen 25 estaciones de servicio y unos 77 cargadores de vehículos eléctricos, la mayoría situados en aparcamientos comerciales, gasolineras o aparcamientos públicos pero solo 10 puntos de recarga públicos en las calles de la ciudad.

#### Transporte público
Ferrocarril

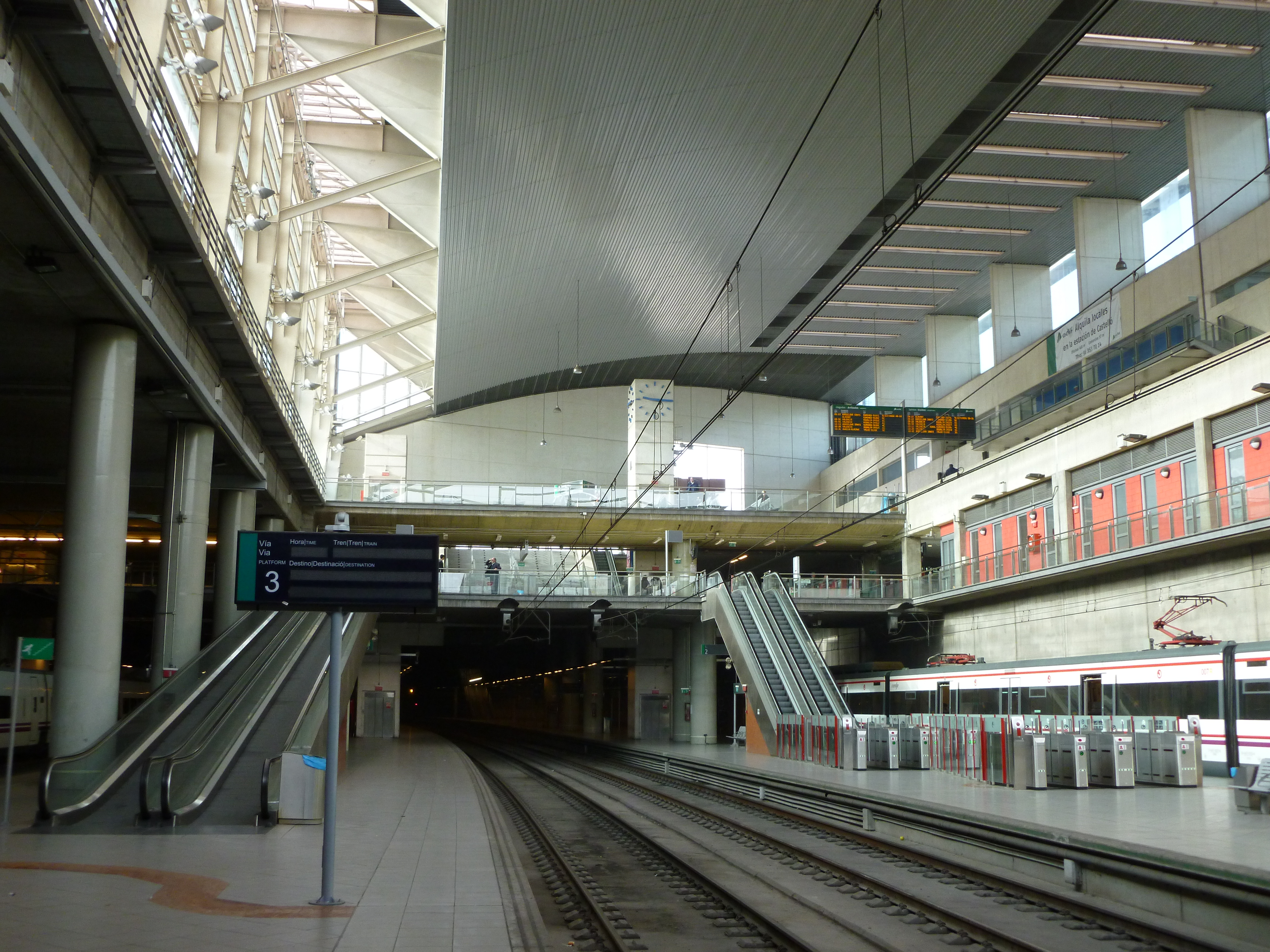
Interior de la estación de ferrocarril

El ferrocarril llegó a Castellón el año 1862 desde Valencia y el año 1868 se pudo continuar el viaje hasta Barcelona. En el año 2000 entró en servicio la variante completamente soterrada a su paso por el casco urbano de la línea Valencia-Tarragona del Corredor Mediterráneo, en cuyo punto kilométrico 69,2 se ubica la estación de tren propiedad de Adif.
Desde la estación se puede acceder a los servicios de la línea C-6 de Cercanías Valencia, a la cual sirve como cabecera norte, aunque algunos trenes continúan su camino hasta Vinaroz en forma de regional cadenciado. La única línea de media distancia que circula por Castellón es la que se dirige a Tortosa desde la Estación del Norte de Valencia. Las líneas de larga distancia que paran en la estación son muy diversas, el AVE a Madrid-Chamartín o Gijón, el Euromed hacia Alicante y Barcelona-Sants o Figueras y servicios de Intercity con destino Cartagena, Lorca y Cádiz.
Además, existe un apeadero al norte del término municipal cerca del límite con Benicasim denominado Las Palmas que presta servicio de pasajeros una vez al año, cada tercer domingo de Cuaresma para transportar a los romeros hasta la ermita de la Magdalena gracias al servicio especial de trenes lanzadera de Renfe desde la estación de Castellón.
Autobús urbano
Castellón cuenta con un servicio de autobuses urbanos desde 1969, operado por la empresa privada Autotransporte Colectivo Castellonense S.A. (ACCSA). En el año 2013, el ayuntamiento firmó con esta empresa la concesión para la explotación del servicio de transporte público urbano por diez años. Aprovechando esta ocasión, se presentó la nueva marca Transporte Urbano de Castellón (TUCs), que identificará a este servicio de manera conjunta.
La empresa cuenta con una flota de más de 30 autobuses y de más de 80 personas, que prestan servicio en 19 líneas regulares todos los días de la semana.
Autobús interurbano y de larga distancia
Existen líneas de autobús público interurbano que conectan todos los municipios de la provincia con Castellón. Estas líneas son gestionadas por varias empresas privadas. Tienen sus cabeceras en distintos puntos de la ciudad, como la plaza Juez Borrull, la plaza Fadrell, el parque Ribalta o la estación de autobuses.
Transporte marítimo
El único transporte de pasajeros regular que se produce en el Puerto de Castellón es la golondrina que lleva a los turistas a las islas Columbretes tres días a la semana en la temporada autorizada.
En 2010 atracó el primer crucero abriéndose como destino para embarcaciones de tamaño pequeño a medio con turistas de alto perfil económico, creciendo la cifra de barcos recibidos hasta 2019 con 5 buques y 5500 turistas. Entre 2021 y 2023 se recibieron 4 buques que sumaron 1929 turistas. Para la temporada 2024/2025 se tiene previsto el atraque de 10 cruceros con cerca de 7000 visitantes, incluyendo el barco más grande de éstas características que haya atracado en Castellón.
Trolebús

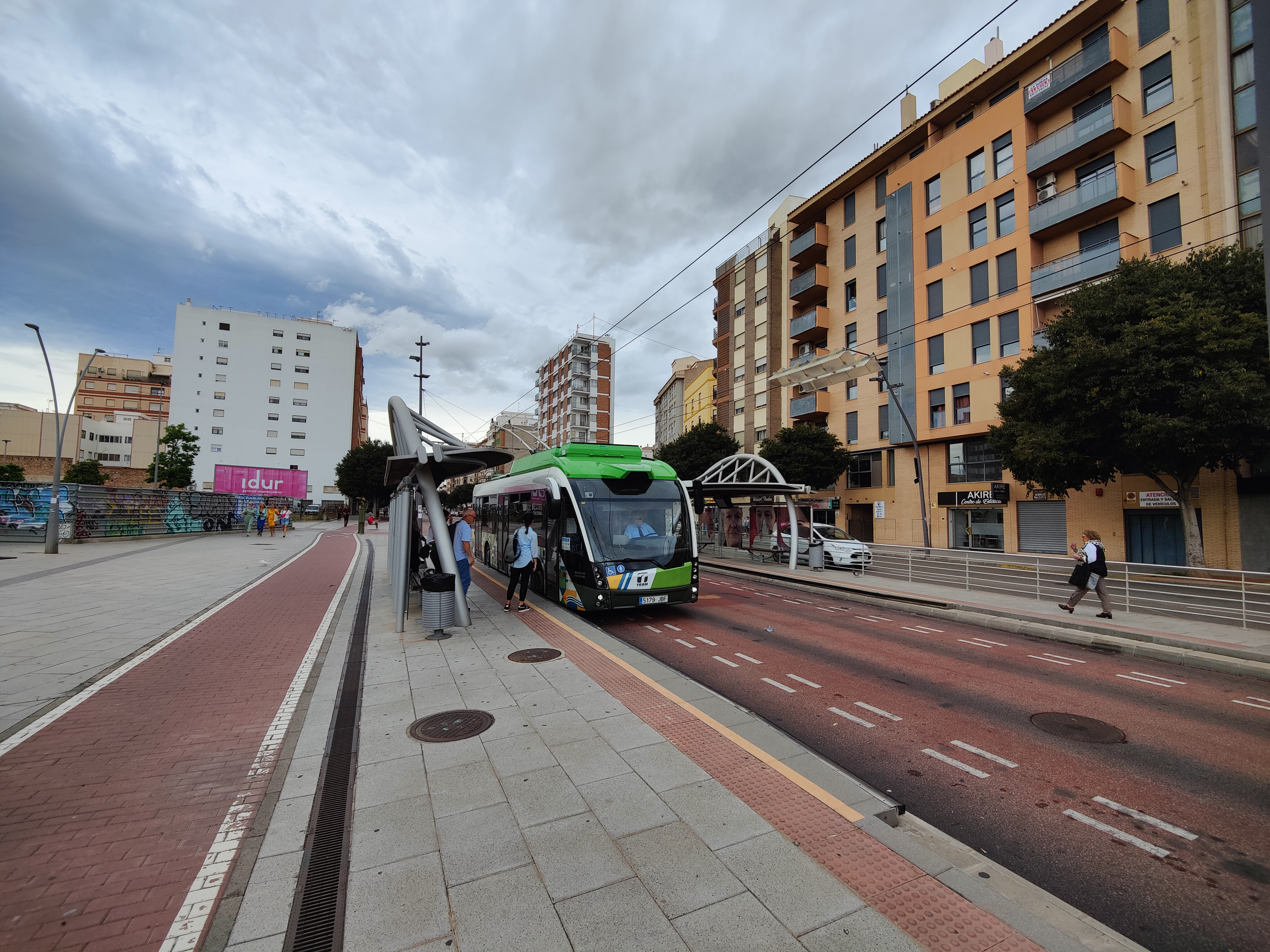
Tram en la parada del parque Ribalta

El segundo servicio de trolebús en la historia del transporte público castellonense fue inaugurado en 2008 bajo el nombre de TRAM (siglas de Transporte Metropolitano de la Plana) entre numerosas críticas ciudadanas y políticas sobre su necesidad, su alcance y su costo. En un primer momento unía el campus del Río Seco con el parque Ribalta, hasta que en 2014 entró en servicio la prolongación hasta el Grao completando la línea 1 prevista. Poco tiempo después se crearon algunos servicios complementarios mediante transbordo, primero en temporada estival y luego de forma permanente, para acercar el TRAM hasta las playas de la ciudad dando la vuelta al Pinar del Grao, una medida que se quiere hacer permanente a lo largo del año 2024 electrificando el recorrido y haciendo accesibles las paradas.
Desde el primer momento este medio de transporte se consolidó como fundamental en la movilidad castellonense alcanzando los 2 112 988 de viajes ya en 2015, acumulando récords de viajeros cada año, como en 2023 cuando se alcanzaron los 3 096 534 de usuarios. Sin embargo, las promesas iniciales de ampliación de la red para cubrir diversos municipios metropolitanos con el trolebús no han llegado a hacerse realidad. Las ideas de conectar con Almazora, Villarreal y Burriana se han enfrentado a numerosos contratiempos políticos y económicos sin que la propuesta haya pasado de ser una idea olvidada y rescatada en numerosas ocasiones. La ampliación por el norte, desde el Puerto hasta Benicàssim siguiendo la avenida Ferrandis Salvador vivió las mismas vicisitudes recibió presupuesto para su estudio en los presupuestos de la Generalidad Valenciana para 2024.
Taxi
Castellón es la cabeza de un área de prestación conjunta de taxi donde se ubican otros 8 municipios. Dentro de éste área los taxis con licencia de cualquier ayuntamiento pueden circular libremente gracias a las tarifas comunes establecidas por la Generalidad Valenciana. En 2023 existían 123 licencias concedidas para la prestación del servicio de taxi. La mayoría de sus profesionales son trabajadores autónomos agrupados en centrales de despacho para atender los servicios a demanda, y también existe alguna empresa dedicada al sector. 
La demanda de taxi es mayormente canalizada a través de llamadas telefónicas, pero también existen 10 paradas de taxi por todo el núcleo urbano principal y una en el Grao, con varias plazas cada una, que pueden llegar a ser hasta 20 como la de la Estación de ferrocarril.
Bicicleta

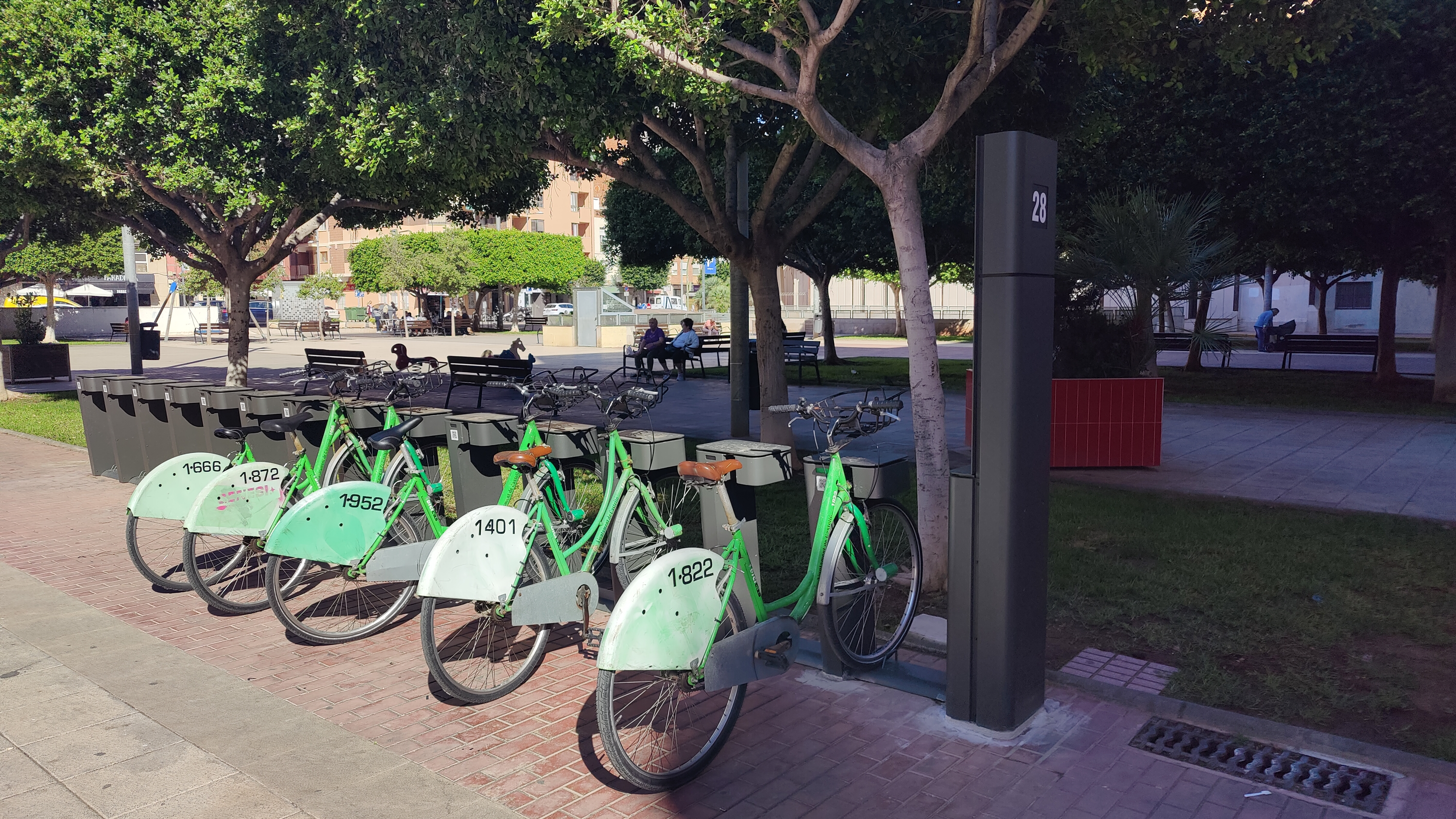
Estación de Bicicas

Bicicas, es el servicio de alquiler de bicicletas compartidas público creado en 2008. Su éxito fue instantáneo ya que durante los 4 primeros años en que fue gratuito alcanzó los 673 834 viajes en 2011, perdiendo usuarios a partir del año 2012 en que se empezó a cobrar por el uso, pero fue ampliamente superado al alcanzar los 913 150 viajes en 2019. En 2024 se renovó completamente el servicio, sustituyendo las 60 bancadas por anclajes modulares y renovando la flota de bicicletas en un número de 500 iniciales a las que se sumarán 100 cada año.
Transporte aéreo
Pasadas las grandes polémicas sobre su construcción y su inauguración en 2011 sin que aterrizaran aviones durante años, en 2015 entró en servicio el Aeropuerto de Castellón - Costa Azahar situado entre los términos municipales de Benlloch y Villanueva de Alcolea, a 35 km de la capital. Está gestionado por una sociedad pública participada por la Generalidad Valenciana y por tanto no pertenece a la red de Aena. Ofrece vuelos regulares de aerolíneas de bajo coste a varios destinos europeos y españoles.
El aeropuerto de interés general más cercano es el de Valencia, ubicado en la localidad de Manises a 78 km de Castellón.

## Cultura
Entidades culturales

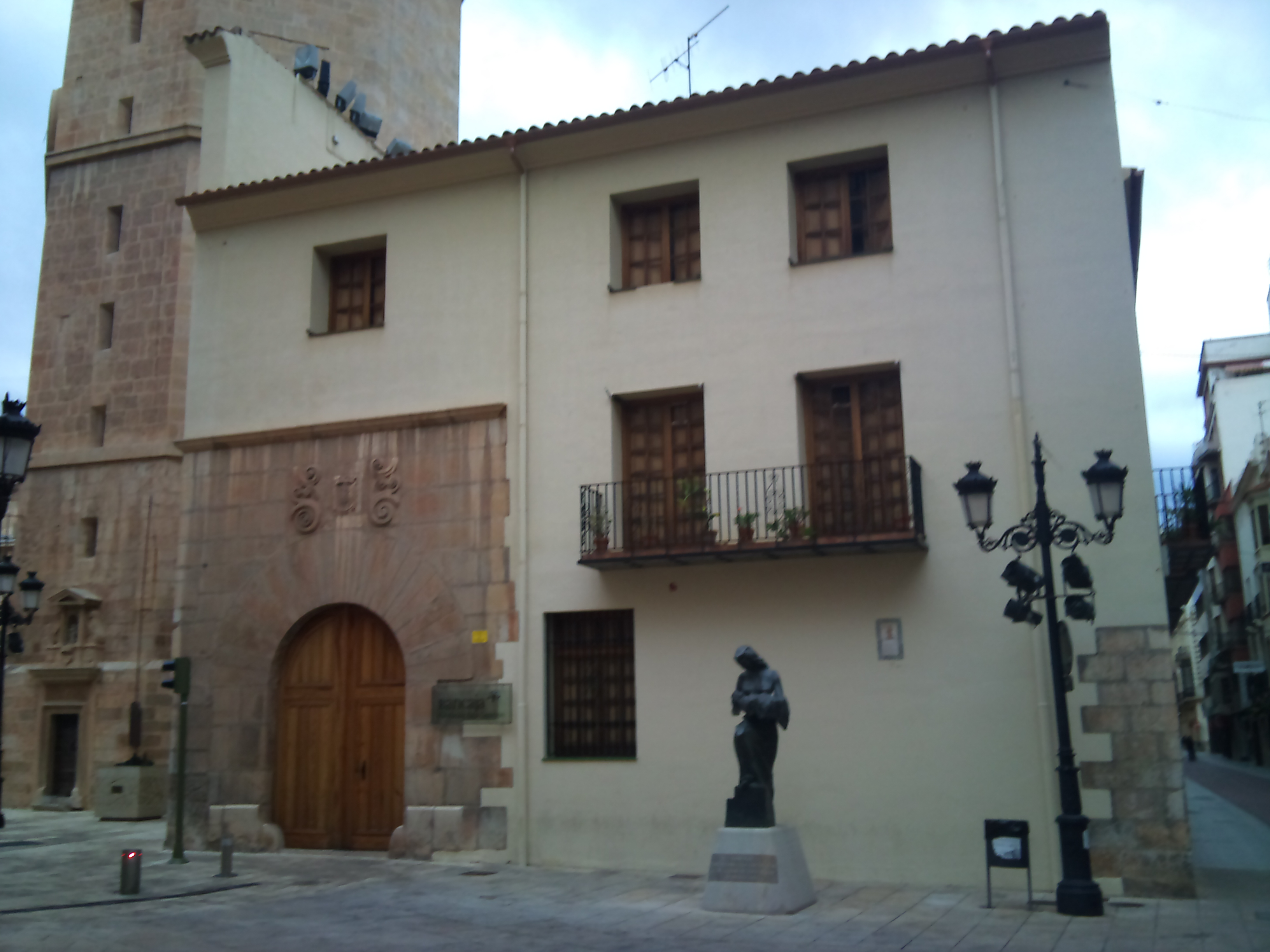
Casa Abadía

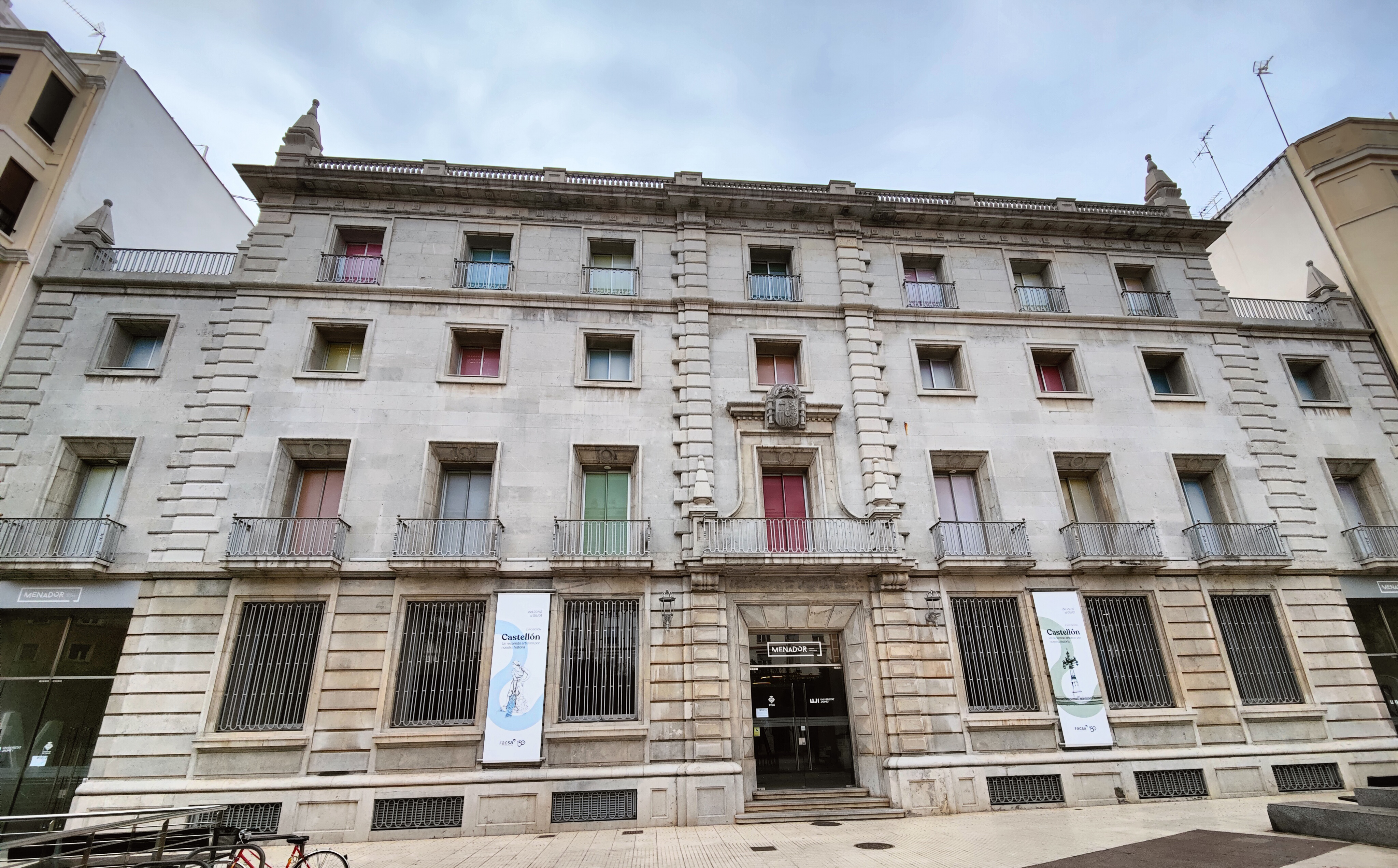
El Menador espacio cultural

La Guía de asociaciones editada por el Ayuntamiento de Castellón en 2019 registra 279 asociaciones culturales dedicadas a la promoción de prácticamente cualquier tipo de interés cultural imaginable. Algunas de las entidades culturales más importantes de la ciudad son:
- La Muy Ilustre Cofradía de la Purísima Sangre fue fundada en 1548[313] y la Real Cofradía de Nuestra Señora del Lledó creada en 1559[314] trascienden el ámbito religioso al considerarse forjadoras de las más importantes tradiciones locales que, hasta la actualidad se mantienen gracias en parte a la conservación y promoción que ambas realizan del patrimonio castellonense.
- El Real Casino Antiguo de Castellón se creó en 1814 y fue la primera sociedad de sus características constituida en España.[315] Su sede, remodelada en 1923 cuando el arquitecto Francisco Maristany Casajuana le dio su aspecto actual, es uno de los principales monumentos de la ciudad y alberga numerosos actos culturales.
- La Sociedad Castellonense de Cultura fundada en 1920[316] es la principal sociedad de investigación en el ámbito histórico, artístico, folklórico o geográfico, lo que ha convertido a su centenario Boletín en la publicación científica más importante de la provincia. Mientras, el Ateneo de Castellón, fundado en 1925 centra su labor en la difusión de la literatura y las bellas artes con la organización de conferencias, debates, exposiciones y viajes.[317]
- Respecto a las entidades musicales que persisten en la actualidad, la Sociedad Filarmónica de Castellón creada en 1923 difunde la música y la ópera organizando los principales conciertos y recitales que se ofrecen en el panorama cultural castellonense.[318] En 1998 nacería la Orquesta Sinfónica de Castellón con afán estable y profesional con el objetivo de difundir especialmente la «música culta».[319] De entre los coros existentes en la ciudad el más prestigioso es la Coral Vicent Ripollés creada en 1978.
- Las 19 gaiatas creadas en los años 1940 y los años 1980 no solo son parte importante en la organización de las fiestas de la ciudad, también en el mantenimiento de las tradiciones castellonenses y la difusión de la memoria histórica de los sectores de la ciudad a los que representan. Igual sucede con los llamados entes vinculantes son una serie de asociaciones culturales que toman parte de diversos aspectos históricos homenajeados en ellas, para lo cual es imprescindible su labor de investigación y difusión de la historia local. La Colla del Rei Barbut dedicada a la mitología local, los Moros de Alquería a la historia musulmana de la ciudad, los Cavallers de la Conquesta que narran la conquista cristiana y el traslado de la población, l'Aljama sobre la población de la antigua judería castellonense o la Colla el Bacalao que difunde sobre los ataques piratas a la costa mediterránea formarían parte, entre otras, de este grupo. Así mismo con muchas de las collas de la ciudad y del Grao trascienden su labor festiva para difundir con su labor cultural aspectos históricos o folclóricos populares de gran interés.
- La Fundación Huguet creada en 1959 para honrar la memoria del político republicano Gaetà Huguet y promover un valencianismo cultural, especialmente en cuanto a la difusión de la lengua valenciana.
- La Fundación Caja Castellón nació en el seno de la caja de ahorros local y ha sufrido sus vicisitudes hasta lograr su independencia de cualquier entidad bancaria. Su ámbito de actuación tiene tres ramas: la defensa del medio ambiente, la labor social y la difusión cultural.[320] Posee uno de los fondos artísticos más importantes de la provincia con presencia de obras de los principales autores castellonenses en cerámica, pintura y escultura. También es la organización que mayor actividades culturales de todo tipo programa. Tiene su sede en la Casa Abadía, un edificio del siglo XVI reconstruido totalmente en 1981.
- La Fundación Dávalos-Fletcher fue fundada en 1992 por deseo de una de las familias de propietarios de la industria textil más importante de la ciudad para promocionar la cultura sobre las artes de pintura, escultura, música, letras y ciencias.[321] Tiene su sede en la que fue su casa familiar una obra modernista diseñada por José Gimeno Almela en 1915.
- El Aula Militar Bermúdez de Castro creada en 1997 se centra en la participación castellonense en conflictos violentos de la época contemporánea y a explicar la vida castrense en la ciudad y la provincia desde el siglo XIX hasta la desaparición del servicio militar obligatorio.[322]
- Existen varias casas regionales asentadas en Castellón, el Centro Aragonés es la más antigua ya que se creó en 1920, el Centro gallego O Aturutxo nacido en 1937, el Centro Asturiano de 1983, el Centro cultural Andaluz creado en 1988, la Casa de la Región de Murcia fundada en 1994 y la Casa regional de Castilla-La Mancha creada en 1996. Todas ellas difunden la cultura de sus comunidades autónomas y mantienen viva la memoria de los inmigrantes que de ellas acudieron a vivir a Castellón.[323]
- El Instituto Valenciano de Cultura perteneciente a la Generalidad Valenciana fue creado en 2012, siendo heredero de la entidad Castelló Cultural fundada en 1997. De ahí es la responsable de la gestión y la programación de los principales equipamientos culturales de la ciudad.

#### Equipamientos culturales

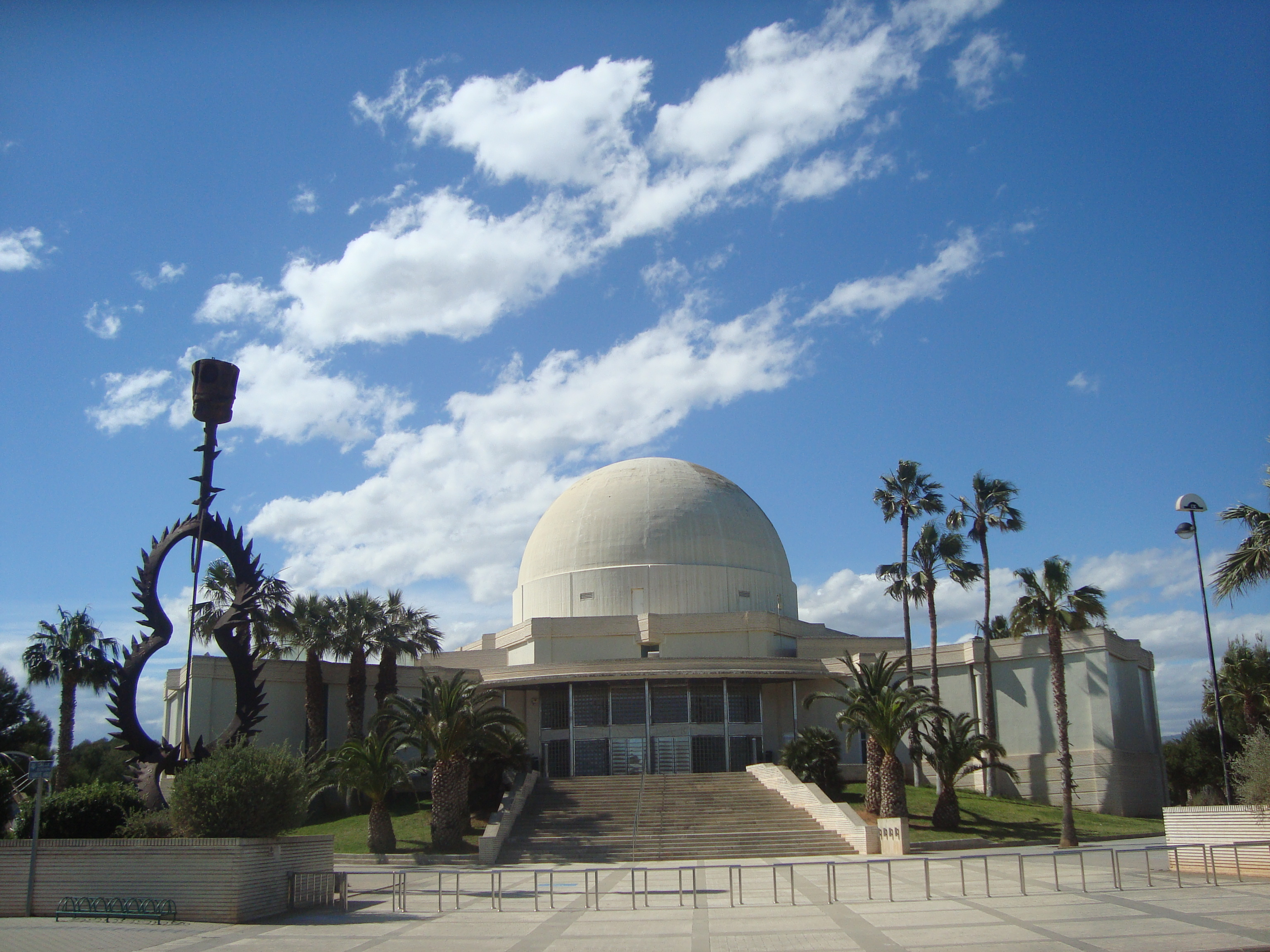
Planetario

- La Biblioteca pública municipal se encuentra en la llamada Casa Andreu del siglo XVIII muy modificada a lo largo del tiempo y que se pretende volver a transformar para adaptarla a las necesidades actuales de un edificio público de sus características.[324] Existen 8 espacios públicos de lectura, uno por distrito y dos en sendos grupos periféricos. El Archivo histórico municipal se ubica en el edificio polifuncional de la calle Gaibiel.[325]
- La Biblioteca pública del Estado y el Archivo Histórico Provincial de Castellón se ubican en el mismo edificio situado en la zona de Rafalafena.[326] Se espera que el Archivo se traslade a su propio edificio cuyas obras de remodelación finalizaron en febrero de 2023.[327]
- El Planetario fue inaugurado en 1991 junto a la Playa del Pinar, en él se puede disfrutar proyecciones de contenido astronómico su sala planetario dotada con un proyector optomecánico Carl Zeiss, o de las diversas exposiciones permanentes o temporales que acoge, destacando el centro de interpretación de las islas Columbretes. También destaca su labor formativa y divulgativa organizando cursos, congresos y observaciones a cielo abierto.
- El Casal Jove situado en el Grao ofrece espacios de entretenimiento y formación cultural para la juventud castellonense con salón de actos para 120 personas, y numerosas aulas.[328]
- El Centro cultural La Marina es el principal espacio cultural del distrito marítimo. Construido en 2006, cuenta con salas de exposiciones, un salón de actos con capacidad para 400 espectadores y despachos para las asociaciones culturales graueras.[329]
- El Recinto de Ferias y Mercados acoge instalaciones temporales de gran formato, como conciertos, circo u otros eventos de características similares, así como la feria de atracciones en sus dos visitas anuales a la ciudad.
- El Menador espacio cultural gestionado por el ayuntamiento[330] se ubica en la plaza Huerto de Sogueros, tomando su nombre de uno de los oficios que allí se realizaban para transformar el cáñamo.[331] Cuenta con diversas salas polivalentes, de exposiciones, sala de conferencias, aulas y despachos para entidades culturales del municipio.[332]

Espacios escénicos

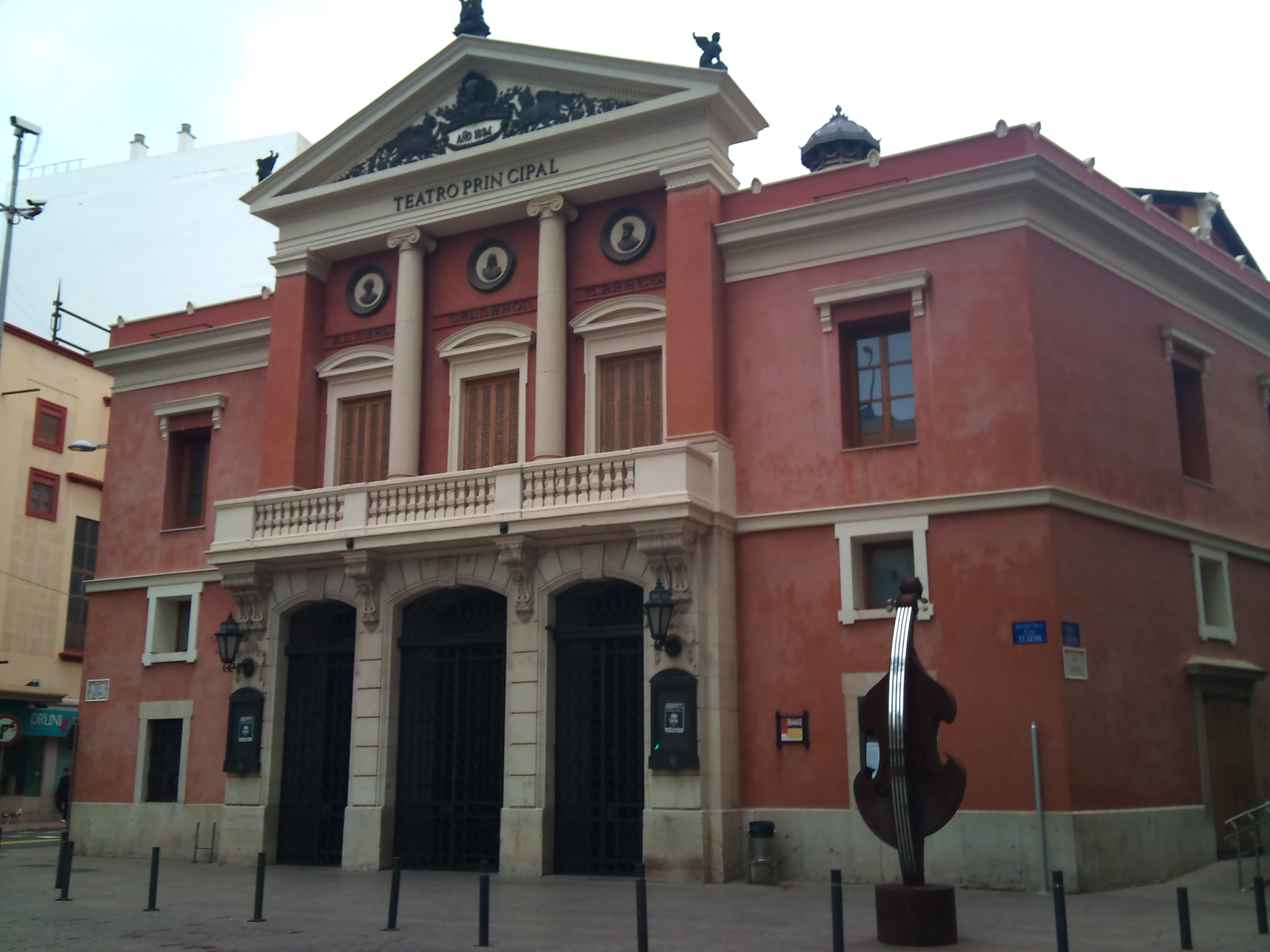
Fachada del Teatro Principal

- El Teatro Principal fue construido siguiendo las trazas de Godofredo Ros de Ursinos en un estilo clásico de raíces grecorromanas en la fachada principal, mientras que la destacada ornamentación interior inspirada en la mitología griega y está declarado Bien de relevancia local. Fue completamente remodelado en 1999 dejando su capacidad en 653 localidades. Alberga representaciones teatrales, zarzuela, ópera o de danza entre otras disciplinas y actos cívicos y culturales.
- El Auditorio y Palacio de Congresos es obra del arquitecto Carlos Ferrater Lambarri y fue inaugurado en 2004. Cuenta con dos salas, la sinfónica con capacidad para 1234 espectadores, una auxiliar con 400 plaza, la llamada «caja mágica» que es multiusos y está pensada para la organización de eventos y una sala de exposiciones. Su programación anual está dedicada a conciertos de música clásica, recitales, teatro musical y por lo general cualquier espectáculo que tenga como protagonista a la música así como grandes producciones teatrales.[182]
- El Teatro del Raval está ubicado en los bajos del Edificio Sindical construido en 1952. Cuenta con un aforo de 312 espectadores que pueden disfrutar de obras de teatro valenciano, actuaciones de artistas y compañías locales, proyecciones de la Filmoteca valenciana, así como diversos actos culturales y sociales de ámbito local.
- El Paraninfo de la Universidad Jaime I está ubicada en el campus universitario, pero además de servir para los diversos actos institucionales y académicos alberga una cartelera muy variada que reúne a todas las ramas de las artes escénicas en su sala de 491 localidades ampliable con otras 144 butacas.[333]
- El Palau de la Festa se inauguró en 2011 con el objetivo de albergar los actos festeros semanales que realizan las diversas gaiatas de la ciudad antes de las fiestas fundacionales. Se trata de un gran edificio ovalado con un gran espacio diáfano donde se realizan los diversos actos siempre relacionados con la cultura más tradicional de Castellón.[334] Además alberga oficinas administrativas y las salas de ensayo de la Banda Municipal de Música.
- Existen dos templetes de música en la ciudad, uno ubicado en el parque Ribalta construido en 1934 con el diseño de Francisco Maristany Casajuana, y el otro ubicado en la plaza del Mar del puerto, ambos acogen periódicamente conciertos de bandas de música y recitales, en el Grao solo en temporada estival.
- El séptimo arte se puede disfrutar en los multicines situados en los dos centros comerciales de Castellón. La demanda de contar con una sala en el casco urbano es histórica desde el cierre de las últimas salas céntricas en los años 2000, ya que la ciudad llegó a contar con más de 25 salas abiertas durante todo el siglo XX.[335]

Espacios museísticos y expositivos

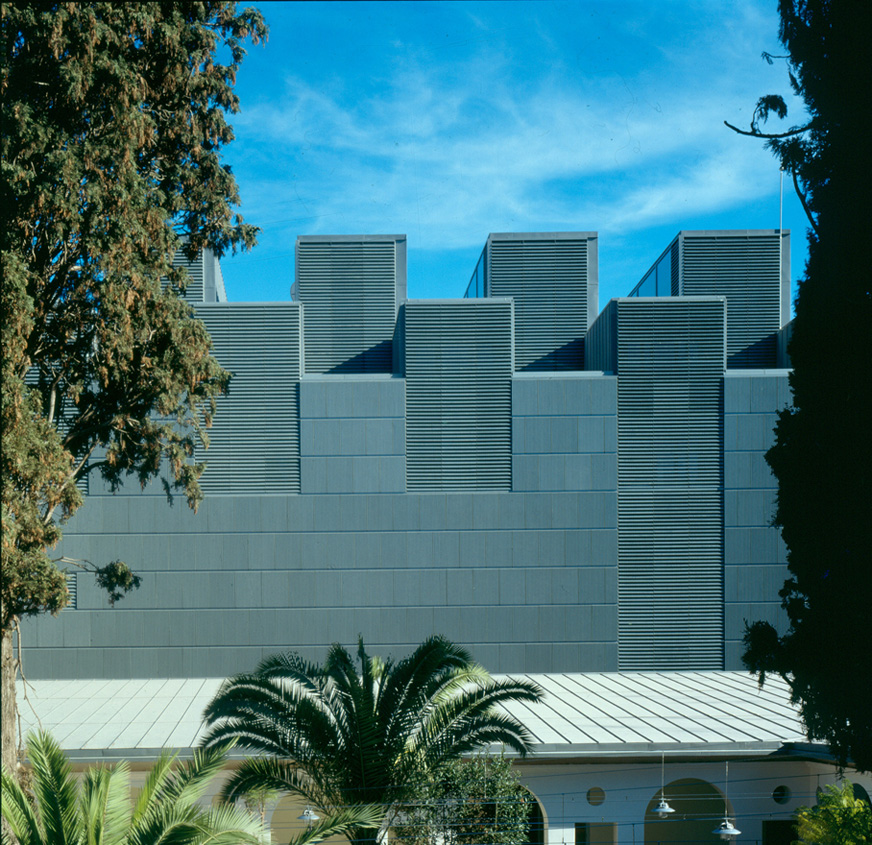
Vista del Museo de Bellas Artes desde su claustro

- El Museo de Bellas Artes fue inaugurado en 2001 en el nuevo edificio diseñado por Mansilla y Tuñón. Entre sus fondos destacan piezas arqueológicas provenientes de toda la provincia, pinturas, esculturas y otros objetos de los más excelsos artistas castellonenses como José Orient, Gabriel Puig Roda, Vicente Castell o Juan Bautista Porcar y de otros artistas de renombre como José de Ribera, Juan de Juanes, el taller de Zurbarán, Julio Romero de Torres o José Benlliure entre otros, aunque su principal colección es la de cerámica con más de 800 piezas de los siglos XIII a XIX. Además en sus instalaciones se celebran exposiciones temporales, conferencias, conciertos y otras actividades culturales.[17]
- El Espacio de Arte Contemporáneo abrió en como un centro de producción y difusión del arte contemporáneo. Su propuesta se basa en exposiciones temporales, ciclos artísticos y actividades que involucran al espectador con el arte.[336]
- El Museo de la Ciudad se creó en 2018 con el objetivo de integrar y difundir el patrimonio castellonense.[337] Entre sus principales centros destacan:
  - El Museo de Etnología alberga la colección más importante sobre los oficios y la forma de vida de la ciudad en los siglos XIX y XX, compuesta por más de 2000 piezas, utensilios y herramientas de uso común por la sociedad castellonense del momento.[338]
  - El Museo del Mar situado en el Grao custodia una colección de más de 274 piezas entre embarcaciones, planos, herramientas, utensilios y aperos de la tradición marinera de la ciudad.[339]
  - El museo gestiona otros espacios, como el centro de interpretación del Castell Vell, los restos arqueológicos de la villa romana de Vinamargo, el refugio antiaéreo de la plaza Tetuán o la visita al interior de El Fadrí. Además mantiene itinerarios turísticos de contenido histórico por la ciudad y promueve con sus actividades la recopilación y difusión de la memoria histórica de Castellón.
- La antigua iglesia de San Miguel es un pequeño templo desacralizado del siglo XVII obra de Miquel Queralt en estilo barroco permaneció dedicada al culto hasta los años 1960. Está declarado BRL. En 1987 fue vendida a la Fundación Caja Castellón para convertirla en su sala de exposiciones donde se celebran muestras artísticas de todo tipo, performances o conferencias culturales.

#### Eventos culturales

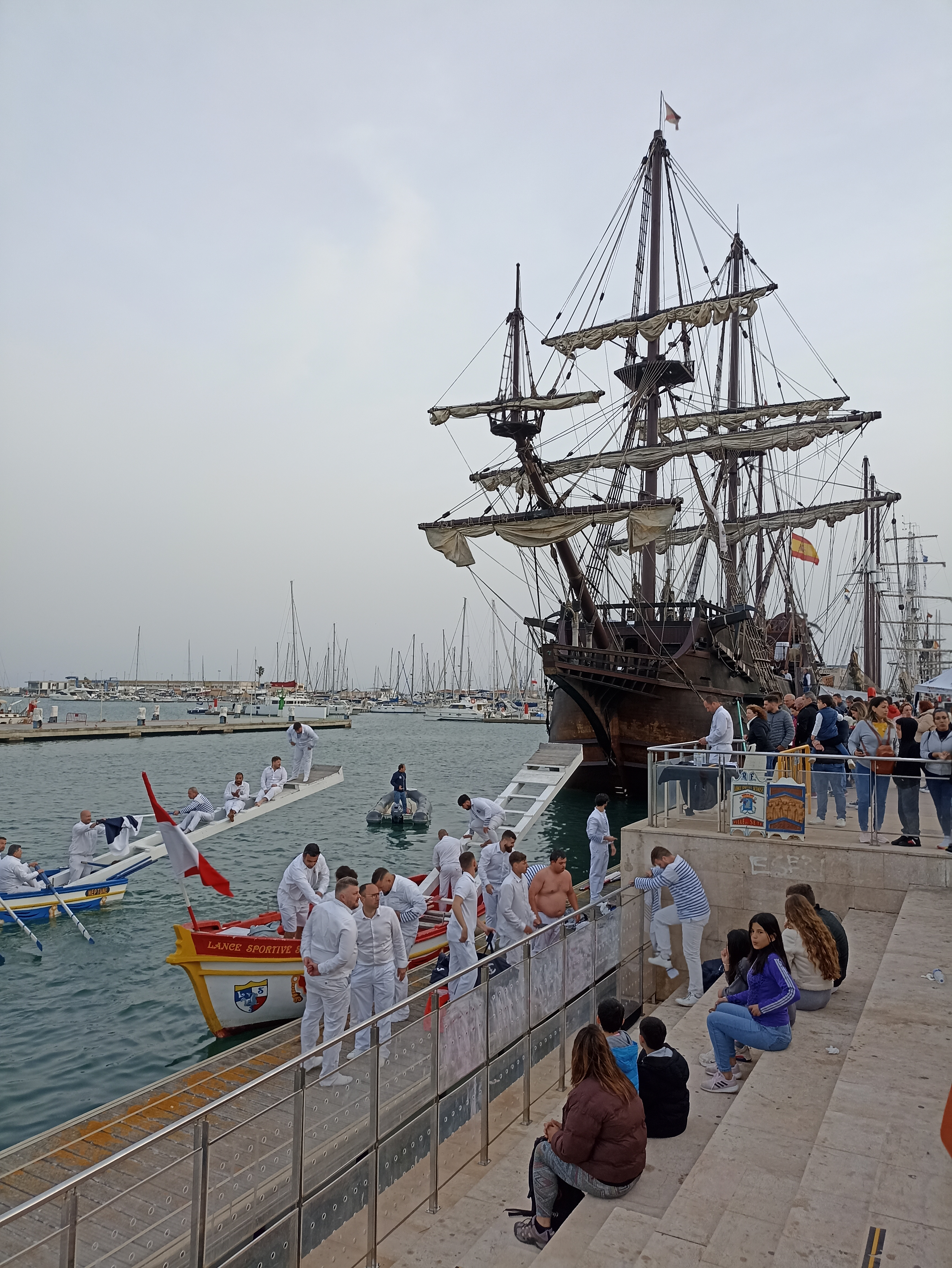
Escala a Castelló 2024

La agenda cultural castellonense es muy extensa y variada con eventos durante gran parte del año. A pesar de ello no todos los eventos tienen la misma acogida ciudadana y tienen una vida efímera, pero entre los que han logrado destacar y hacerse un hueco en la agenda anual están los siguientes:
- Castellón Negro es un ciclo de semana negra celebrado anualmente desde su creación en 2010 por un colectivo de escritores, cineastas y artistas plásticos que buscaban difundir el género de novela negra y policíaca de autores clásicos y contemporáneos de la mano charlas, exposiciones, teatro y cine, sin olvidar la presentación de las nuevas obras literarias más importantes de la temática. Este festival ha trascendido la capital de provincia y celebra actos también en diversas localidades castellonenses.[340]
- Escala a Castelló es un acontecimiento anual celebrado en el puerto en el que alrededor de diversas embarcaciones de vela —réplicas de naves históricas, goletas, buques escuela y barcos históricos— atracados en el muelle de Costa dispuestos para ser visitado por el público que también puede disfrutar de pasacalles, mercado artesanal y mercado gastronómico entre otras actividades.[341]
- La Feria del Libro se organiza anualmente durante 10 días, del último viernes de abril al primer domingo de mayo, por el Gremio de Libreros de Castellón. Normalmente se ubica en la plaza Santa Clara donde se disponen las diferentes casetas en las que librerías y editoriales de la ciudad y la provincia ponen a la venta las últimas novedades literarias, además se organizan numerosas charlas y firmas de libros por parte de autores locales, nacionales e internacionales.[342] Además durante dos semanas de entre finales de octubre y noviembre, se celebra en la misma ubicación la Feria del libro antiguo y de ocasión, con el mismo espíritu y acogida.
- La Nit de l'Art nació en 2006 con el objetivo de acercar a la ciudadanía la creación de arte contemporáneo reuniendo durante dos noches y el día que va entre ellas numerosas actividades creativas de periodismo, moda, música, danza, poesía, literatura, pintura y escultura o arte digital, así como la presencias de instalaciones artísticas temporales en las calles de la ciudad y la posibilidad de visitar los talleres artísticos de los creadores más influyentes de Castellón. Este festival también ha trascendido la capital de provincia y se celebra en otras fechas en algunas localidades castellonenses.[343]
- El Festival de Danzas de la Antigua Corona de Aragón es una muestra folclórica tradicional articulada a través de la música y la danza de los antiguos territorios pertenecientes a la Corona de Aragón cuyos grupos acuden anualmente durante tres días a la capital de la Plana a mostrar su rica cultura y los lazos de amistad y unión entre territorios vinculados históricamente.
- Marte es el nombre de la feria de arte contemporáneo de Castellón, única de su clase en la Comunidad Valenciana. Se celebra anualmente durante dos días en el Auditorio donde los diferentes expositores instalan su stand de acuerdo a los programas artísticos decididos por la organización.[344]
- El Som Festival es un festival de música celebrado todos los fines de semana y festivos entre finales de julio y mediados de agosto en el muelle transversal del puerto de Castellón. Sobre su escenario actúan desde cómicos hasta consagrados artistas de la canción, con especial énfasis en los géneros musicales más populares del momento.[345]
- Anualmente el parque del Pinar del Grao acoge la concentración motera de Harley-Davidson Big Twin con la participación de alrededor de 2000 motocicletas venidas de todo el continente a las que se ofrecen visitas turísticas en moto, ferias gastronómica y actuaciones musicales entre otras.[346]
- Regreso a la Ciudad fue el festival de teatro de calle y de teatro de títeres más importante de la zona celebrado ininterrumpidamente durante 23 años hasta 2015, sus fechas siempre se han situado a finales de septiembre con el objetivo de atraer a los veraneantes que habían escapado de la ciudad en temporada estival a volver a sus quehaceres habituales en la capital. En 2023 fue recuperado solo con su faceta teatral y artística atrayendo a numerosas compañías nacionales e internacionales a representar alrededor de 60 obras artísticas durante los 6 días de duración del festival.[347]
- El viernes más próximo a la fiesta de Todos los Santos se celebra desde 2018 en la concatedral el Misteri de Castelló, un drama litúrgico similar al Misterio de Elche escrito en el castellano del siglo de oro. Se documenta su celebración entre los últimos años del siglo XV y los primeros del XVII en el que fue prohibido, y de la que se conservan versiones de la consueta de los siglos XVI y XVII a partir de los cuales fue recuperado en 1999. La representación narra el dogma de la Asunción de María y es la que se efectuaba en la entonces iglesia mayor cada 15 de agosto en la fiesta de su advocación.[348][349]
- Durante el puente festivo de los días de la Constitución y de la Inmaculada Concepción y coincidiendo con las festes de carrer de la zona, se celebra en la calle Mayor un mercado medieval de artesanía y productos gastronómicos muy esperado por el público castellonense cada año.
- Cada año desde 1980 se representa el sábado anterior a Nochebuena el Betlem de la Pigà, una obra de marcado carácter satírico y costumbrista obra de Miquel Peris i Segarra con la música de Matilde Salvador i Segarra que recupera la vieja tradición castellonense del horno como lugar de reunión social en invierno en el que se solían representar obras teatrales populares, especialmente en navidades belenes vivientes, pero ahora llevado a las tablas del Teatro Principal donde alrededor de 200 personas narran cada año el nacimiento del niño Jesús en las tierras castellonenses de principios del siglo XX. La obra va precedida de un desfile por las calles de la ciudad con todos los actores participantes caracterizados en sus papeles.[350]

#### Arte y literatura

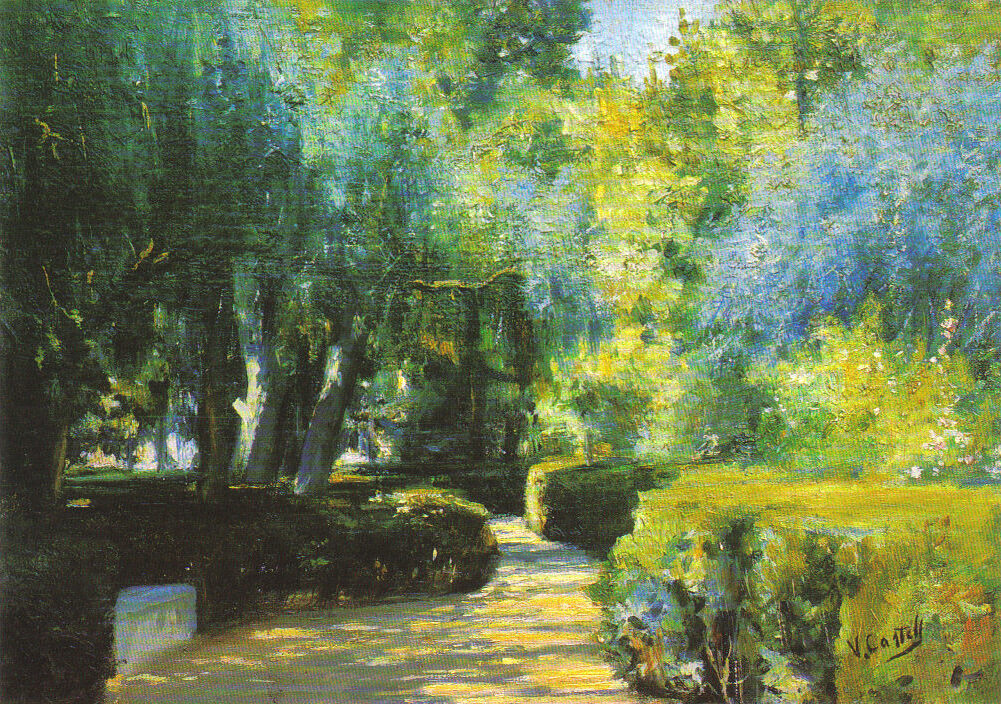
Paseo de Ribalta, Vicente Castell (1901)

El florecimiento del romanticismo y el auge de los nacionalismos tiene una amplia repercusión en las bellas artes y la literatura de Castellón que a partir de ese momento pasarían a representar aspectos de la vida local.
En pintura se impusieron en un primer momento las temáticas históricas y sociales en estilo realista de la mano de Vicente Castell, que acabó transitando hacia un estilo impresionista basado en el paisaje. Ya plenamente en este estilo, aunque medio siglo tarde, Juan Bautista Porcar continuó los pasos de la de su maestro. En la postguerra una nueva generación de pintores pasó a seguir las nuevas vanguardias en lo que se conoce como «la gran divisoria». Hasta entonces el arte era producido por aficionados y quienes destacaban conseguían ser pensionados por la Diputación Provincial para engrandecer el nuevo museo o conseguían ser admitidos en la Real Academia de Bellas Artes de San Carlos de Valencia. Así, el paisajismo constituía una manera fundamental de las temáticas y se centraba en el entorno rural inmediato de la ciudad tan idealizado en ese momento hasta que acabaron adentrándose en la ciudad y plasmando espacios tan importantes de la misma como el parque Ribalta, la plaza Mayor o el puerto entre otros. No todos los artistas locales dieron el paso hacia el vanguardismo y continuaron con la costumbre paisajística, y alguno de ellos como Traver Griñó volvieron a transitar hacia este tipo sin abandonar su particular estilo.
Las apariciones literaria de Castellón hasta el siglo XVIII se ceñían a las crónicas históricas, hasta la popularización de los libros de viajes como el de 1844 Manual para viajeros por España y lectores en casa obra de Richard Ford, o su repopularización con la obra de Joan Fuster de 1971 Viatge pel País Valencià. La literatura sobre la última guerra civil habla de la ciudad en al menos tres obras, Campo de los almendros (1968) dentro de la hexalogía El laberinto mágico de Max Aub, La consagración de la primavera (1979) del cubano Alejo Carpentier y en Bandera negra (2017) de León Arsenal. Los escritores locales sí se preocuparon de colocar a la ciudad como escenario principal de sus obras como en la obra de 1900 de Salvador Guinot Vilar Capolls mustigats, de Enric Ribés Sangüesa de 1916 Quadros de Costums castellonencs o las obras de Pascual Tirado contribuyeron a construir el relato popular del Castellón actual, a los que luego se unieron muchos otros como Manuel Garcia i Grau, Joan Francesc Mira o más recientemente Julio César Cano.
Las Columbretes en cambio han recibido admiración literaria desde la antigüedad, aparecen en la Historia natural de Plinio el Viejo, las nombra Jacinto Verdaguer en el poema La Atlántida en 1877, el Príncipe de Toscana Luis Salvador de Austria escribió en Praga la primera monografía de las islas en 1895, Vicente Blasco Ibáñez las divisa con total claridad desde el Desierto de las Palmas en Flor de Mayo (1895) al igual que hace Miguel Delibes en Madera de héroe (1987).
La lírica ha sido un arte plenamente cultivado entre los autores castellonenses, con una poesía escrita en lengua valenciana y de carácter muy localista que lleva a hablar de la existencia de un grupo de «Poetas de la Plana» influida por la generación del 27 del que destacan, entre otros, Bernat Artola, Lluís Revest, Francisco Almela, Miquel Peris i Segarra y Carles Salvador y que a partir de los años 1980 consiguió abrirse tanto en temática encandilando a otros autores, también literarios o ensayistas como Vicent Andrés Estellés, Germà Colón, Juan María Calles Moreno o la estadounidense Mary Farrell. Los múltiples certámenes poéticos que se celebran desde tiempos de la Renaixença y los Juegos Florales en la provincia han sido muy importantes a la hora de construir este grupo. Anterior a este grupo pero muy destacable es Amalia Fenollosa.

#### Lengua

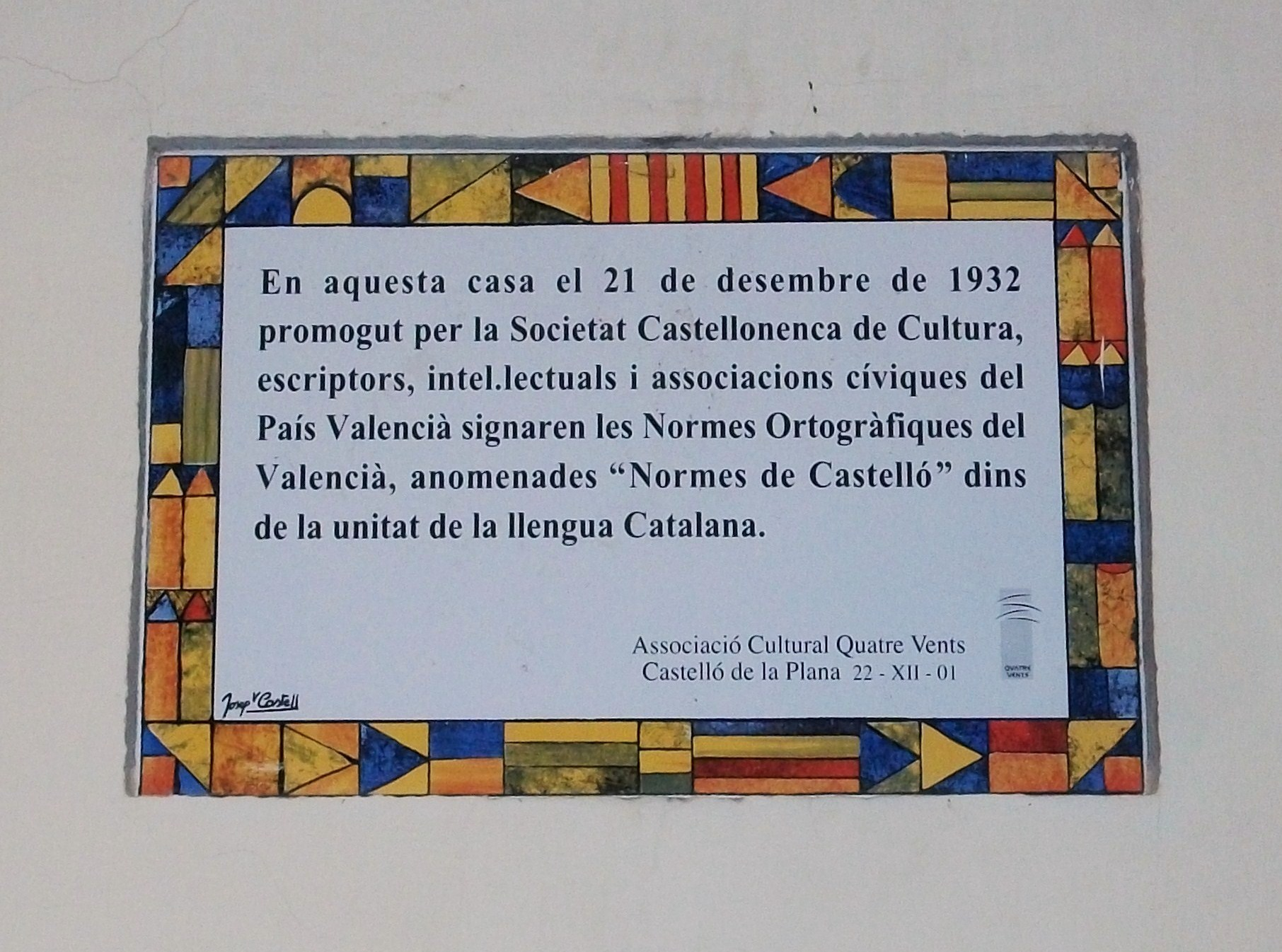
Placa en la Casa Matutano recordando la firma de las Normas de Castellón

El artículo sexto del Estatuto de autonomía establece que el valenciano es la lengua propia de la Comunidad Valenciana, que goza de oficialidad junto al castellano en todo el territorio y que la Generalidad delimitará por ley las zonas en las que predomine una u otra lengua. De acuerdo con esa ley el municipio de Castellón de la Plana se sitúa en la zona de predominio lingüístico valenciano.
Desde la oficialidad del valenciano en 1982 solo se ha realizado una encuesta en 1995 para conocer el uso y las ideas de los vecinos de la ciudad de Castellón respecto a la lengua valenciana, en ella el 93,3 % decían que la entendía, el 70,9 % que sabía hablarla, el 56 % de la población decía saber leerla y el 24,8 % que sabía escribirla; además sobre su uso habitual reveló que el 36,6 % de los castellonenses la hablaban en sus hogares pero su uso descendía hasta la mitad en otras situaciones de la vida cotidiana; sin embargo el 45,2 % de los encuestados señalaba que el valenciano se usaba bastante en la ciudad de Castellón, de ellos el 56 % pensaba que era la lengua más usada socialmente y el 61,7 % contestaba que aún debería utilizarse más la lengua propia. Castellón se considera la gran ciudad de la comunidad más fiel al valenciano, no hay duda alguna de que en el último medio siglo se ha producido una reducción importante del número de valencianoparlantes cuya sustitución podría darse a finales de este siglo XXI.
La lengua valenciana que se habla en Castellón puede encuadrarse en el subdialecto castellonense o septentrional y dentro de él en los llamados «hablares de la Plana», que presenta unas características fonéticas y morfológicas así como un léxico propio que lo diferencian de los subdialectos apitxat y de transición o tortosino con los que colinda dentro de la dialectología del catalán.
En diciembre de 1932, auspiciados por la Sociedad Castellonense de Cultura se reunieron en la sede de la Sociedad 52 personas, entre los principales autores y figuras políticas y sociales y 14 entidades culturales para consensuar una normativa ortográfica unificadora para la lengua valenciana que ese 21 de diciembre firmaron y que desde ese momento se vino a llamar Normas de Castellón.

#### Mitología y leyendas

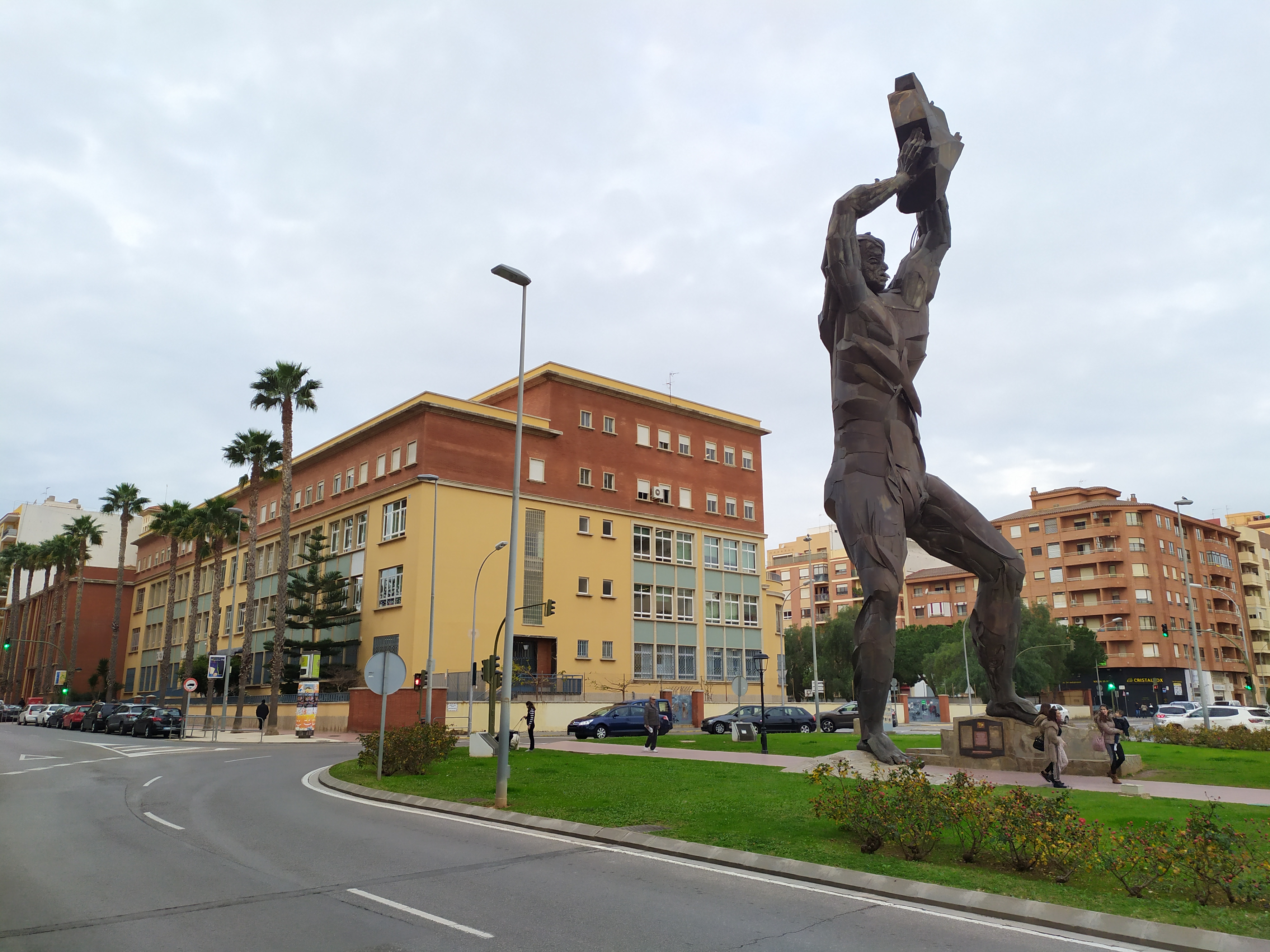
Estatua de Tombatossals

La mitología castellonense nace en 1930 de la pluma de Josep Pasqual Tirado con la publicación de su novela Tombatossals. En ella un gigante bonachón hijo de las montañas Tossal Gros y Penyeta Roja llamado Tombatossals forma una conlloga junto a Cagueme, Bufanúvols, Arrancapins y Tragapinyols que acaba aliado con el señor feudal de la zona, el Rei Barbut, para ayudarle en sus disputas territoriales y dejarle la zona de la Plana lista para la llegada de Jaime I de Aragón y el posterior traslado de la población al llano.
La obra ha tenido gran repercusión, su primera publicación ganó el premio a la obra mejor impresa, y otras adaptaciones actuales de carácter infantil han recibido numerosos galardones, ha sido traducida al castellano, al inglés, al francés y al japonés; en 1943 fue convertida en una ópera de marionetas llamada La Filla del Rei Barbut por Matilde Salvador i Segarra, y en 1978 fue adaptada al teatro por Miquel Peris i Segarra, así como a numeras artes escénicas de todo tipo, también ha sido llevada al cine de animación por Manuel García Pozo obteniendo 5 candidaturas a la XXVIII edición de los Premios Goya y es el motivo principal de varias obras de arte ubicadas en la ciudad entre otros numerosos homenajes que se le rinden cada año.
Otras leyendas castellonenses han sido tratadas como históricas hasta tiempos recientes, y alguna aún forma parte del acerbo popular pese a conocerse a su creador. La leyenda de la sangre de los moros para explicar la coloración roja de los óxidos de hierro de la piedra de rodeno del cerro de la Magdalena; la leyenda del traslado cuya autoría se atribuye conjuntamente a los cronistas del siglo XVIII Llorens de Clavell, al Padre Vela, y al del siglo XIX Arcadio Llistar Escrig y que ha dado pie a la formación de los símbolos más importantes de la ciudad; la de Alonso de Arrufat, arquitecto mítico que diseño la planta del primer asentamiento urbano en la llanura, nombre que aparece en unas trovas apócrifas de Mosén Jaime Febrer que en realidad fueron escritas por Onofre Esquerdo i Sapena que vivió en el siglo XVII, cuatro siglos más tarde que el sacerdote; la leyenda de la fundación del convento de San Agustín en persona por San Guillermo de Maleval y su discípulo Alberto antes incluso de la conquista cristiana de Castellón; la leyenda de la Santa Troballa de la virgen del Lledó por Perot de Granyana creada en el siglo XVII, aunque basada en elementos pupulares anteriormente; o la atribución a una obra de los ángeles de la talla del Cristo Yacente que todavía se venera por la Cofradía de la Sangre y cuya autoría y datación temporal todavía siguen sin esclarecerse.

#### Fiestas
Los dos días festivos locales a los que tiene derecho el municipio de Castellón de la Plana se declaran habitualmente el tercer lunes de Cuaresma, Lunes de Magdalena, tercer día de la semana grande castellonense y el 29 de junio, festividad de San Pedro, patrón de los pescadores y del Grao. Si el día de San Pedro cae en domingo, su festivo suele trasladarse al cuarto viernes de Cuaresma, Viernes de Magdalena, antepenúltimo día de las fiestas de Castellón.
Feria y fiestas de la Magdalena

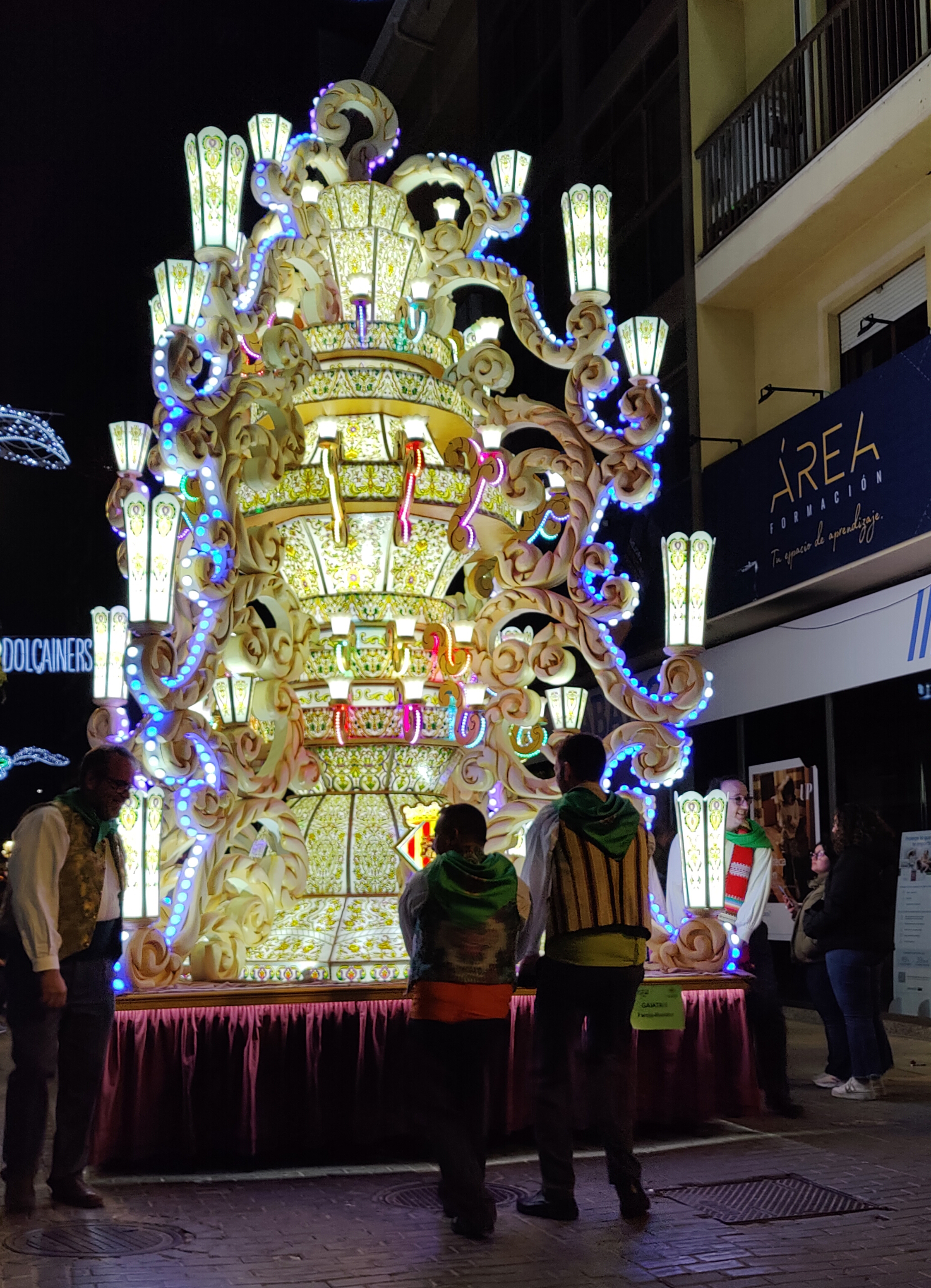
Gaiata monumental de la Ciudad 2026

Las Fiestas de la Magdalena se crean en torno a la romería al ermitorio de Santa María Magdalena ubicado en el Castell Vell donde hasta 1252 se situaba la población de Castellón, celebrada el tercer sábado de Cuaresma y cuyas noticias sobre su celebración se remontan a 1375 cuando surge la primera rogativa para pedir lluvias con las que paliar la sequía, pero no es hasta alrededor de 1562 a 1570 cuando la celebración se hace anual. Al regreso de la romería, al caer la noche una procesión religiosa entraba en la villa iluminada con faroles prendidos de gaiatos. En 1750 la romería pasa a celebrarse el domingo siguiente, dando pie a que tiempo después se alargase la celebración otro día más, y pierde el significado religioso para pasar a recordar el traslado de los antiguos habitantes desde el cerro hasta la llanura y la procesión nocturna iría ganando en espectacularidad hasta alcanzar el concepto de gaiata y convertirse en las protagonistas de la noche. A partir de 1945 se erigen como las fiestas mayores de la ciudad, pasan a celebrarse durante 9 días —del tercer sábado al cuarto domingo de Cuaresma— y toman muchas de sus características actuales como sus actos principales, la simbología, la participación popular y el surgimiento del actual monumento gaiatero, que se puede definir como «un estallido de luz sin fuego ni humo».
Los actos más importantes de la semana de fiestas son la cabalgata del Pregón, un museo vivo donde la ciudad y los pueblos de la provincia representan su historia y folclore y que finaliza con la figura del pregonero montado a caballo recitando los versos de Bernat Artola invitando a los vecinos a disfrutar de las fiestas; la Romería de las Cañas, la tornà, la procesión de penitentes y el desfile de las 19 gaiatas y sus comisiones que representan a los diferentes sectores de la ciudad en el día grande de las fiestas; el «pregón infantil» que repite el mismo esquema que el de mayores, los numerosos actos pirotécnicos donde destacan las mascletás y los castillos de fuegos artificiales, la ofrenda de flores a la patrona de la ciudad y el espectáculo final del Magdalena Vítol!, junto a una larga serie de mesones, mercados, ferias, conciertos y actividades pensados para el disfrute de la ciudanía, que sale en masa a la calle todos los días sin importar apenas las condiciones meteorológicas, o de los numerosos visitantes que acuden a la ciudad atraídos por la fiesta.
En 2010 la Magdalena fue declarada Fiestas de Interés Turístico Internacional por el Ministerio de Industria, Turismo y Comercio, y en 2017 la Romería de las Cañas fue declarada Bien de Interés Cultural inmaterial por la Generalidad Valenciana, una declaración que en 2024 fue ampliada para incluir la procesión de las gaiatas y todos los elementos que la hacen posible.
Otras fiestas
El calendario festivo castellonense es muy amplio y se extiende por 11 de los meses del año.
- La primera celebración popular corresponde a una de las llamadas Festes de carrer, cuyos actos más antiguos se remontan al siglo XVIII y que con el paso del tiempo, no sin grandes problemas, se han expandido hasta abarcar al menos 20 fiestas patronales a lo largo del año dedicadas a los santos o vírgenes que dan nombre a diversas calles de la ciudad, antiguos barrios, grupos periféricos o parroquias. Cada una de ellas es una muestra de la pervivencia de las tradiciones y la religiosidad populares así como de las extensas redes vecinales y de convivencia en hermandad que en ellas se produjo y todavía se mantiene.[367]
- El Grao celebra el Carnaval oficialmente y de forma masiva desde 1990. En sus tres días de duración actual empieza con la Cridà del Rei Carnestoltes, el gran desfile y el entierro de la sardina animado por las diferentes peñas y collas del distrito marítimo.[368]
- La celebración de la Semana Santa en Castellón ha perdido prácticamente todas sus tradiciones y particularidades históricas y solo mantiene la procesión del Santo Entierro del Viernes Santo organizada en torno al Cristo yacente o Santo Sepulcro de la Cofradía de la Purísima Sangre y su peculiar culto local, aunque desde 1984 ha ido ganando en vistosidad y participación gracias a la creación de otras cofradías y hermandades como la de Paz y Caridad y las dedicadas al Cristo de Medinaceli y a Santa María Magdalena. El Domingo de Resurrección se celebra temprano la procesión del encuentro entre Nuestra Señora del Amor Hermoso y el Cristo resucitado a los pies del Fadrí.[369] Aun así, en 2015 fue declarada Fiesta de Interés Turístico Provincial.[370]
- Desde 1912 las fiestas patronales en honor de la Virgen del Lledó se celebran el primer fin de semana de mayo. De forma ordinaria tienen lugar en los alrededores del santuario a excepción del Pregonet que discurre por las calles del centro. Desde 2008, los años en los que el 4 de mayo caiga en domingo se consideran años marianos trasladándose la imagen hasta la ciudad. Si no, de forma ordinaria el traslado se efectuaría cada 25 años a contar desde 1924 para celebrar los aniversarios de su coronación canónica, ocasión en las que las fiestas se alargan en el tiempo con la visita de la patrona a todas las parroquias del municipio. De forma extraordinaria, un acuerdo entre ayuntamiento y clero puede traer la visita de la virgen, sucediendo por última ven en 2002 para conmemorar el cambio de milenio.[371]
- La Fiesta de la Rosa se instituyó en 1928 para integrar en un solo espacio a los diferentes grupos que de antiguo acostumbraban a salir a rondar a la virgen del Lledó y a sus mujeres. Durante todas las noches de sábado del mes de mayo, en la plaza Mayor actúan diversos grupos, desde las tradicionales rondallas o tunas hasta modernos grupos cantando canciones románticas del folclore y cancionero popular hasta composiciones como baladas o boleros.[372] Además existe permiso municipal para que esas noches estos grupos salgan a cantar serenatas a sus parejas o madres en sus casas, pudiendo extender la fiesta por toda la ciudad.[373]
- La festividad del Corpus Christi se consideraba la festa grossa de Castellón y se celebra desde al menos 1409 con gran pompa imitando aspectos de la fiesta de Valencia o la de Morella con algún aspecto propio hasta 1877.[374] En la actualidad se celebra con una misa solemne en la concatedral y una procesión protagonizada por los niños de primera comunión del año, oficiadas la tarde del sábado infraoctavo para que pueda ser presidida por el Obispo de la diócesis.[350]
- Las fiestas de San Pedro del Grao se celebran por 9 días en torno al 29 de junio día del patrón de los pescadores, aunque algunos actos como la Cabalgata del Mar tienen lugar días antes. Durante estos días el protagonismo lo toman las diferentes peñas y collas en los actos taurinos diarios, sin olvidar la procesión marítima por las aguas del puerto del santo o la popular torrà de la sardina.[350] En 2010 fueron declaradas Fiestas de Interés Turístico Autonómico.[375]
- La fiesta de San Cristóbal tiene lugar el sábado más cercano al 10 de julio y sirve como colofón del ciclo festero anual de la Magdalena. Diversos actos culturales, una misa en honor al patrón, la tradicional bendición de vehículos y una verbena con las diferentes comisiones gaiateras forman el programa de festejos de este día.[372]

#### Música y danza

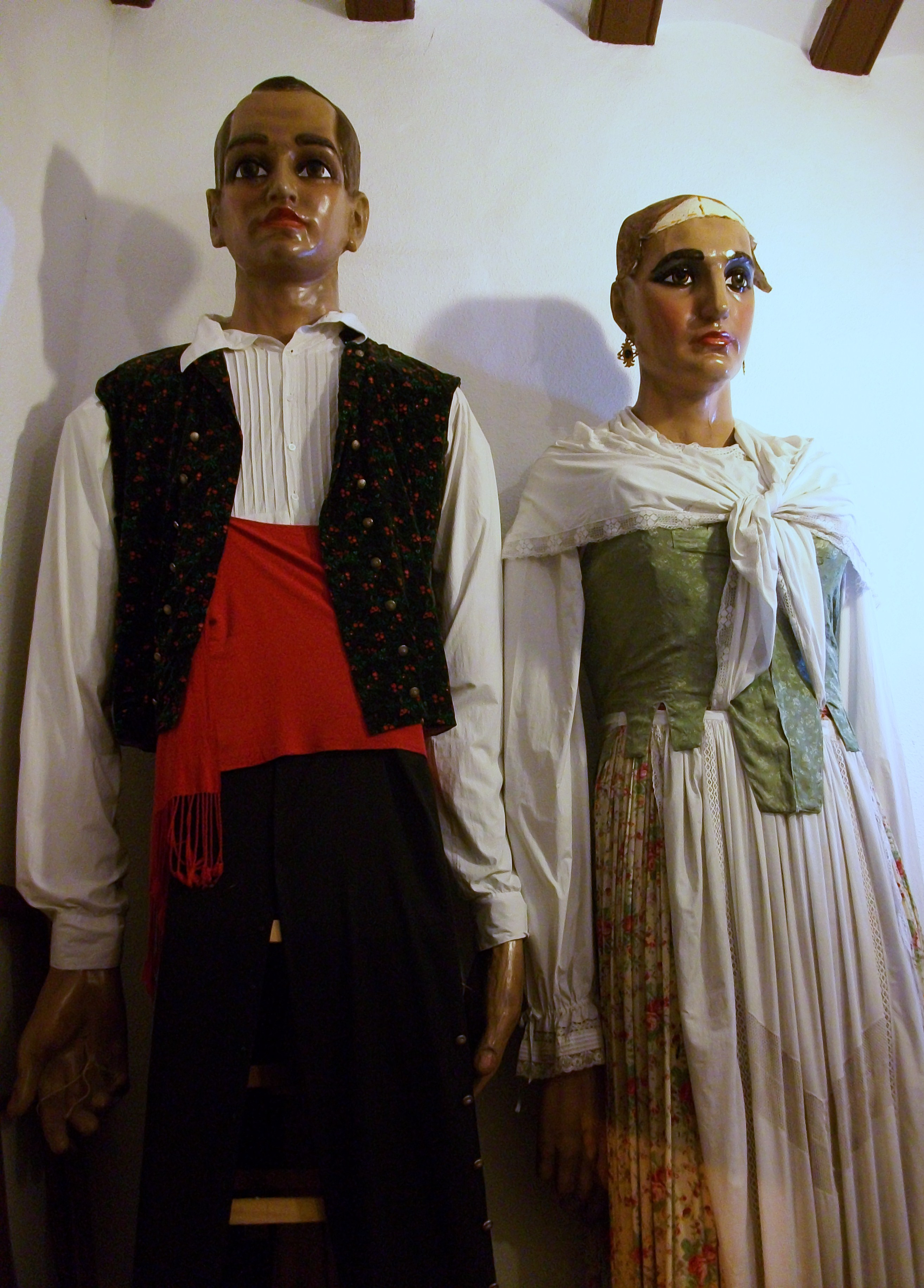
Pareja de gigantes expuesta en el Museo de Etnología

La música folclórica comprende todos aquellos instrumentos, melodías y agrupaciones típicos de Castellón. La música de la dulzaina y el tabal, instrumentos que siempre van en pareja, es imprescindible en cualquier fiesta de la Comunidad Valenciana, abriendo procesiones y desfiles, acompañando a las danzas tradicionales o en cualquier evento que se signifique como festivo, cuyo uso en la cidad está documentado desde 1727. El repertorio va de las canciones comunes a toda la Comunidad a las adaptaciones de obras pensadas para otra instrumentación de canciones castellonenses tradicionales. Las rondallas, dominadas por los instrumentos de cuerda, amenizan los bureos populares donde cualquiera puede bailar aún típicos en las Festes de carrer, acompañar a grupos de baile o, si incorporan cantantes, dar actuaciones individuales. El canto se conoce como cant d'estil al no estar sujeta a tempo ni tener duración, aunque en Castellón no es tradicional improvisar la letra sino que se recurre al amplio repertorio tradicional basado en la agricultura, el mar, el amor, las fiestas o incluso los avances tecnológicos de la ciudad.
Castellón cuenta con 4 bandas de música, la Municipal fundada en 1925 aunando las diversas bandas de música existentes en la ciudad en un único colectivo a cargo del ayuntamiento, la Unió Musical Castellonenca creada en 1980, la Unión Musical del Grao de 1994 y la Asociación Musical Castalia fundada en 2009, todas ellas se encargan de mantener y expandir la cultura y la tradición de música de banda de la Comunidad Valenciana declarada manifestación cultural representativa del patrimonio inmaterial de España por el Ministerio de Cultura en 2021, y por ello fueron declaradas BIC inmaterial en 2018. Su repertorio propio y característico es la denominada música de festa, una serie de pasodobles, marchas e himnos creados a partir de 1945 para enaltecer las fiestas de la Magdalena, destacando obras como el Rotllo i Canya de José García Gómez, Festa Plena de Francisco Signes Castelló, Castàlia de los hermanos Arturo y Vicente Terol o Gaiates i Traques de Joaquín Sanchis Miralles.
Los bailes folclóricos de Castellón pueden dividirse en dos categorías los llamados ball parat y el ball pla. Los balls parats son aquellos que suelen representarse normalmente en forma de espectáculo y cuya música proviene de rondallas, entre estos bailes destaca la Jota de Castellón, el Bolero de Castellón o las marineríes, el peculiar baile de los trabajadores del arroz en la Marjalería y de las gentes del Grao. El ball pla de Castellón se llama Ball perdut, toma su nombre de que comenzaba en un punto de la ciudad con una representación formal y luego se perdía por las calles de la misma conforme se unía el pueblo a la danza; por motivos que se desconocen dejó de bailarse en algún momento comprendido entre 1924 y los años 1930 cayendo en el olvido hasta los años 1980 gracias a investigaciones etnológicas, seguidas en 2005 por la recuperación formal de esta danza que desde 2007 es difundida de forma masiva gracias a la ballada participativa que se organiza cada año en el mes de mayo con un número creciente de participantes.
De las danzas típicas del Corpus Christi castellonense, aunque pueden disfrutarse en otras dos ocasiones como son el Pregonet de las fiestas del Lledó y en el desfile previo al Betlem de la Pìgà, han sobrevivido las cuatro parejas de cabuts, nanos o carracatxocs, los cabezudos de la ciudad que representan a los espíritus malignos que hacen maldades a las personas dando golpes en la cabeza con sus grandes castañuelas mientras maldicen a los niños pequeños que encuentran en su camino, por eso sus caras son grotescas y deformadas a diferencia de los cabezudos de otros lugares, también son protectores de las tres parejas de gigantes que desfilan detrás de ellos. Les siguen los cavallets que representan una batalla con lucha de espadas entre los bailarines-contrincantes, cuatro representan a cristianos y los otros cuatro a los moros al compás de la música de la ópera Guillermo Tell de Gioachino Rossini tocada a dulzaina y tabal; y los xiquets dels arets o savoians relacionado con la antigua Casa de huérfanos desamortizada y la nueva Casa de Beneficencia de la que provenían los niños que en ella participaban desde 1852 haciendo sonar su aret o pandereta sin piel también al compás del Guillermo Tell de Rossini. Otras danzas típicas de esta fecha se han perdido o su proceso de recuperación no se ha consolidado apareciendo y desapareciendo su representación en el cortejo cívico de la procesión dependiendo de las circunstancias.

#### Indumentaria tradicional

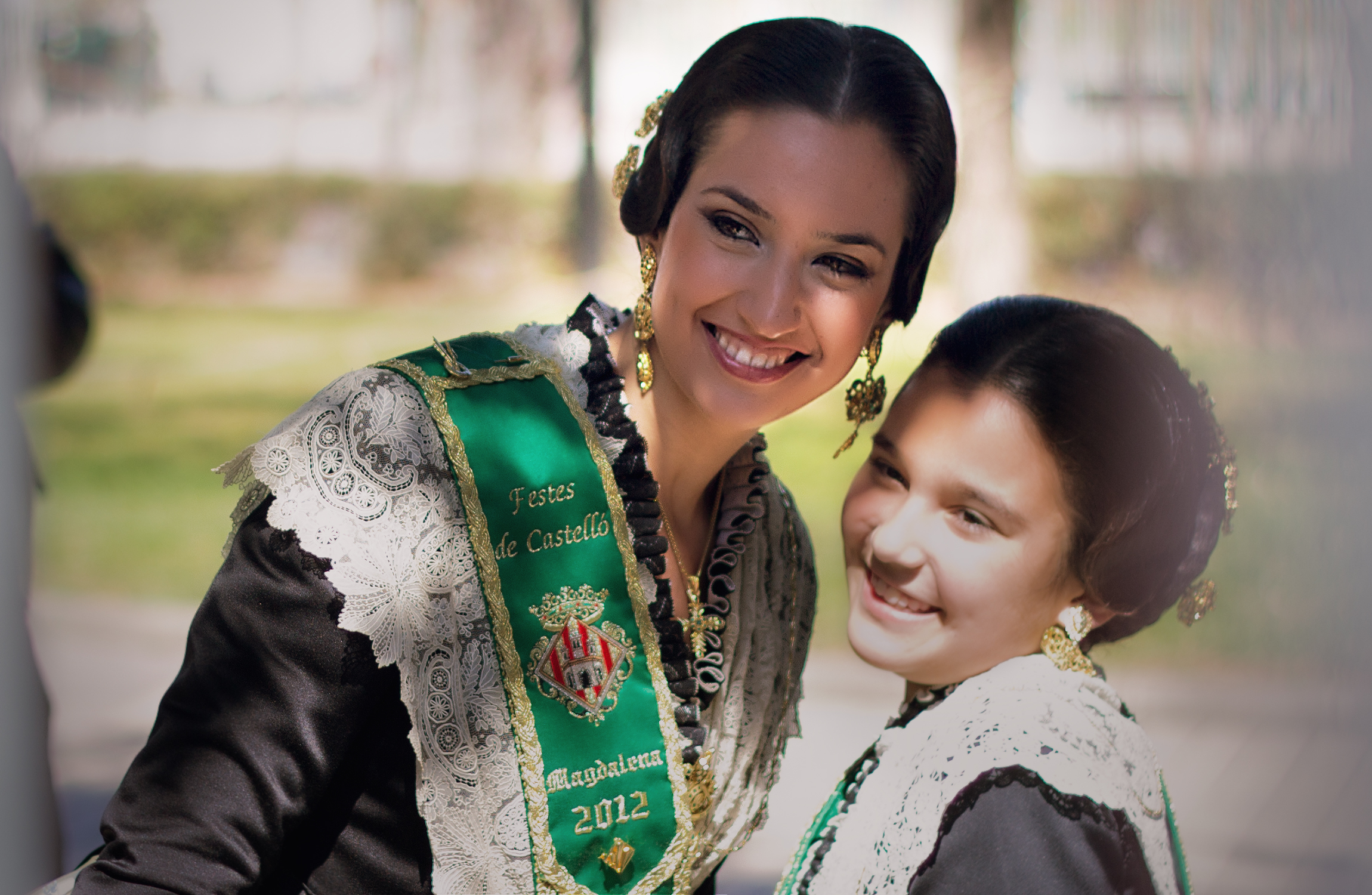
Reinas de las Fiestas de 2012 vestidas de castellonera

Castellón cuenta con hasta tres trajes típicos propios del municipio, aunque los dos de uso más extendido se han difundido por las fiestas de muchas localidades de la provincia. La principal es la indumentaria de castellonero. El traje femenino fue descrito por primera vez en torno a los años 1940 gracias a los esfuerzos de la Sección Femenina. Consiste en jupetí negro, falda larga de colores sobrios, manteleta blanca, delantal negro, medias blancas y zapato negro con un lazo; el aderezo se compone de diversas joyas donde destacan la pequeña peineta, las agujas para sujetar el moño único y la agulla del pit para recoger la manteleta.  El traje masculino tiene orígenes más antiguos y se suele llamar traje de setí. Se compone de un traje negro raso con pantalones acoplados por encima de la rodilla, chaqueta corta, camisa blanca, faja roja, medias blancas y zapatos con hebilla, si hace frío puede sumarse una capa, y opcionalmente un sombrero llamado rodina que normalmente se lleva colgado de la espalda.
Más tarde, en torno a los años 1980 grupos de baile y gaiatas se pusieron a buscar un traje más ligero o de faena, que complementara al de castellonera en aquellos actos en los que no se podían llevar prendas tan delicadas, iniciando así un proceso de investigación que dio como resultado el traje de labradora que se estrenó de forma oficial en la Romería de las Cañas de 1985. Este traje está basado en la indumentaria tradicional del siglo XVIII y consiste en camisa blanca bordada, cotilla bien ajustada o gitó que es la misma pieza pero con mangas, falda larga de colores vistosos, delantal negro o blanco más corto que el de castellonera, faltriquera en la cintura, pañuelo bordado con motivos florales medias blancas y zapatos forrados con la misma tela que la falda; como aderezo se porta una pequeña peineta decorada con flores sobre el moño único recogido con dos agujas, o cuatro y tres según el periodo del año, largos pendientes, la agulla del pit y otra por detrás para recoger el pañuelo, y de colgante principal una joya de gran tamaño que se puede complementar con otros collares, sobre el pelo puede levarse también mantilla en actos religiosos o cofia. El equivalente masculino de esta indumentaria es el traje de saragüells en Castellón con el pañuelo de la cabeza con las puntas mirando hacia el cielo, sin embargo este traje ha caído en popularidad porque se prefiere el más cómodo traje de labrador, que sustituye los característicos calzones blancos por unos pantalones, las alpargatas por zapatos, y no lleva pañuelo en la cabeza.
El Grao tiene su propio traje típico basado en los que se usaban en los oficios de la mar y que se usa fundamentalmente durante las fiestas de San Pedro.

#### Religiosidad

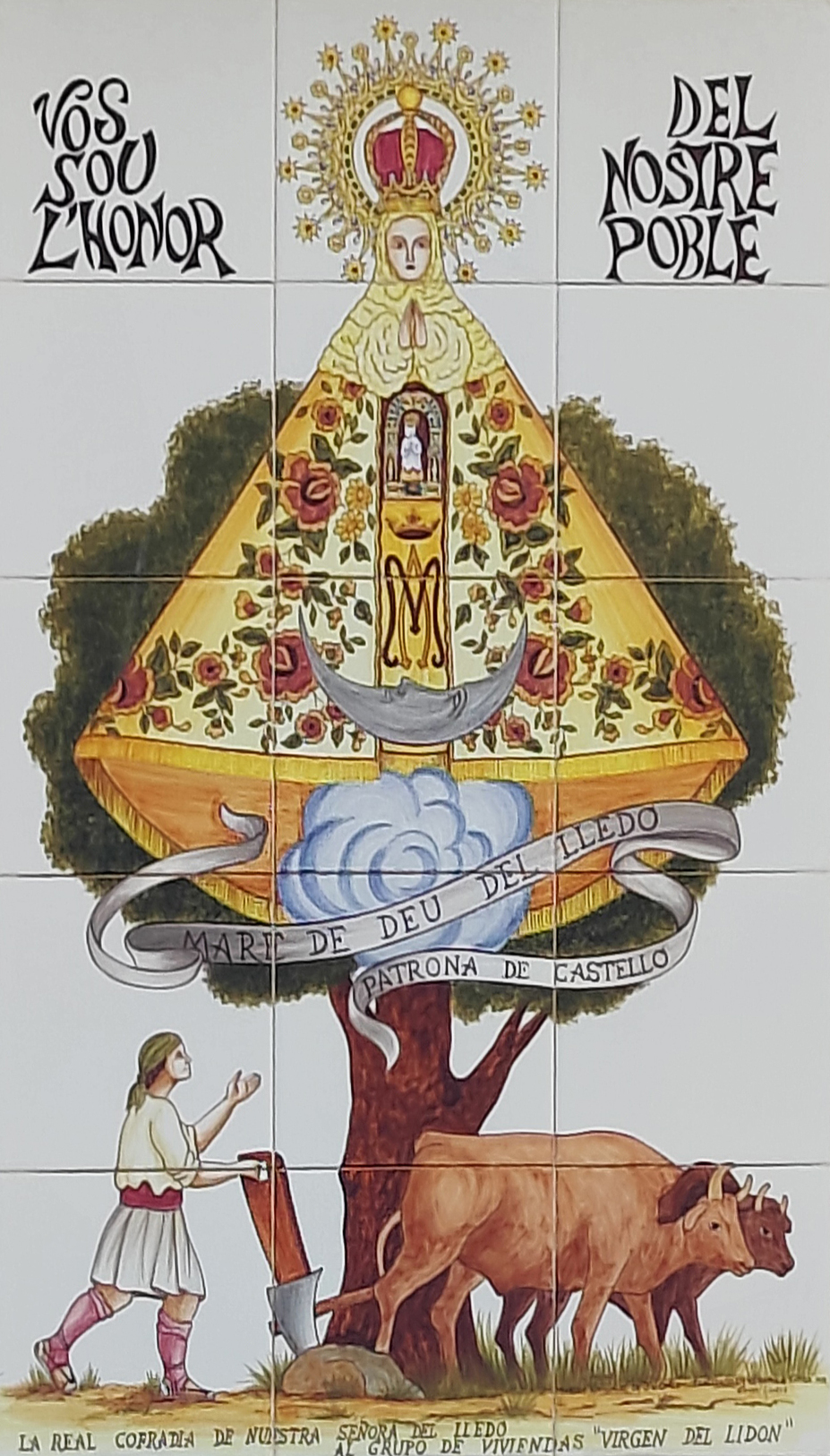
Panel cerámico de Nuestra Señora del Lledó

El culto a la Virgen del Lledó, en castellano del Lidón pero este nombre está cayendo en desuso, se inició en 1366 cuando, según la leyenda, el labrador Perot de Granyana encontró la pequeña imagen atribuida a la Virgen María a los pies de un lledoner. La Santa Troballa es una pequeña estatuilla de unos 6 o 7 cm probablemente labrada en alabastro por una mano inexperta con posibles influencias orientalizantes, sin haberse podido encontrar explicación alguna sobre su datación o su procedencia hasta llegar a la huerta castellonense donde se le rinde culto, pero se cree totalmente relacionada con los numerosos yacimientos arqueológicos del periodo romano situados en el Caminás; parece un caso de sincretismo religioso en el que se ha tomado una imagen devocional pagana y se ha convertido en la Theotokos. En 1638 se coloca la estatuilla en un relicario abierto en el seno de una imagen de la Inmaculada Concepción dándole prácticamente su apariencia actual. Muy pronto desde su hallazgo fue objeto de una gran devoción popular por toda la comarca y la actual provincia, pero no fue hasta 1922 cuando fue proclamada por el Papa Pío XI Santa Patrona principal de la ciudad, siendo coronada canónicamente el 4 de mayo de 1924.
San Cristóbal de Licia, cuyo culto en Castellón estaba presente desde la construcción de la primera iglesia, vio crecer su devoción al terminar las epidemias de peste que azotaron la villa en los años 1631, 1651-1652 y 1697-1698 el día 10 de julio cuando se celebra la festividad de este santo. La remisión completa de esta enfermedad fue considerada un hecho milagroso y el consejo siguió los procesos oportunos recibiendo la proclamación por el Santo Padre Clemente XI en 1703, haciéndose muy pronto con una reliquia del santo colocada en una suntuosa imagen de plata del santo que desapareció en la guerra de Independencia.
San Blas es el patrón menor de Castellón. Fue elegido como tal al coincidir la fiesta en su honor con la inauguración del actual Palacio Municipal el 2 de febrero de 1716. De forma unánime y sin discusión, clero y ayuntamiento acordaron su nombramiento y el traslado de la decisión a la diócesis, cayendo en el olvido hasta que en 1721 el Obispo de Tortosa Bartolomé Camacho Madueño dictó su proclamación.
Es un hecho controvertido si San Vicente Ferrer, el único santo que ha pisado Castellón siendo recordado el sermón que predicó en la villa en septiembre de 1412 instando a la reconciliación de las autoridades locales con las de Almazora y Onda, ostenta algún patronazgo sobre la ciudad en sustitución o no de San Blas. Es un hecho que su imagen preside la capilla del lado de la epístola de la basílica del Lledó enfrente de San Cristóbal y aparece también en el altar de los Santos Patronos de la concatedral, e incluso procesiona junto a las otras tres imágenes en alguna ocasión.
Dentro de la religiosidad popular se enmarca el extenso culto al protector contra las epidemias San Roque, debido a las continuas enfermedades atribuidas a la peste que se declaraban en la población. Se le dedicaron sendas ermitas, de la cual todavía se encuentra en pie la de Canet, y numerosas fiestas que todavía se mantienen. Ocurre lo mismo con San Pedro, patrón de los pescadores, que por dedicarse los habitantes del Grao a este oficio se ha acabado considerando al santo como patrón del distrito marítimo.
También hay que destacar los dos cultos que introdujeron dos de las órdenes religiosas que se asentaron en Castellón. Por un lado los capuchinos del desaparecido monasterio de San José y San Ponce promovieron el culto al santo de la orden Félix de Cantalicio hasta acabar dando nombre al arrabal norte de la villa que todavía celebra fiestas en su honor. Algo parecido hicieron los dominicos del antiguo monasterio de Santo Tomás de Aquino con la Virgen del Rosario que acabó bautizando el desaparecido arrabal que creció a su alrededor y que celebraba unas fiestas muy populares, aunque sin embargo se mantiene la capilla en la que fue iglesia del monasterio.

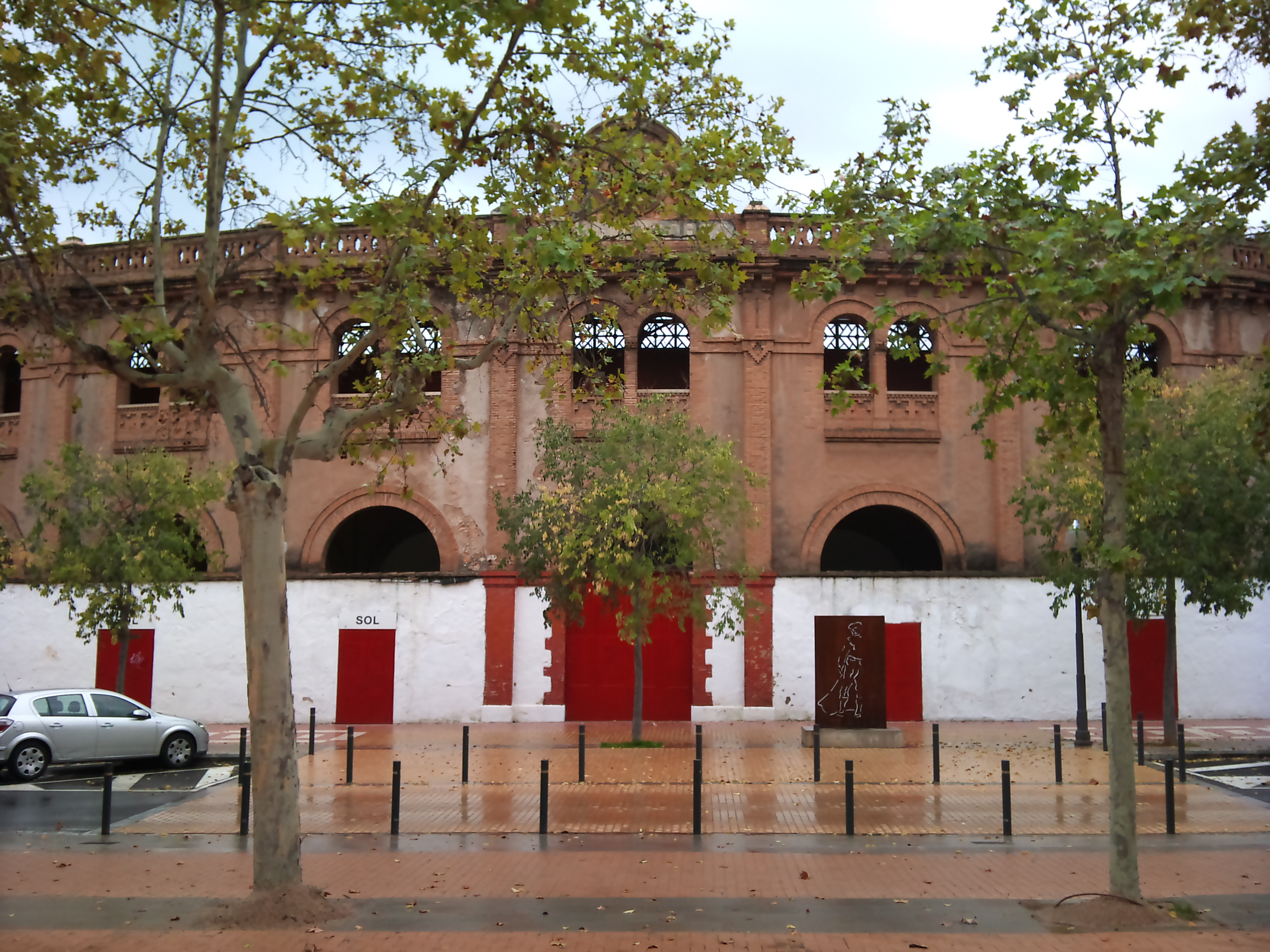
Puerta grande de la Plaza de toros

#### Tauromaquia
Los festejos taurinos en el marco de cualquier celebración pública celebrada en Castellón están documentados desde el siglo XV por las calles y plazas de la villa. En 1832 se inauguró la primera plaza de toros y no fue hasta 1887 cuando se inauguró la actual, de 2.ª categoría, proyectada por Manuel Montesinos Arlandis en el estilo romántico-neomudéjar imperante en este tipo de construcciones en aquel momento.
En 1888 se celebraba la primera feria taurina con motivo de las fiestas de la Magdalena, que se mantiene hasta la actualidad considerándose la primera de España según la fecha en la que caigan las fiestas, por lo que adquiere relevancia mediática y atrae a numerosos aficionados de todo el país; y que son las únicas corridas de toros que se celebran anualmente en la ciudad. Sin embargo, la tradición de los bous al carrer está muy viva en el Grao, donde constituyen el pilar fundamental de las fiestas de San Pedro desde 1857, y las que se realizan en la zona del Serrallo en agosto, y también en al menos tres grupos periféricos se celebran exhibiciones o toros embolados entre otros actos. También el coso taurino se ha abierto a estos festejos populares donde destaca el concurso de recortes.
Castellón suele considerarse, al igual que toda su provincia, una zona muy taurina con gran número de aficionados por ello en 2015 se celebró una manifestación con entre 6000 asistentes según la policía local y 10 000 asistentes según los organizadores con aficionados y figuras del toreo de toda España.

### Gastronomía

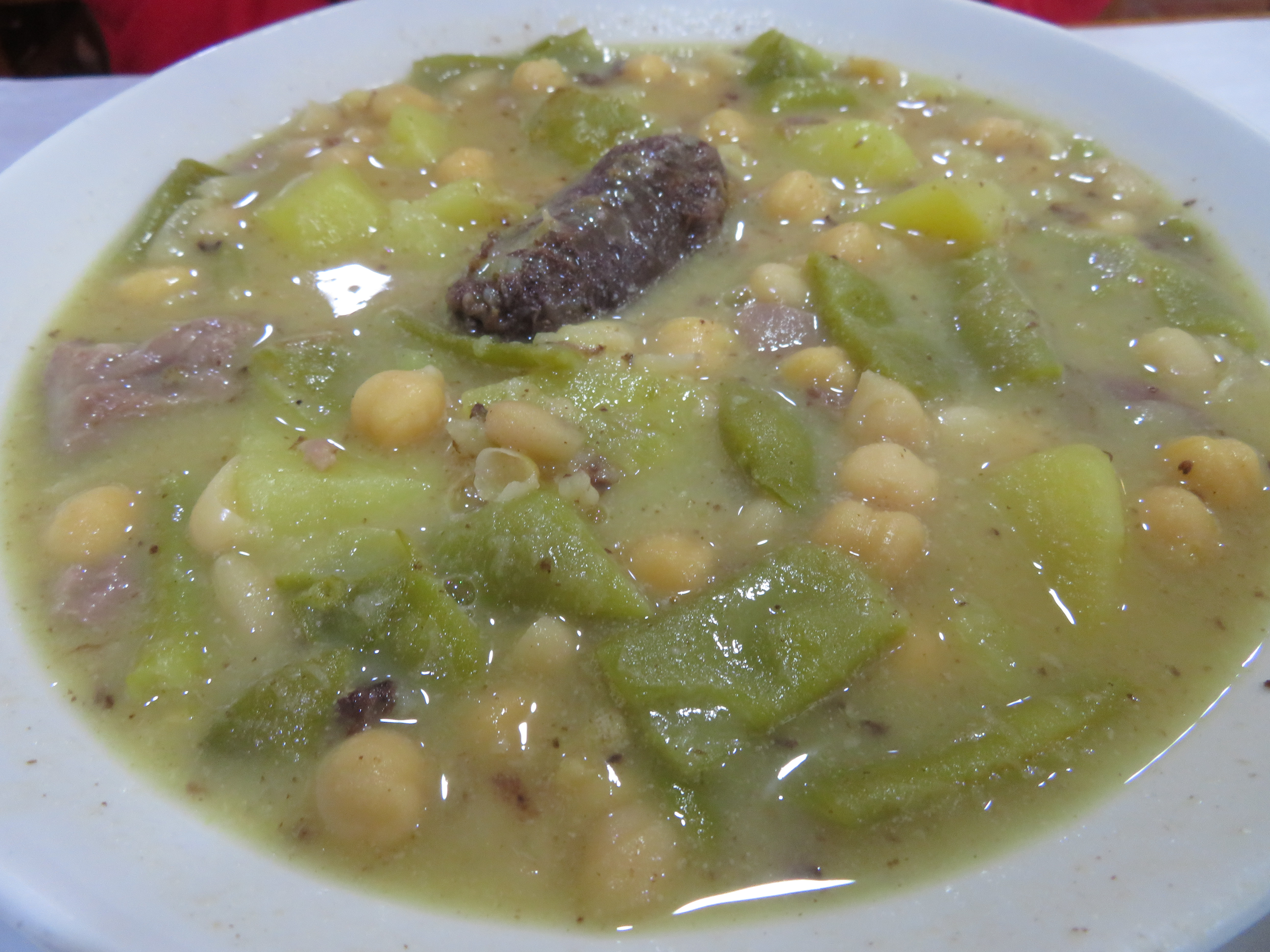
Plato de olleta

La gastronomía típica de Castellón de la Plana se enmarca dentro de la dieta mediterránea y da mucha importancia a productos de origen local, especialmente al arroz, verduras y pescados.
Como snack se pueden encontrar las populares rosquilletas simples, con pipas o cuadradas con pimentón; cocas saladas —que en Castellón se cubren como si fueran empanadas— de tomate, de espinacas, de cebolla o de jamón york y queso; y en temporada magdalenera los tradicionales ximos un bocadillo frito relleno de los mismos componentes que la coca de tomate, las longanizas de Pascua, los choricillos y las morcillitas.
Los platos principales más característicos tienen el arroz como ingrediente principal. A la conocida paella, que en Castellón siempre se le incorpora alcachofa, y acostumbra a llevar carne de pato en agosto, caracoles en otoño y pelotas en Navidad; se le unen otros arroces hechos con pescado, como el arroz a banda, el arrossejat o el arrocito de Castellón creado en 2017 con productos de la lonja del Grao. También se puede sustituir el arroz por fideos para obtener fideuá o fideos arrossejats. También destacan los diversos platos de arroz caldoso con diversos ingredientes según la temporada pero fundamentalmente mariscos.
Otros platos típicos son el suquet de pescado, la olleta de la Plana con alubias blancas con gran cantidad de vegetales con carne de ternera o de cerdo y sin ella en Semana Santa, o el tombet de carne muy típico de la provincia.
Entre los bocadillos más típicos hay que destacar la torraeta de anchoas o de sobrasada y la tradicional tortilla de habas con alcachofas o ajos tiernos que se almuerza en la Romería de las Cañas. 
Respecto a los dulces y la repostería típicos se pueden degustar cocas dulces como la mal feta, la de manzana o la de Castellón con patata en vez de harina, así como las pelotas de fraile y los rollitos de anís o huevo. Por temporadas, encontramos el fadrinet inventado en 2010 y elaborado con los alimentos preferidos del personaje ficticio Tragapinyols así como la figa albardà una especie de buñuelo de higo típicos de la Magdalena, la mona de Pascua, la flor de Lledó —un hojaldre con crema de naranja y limón confitado— creado en 2016 para las fiestas de la patrona, o ya en Navidad, los tradicionales pastissets de boniato y de cabello de ángel, aunque actualmente existen de muchos sabores.
En cuanto a las bebidas, el carajillo es el tipo de café más identificativo de la zona, cuenta con licor flameado removido junto a granos de café, ralladura de limón y canela y, formando una capa separada, café expreso; el refresco más típico es el agua de cebada, antiguamente llamada aigua canellona, y que en la actualidad se suele tomar en forma de granizado. En 1954 el famoso barman Perico Chicote visitó la ciudad y bautizó uno de sus cócteles como Castellón, éste incluye curasao, zumo de naranja, triple seco y ginebra.

### Deporte
Clubes deportivos

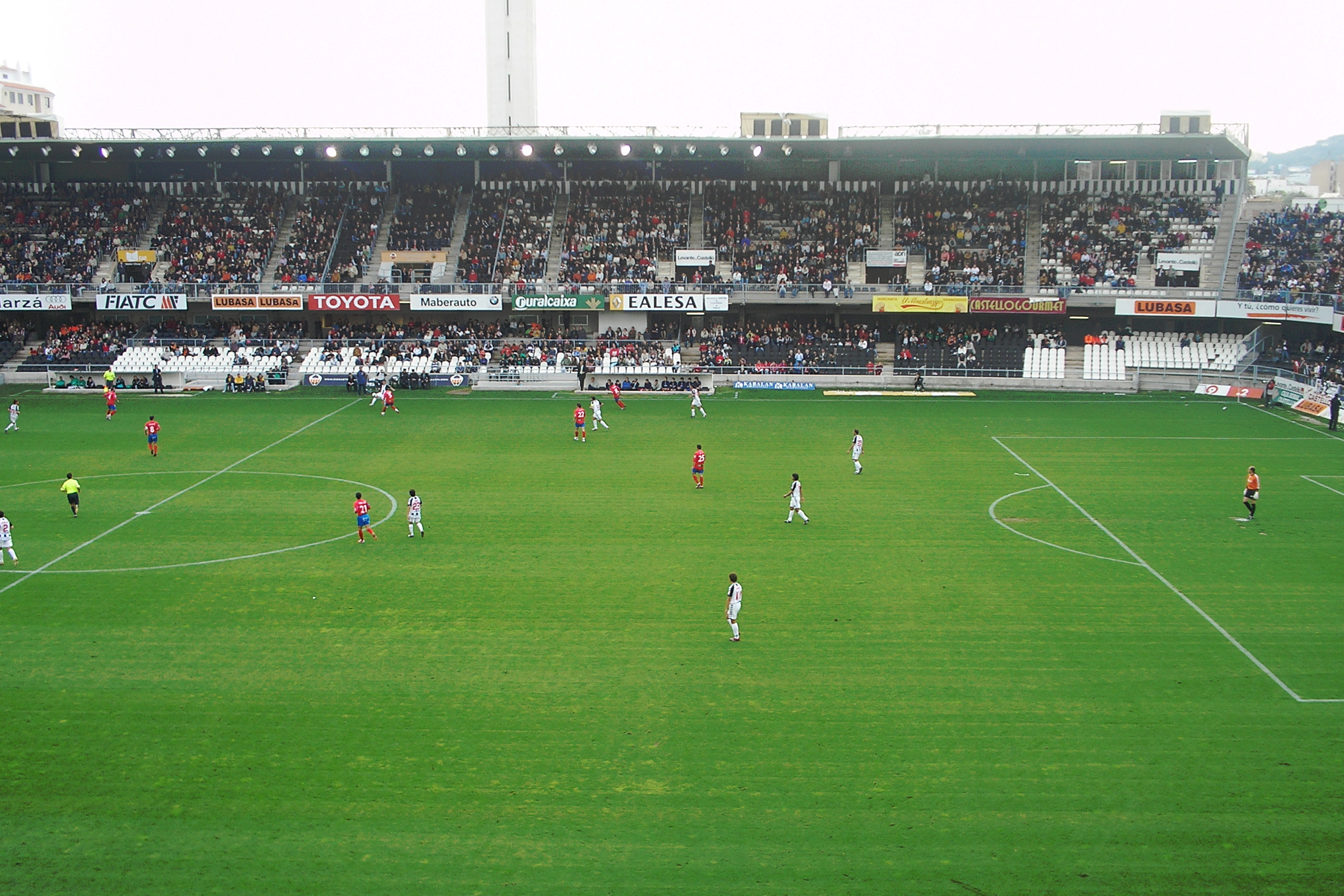
Estadio Castalia durante un partido de Segunda División de la temporada 2006-2007 disputado por el C.D. Castellón

La Guía de asociaciones editada por el Ayuntamiento de Castellón en 2019 registra 112 clubes y asociaciones deportivas dedicadas a la promoción de numerosos deportes, desde los más populares a otros de nicho. Algunas de las entidades deportivas más importantes de la ciudad son:
- El Club Deportivo Castellón es el principal club de fútbol de la ciudad. Fue fundado en 1922 y milita en la liga de la Segunda División desde 2024.[399] Ha permanecido 10 temporadas —divididas en 4 etapas— en la Primera División y fue subcampeón de la Copa del Generalísimo de 1972-1973 y campeón de la Segunda División de los años 1980-1981 y 1988-1989.[400] El principal equipo filial, el C.D. Castellón «B» milita en Tercera Federación.
- El Real Club Náutico de Castellón nació en 1932 con el afán de promover la vela y otros deportes acuáticos, organizar regatas y facilitar el mantenimiento de las embarcaciones de competición. Dispone de equipos organizados de vela de crucero, vela ligera, piragüismo, kayak-polo —donde el equipo sénior participa en la Primera División—,[401] barco dragón, pesca deportiva e incluso pádel.
- El Club Deportivo Balonmano Castellón inició su andadura en 1978. Sus principales éxitos vienen del equipo femenino que entre los años 2017 y 2019 jugó en la División de honor[402] y desde 2023 lo hace en Primera Nacional. El equipo masculino de balonmano alcanzó la Primera Nacional del sistema de ligas pero la temporada 2023-2024 la disputa en Segunda Nacional.[403]
- El Club de Atletismo Playas de Castellón se creó en 1981 y desde 2013 se considera el mejor club de atletismo de la historia de España por la RFEA al combinar todos los puntos obtenidos por los equipos del club en cualquier competición. Sus equipos absolutos dominan el Campeonato de clubes, la Copa del Rey y la de la Reina, además el equipo masculino lo hace también en la División de Honor y ha representado al país en numerosas competiciones europeas.[404]
- El CFS Bisontes Castellón es el principal equipo de fútbol sala. Entre 1989 y 2011 militó en la División de Honor de este deporte en España, proclamándose campeón en las temporadas 1999-200 y 2000-2001 y participó en el Campeonato de Europa y posterior Liga de Campeones obteniendo el título en las temporadas 2000-2001, 2001-2002 y 2002-2003, bajo el nombre de Playas de Castellón. Desde 2017 milita en la Segunda División de forma ininterrumpida.[405] Su sección femenina, más conocida como Feme compite también en la segunda División.[406]
- El Club Voleibol L'Illa Grau se creó en 1981, ha jugado 9 temporadas divididas en tres etapas en la Superliga y desde 2021 lo hace en la Superliga 2, la cual conquistó en las temporadas 2004-2005 y 2016-2017.[407] En 2006 se fundó el Club Voleibol Mediterráneo Castellón, que ha jugado tres temporadas en la Superliga masculina entre 2015 y 2018 al proclamarse campeón de la Superliga 2 la temporada anterior a su debut, año en el que también consiguió la Copa del Príncipe;[408] actualmente milita en la Superliga 2.[409] El voleibol femenino tiene como referente al Club Volei Grau Castelló cuyo primer equipo participa en la Superliga 2 desde 2014.[410]
- El Amics del Bàsquet es el principal club de baloncesto de la capital. Se fundó en 1994 y jugó entre 2014 y 2025 en la Primera FEB, descendiendo ese año a la liga Segunda FEB.[411] En baloncesto femenino destaca el Nou Bàsquet Femení Castelló milita en la Liga Femenina Challenge desde 2024.[412]
- El Hockey Club Castellón se creó en 1999 y tiene a sus principales equipos en las tres ligas más importantes del hockey español, el principal en la Élite, el segundo en la Oro y el tercer equipo en la Liga Plata.[413]
- Aunque sea una institución municipal, el Patronato de Deportes tiene entre sus funciones la organización de programas deportivos dirigidos a la infancia, las mujeres y las personas mayores y discapacitadas, mantiene escuelas deportivas enfocadas a varios deportes y organiza ligas locales, normalmente colaborando con clubes e instalaciones de propiedad privada y centros educativos.[414]

Instalaciones deportivas

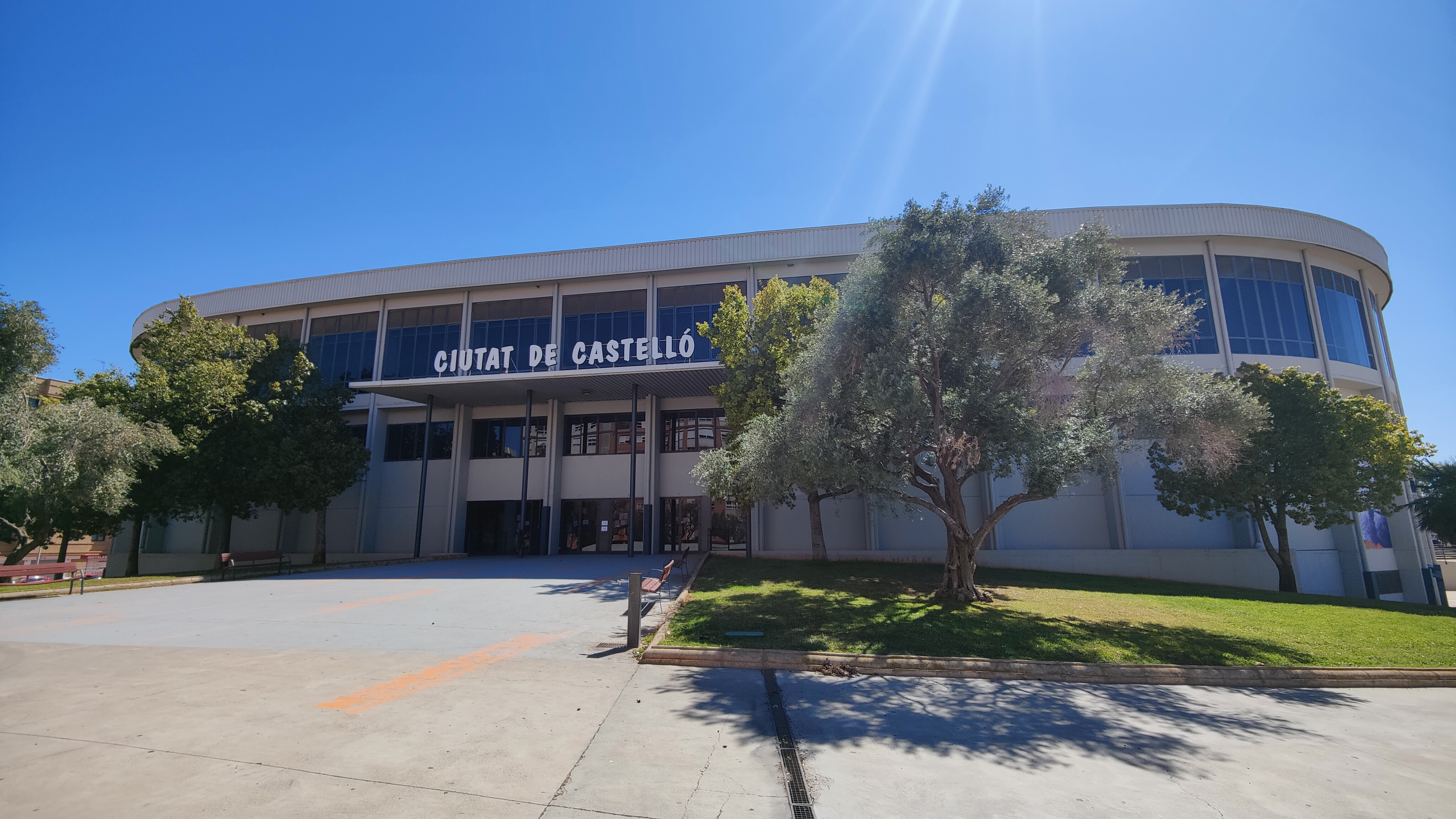
Polideportivo Ciutat de Castelló

La mayoría de instalaciones deportivas de la ciudad son de propiedad pública y prácticamente todos están gestionados por el Patronato de Deportes. Las instalaciones deportivas puede agruparse en los siguientes grupos:
- Al norte, fuera de los límites impuestos por la Ronda Ciudad se encuentran las instalaciones Chencho que disponen de campos de fútbol, pabellón cubierto, patinódromo, pista de hockey y circuito de bici trial, al lado la Ciudad Deportiva cuenta con campos de fútbol, pabellón cubierto y gimnasio. Al cruzar la cuadra Tercera se encuentra el Parque Deportivo, más conocido como Sindical, con campo de fútbol y rugby, frontones descubiertos y el trinquete cubierto, pistas exteriores de fútbol sala, pabellón cubierto, pistas de pádel y de tenis así como piscinas de verano. El ayuntamiento promete desde hace años la unión de los tres recintos pero solo se construyó la primera fase en 2006[415] y tras enfrentarse a diversos problemas judiciales fue cancelado,[416] pero la idea suele proponerse de forma periódica.[417] No muy alejado, pero ya dentro del casco urbano, se encuentra el campo de fútbol de los grupos San Agustín y San Marcos.[418]
- Al norte de la ciudad se encuentra el Estadio Castalia de propiedad municipal y gestionado por el C.D. Castellón que disputa allí sus partidos como local. Fue construido en 1987 y cuenta con unas 14485 localidades.[419] Junto a él se encuentra una piscina cubierta, el pabellón Castalia-Rafa Martí y un complejo de pistas de pádel.[418]
- En el Polígono Rafalafena se encuentran las instalaciones del mismo nombre que disponen de campo de fútbol, pistas multideportivas y sala multiusos.[418] La Piscina Provincial se sitúa a poca distancia.
- Al este de la ciudad se puede encontrar el Pabellón Fernando Úbeda Mir,[418] más conocido como Grapa, donde juega como local el club de balonmano.
- En el sur se sitúa el Pabellón Ciutat de Castelló, construido en 1993 tiene una capacidad de 6000 espectadores y en él juegan los equipos de fútbol sala y baloncesto y se celebran los principales eventos deportivos de la ciudad. Justo enfrente se encuentra el Parque deportivo Gran Vía, con campo de fútbol, pistas deportivas y pabellón cubierto. El grupo Perpetuo Socorro también dispone de un campo de fútbol.[418]
- Al oeste de Castellón destacan las Instalaciones deportivas Gaetà Huguet, con la pista de atletismo sede del club dedicado a ese deporte, la pista de hockey que alberga los partidos como local de los equipos que practican dicha disciplina, y campos de fútbol. Justo al lado está el edificio que alberga la piscina olímpica de Castellón; y enfrente, el campo de fútbol del parque Mérida.[418]

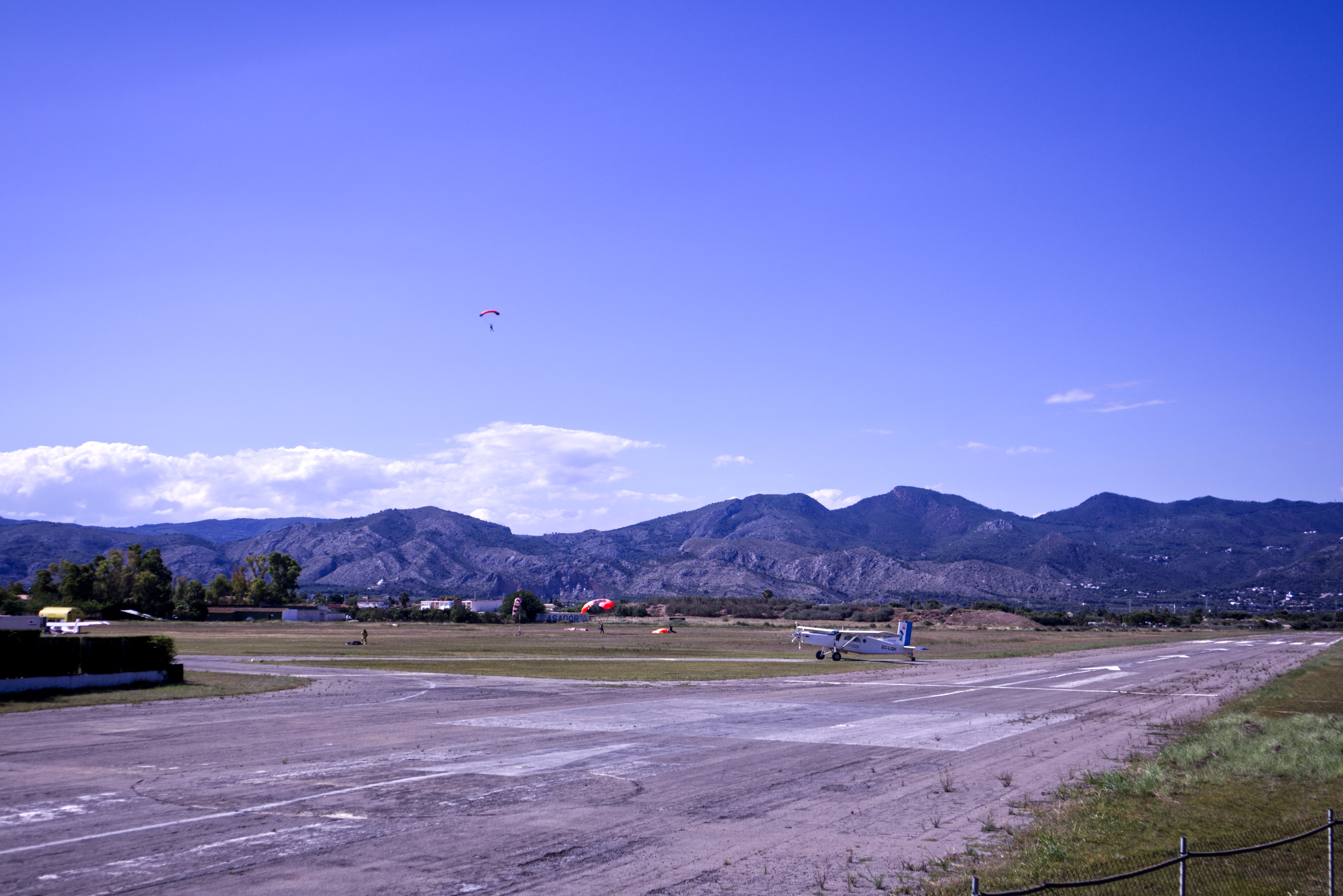
Pista del aeródromo

- En el Raval Universitario se construyó como dotación deportiva un complejo de pistas de pádel. El campus del Río Seco de la UJI dispone de numerosas instalaciones deportivas a disposición del alumnado.
- Al sur del casco urbano del Grao se encuentra el Pabellón Pablo Herrera dedicado al voleibol del que este grauero subcampeón olímpico y dos veces campeón del mundo. Al norte de la localidad se encuentran las Instalaciones deportivas Emilio Fabregat, con piscina y pabellón cubierto, y junto a la playa del Pinar, el campo de fútbol Javier Marquina.[418]
- Dos tercios del parque del Pinar albergan un campo de golf de 9 hoyos de propiedad municipal pero gestionado por el Club de Golf Costa de Azahar, que también dispone de varias pistas de tenis[420] y un minigolf. Muy cerca se encuentra el aeródromo del Pinar, también de propiedad pública pero gestionado por el Aeroclub Castellón, se creó en 1958 y está muy centrado en la práctica de deportes aeronáuticos, destacando el paracaidismo y los ultraligeros.[421] Sus instalaciones también albergan las del Club de Cazadores San Huberto dedicadas al tiro olímpico y al tiro con arco.

Existen numerosas instalaciones privadas, mayormente gimnasios, clubes de tenis y de pádel, piscinas y centros ecuestres, algunos de los cuales son subvencionados por el patronato para alentar la práctica de dicho deporte. También se pueden encontrar diseminados por la ciudad tres skateparks, canchas multideportivas, instalaciones para la práctica de calistenia y aparatos deportivos biosaludables, así como sendas rutas para caminar y correr habilitadas en la Ronda Este.
Eventos deportivos
Castellón suele acoger numerosos eventos deportivos de todo tipo y de nivel nacional e internacional a lo lago del año. La atracción de estos eventos es prioritaria dentro de las políticas de las autoridades locales para el desarrollo del turismo y el fomento del deporte a nivel local.
En el ámbito del atletismo destaca la media maratón, la maratón —certificada como «bronce» por World Athletics — y la 10 kilómetros que se disputan simultáneamente, acoge la salida de la ultra trail Castellón-Peñagolosa de 109 km hasta el santuario de San Juan de Peñagolosa a los pies del gegant de pedra y junto a ella la maratón y media, y la competición de campo a través así como carreras populares y caminatas. También se celebra en el ámbito del atletismo de pista el Meeting internacional Memorial José Antonio Cansino.
Cada año se celebra una competición de triatlón en la playa del Pinar y un Ultraman que por sus características se extiende a lo largo de muchas otras localidades de la provincia.
La capital acoge siempre alguna de las etapas de la Vuelta ciclista a la provincia de Castellón y suele servir como inicio o final de la Vuelta a la Comunidad Valenciana y ha visto pasar varias veces a la Vuelta a España. También es reseñable la regata Costa de Azahar, el open anual de voleibol playa o el trofeo de natación Castalia Castellón.
Entre los eventos que se han celebrado en el pasado, destacan numerosos campeonatos nacionales de distintos deportes, así como como la celebración de los Special Olympics nacionales en 2008 y a nivel internacional ha albergado varias fases de la Copa Mundial de fútbol sala de la FIFA 1996 y la primera y la segunda fases del Campeonato Mundial de Balonmano Femenino de 2021. En 2012 Castellón ostentó el título de Ciudad Europea del Deporte.
Deporte tradicional
El juego más tradicional es el boli, la versión local de un deporte que se juega desde Asia hasta la península ibérica pero que no tiene ni un nombre ni una reglas comunes para cada lugar en el que se practica. Pese a eso, desde 1988 se celebra en la ciudad el que se ha venido a llamar «Campeonato Mundial de Boli», al que acuden representantes de deportes muy similares que se juegan en España y un campeonato infantil entre colegios.
Este deporte se juega con un boli, un palo de unos 10 o 15 cm proveniente de un naranjo al que se hace punta en los dos extremos, y una pala de unos 10 cm de ancho con un mango para poder cogerla, que puede construirse con cualquier trozo de madera y se necesita la participación de dos equipos compuestos por 4 personas cada uno.
De entre las variedades que se juegan en la Comunidad Valenciana a la castellonense se la ha clasificado en la modalidad de empome, esto consiste en que el jugador que saca —conocido como tirador— lanza el palo al grito de boli y el otro equipo ha de empuñarlo al grito de dali sin que sus manos toquen el suelo. En caso de que se tome, el tirador será eliminado y sacará otro compañero de su equipo. Si por lo contrario el boli no se coge al vuelo, el equipo contrario lo lanzará con la mano desde el punto en el que haya caído para intentar golpear la pala que reposa en el suelo en una acción que se llama «matar la pala», si la mata, el tirador queda eliminado y saca el siguiente. Si no es así, el tirador tiene tres ocasiones sucesivas para alejar el boli y si tampoco lo caza, el tirador calculará la distancia existente entre el lugar donde ha ido a parar el palo y el punto de saque. El juego se repite hasta que todos los jugadores agotan su turno y den paso al otro equipo.

### Medios de comunicación
El primer periódico publicado en Castellón fue El Eco de Castellón en 1856 abriendo un importante panorama de publicaciones de marcada tendencia política y partidista que no solían alcanzar largos periodos de vida. Precisamente, 3 de los que se consideraban «independientes» sobrevivieron hasta la segunda o tercera década del siglo XX, Diario de Castellón (1870-1936), El Clamor (1896-1922) y Heraldo de Castellón (1890, 1894-1938). Las autoridades franquistas solo permitieron la publicación de El Mediterráneo publicado por la Cadena de Prensa del Movimiento. Con la transición se privatizó el único medio de prensa escrita de la provincia, que se convirtió en El Periódico Mediterráneo y que forma parte de Prensa Ibérica desde 2019, además aparecieron otros nuevos con cabeceras reminiscentes de los principales medios anteriores a la guerra. El auge de las nuevas tecnologías, y la pérdida de valor de la prensa escrita fue cerrando paulatinamente todos los diarios entre los años 1990 y 2019, siendo el último Levante de Castelló en 2019. En la actualidad solo quedan a la venta como prensa tradicional el citado Mediterráneo y la edición local del diario El Mundo llamada Castellón al Día. En internet, aparte de las ediciones en línea de las anteriores dos publicaciones, también se pueden encontrar los periódicos digitales Castellón Plaza, Castellón Información y Castellón Diario. En Castellón también se publica prensa especializada, como el Periódico del Azulejo y la revista taurina Bous al carrer.
En radio, la primera emisora fue Radio Castellón, perteneciente a la Cadena SER y que comenzó a emitir en 1933. En la actualidad las principales cadenas de radio de España así como À Punt Ràdio emiten desde Castellón para toda la provincia, a excepción de la COPE que lo hace desde Villarreal. Todas ellas incluyen en su programación importantes espacios para tratar asuntos de índole local y provincial.
En cuanto a la televisión, antes del apagón analógico producido en 2009 llegaron a emitir 3 canales, Televisión de Castellón, Canal Castelló y Localia. En televisión digital terrestre solo sobrevivió TVCS sin rivales hasta que en 2019 Prensa Ibérica lanzara MediTV sustituyendo a Levante TV. Ambos canales emiten para toda la provincia.

### Ciudades hermanadas
- Castellón, está hermanada desde el 27 de febrero de 1987, con la ciudad francesa de Châtellerault. El primer hermanamiento de la ciudad se basó en un criterio de apertura e intercambio cultural con los países de la Unión Europea a la que España acababa de acceder.[438]
- El 8 de septiembre de 2016 Castellón se hermanó con Lérida, la ciudad en la que el rey Jaime I firmó ese mismo día 765 años atrás, el Privilegio del Traslado autorizando el traslado de la villa a su actual ubicación.[438]
- Desde el 7 de octubre de 2017 Castellón también está hermanada con la ciudad rumana de Târgoviște. El hermanamiento se produjo en un momento en el que el 10 % de los residentes en Castellón procedían de esta ciudad de Valaquia.[438]
- El 21 de julio de 2018 concluyó el proceso por el cual Castellón se hermanó con la ciudad japonesa de Ube, sede mundial de la empresa química homónima, que representa la segunda mayor empresa asentada en el municipio.[438]